# Échinodermes des Caraïbes

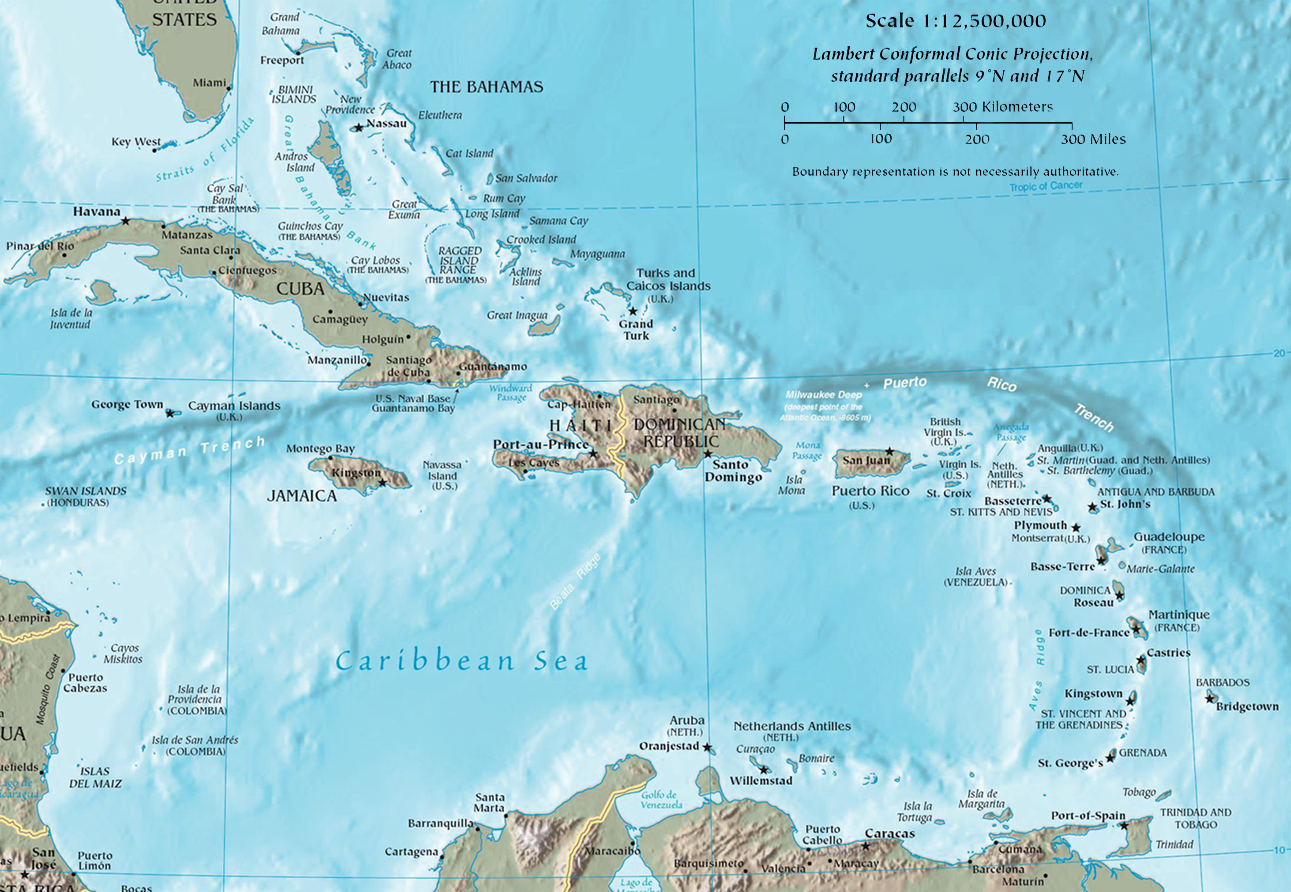
Carte des Caraïbes.

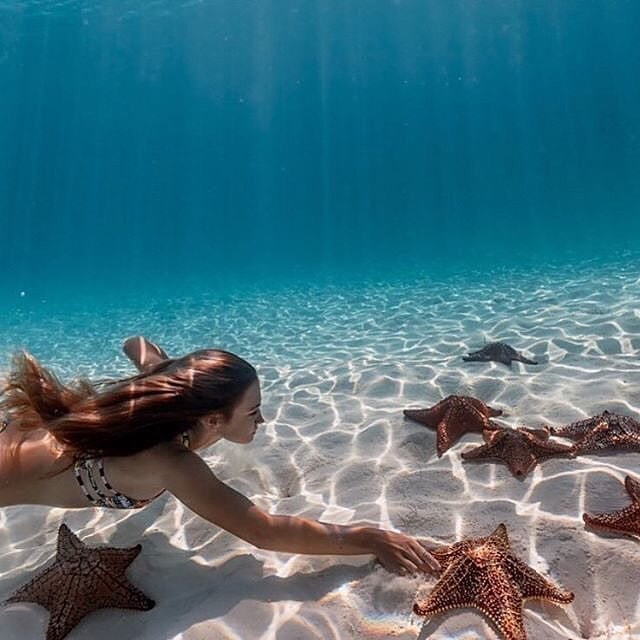
L'étoile-coussin Oreaster reticulatus est un des symboles des plages des Caraïbes.

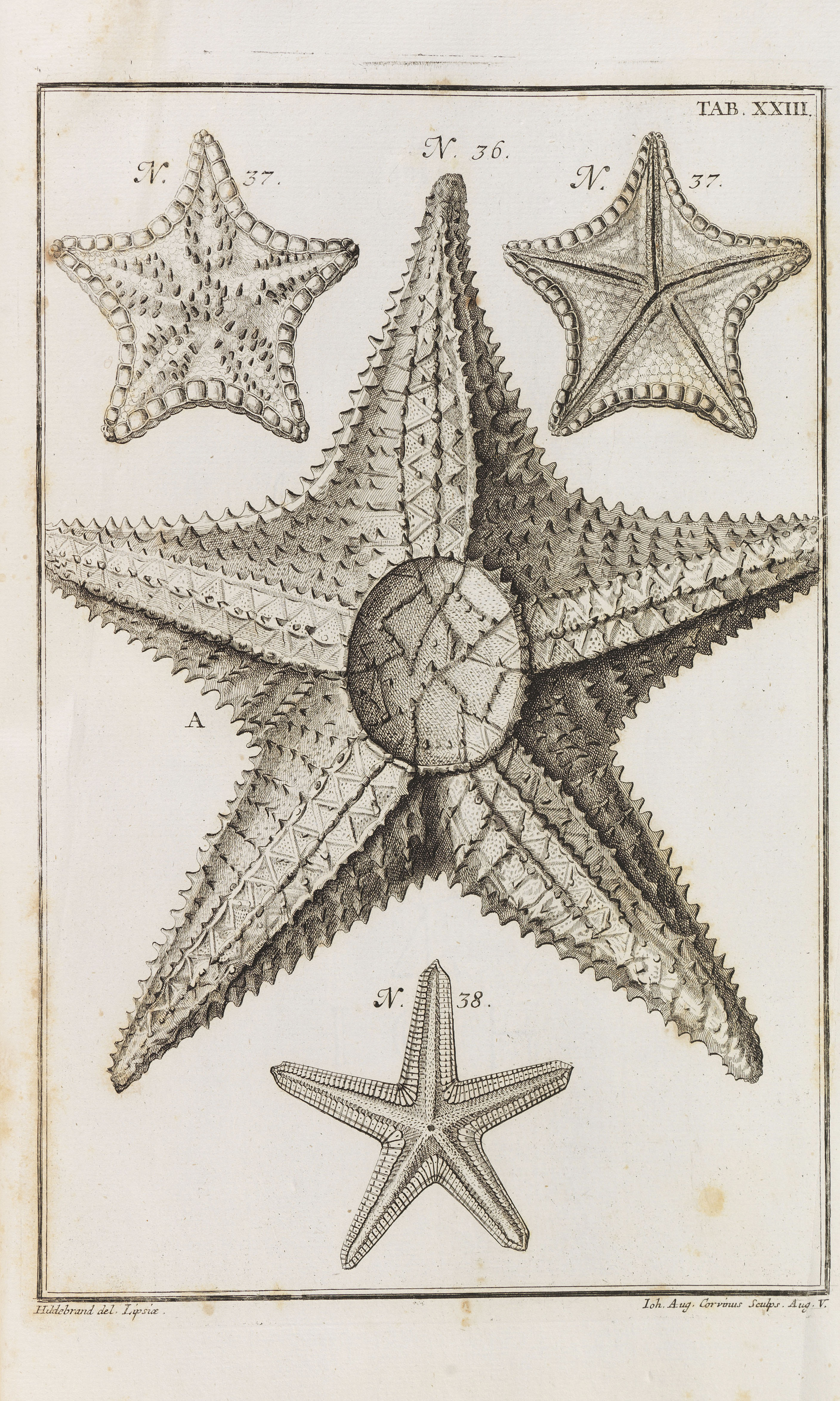
Trois étoiles de mer caribéennes, par Johann Heinrich Linck l'Ancien, 1733.

Les échinodermes forment un embranchement d'animaux marins benthiques présents à toutes les profondeurs océaniques, et dont les premières traces fossiles remontent au Cambrien. 
Ils comprennent actuellement 5 classes : les étoiles de mer, holothuries, oursins, ophiures et crinoïdes. Ces animaux sont généralement caractérisés par le fait que leur corps est structuré en une symétrie centrale (au lieu de bilatérale chez la plupart des animaux), généralement d'ordre 5 (« pentaradiale »), visible chez les étoiles de mer, les oursins et les ophiures, et plus discrète chez les holothuries et les crinoïdes.
Très originaux, les représentants de ce groupe possèdent un certain nombre de caractéristiques uniques dans le monde animal. Les principales sont leur symétrie générale pentaradiée (bien qu'ils restent fondamentalement bilatériens), l'existence d'un squelette constitué de plaques de calcite arrangées en stéréome, et la présence d'un système aquifère. Ils constituent un groupe proche des chordés au sein des deutérostomiens.
Les échinodermes sont des animaux lents et non agressifs, mais les oursins sont cependant équipés de piquants pouvant infliger des blessures douloureuses (même si aucun n'est sérieusement dangereux aux Caraïbes). Les holothuries peuvent quant à elles se protéger en éjectant des tubes de Cuvier, pour les espèces qui en sont pourvues.
On compte actuellement 7 000 espèces d'échinodermes vivantes à l'échelle de la planète, dont plus de 2000 ophiures, 1900 étoiles de mer, 1250 holothuries, 950 oursins et 650 crinoïdes.
Les cinq classes d'échinodermes sont représentées aux Caraïbes, de manière relativement homogène. Une méta-étude de 2010 a recensé 433 espèces d'échinodermes de 80 familles différentes (soit 6,5 % des échinodermes connus), toutes profondeurs confondues : 116 étoiles de mer, 148 ophiures, 30 crinoïdes, 76 oursins et 63 holothuries, le pic de biodiversité étant partagé entre le Mexique et la Colombie. 
Le présent article est donc non exhaustif, mais présente les espèces les plus communes aux profondeurs de baignade ou de plongée récréative.

## Étoiles de mer
La classe des Asteroidea (les étoiles de mer) comprend environ 1 900 espèces réparties dans tous les océans. On peut en trouver à toutes les profondeurs, de la zone de balancement des marées à −6 000 mètres de fond. 
Elles peuvent avoir cinq bras ou davantage. Toutes ont un disque central portant en partie supérieure (face « aborale ») l’anus et le madréporite, et sur la face inférieure (face « orale ») une bouche dépourvue de dents mais par laquelle certaines astérides peuvent « dévaginer » leur estomac pour le projeter sur la proie et commencer ainsi à la digérer de façon externe. 
L'étoile la plus caractéristique des Caraïbes est la grosse étoile rouge Oreaster reticulatus, mais elle est malheureusement en régression rapide en raison de sa surpêche à des fins touristiques. 
On compte 116 espèces d'étoiles de mer aux Caraïbes, réparties dans 23 familles, dont une grande partie sont abyssales (non représentées ici). Au moins huit espèces sont réellement communes à faible profondeur. 

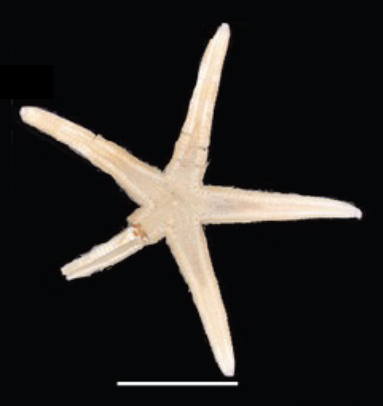
Astropecten alligator (abyssale)
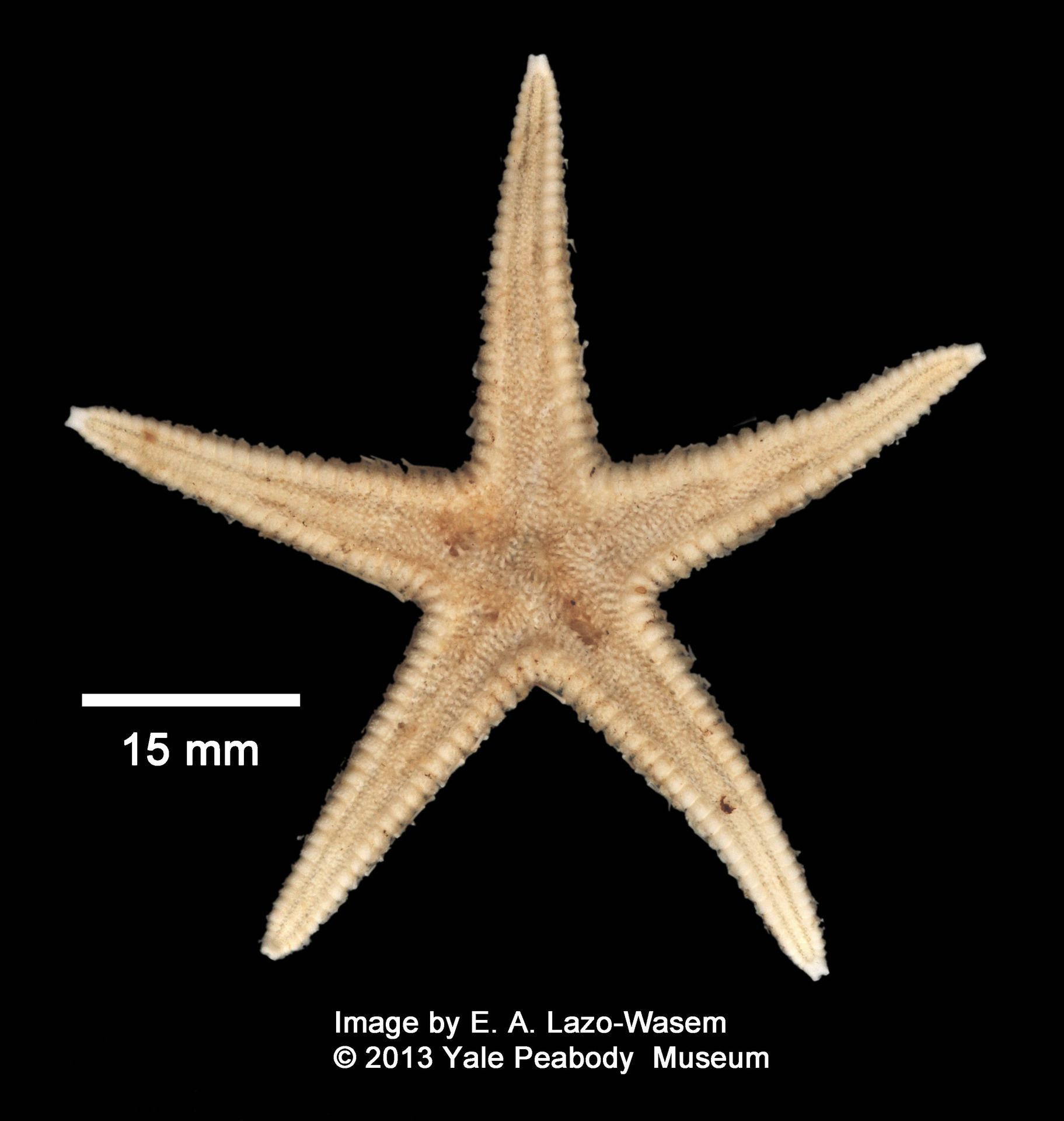
Astropecten americanus (profonde)
Astropecten antillensis (profonde)
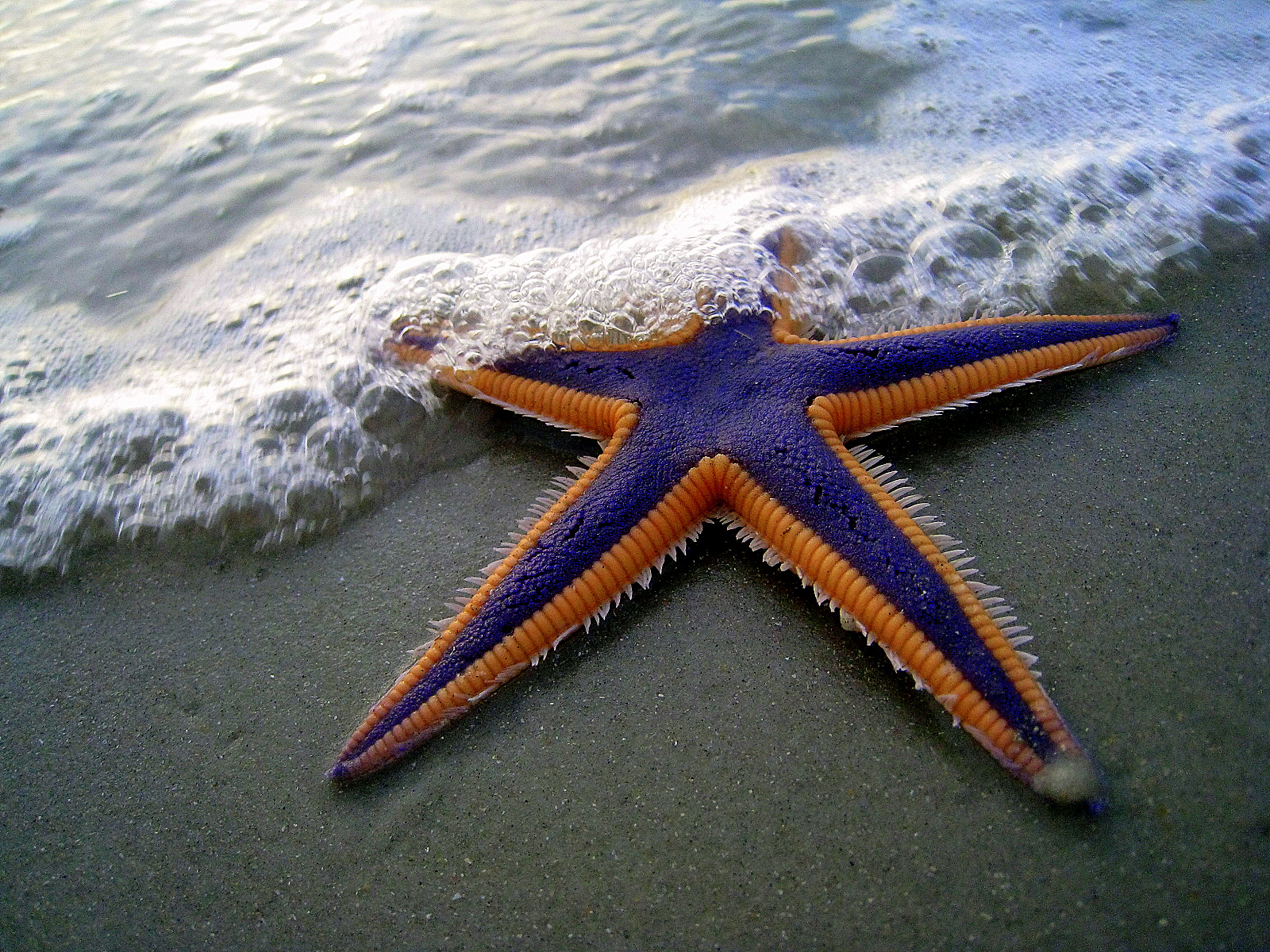
Astropecten articulatus
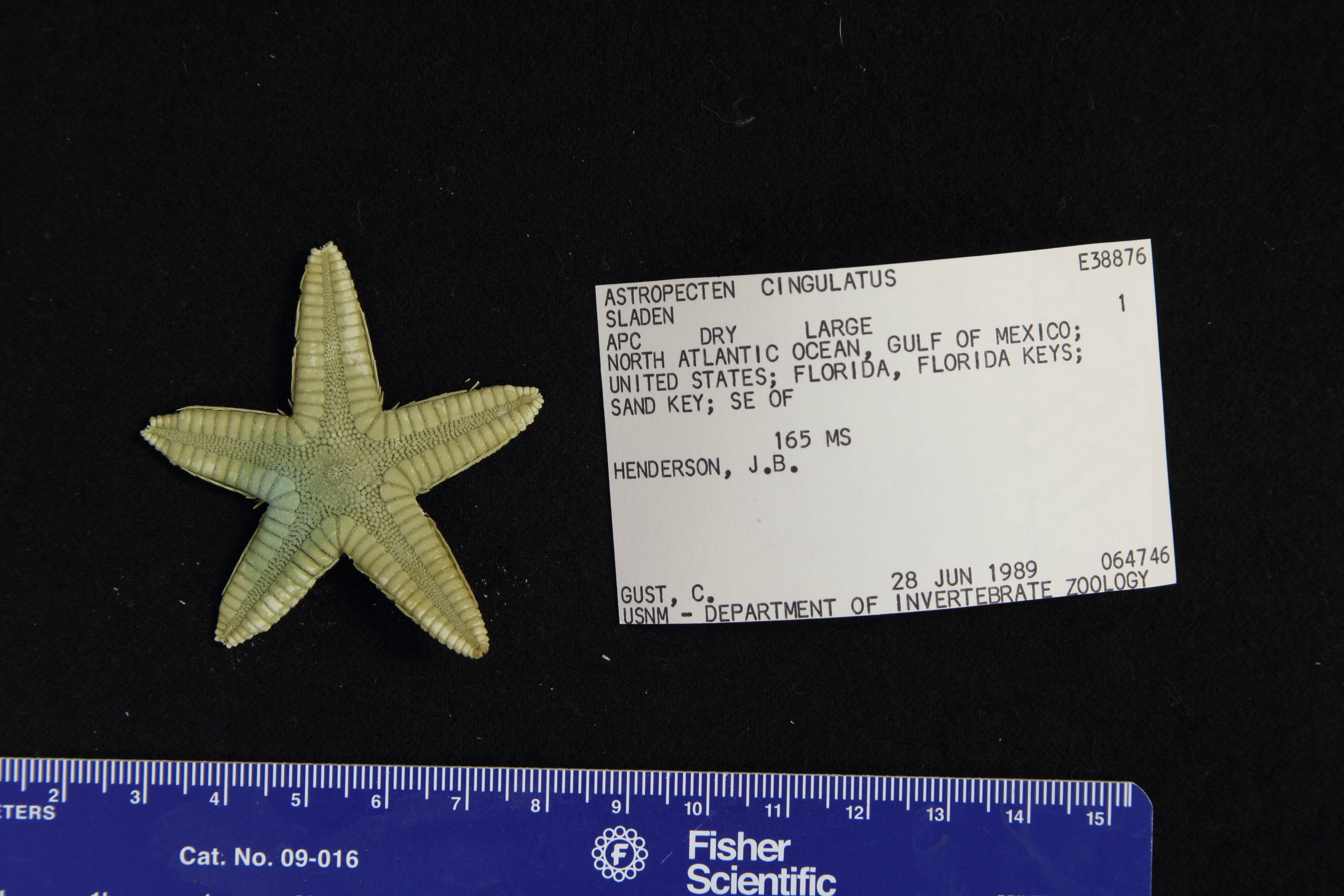
Astropecten cingulatus (abyssale)
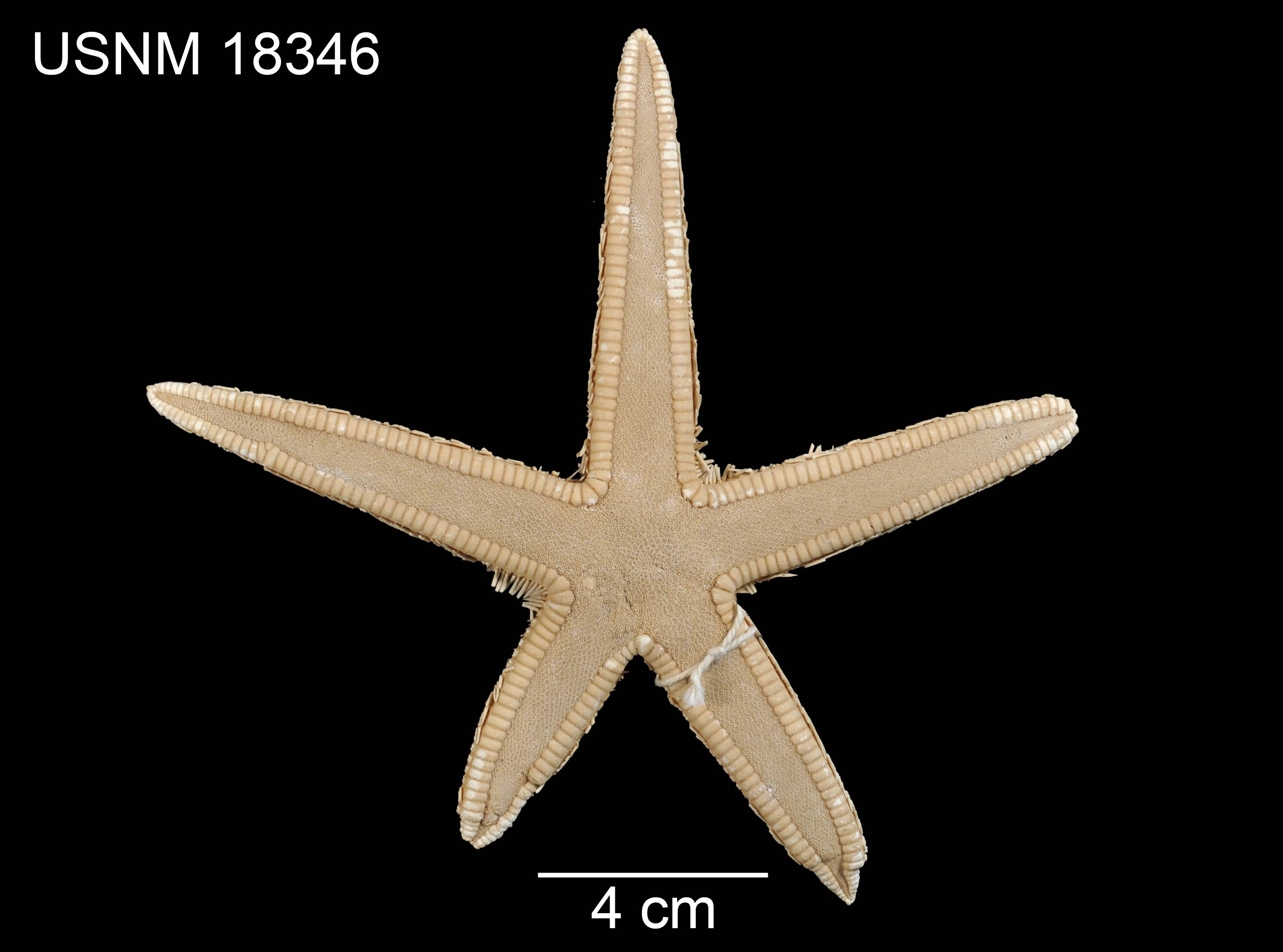
Astropecten comptus (profonde)
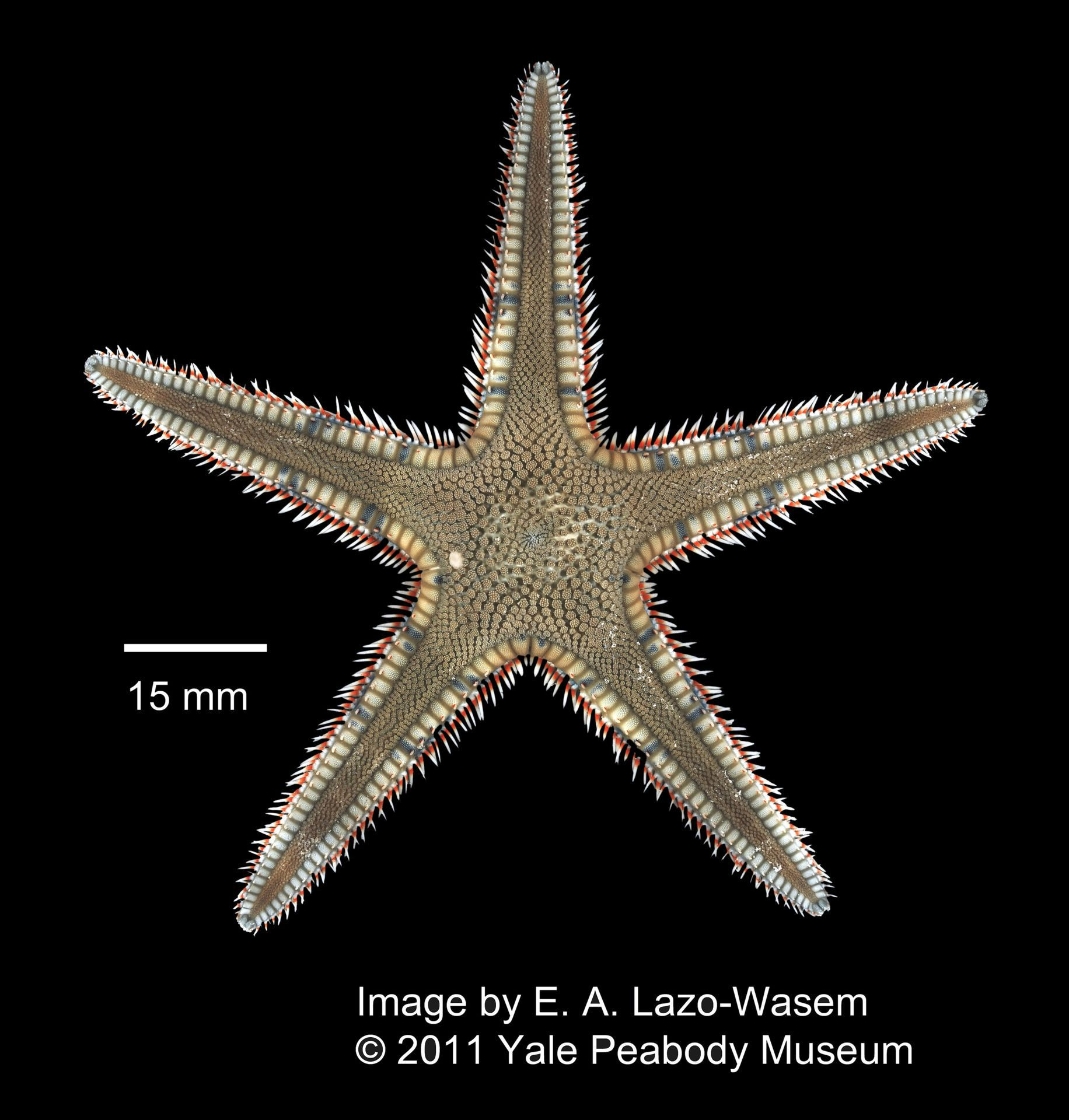
Étoile-peigne à épines doubles (Astropecten duplicatus)
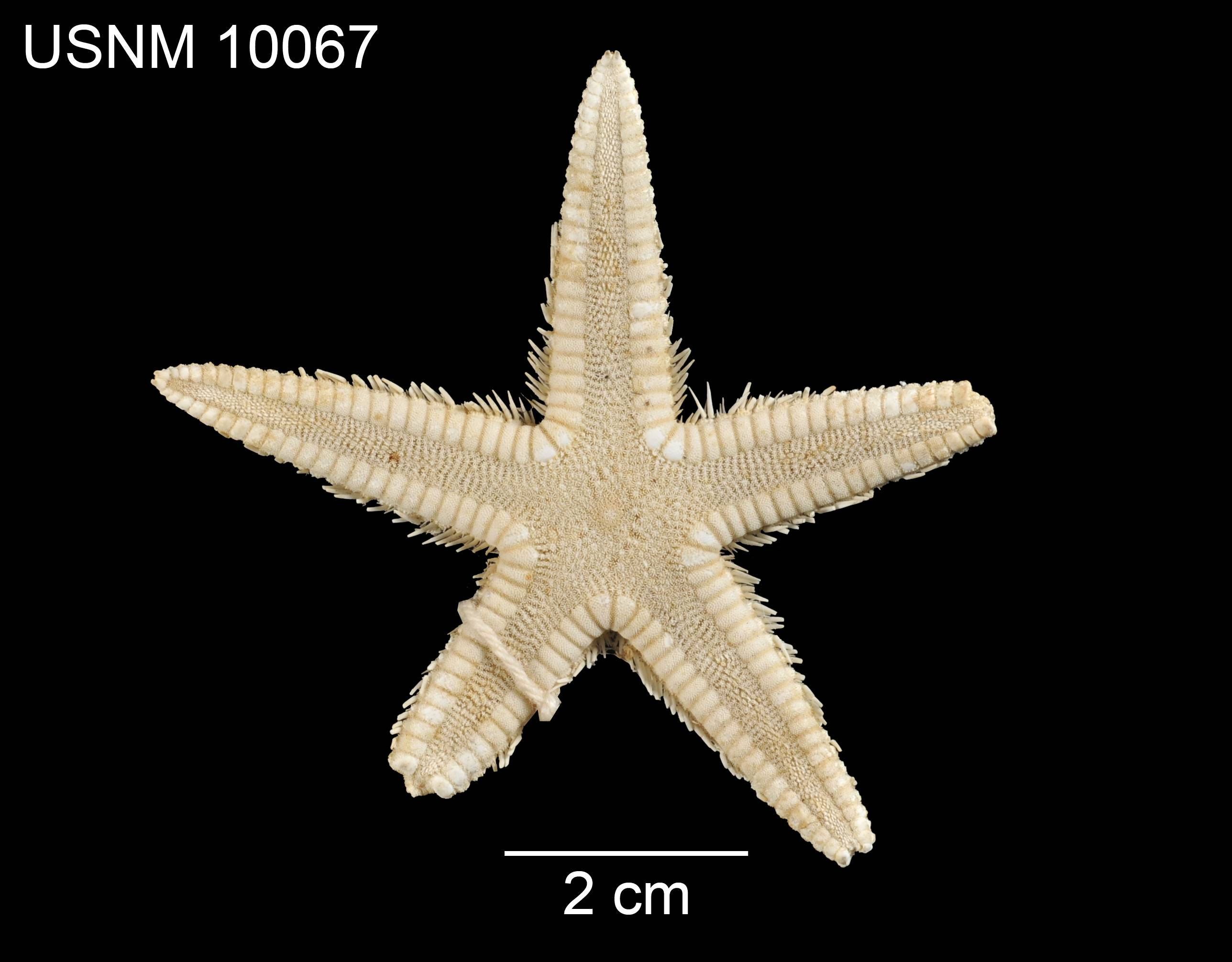
Astropecten nitidus forcipatus (profonde)
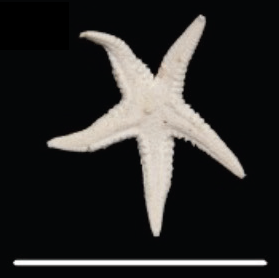
Persephonaster echinulatus (abyssale)
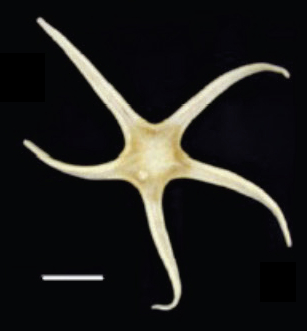
Goniopecten demonstrans (abyssale)
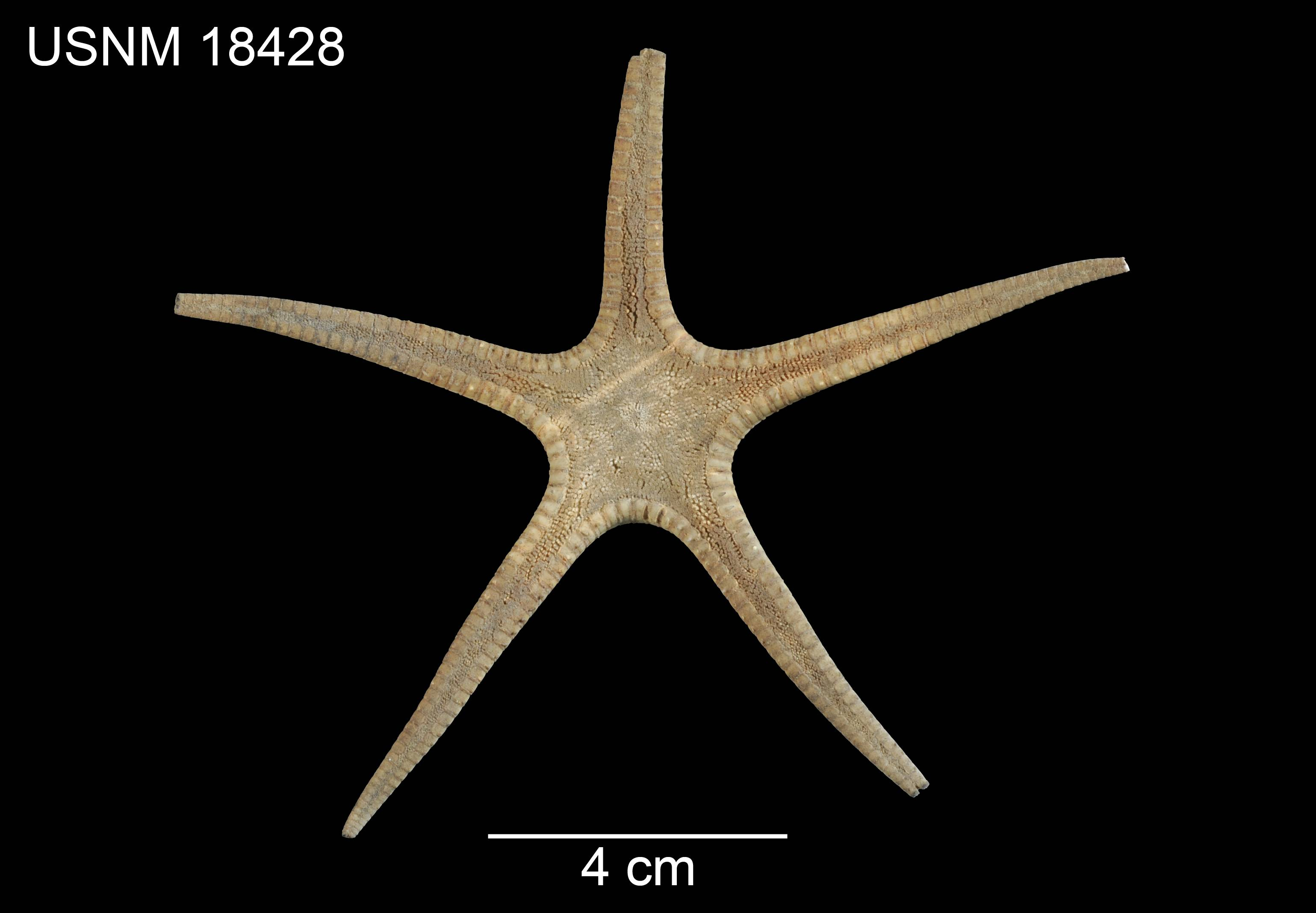
Prionaster elegans (abyssale)
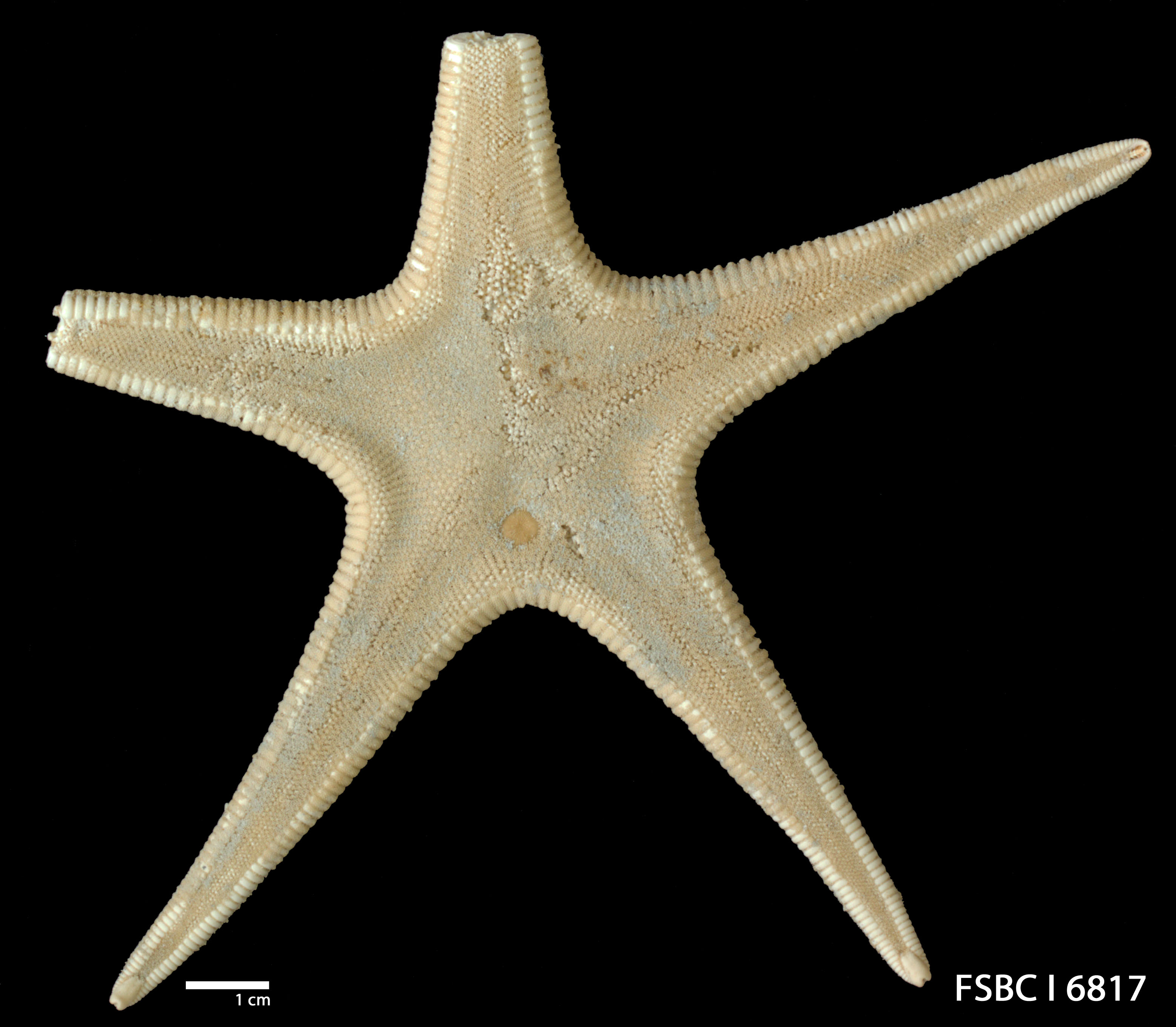
Tethyaster vestitus (abyssale)
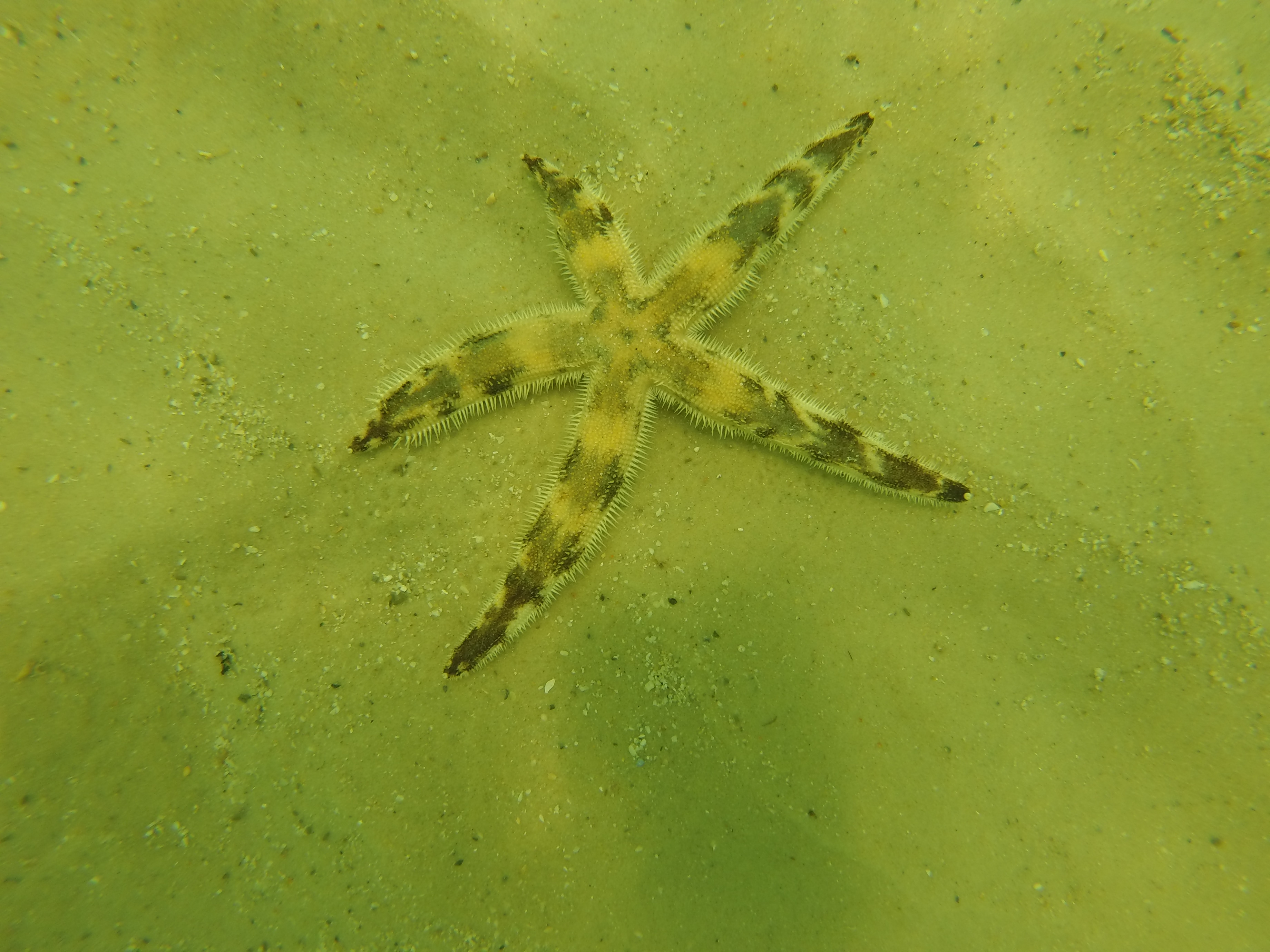
Étoile granuleuse (Luidia alternata) (surtout Floride et Mexique)
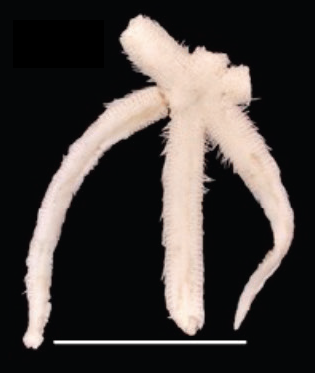
Luidia barbadensis (abyssale)
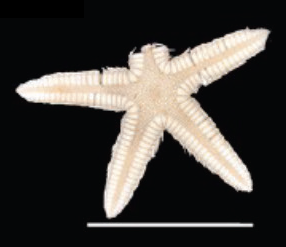
Luidia cingulatus (profonde)
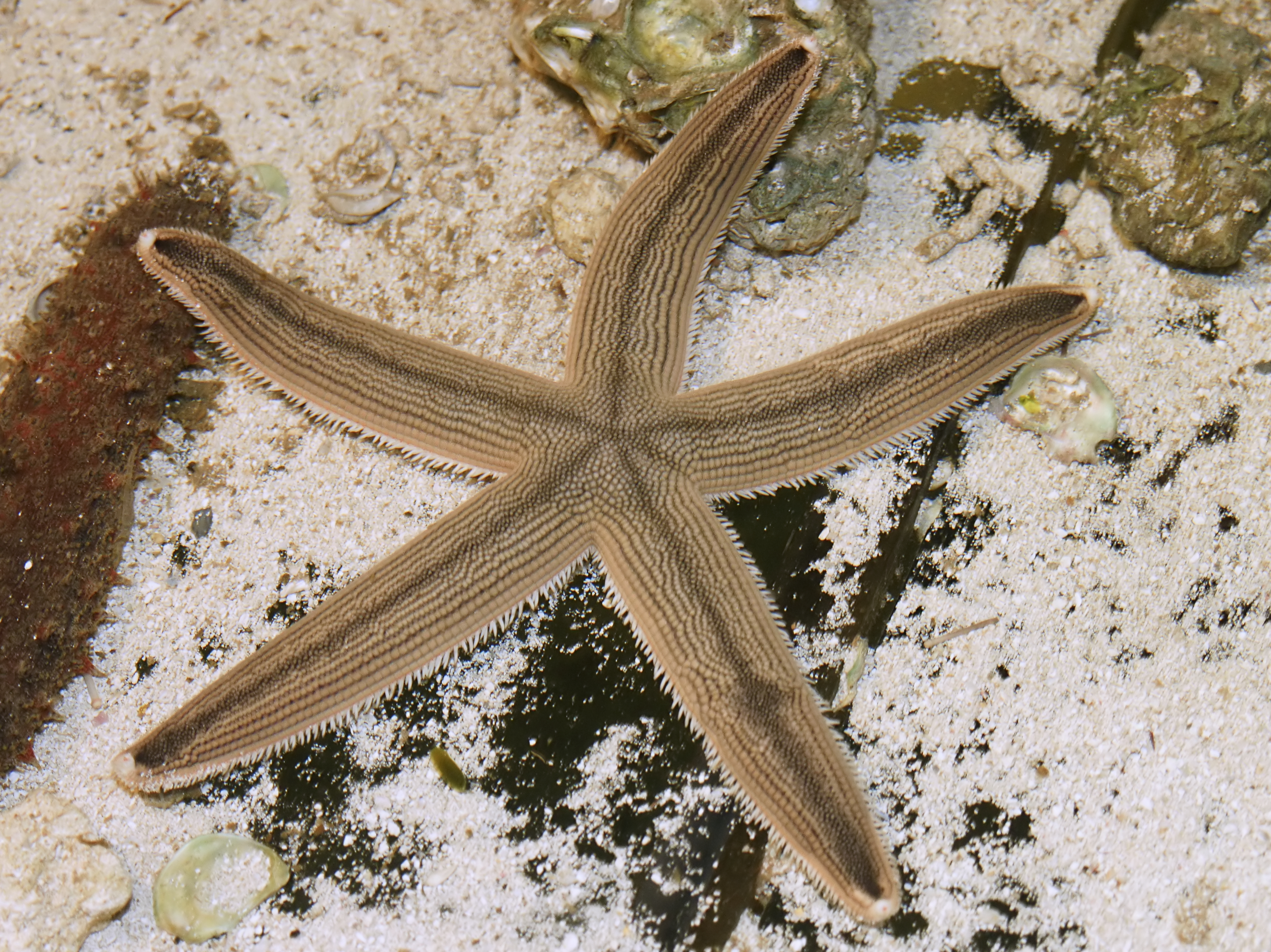
Luidia clathrata (surtout partie nord et Floride)
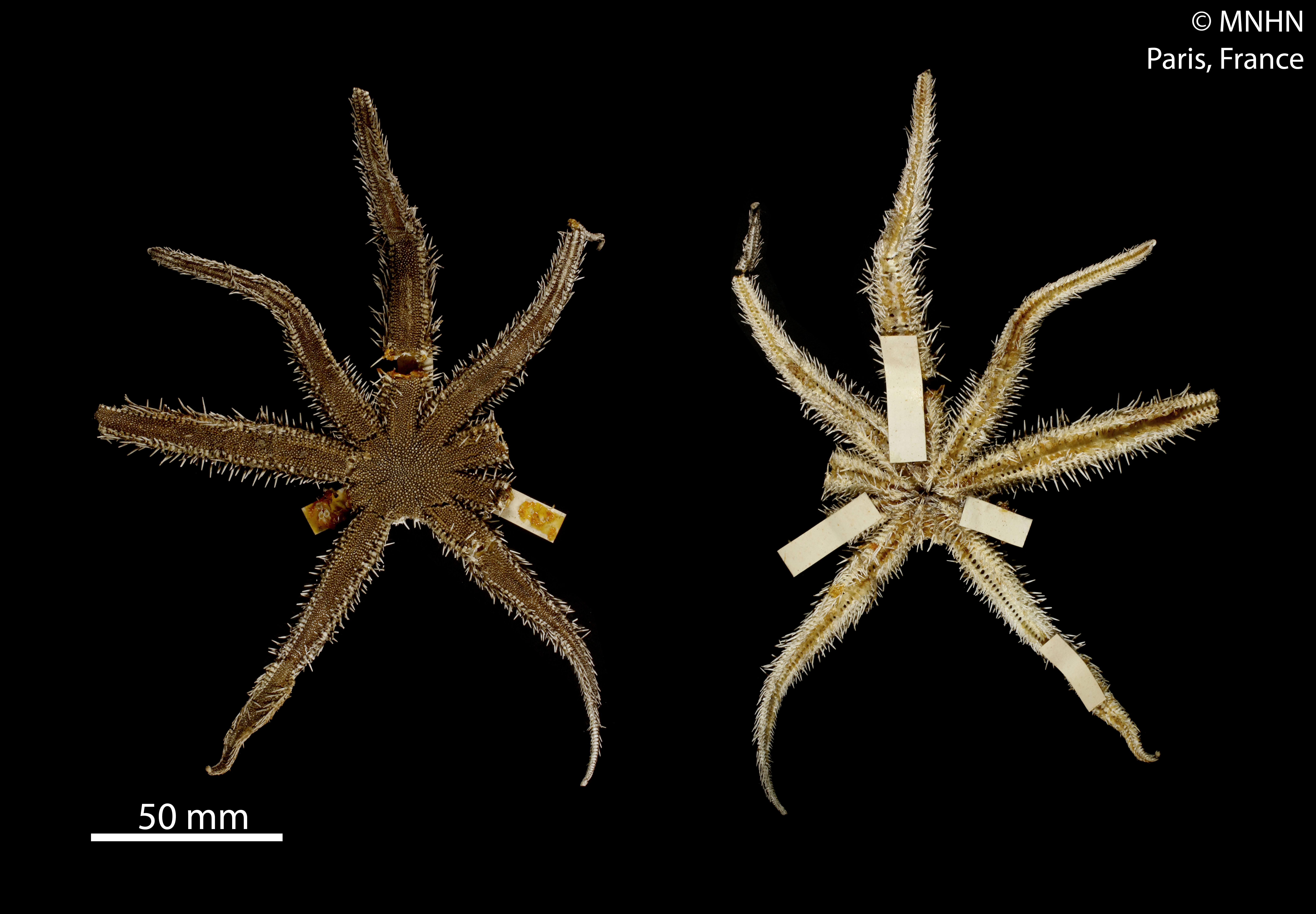
Luidia heterozona (profonde)
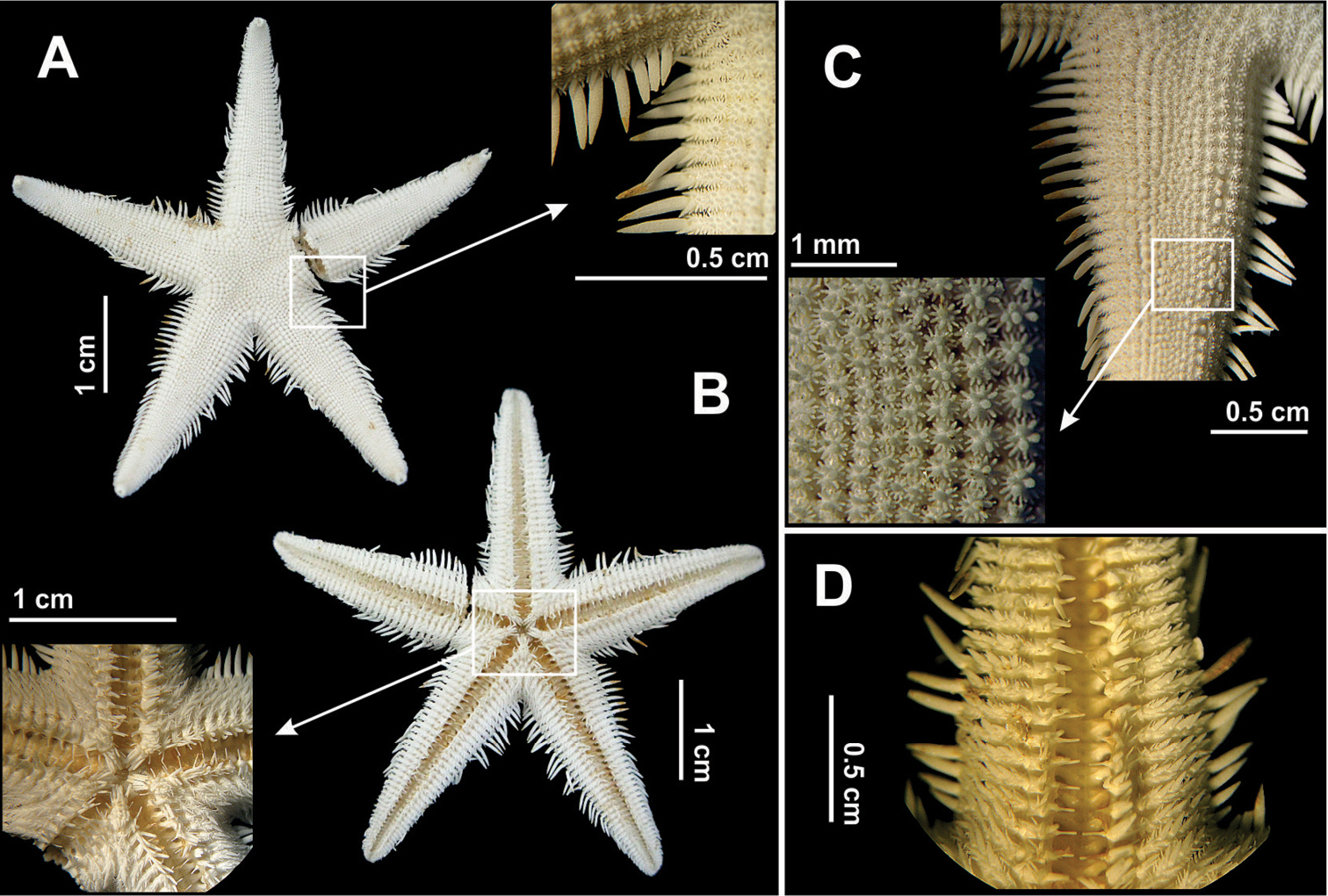
Luidia ludwigi
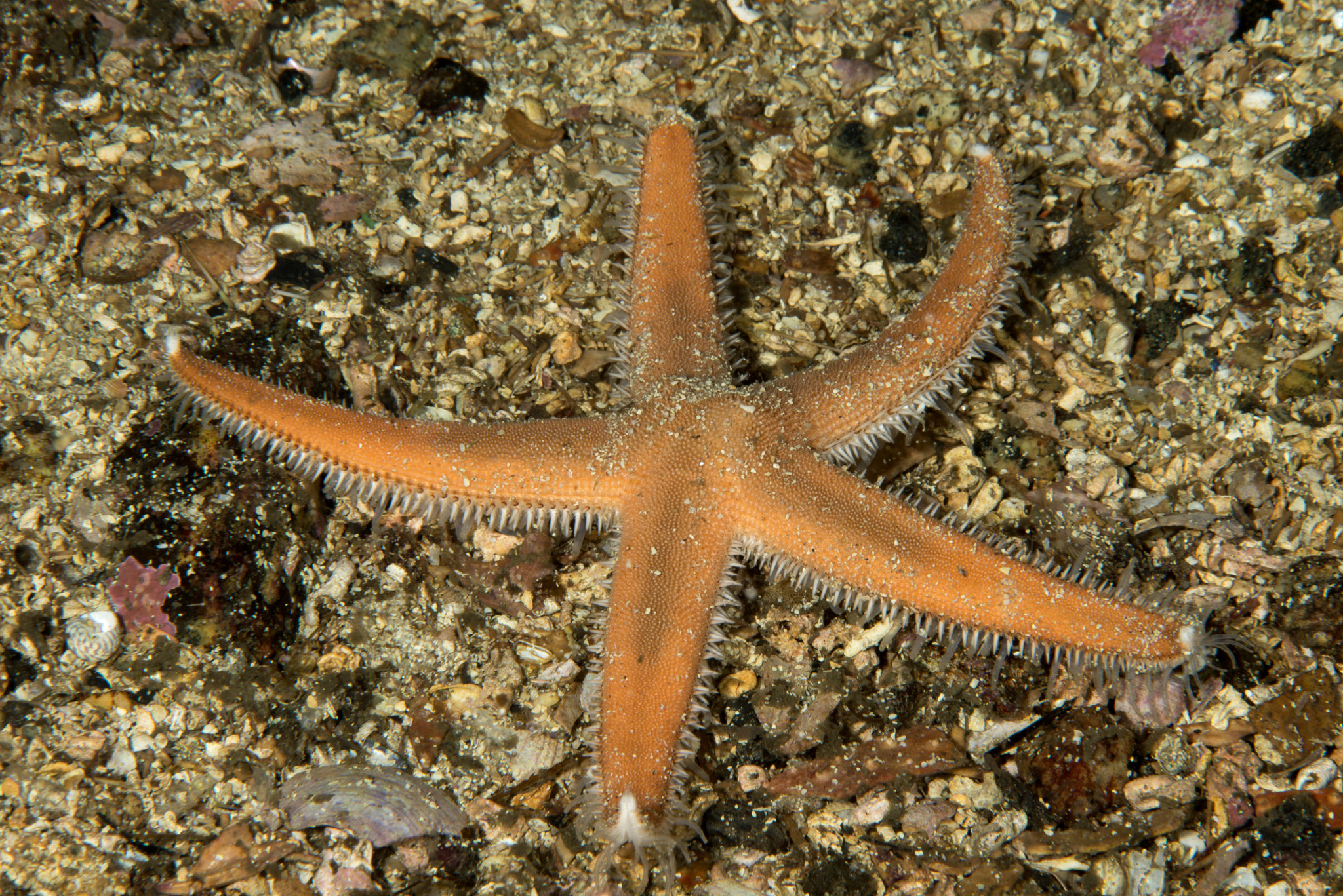
Luidia sarsi elegans (rare)
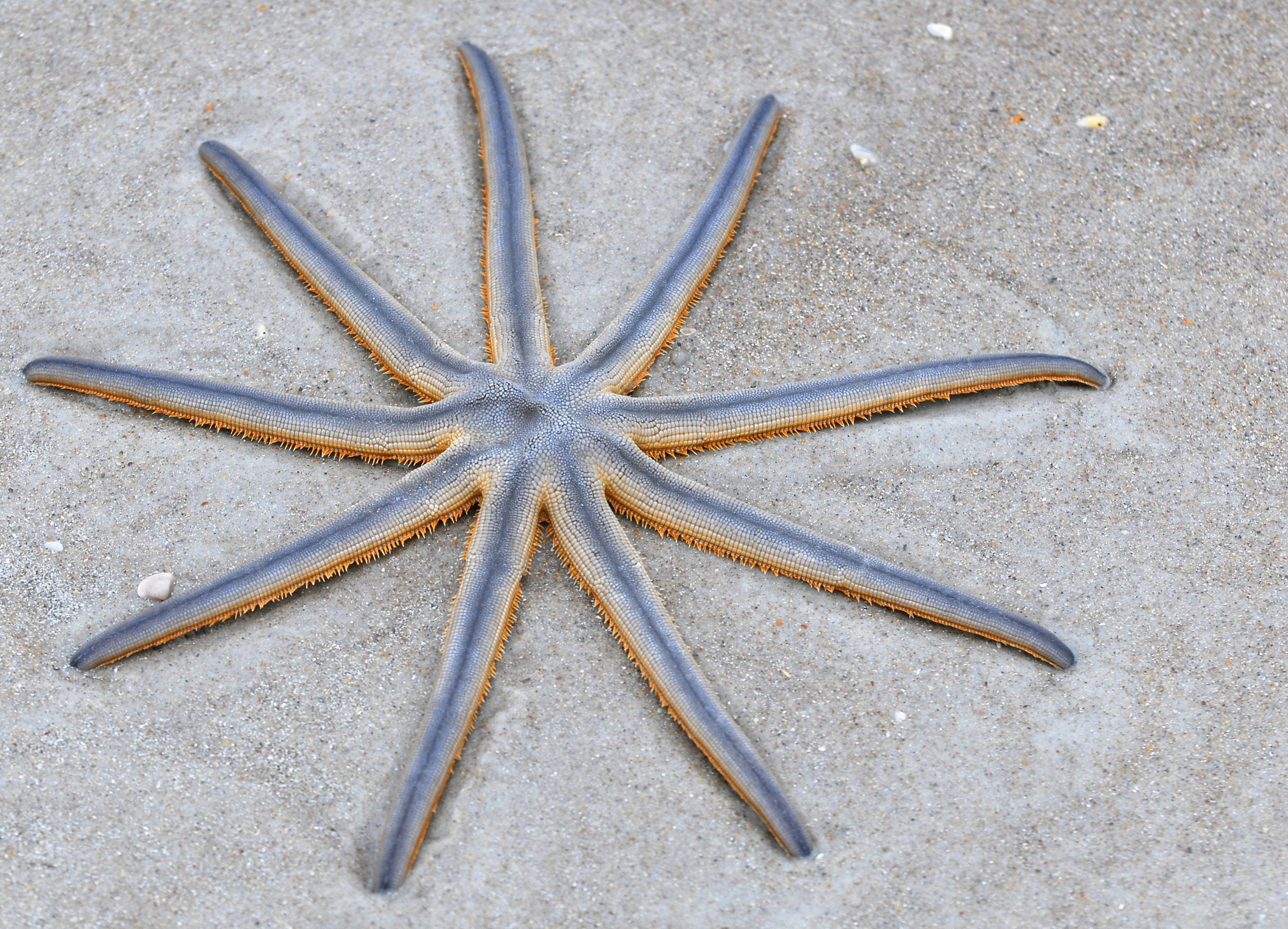
Etoile à neuf bras (Luidia senegalensis)
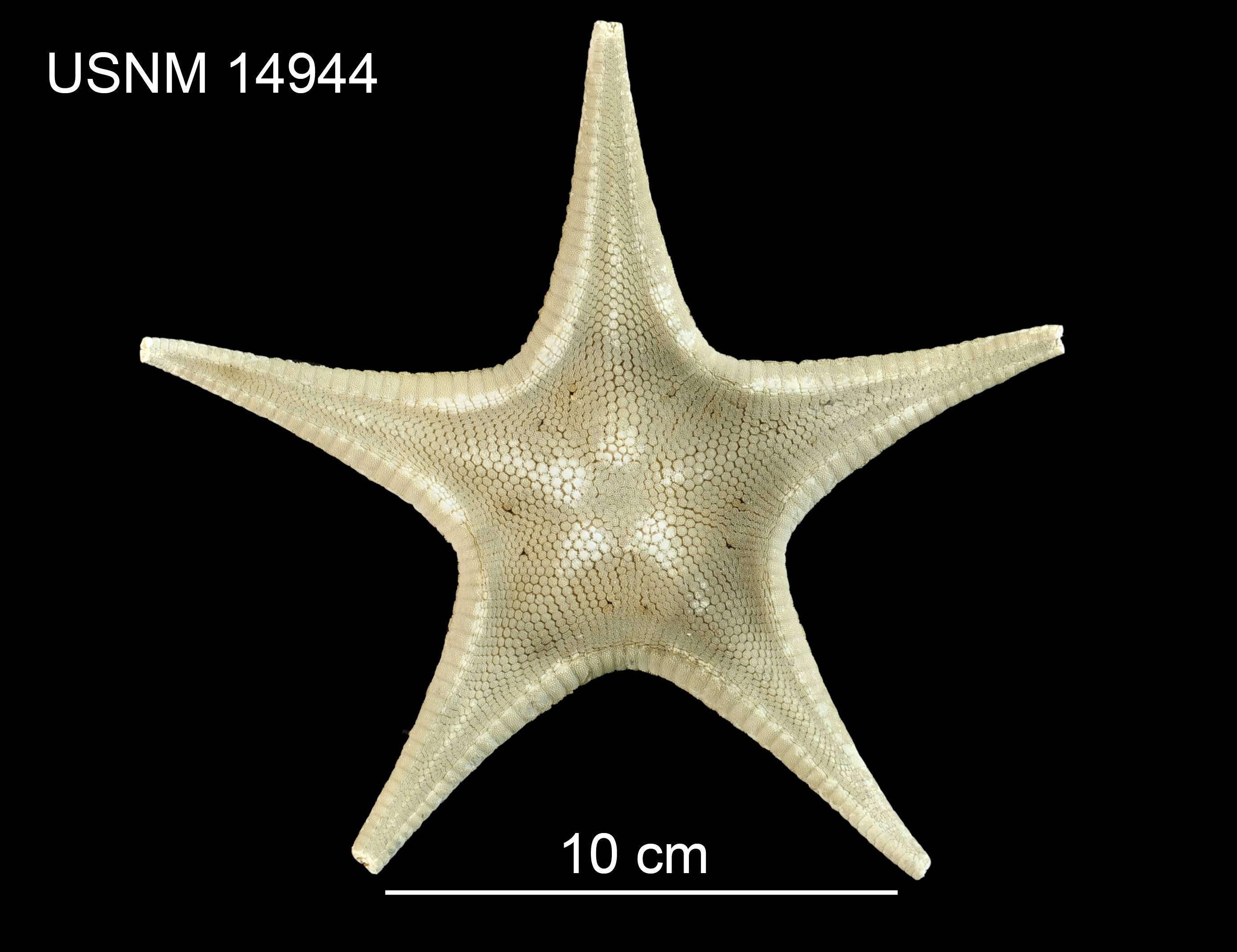
Pseudarchaster concinnus (abyssale)
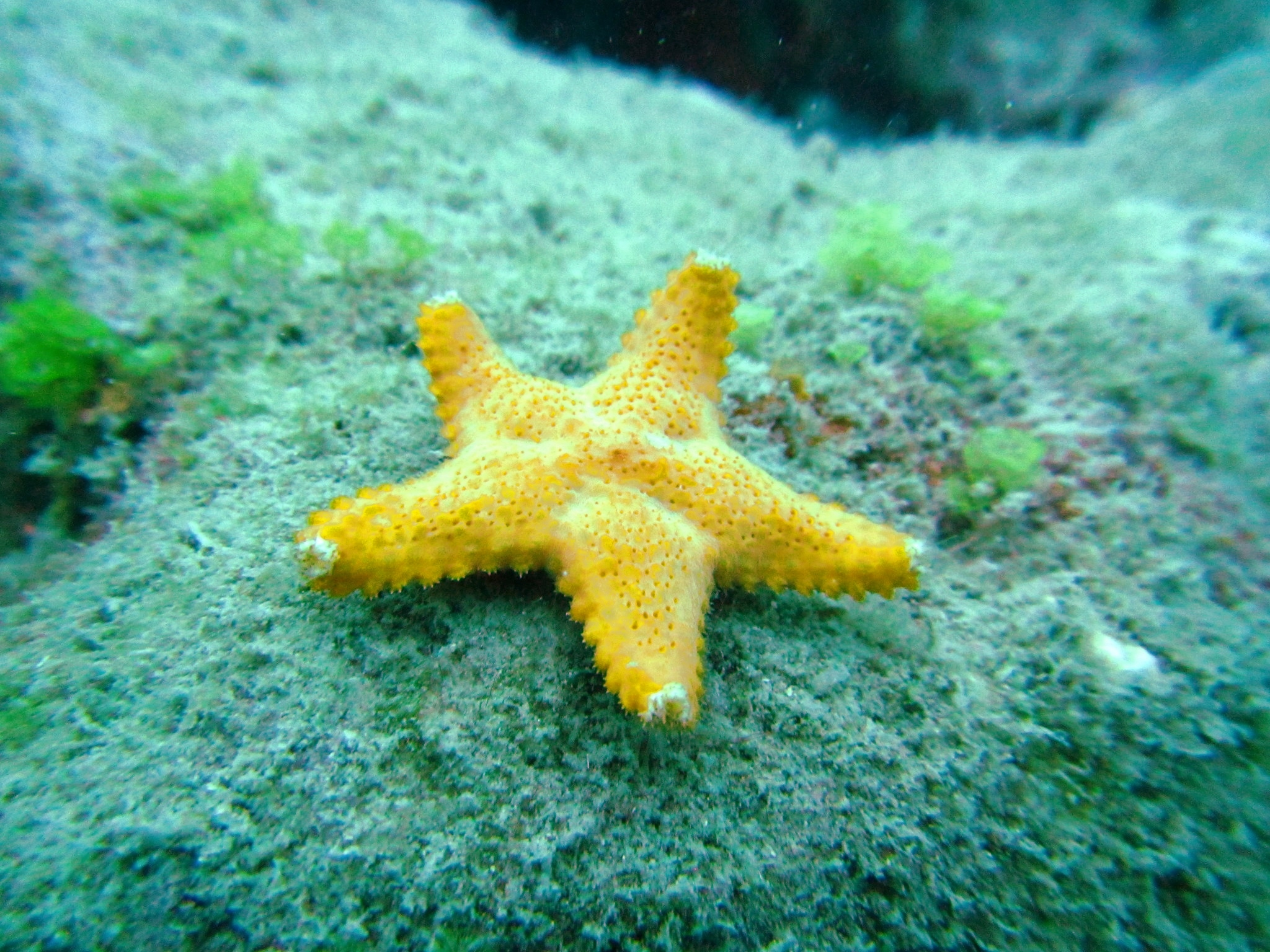
Poraniella echinulata
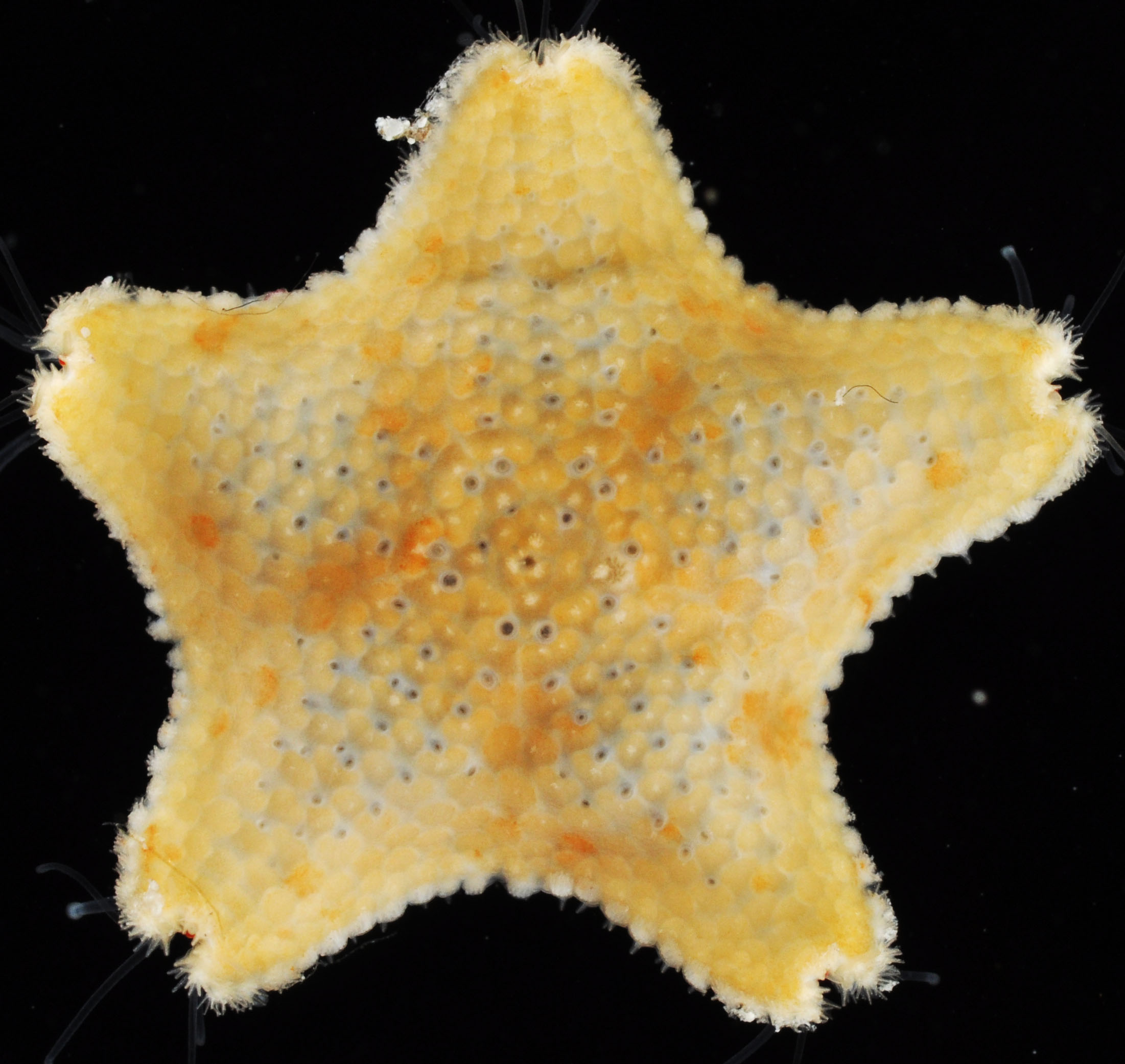
Asterinides folium
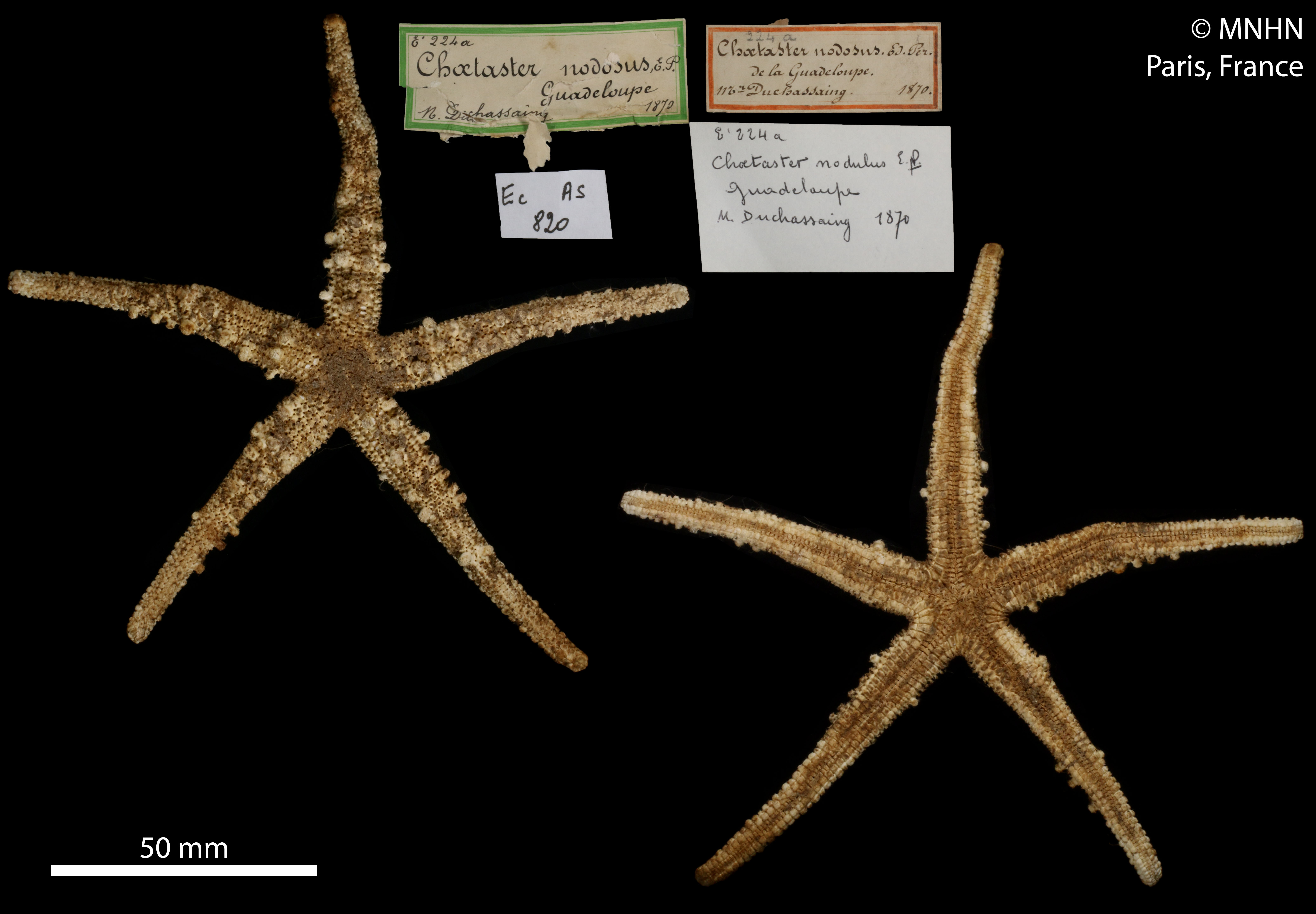
Chaetaster nodosus
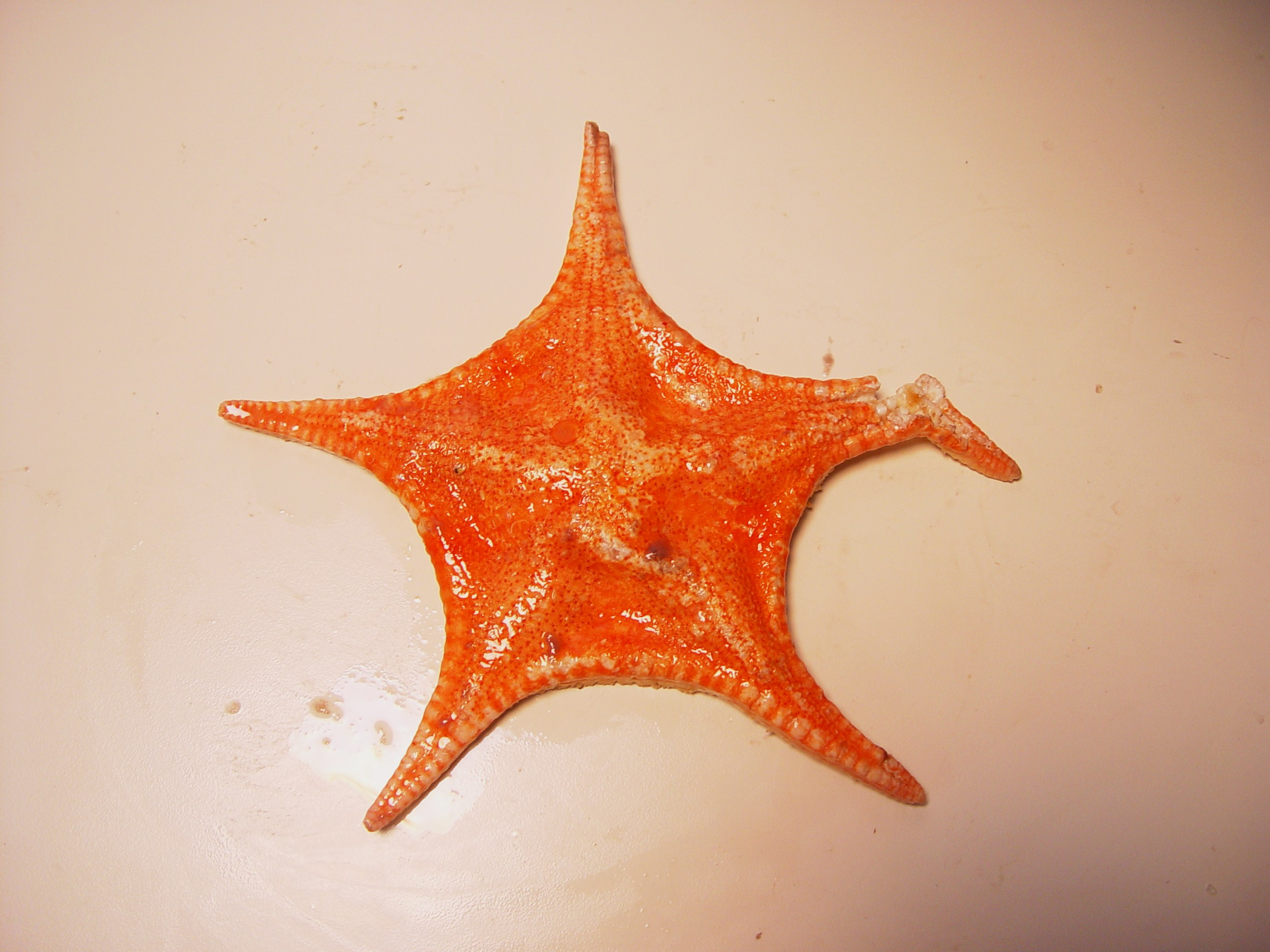
Anthenoides piercei (abyssale)
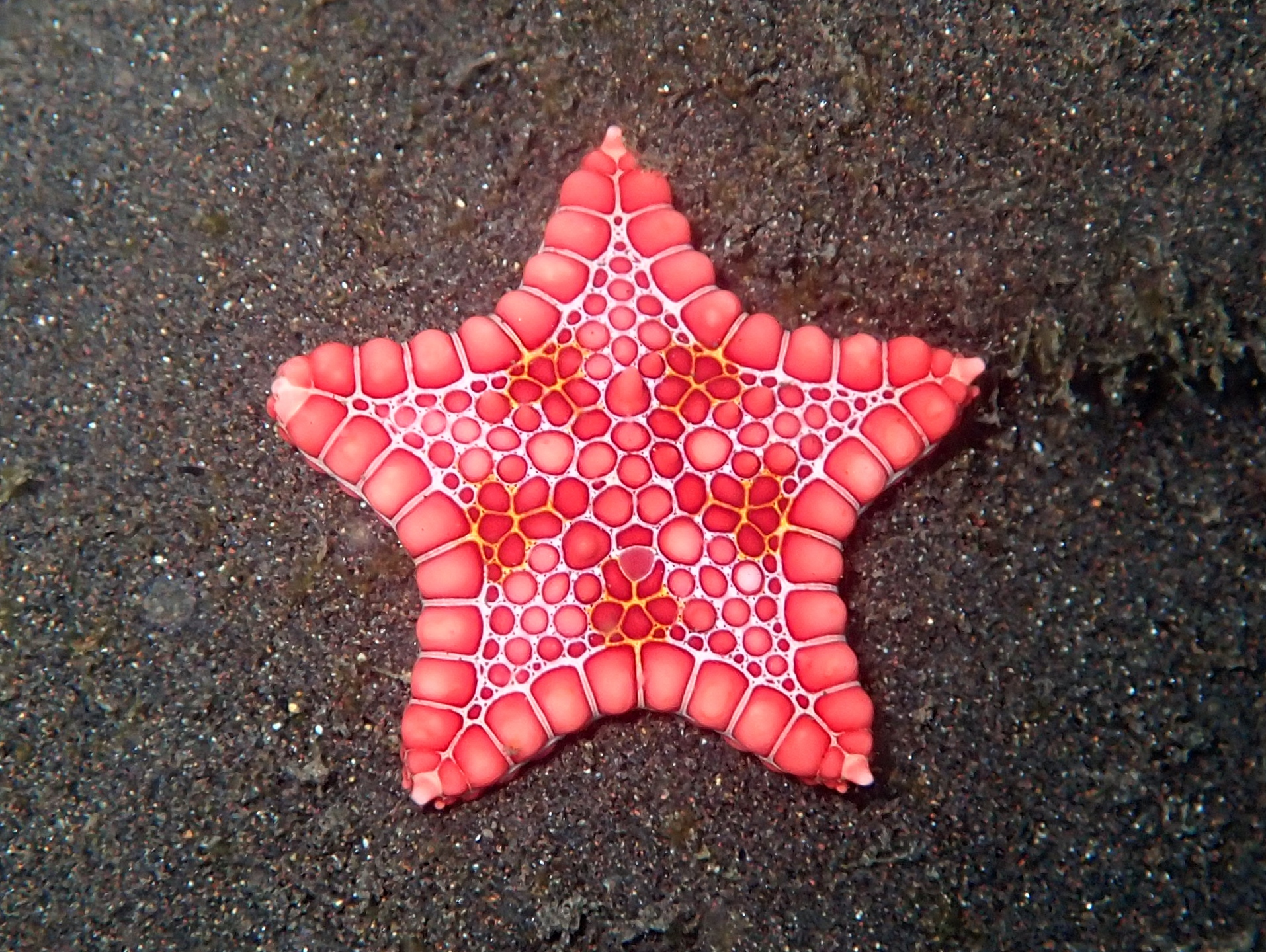
Goniaster tessellatus
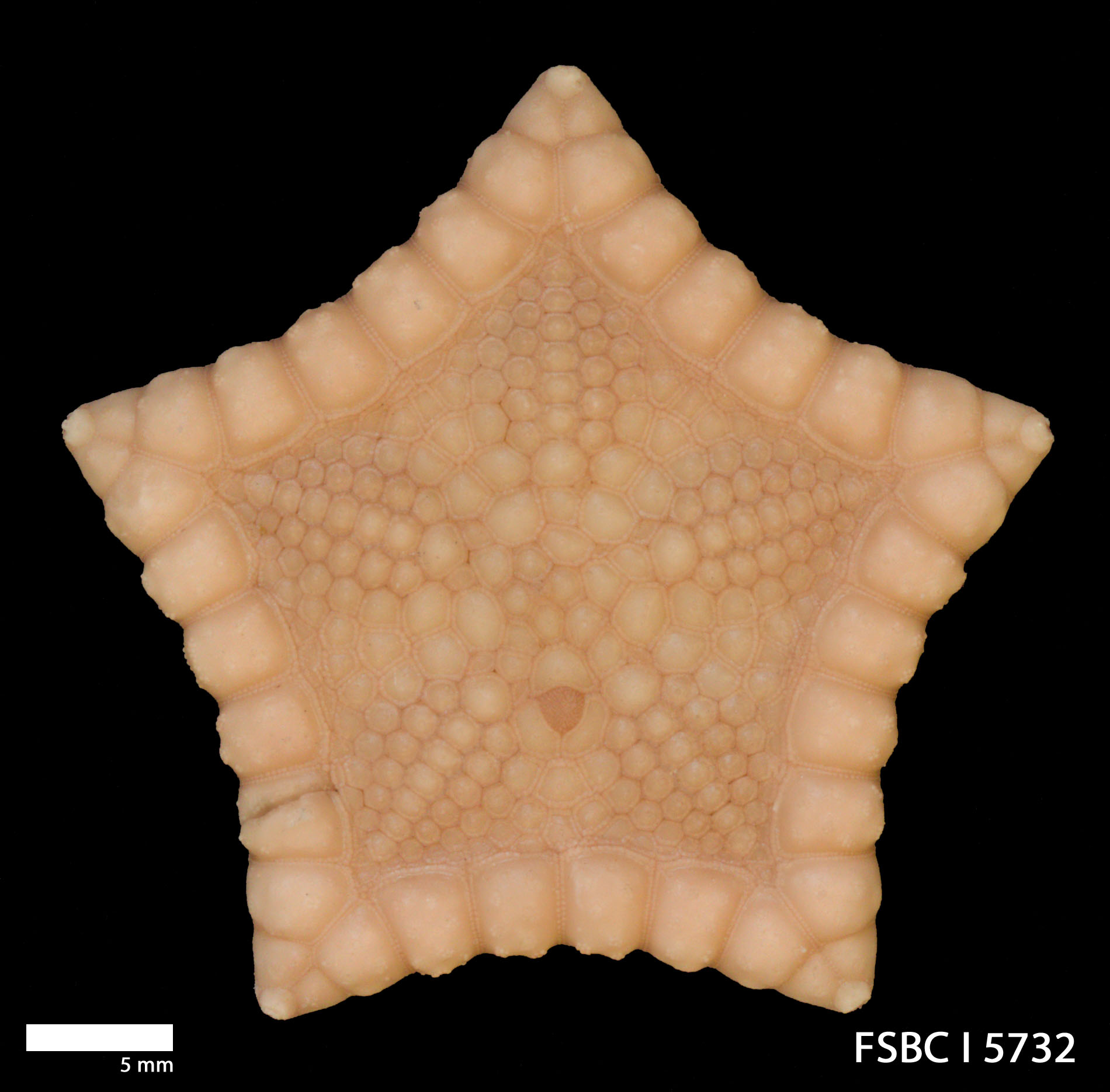
Pawsonaster parvus (abyssale)
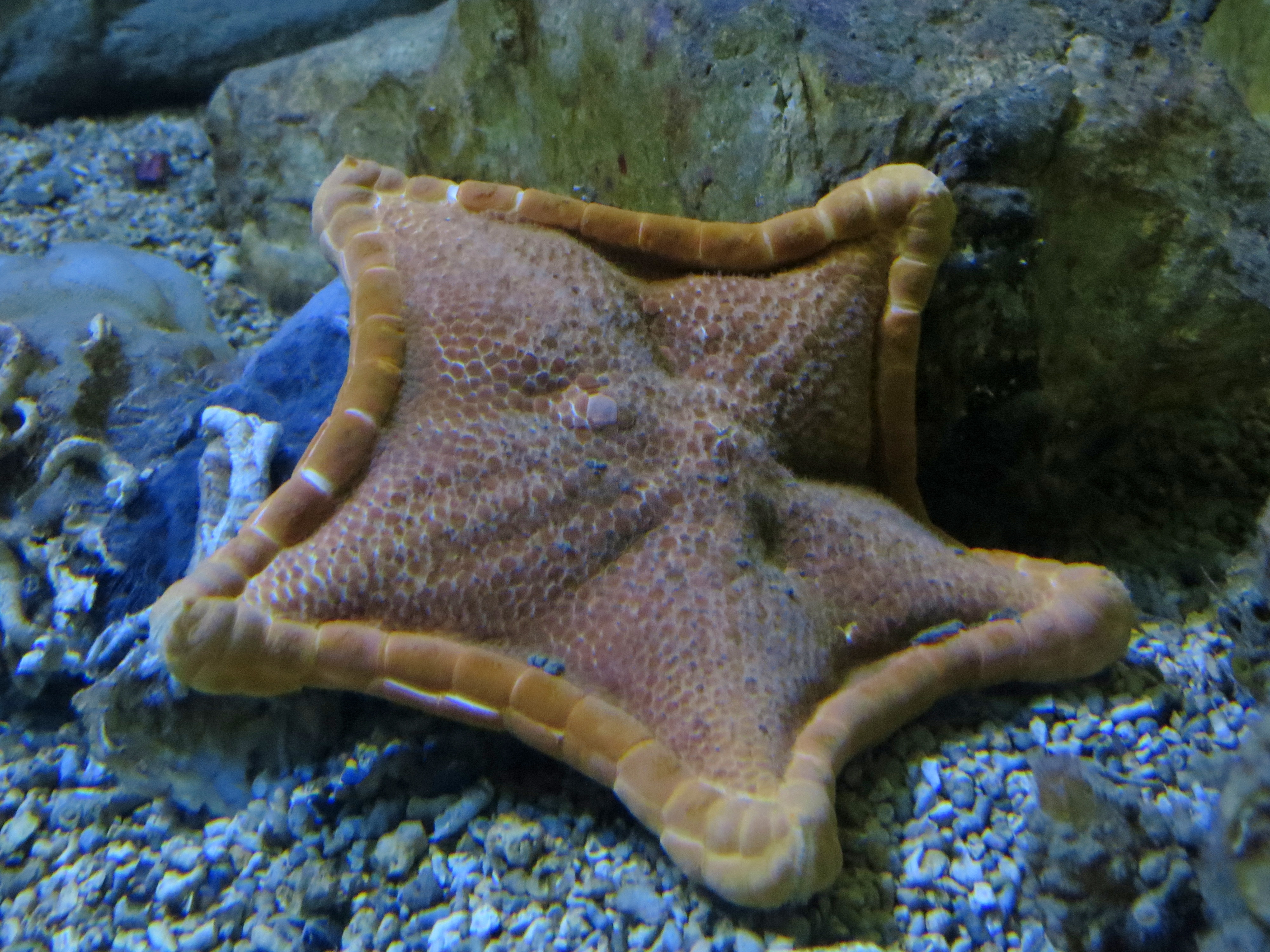
Étoile-biscuit (Peltaster placenta, présence douteuse)
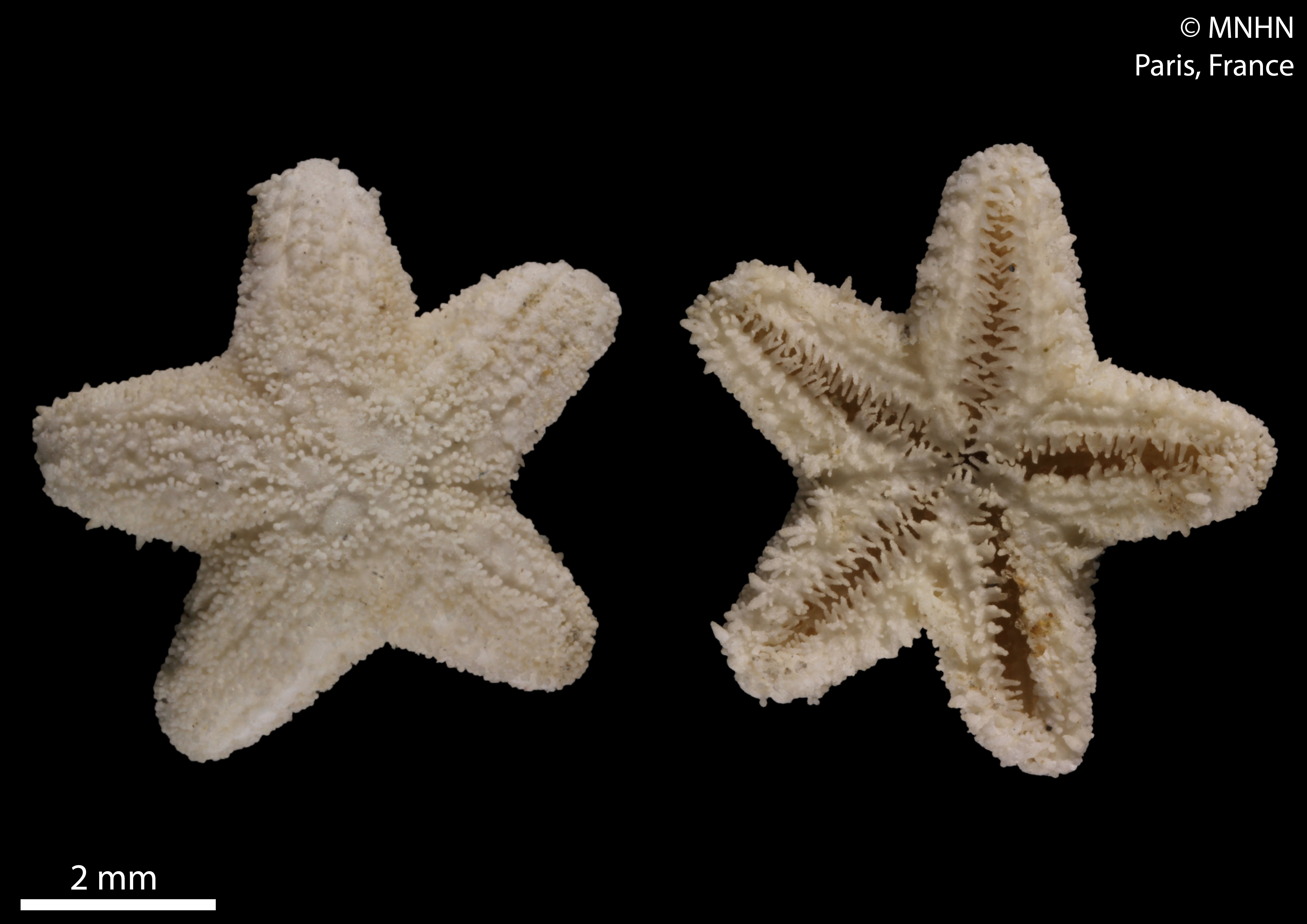
Leilaster radians (abyssale)
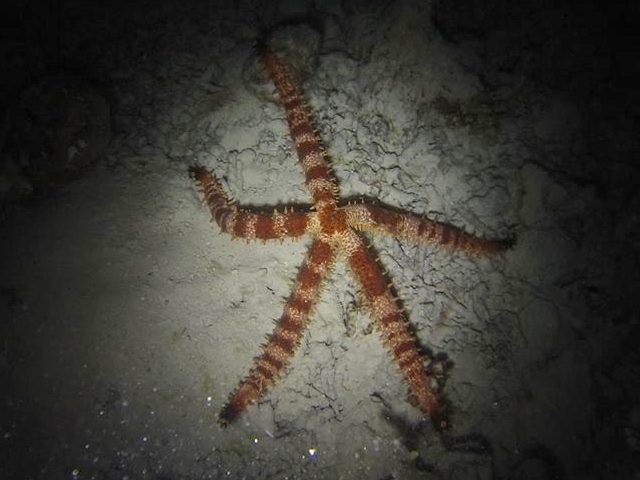
Étoile cloutée (Mithrodia clavigera victoriae)
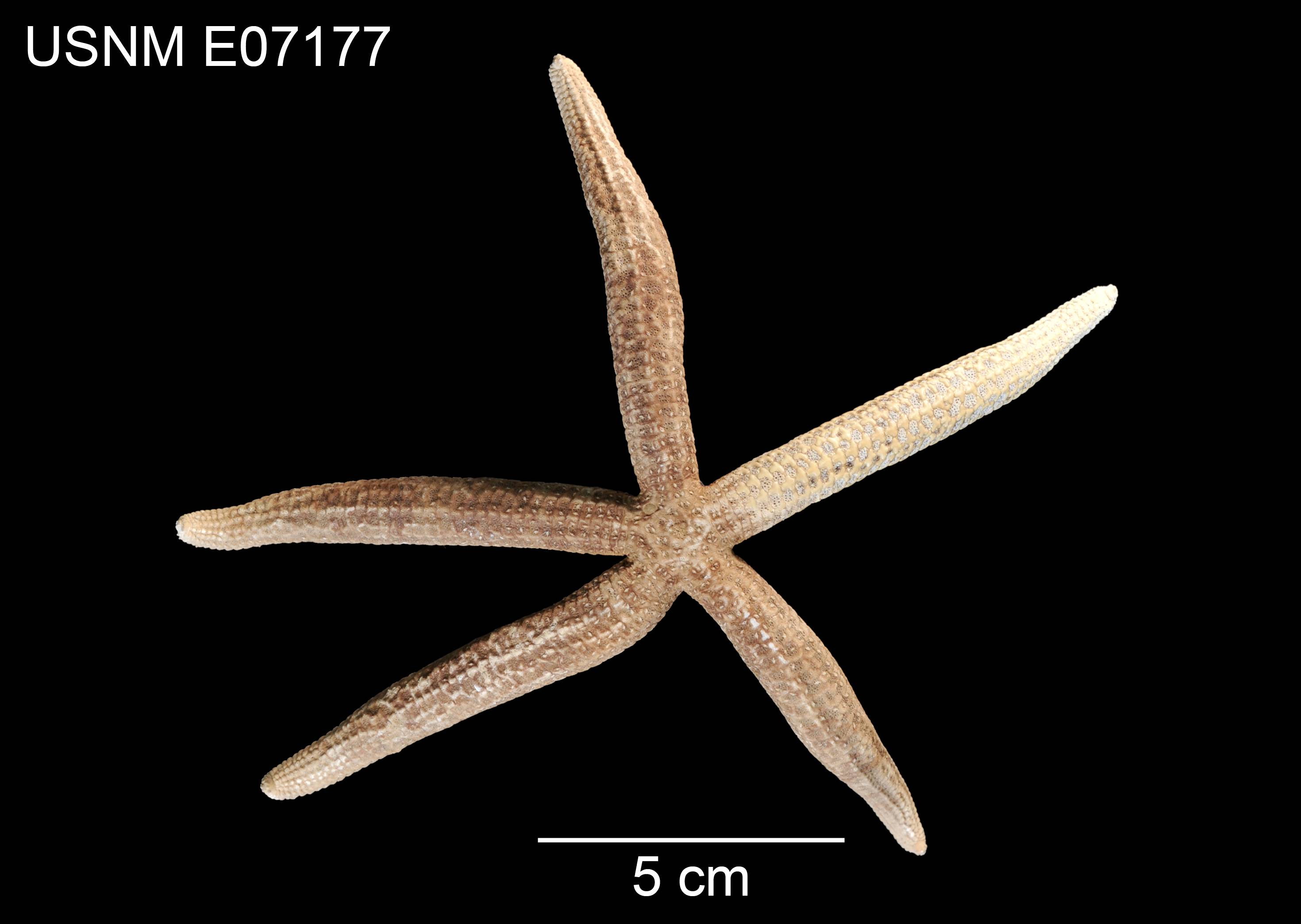
Étoile tubulaire rouge (Copidaster lymani)
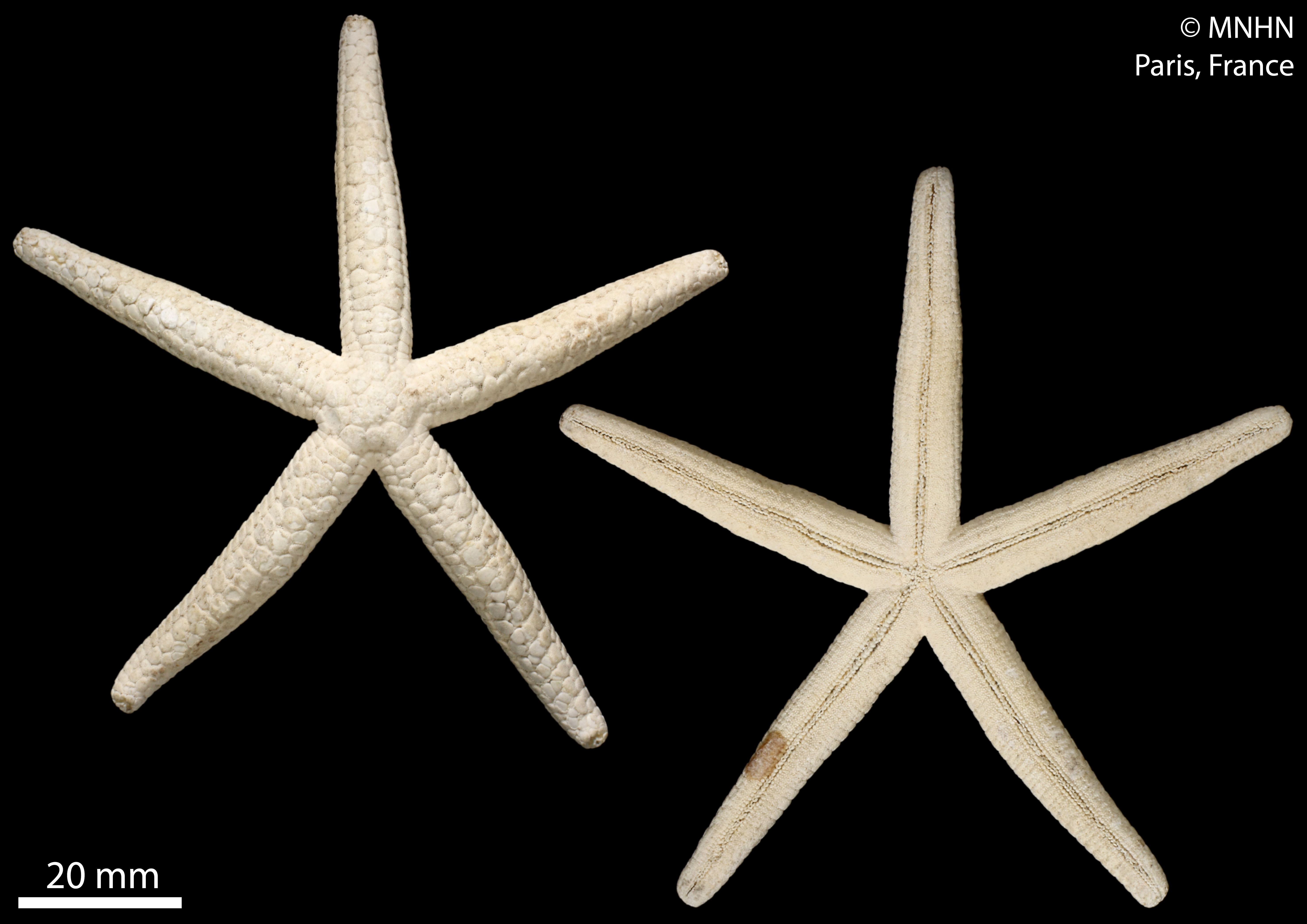
Linckia bouvieri
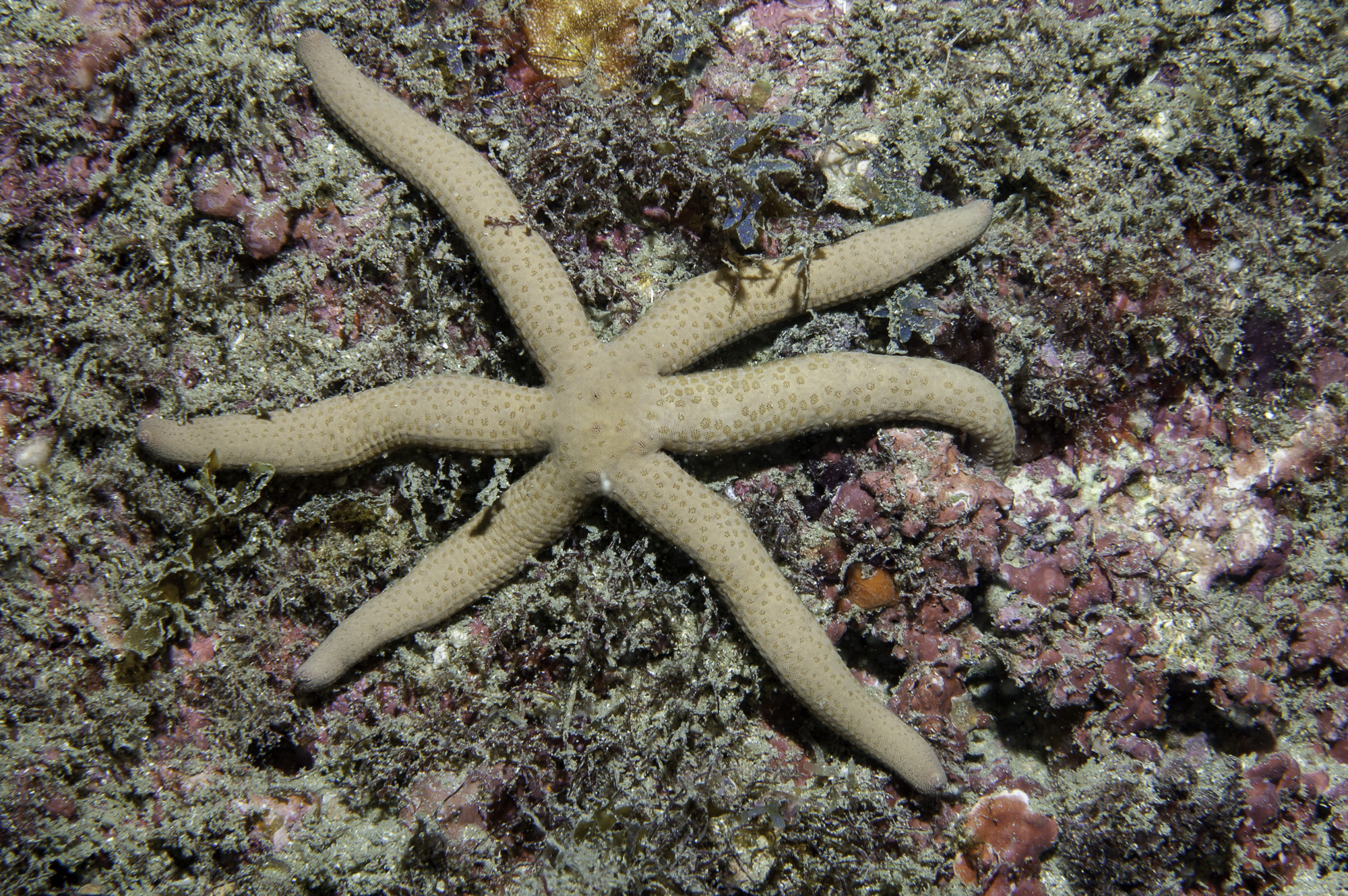
Étoile-comète (Linckia guildingi)
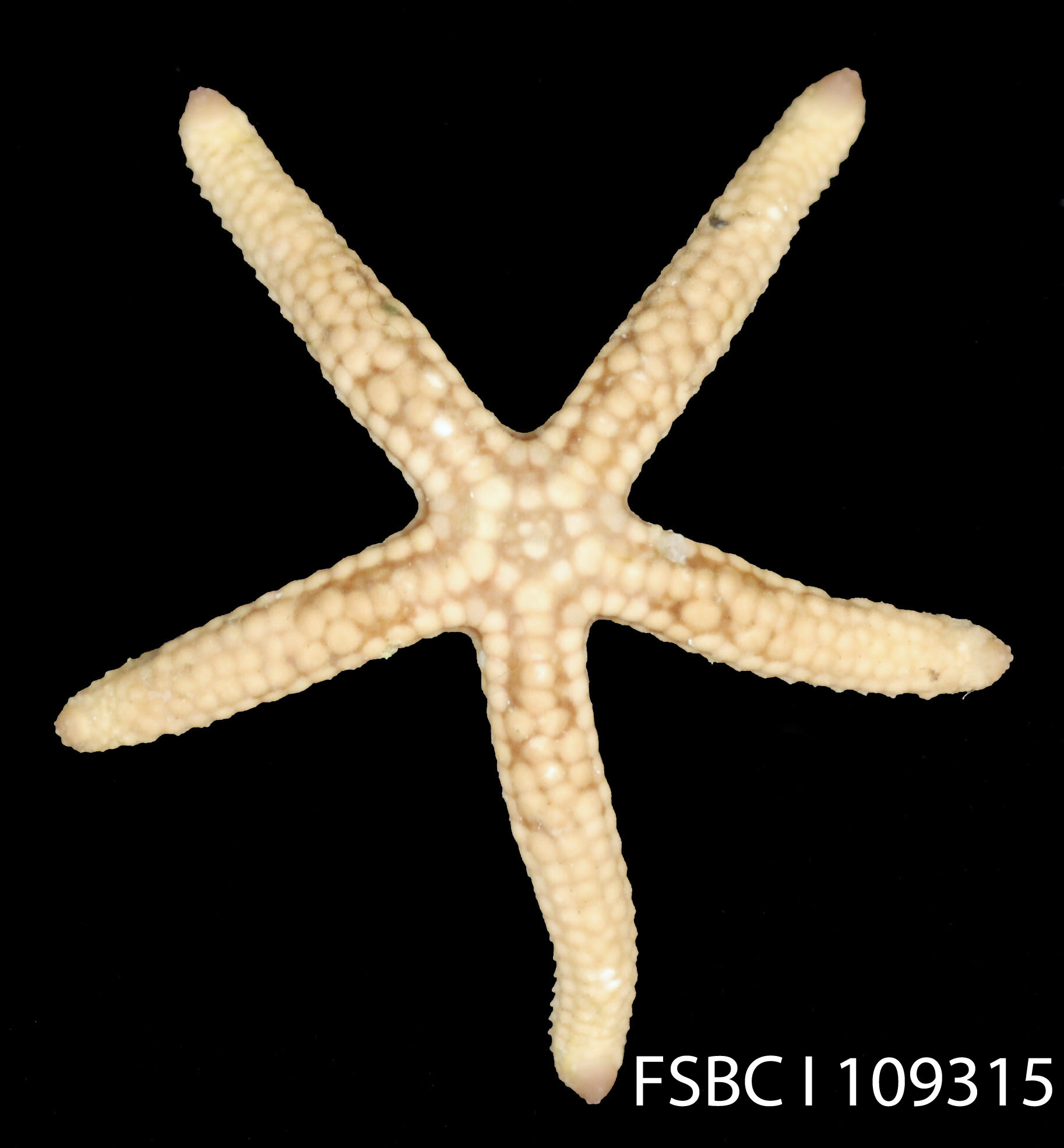
Linckia nodosa (profonde)
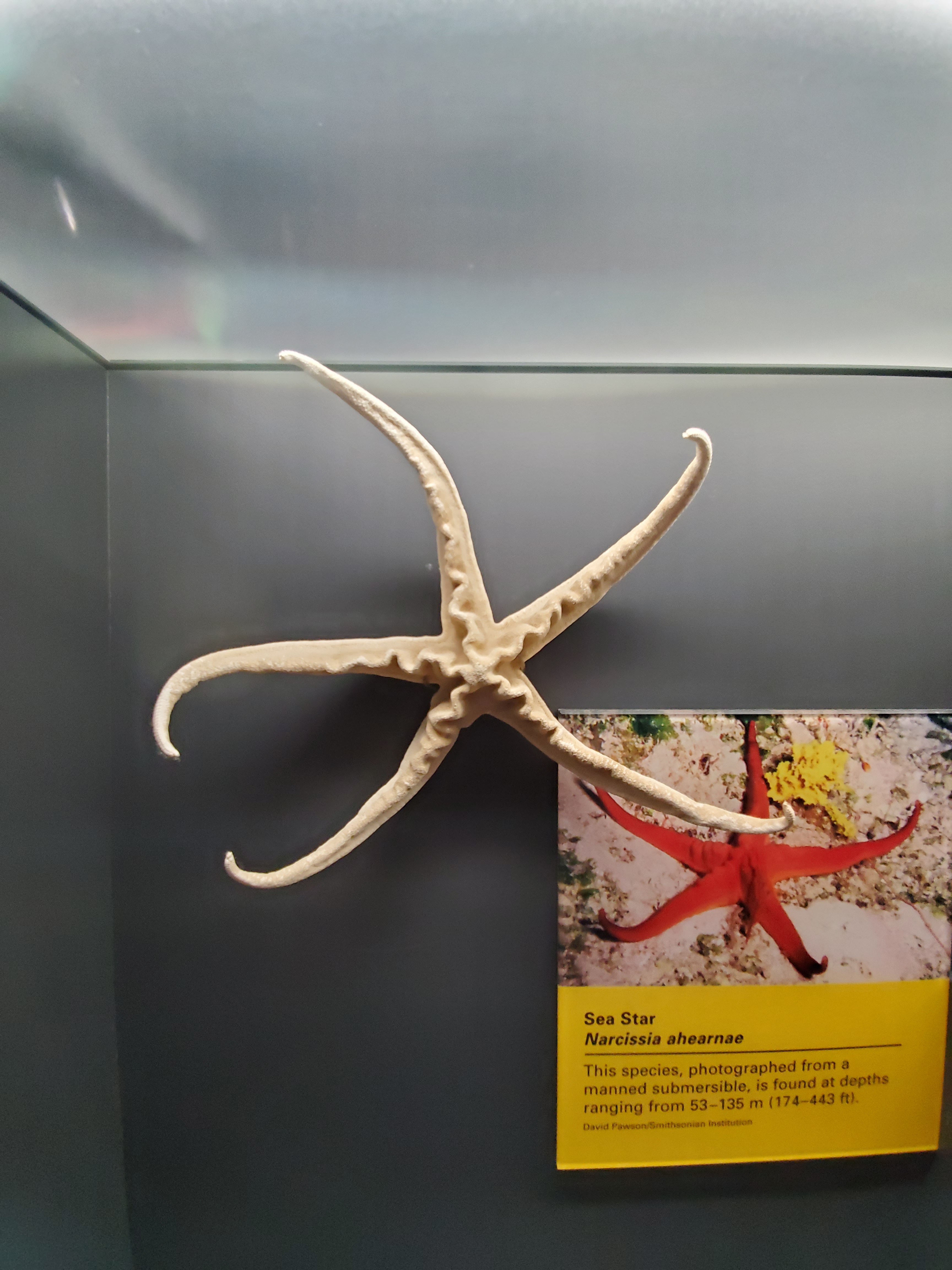
Narcissia ahearnae
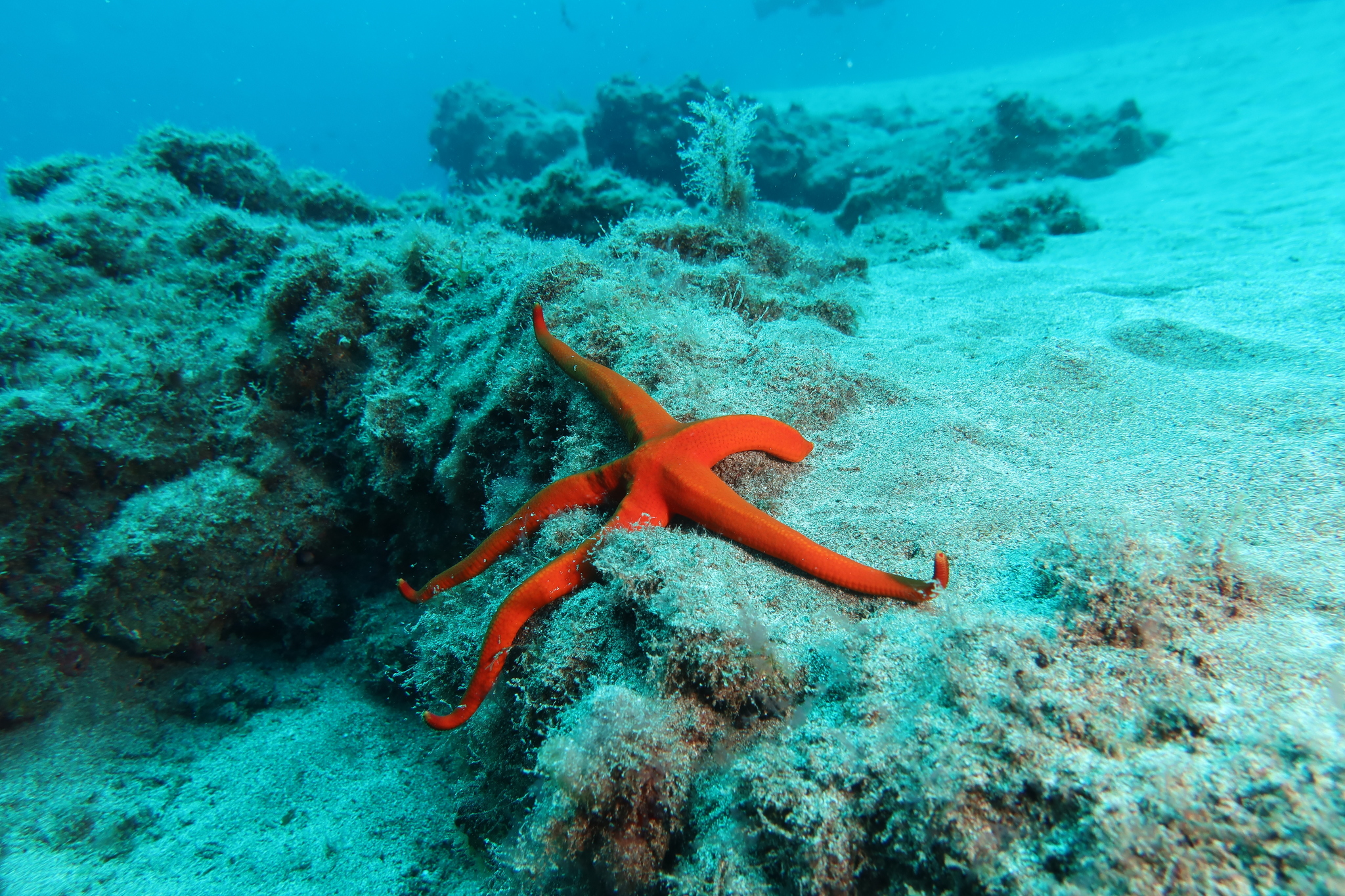
Narcissia canariensis (présence douteuse)
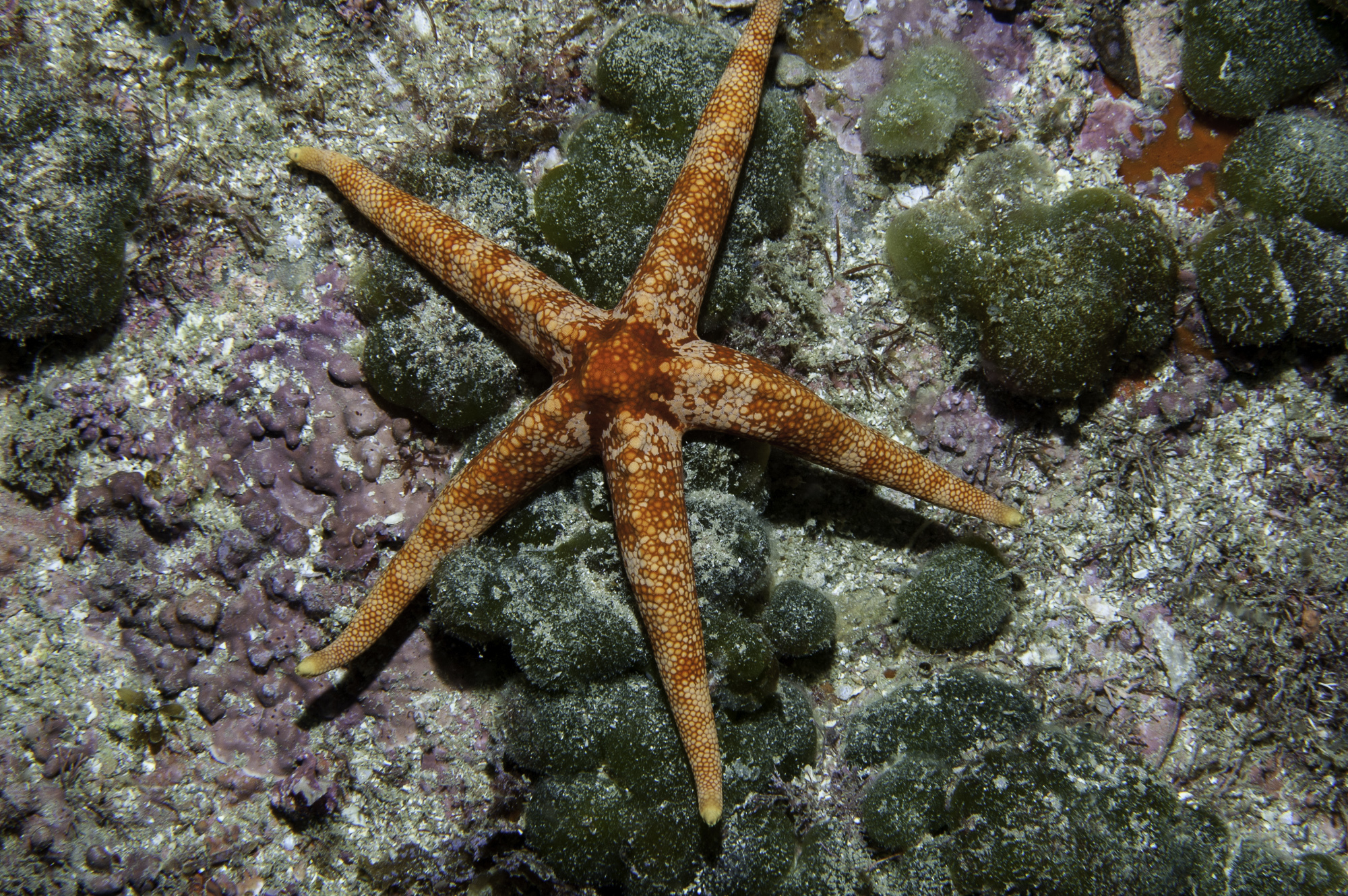
Narcissia trigonaria (surtout Brésil)
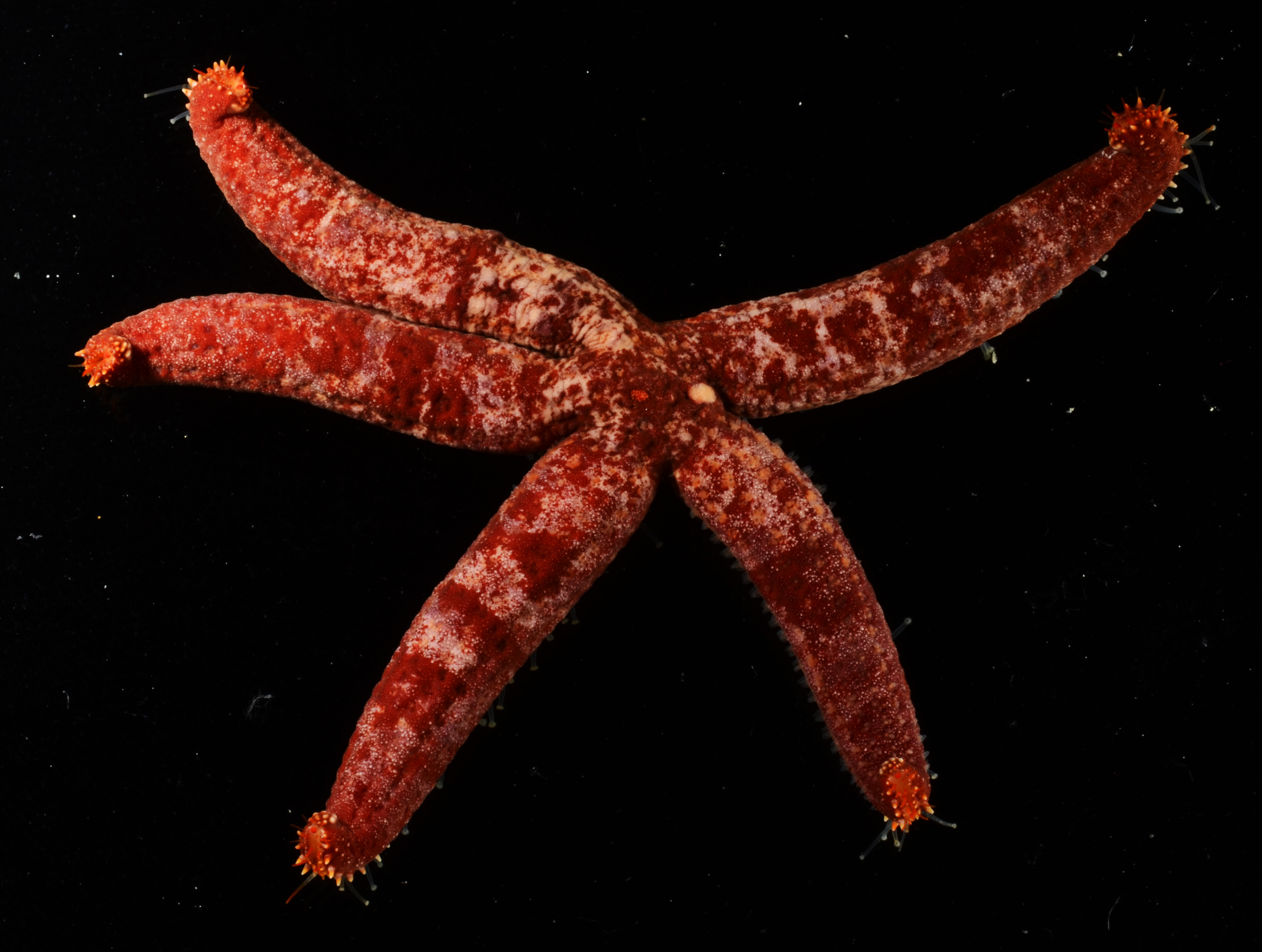
Ophidiaster guildingi
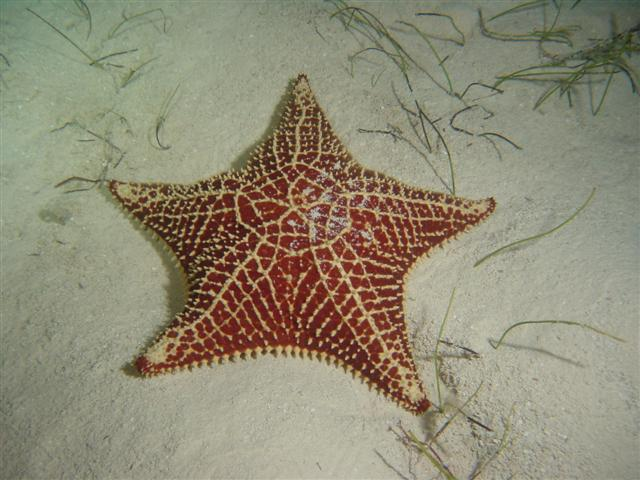
Étoile-coussin (Oreaster reticulatus)
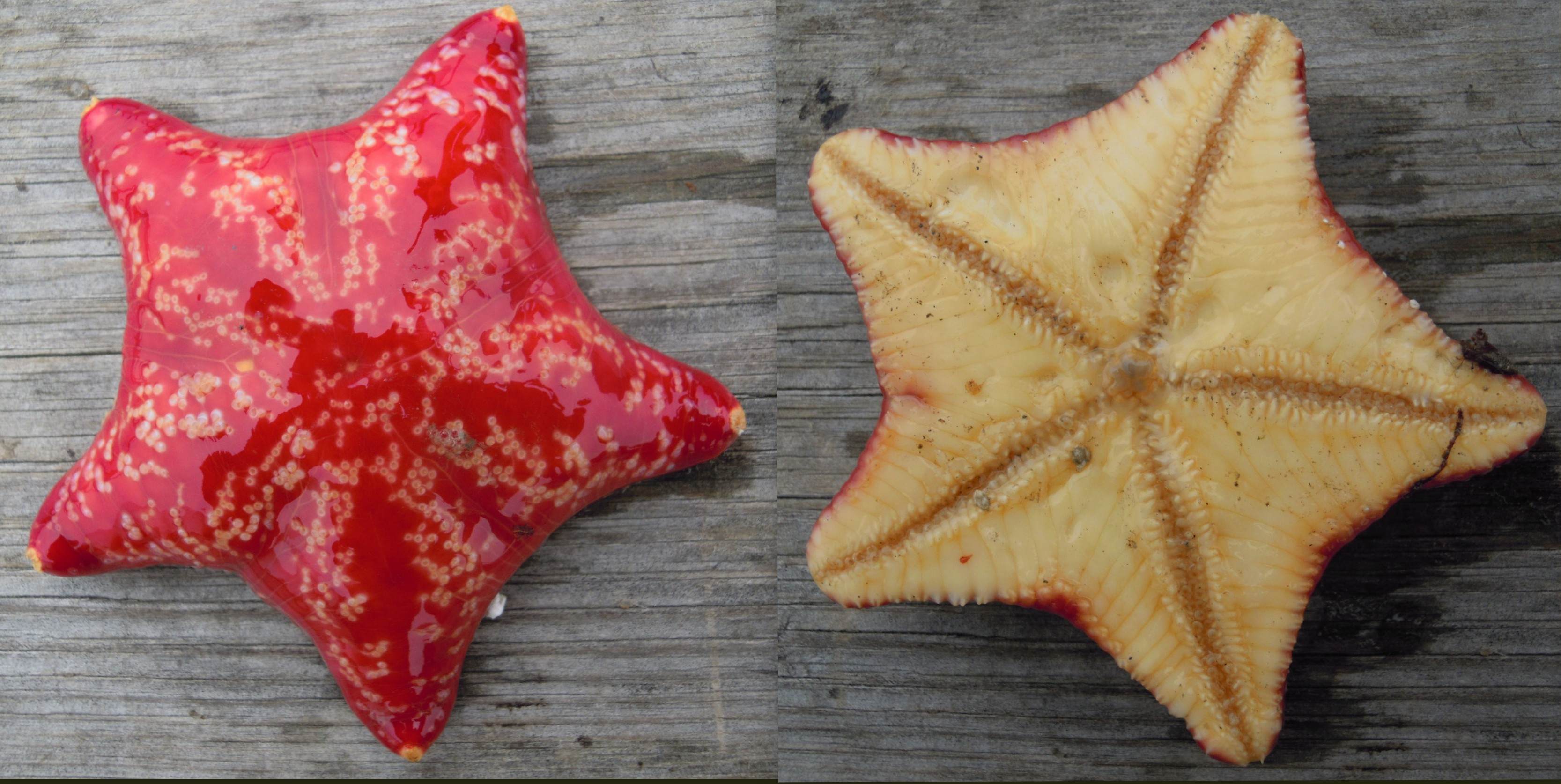
Porania pulvillus (douteuse, espèce nordique)
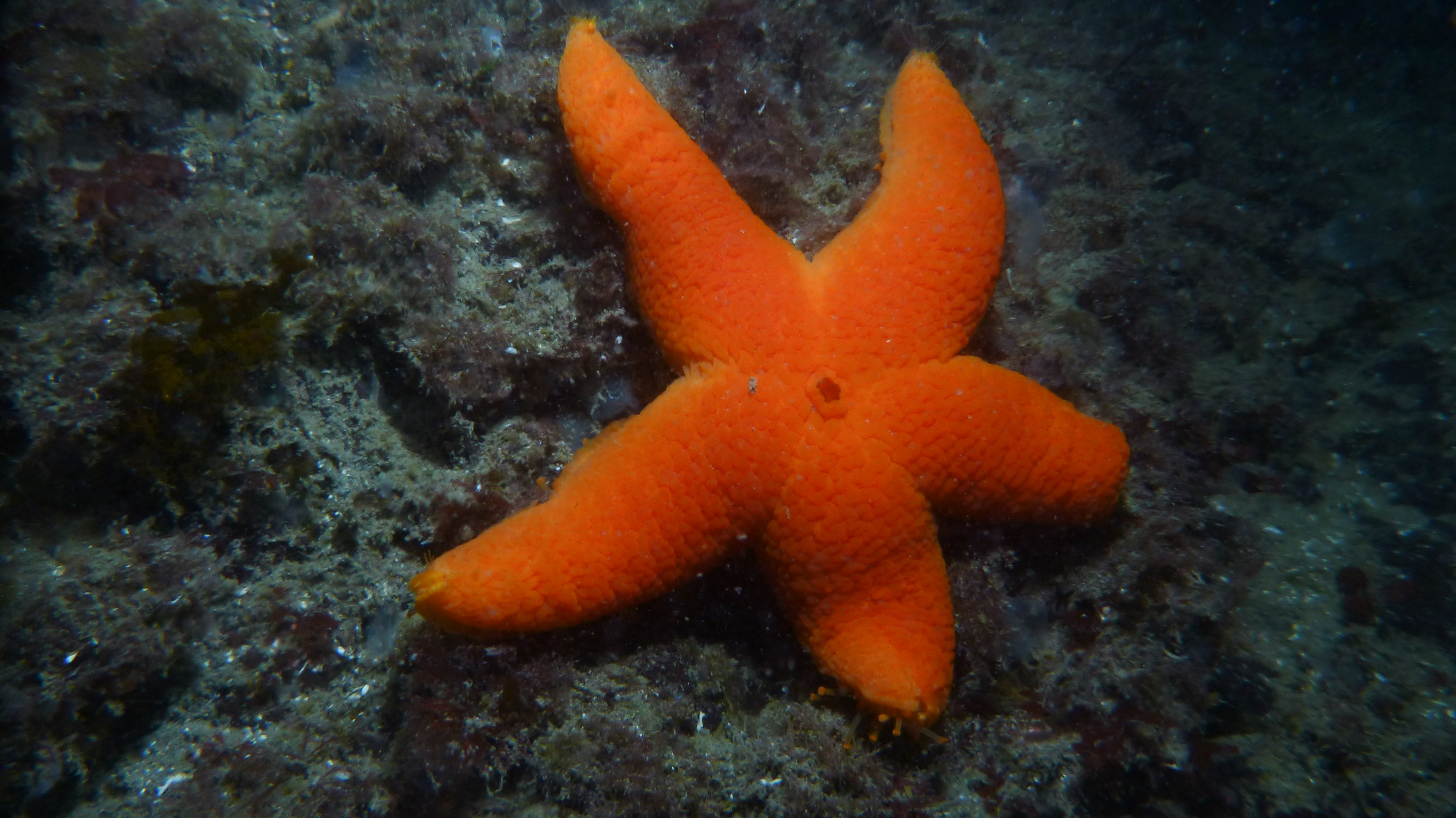
Pteraster militaris (douteuse, espèce nordique)
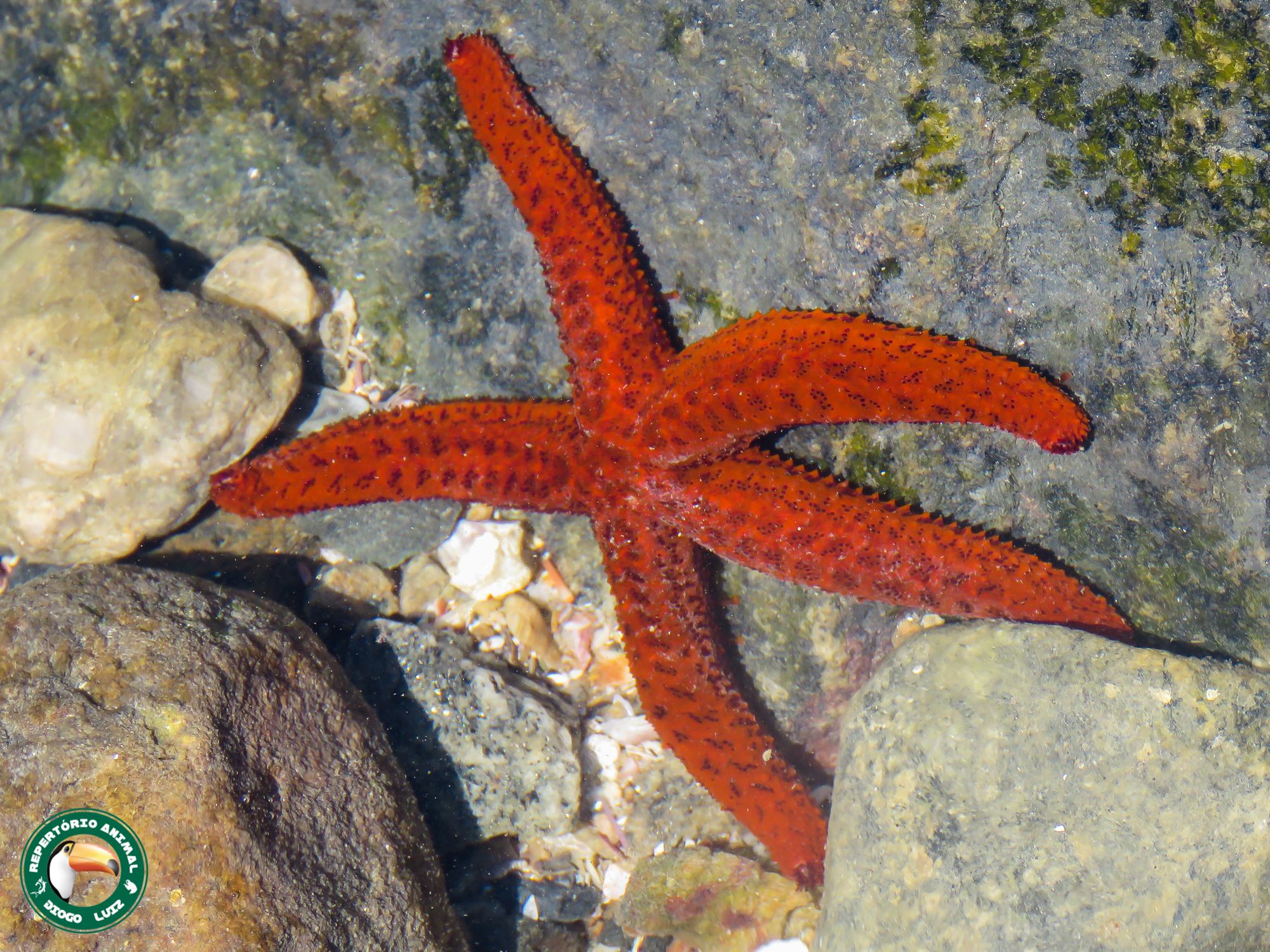
Echinaster brasiliensis
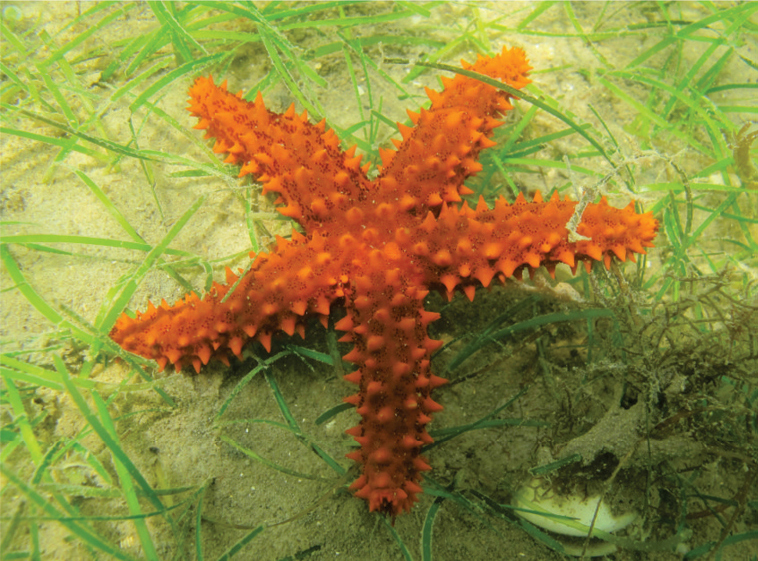
Echinaster echinophorus
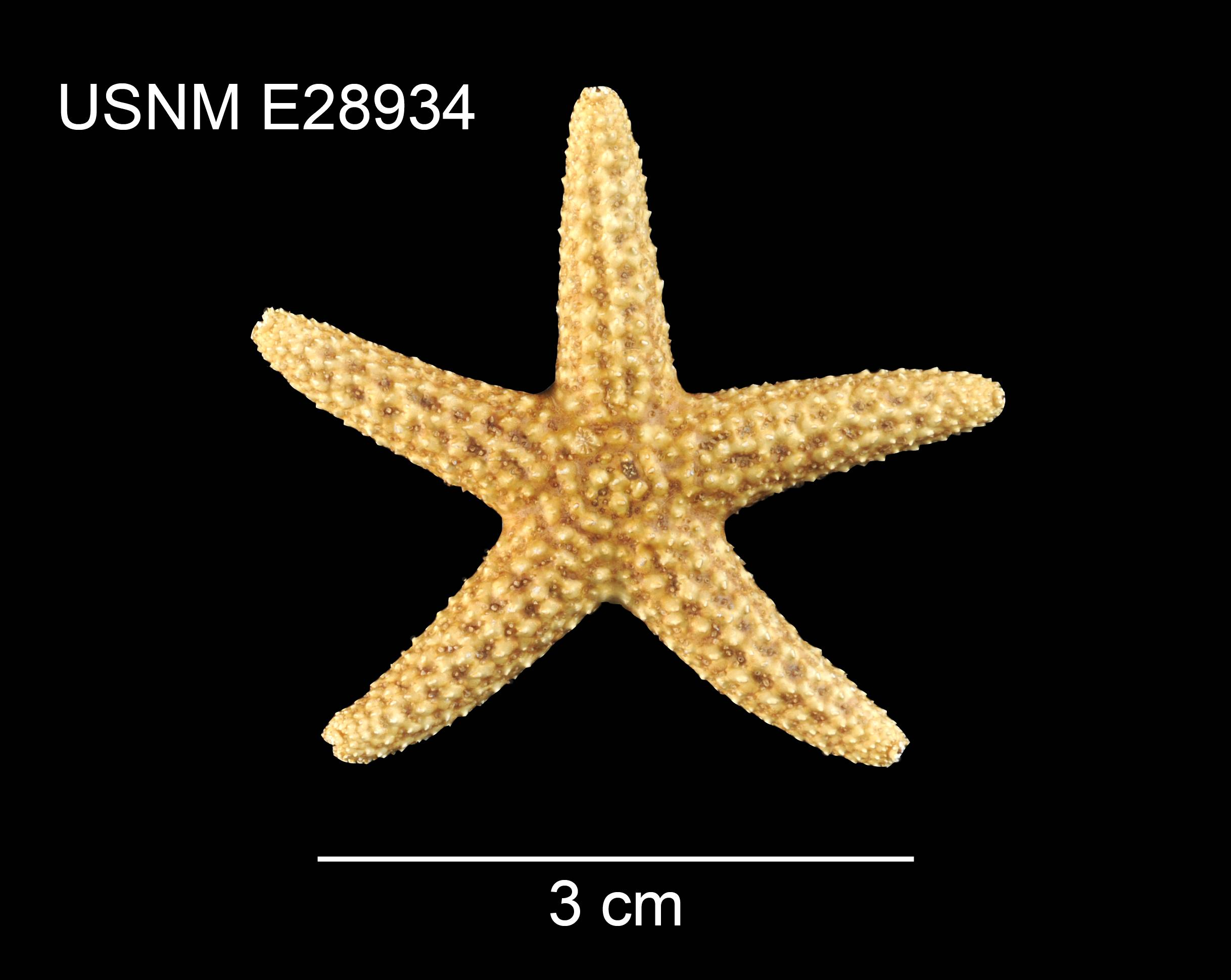
Echinaster graminicola
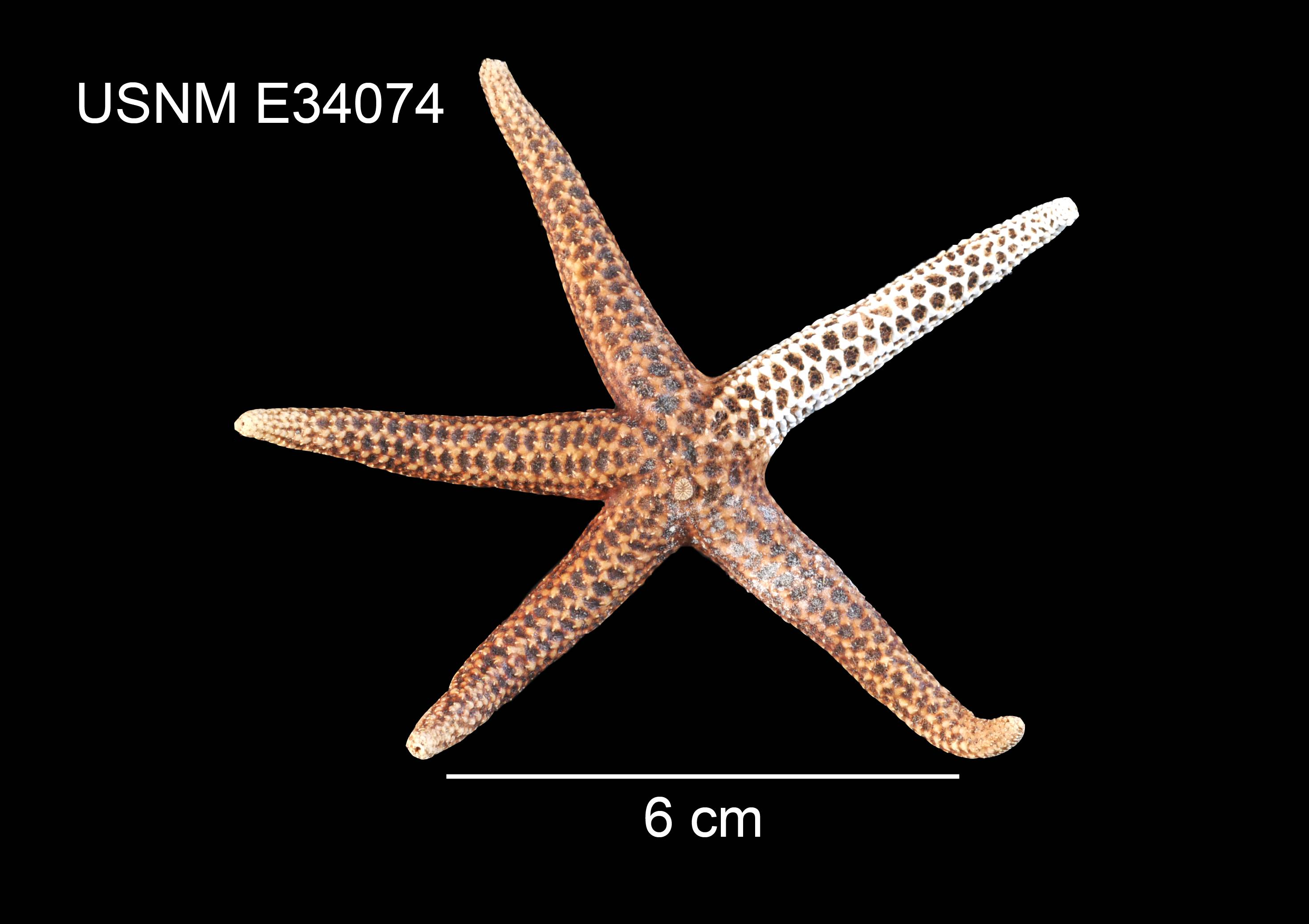
Echinaster paucispinus
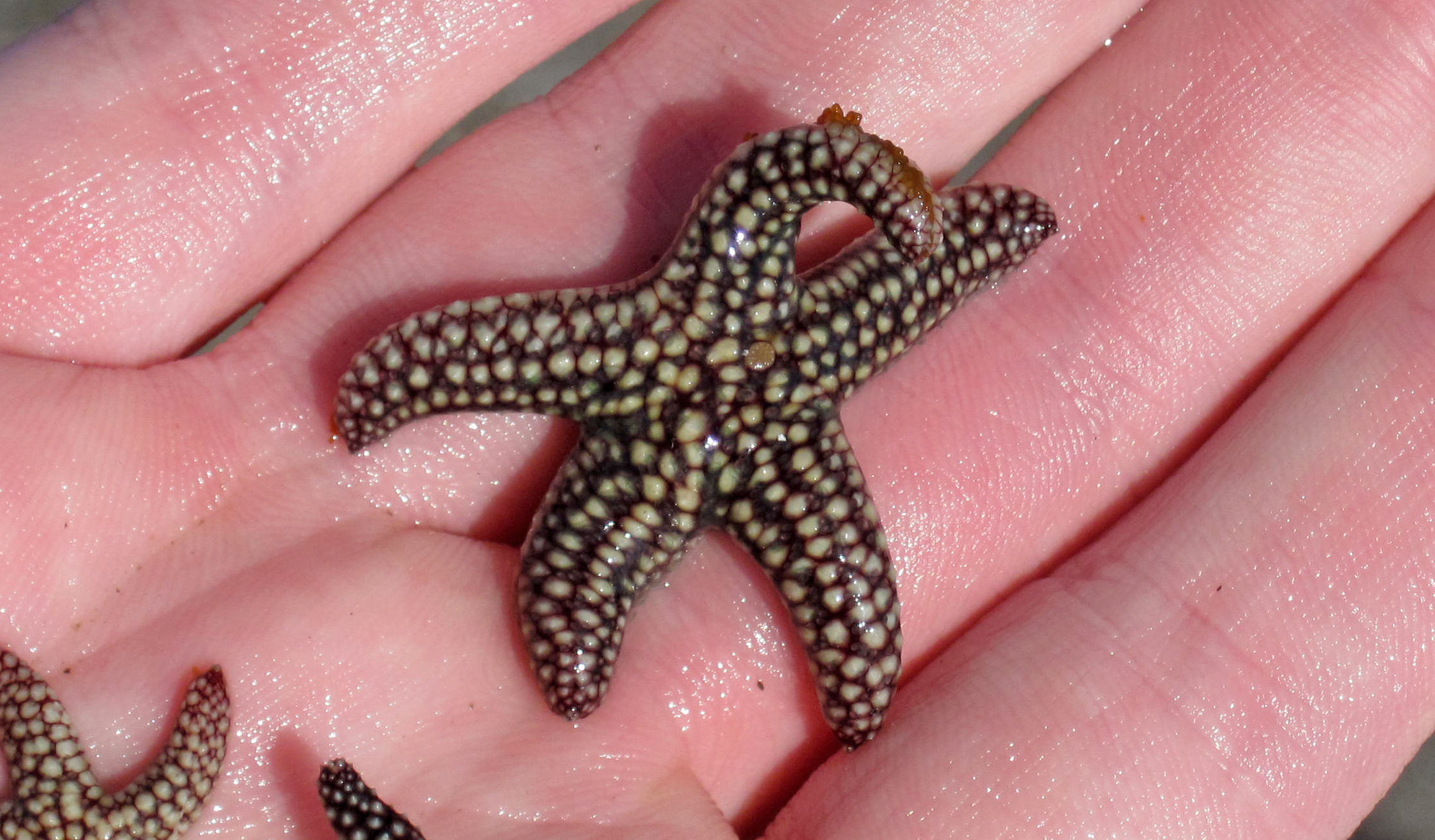
Echinaster sentus
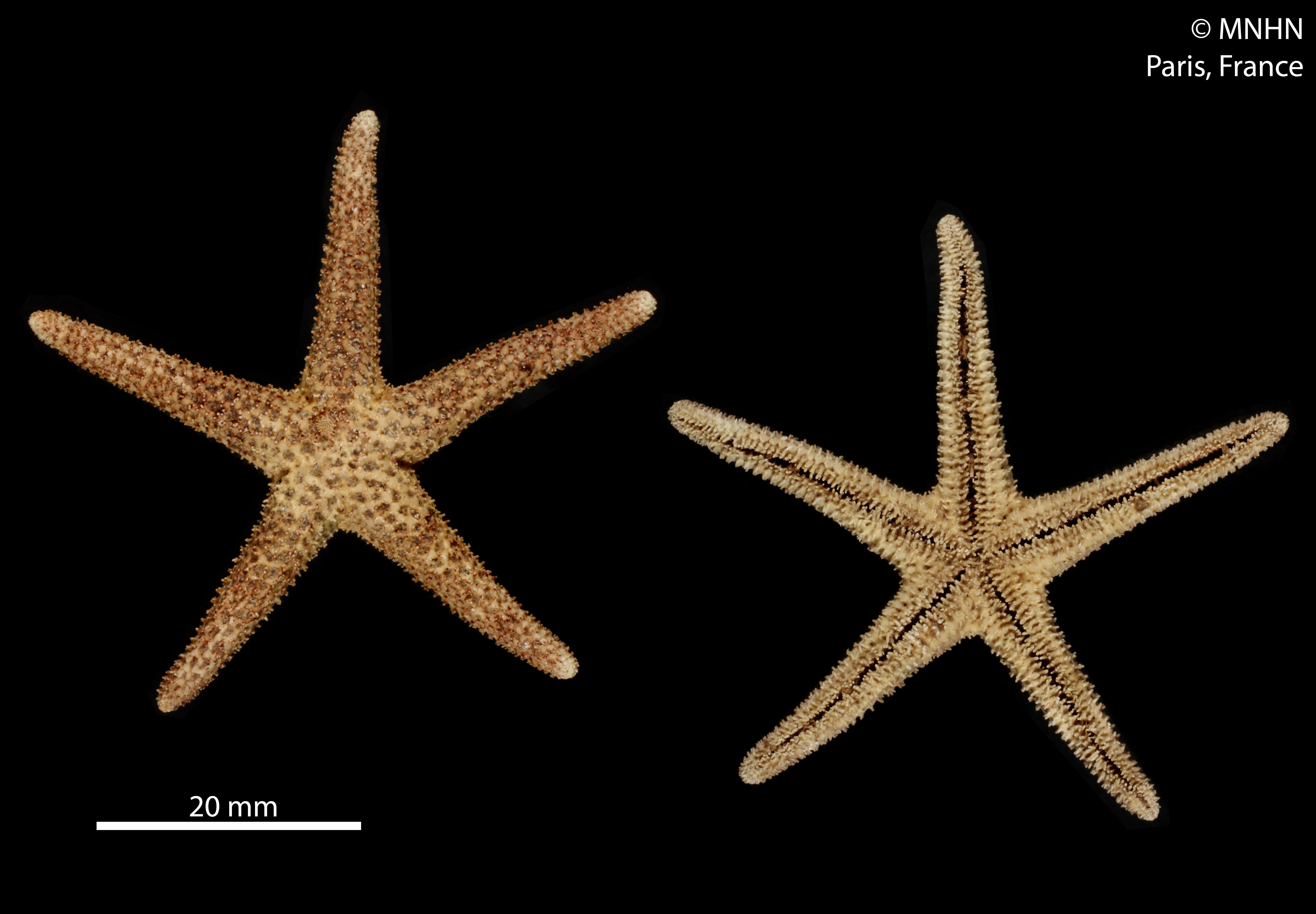
Echinaster serpentarius
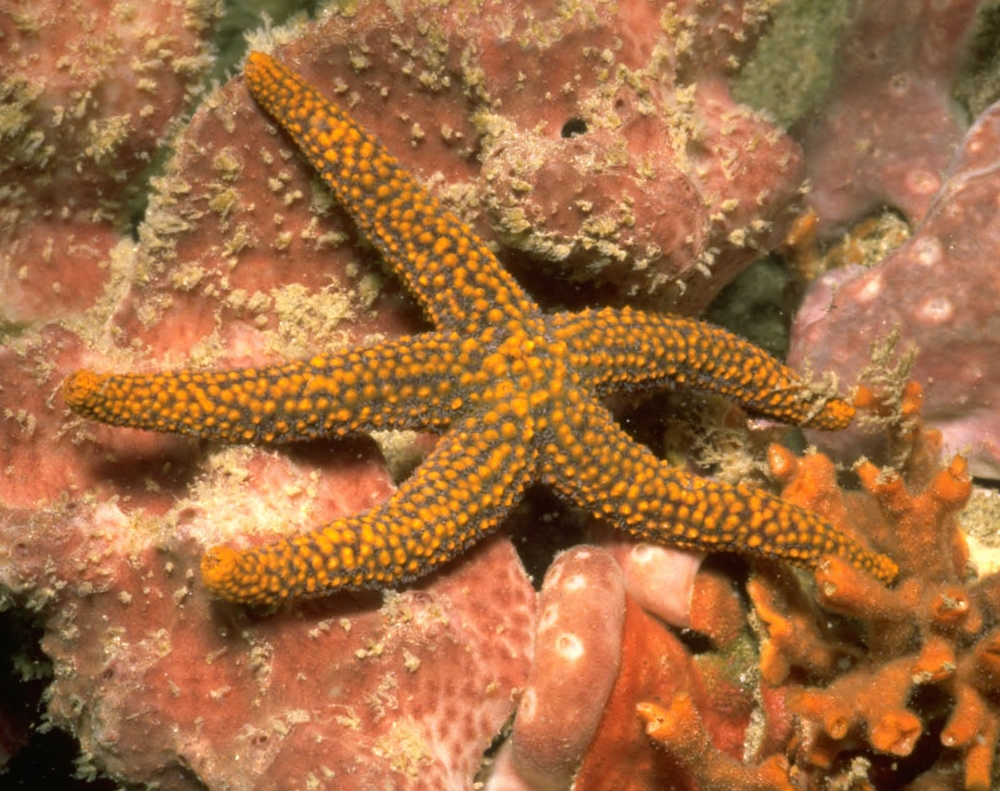
Echinaster spinulosus
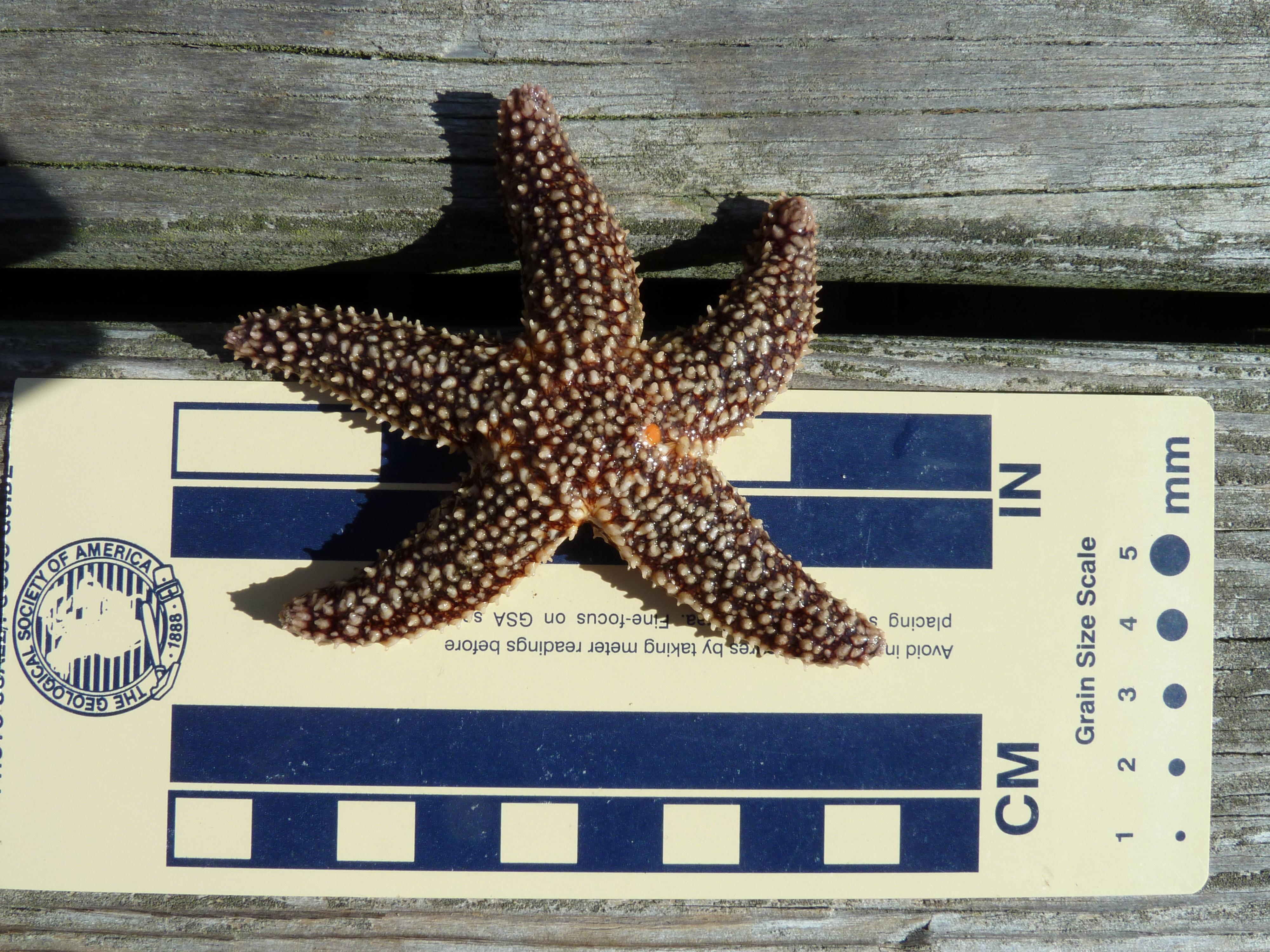
Asterias forbesi (surtout Floride)
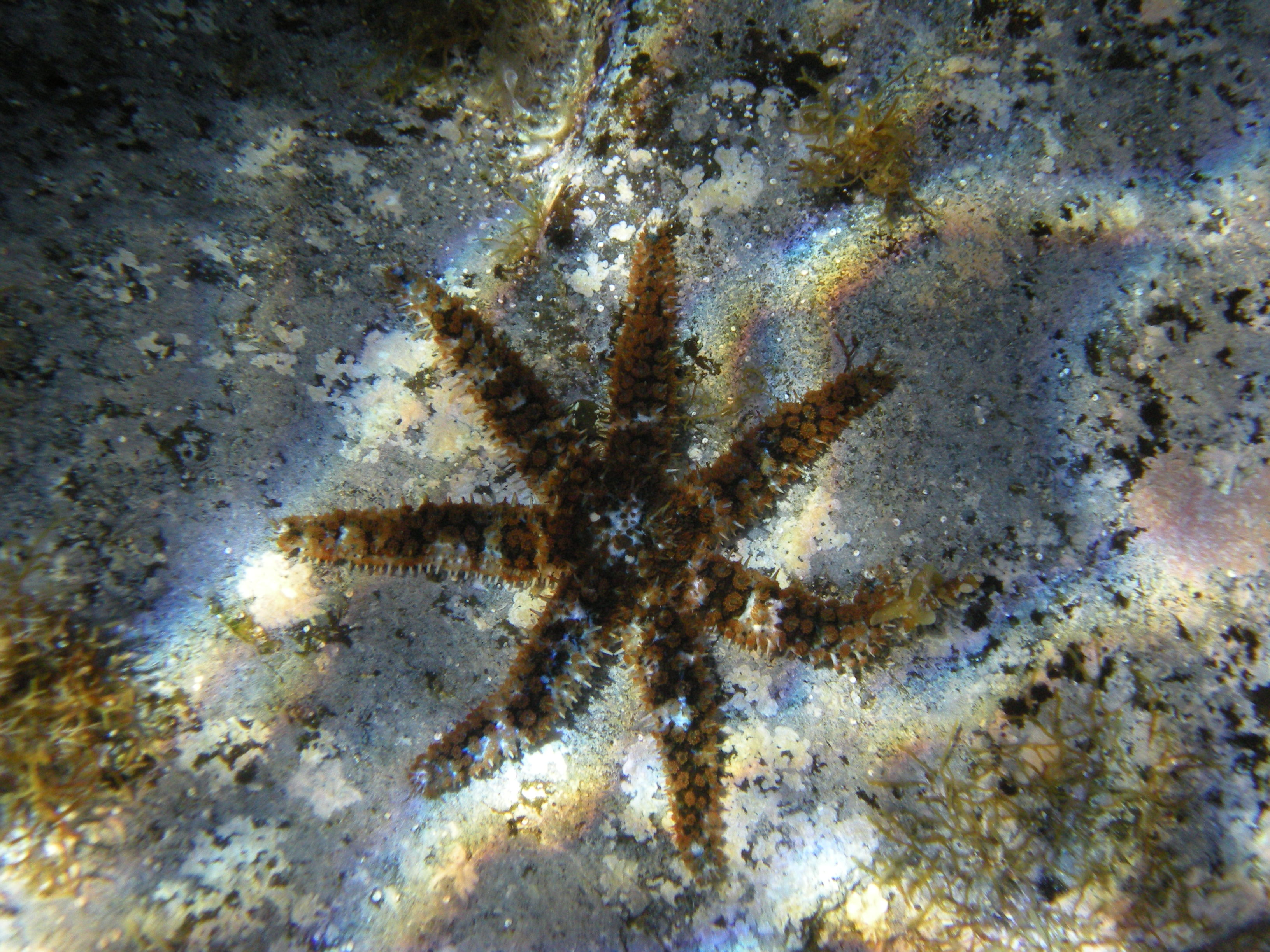
Étoile de mer épineuse (Coscinasterias tenuispina) (introduite)

Espèces communes non illustrés : Astropecten marginatus, Asterinides pilosa, Echinaster modestus, Henricia antillarum. Moins communes : Ophidiaster bayeri, Tamaria floridae, Henricia sexradiata.

## Ophiures
Les ophiures (du grec ophis, « serpent », et oura, « queue ») ne sont pas des étoiles de mer, mais un groupe proche (toutes deux font partie du sous-embranchement des Asterozoa). Parmi les différences on trouve des bras très fins et très souples, indépendants du corps, qui ne se touchent pas à leur base, et l’absence d’anus (les rejets se font par la bouche). Elles sont de surcroît beaucoup plus rapides, et se déplacent en se portant sur leurs longs bras. Le corps discoïdal est aplati sur la face inférieure, et généralement bombé en face supérieure.
Les ophiures sont des charognards et détritivores rapides et abondants, qui passent la journée dissimulés dans des trous ou sous des roches et sortent la nuit pour se nourrir sur le fond. Quand elles sont manipulées, la plupart des espèces peuvent sectionner leurs bras pour échapper à leur prédateur : celui-ci repoussera en quelques semaines ou mois. 
Il existe un ordre d’ophiures dont la morphologie est totalement différente, les Euryalida ou « gorgonocéphales », dont les nombreux et longs bras très ramifiés se déploient la nuit pour capturer le plancton.
On compte 148 espèces d'ophiures aux Caraïbes, réparties dans 16 familles.

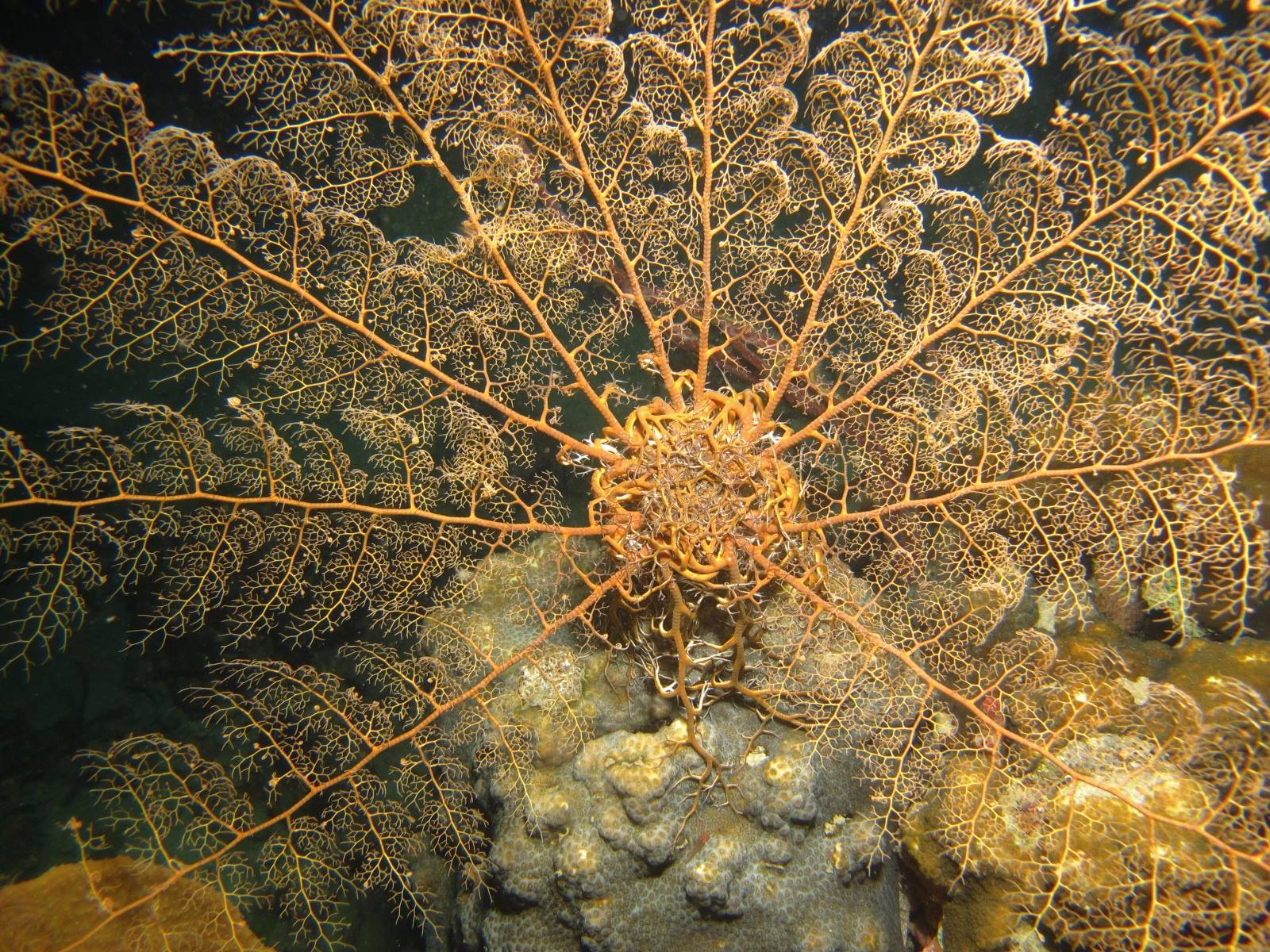
Gorgonocéphale géant (Astrophyton muricatum)
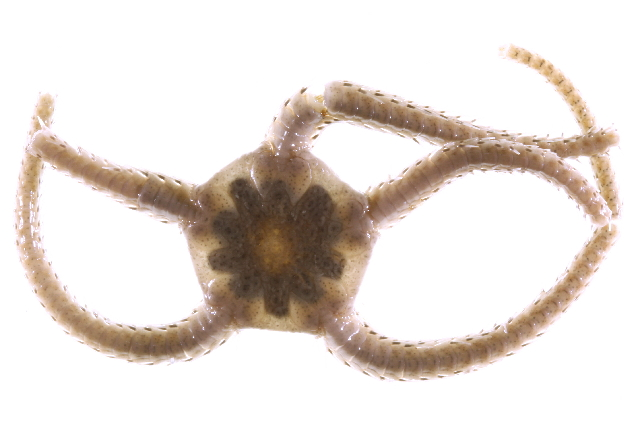
Ophiura sarsii
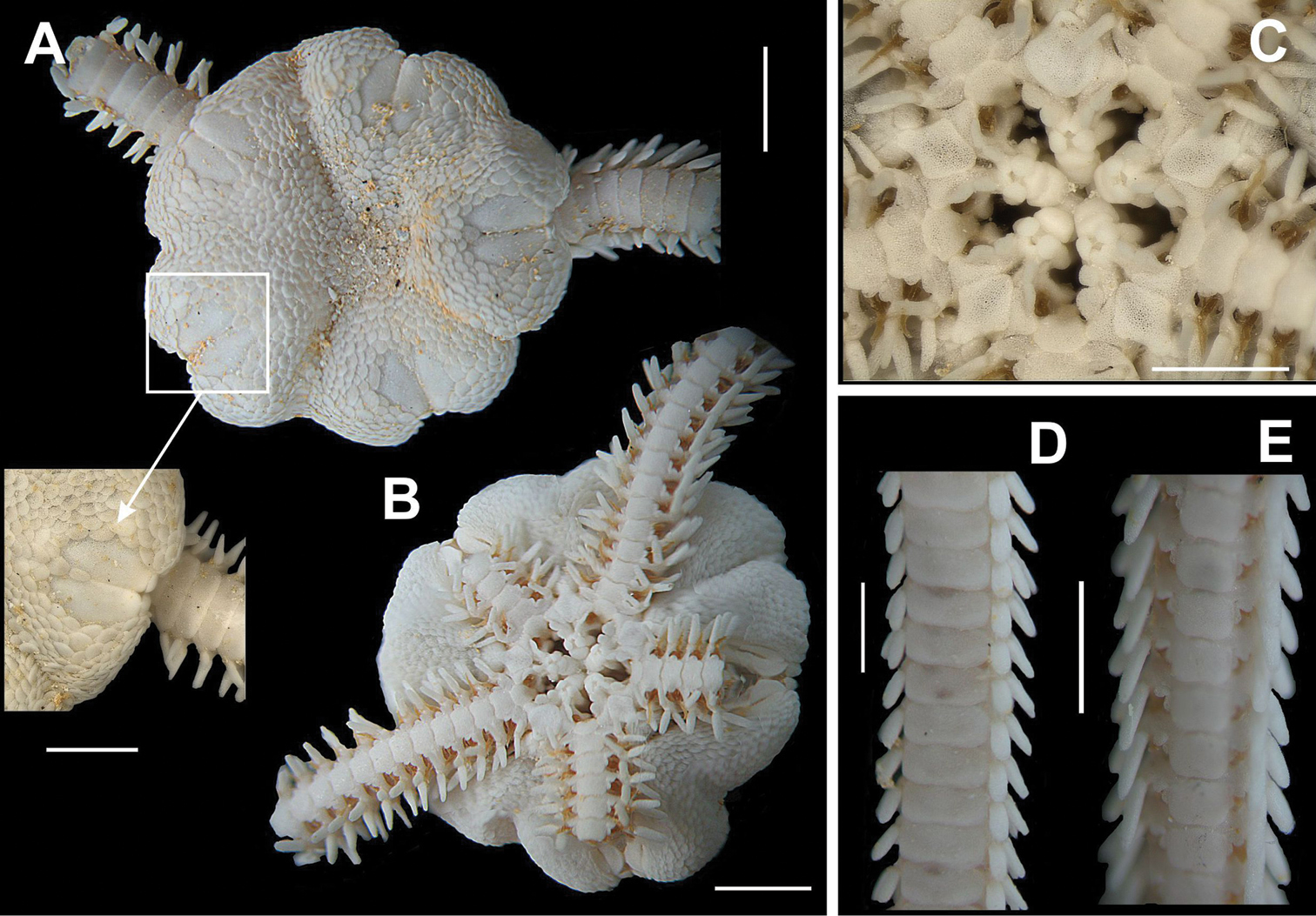
Amphiodia planispina
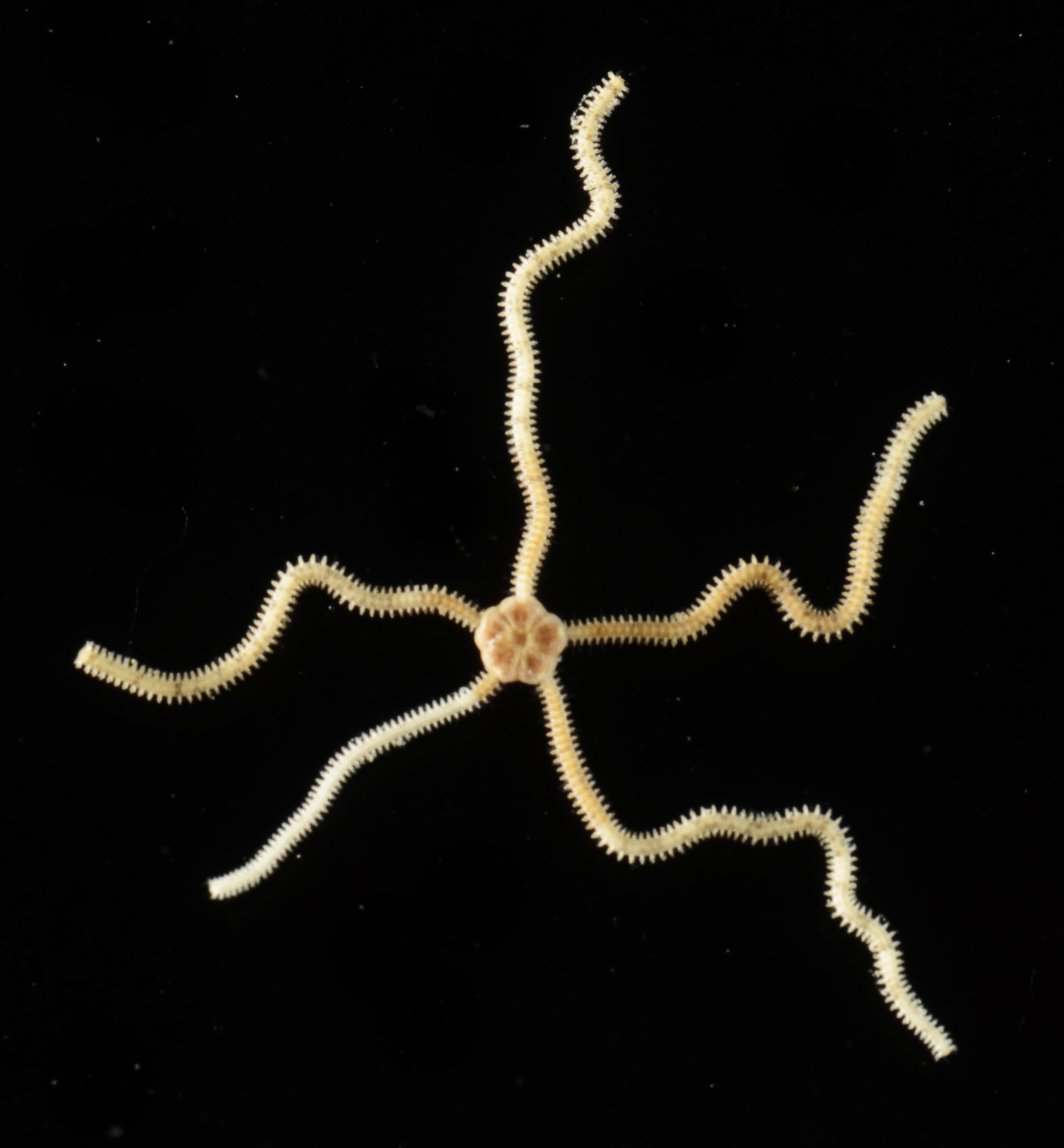
Amphiodia pulchella
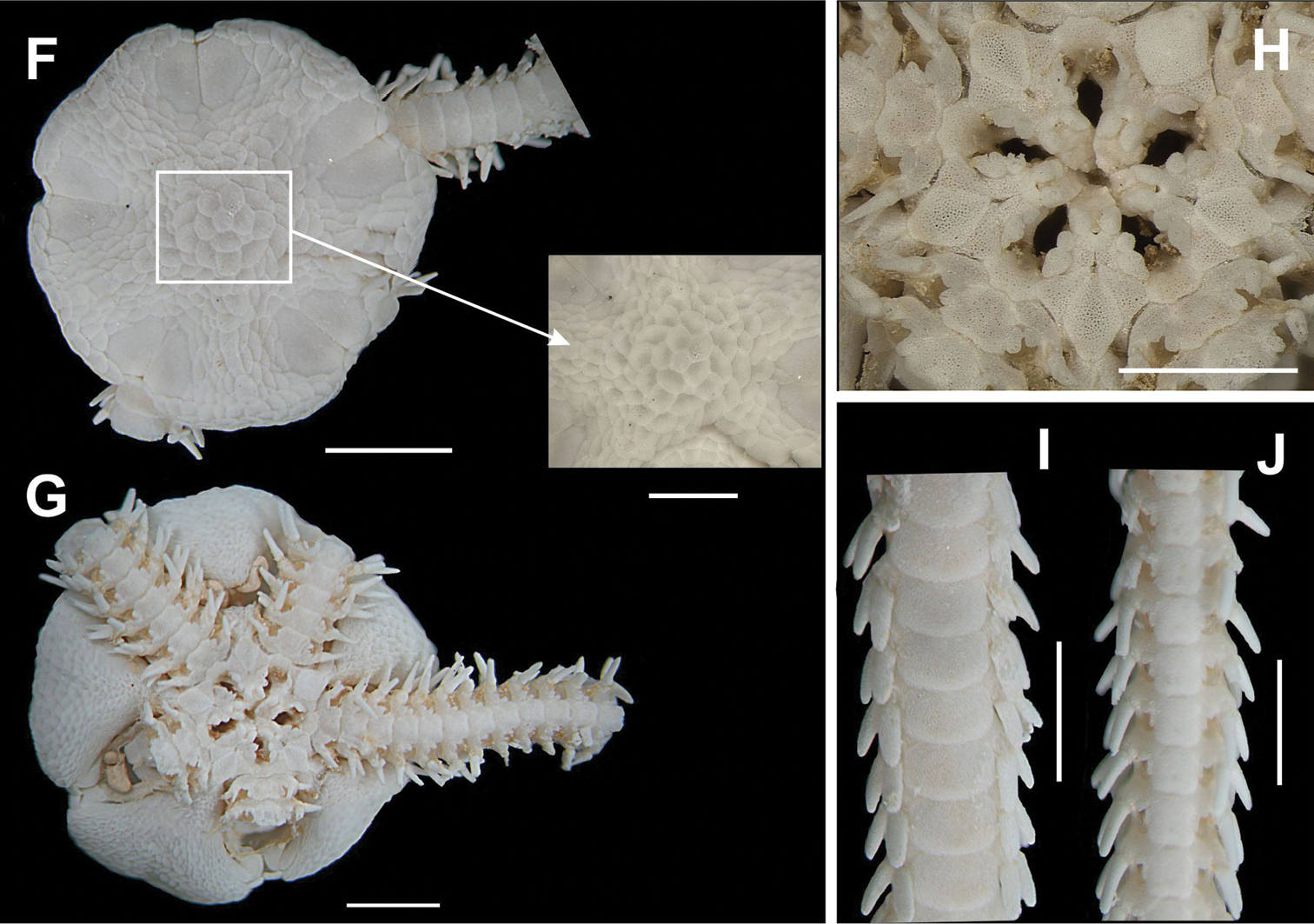
Amphiodia riisei
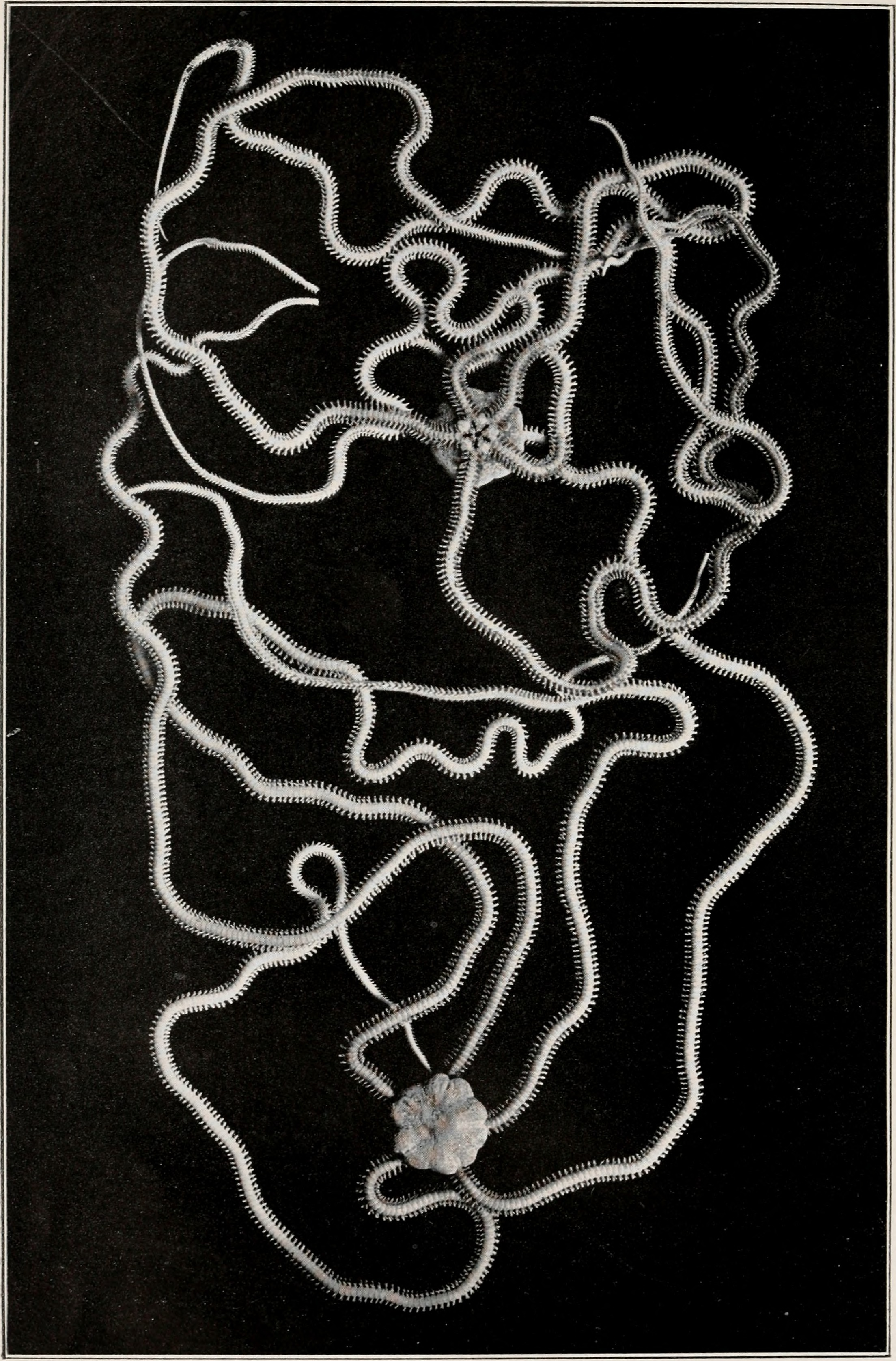
Amphioplus abditus
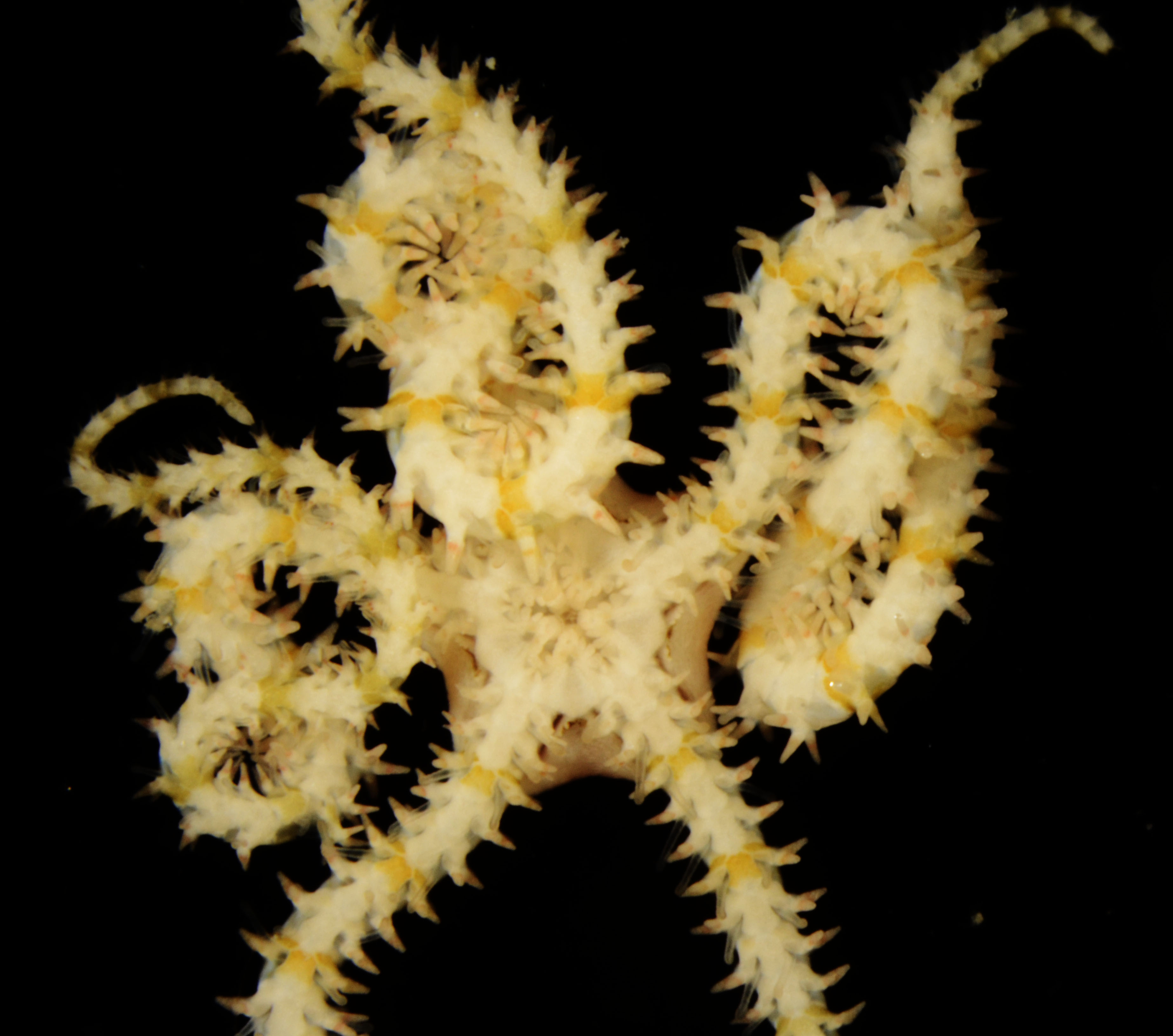
Amphioplus thrombodes
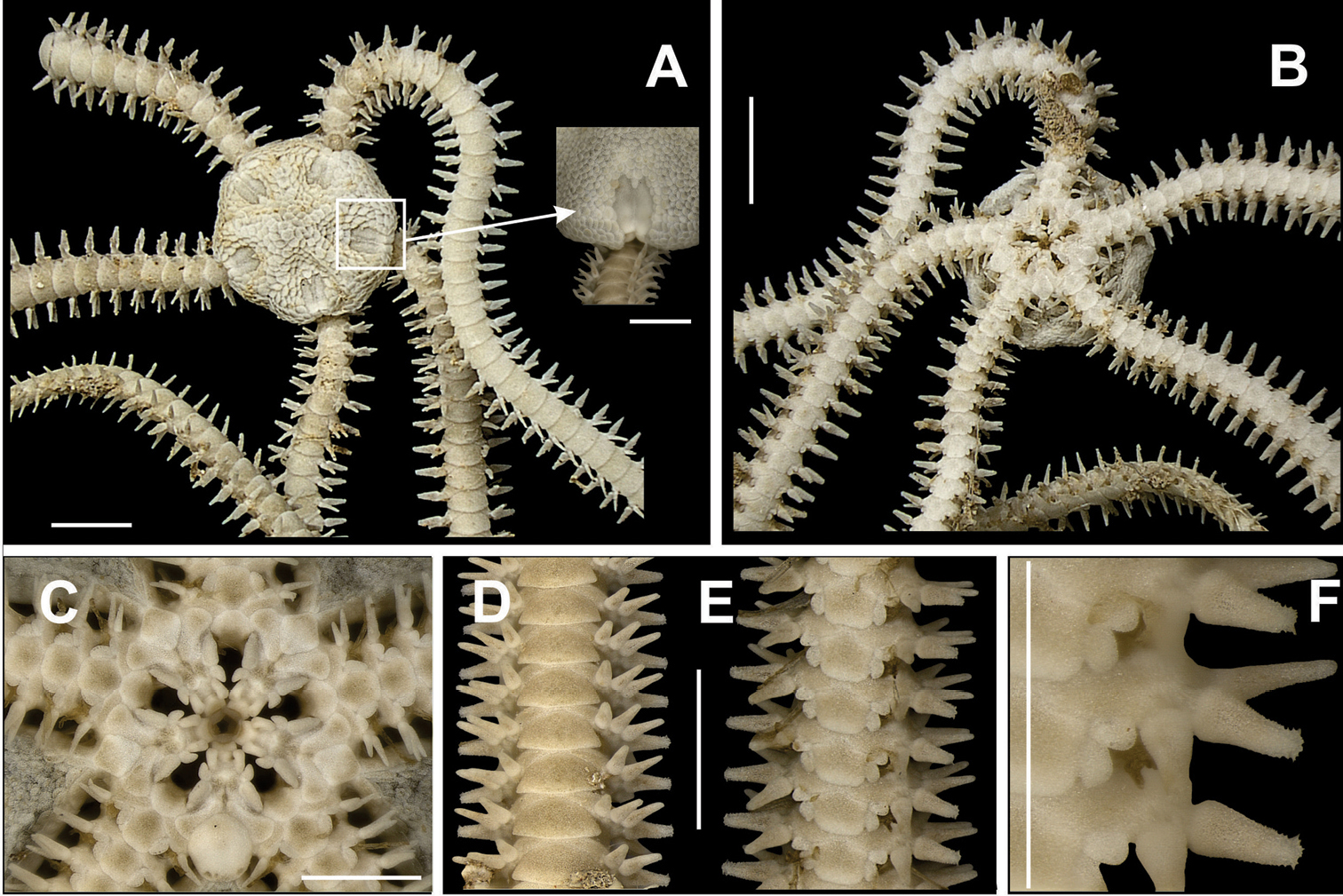
Amphipholis januarii
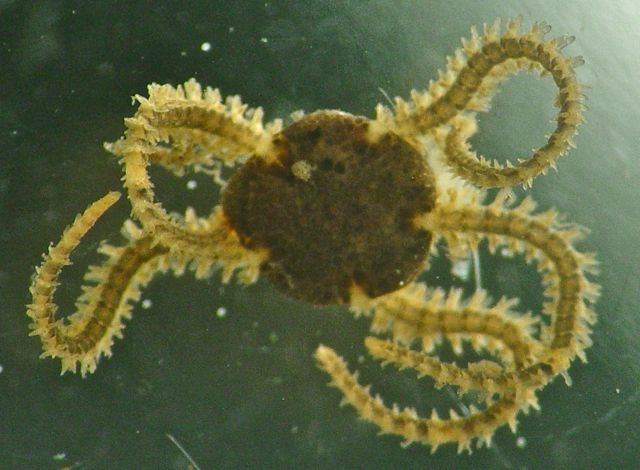
Ophiure écailleuse (Amphipholis squamata)
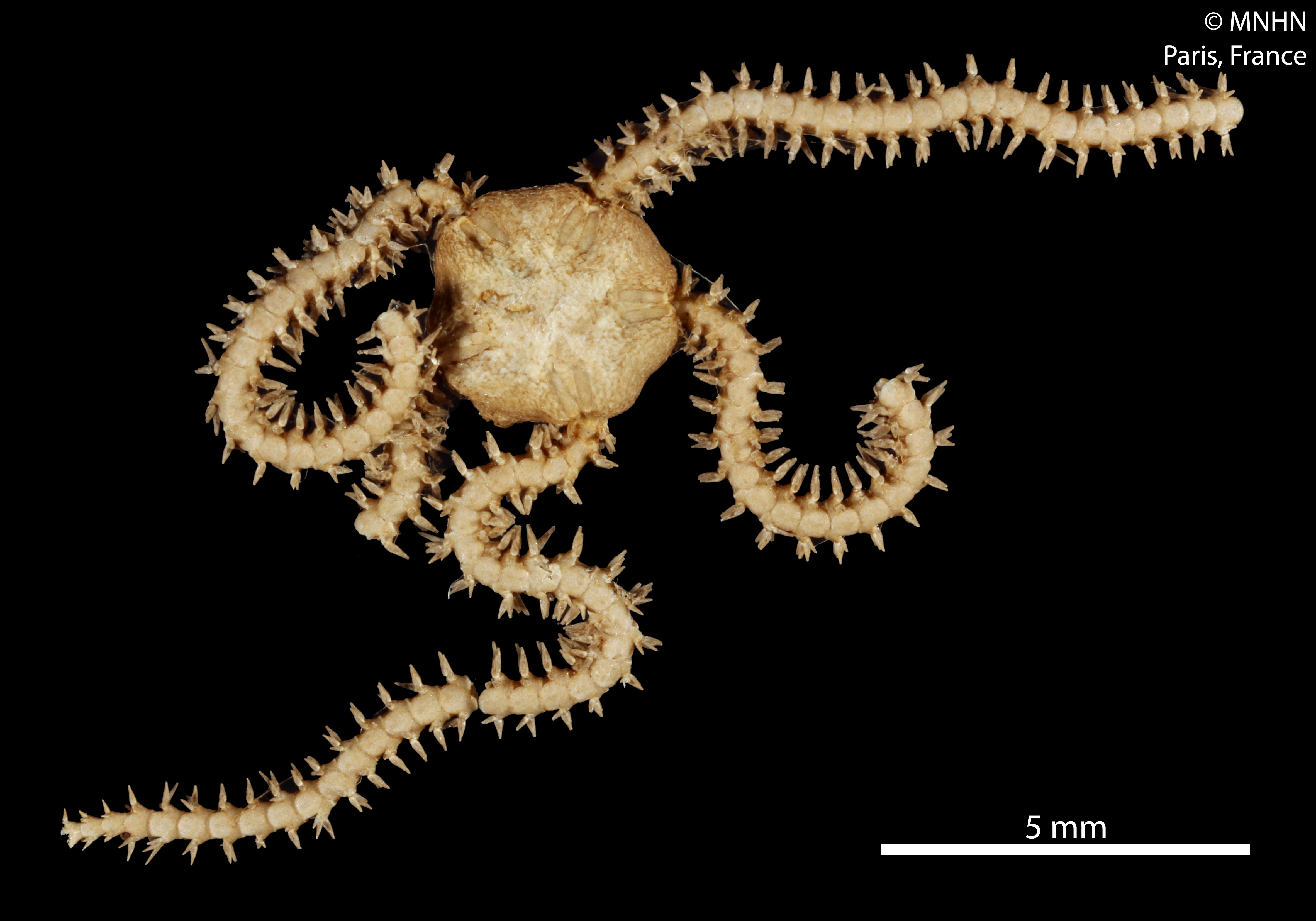
Amphiura grandisquama
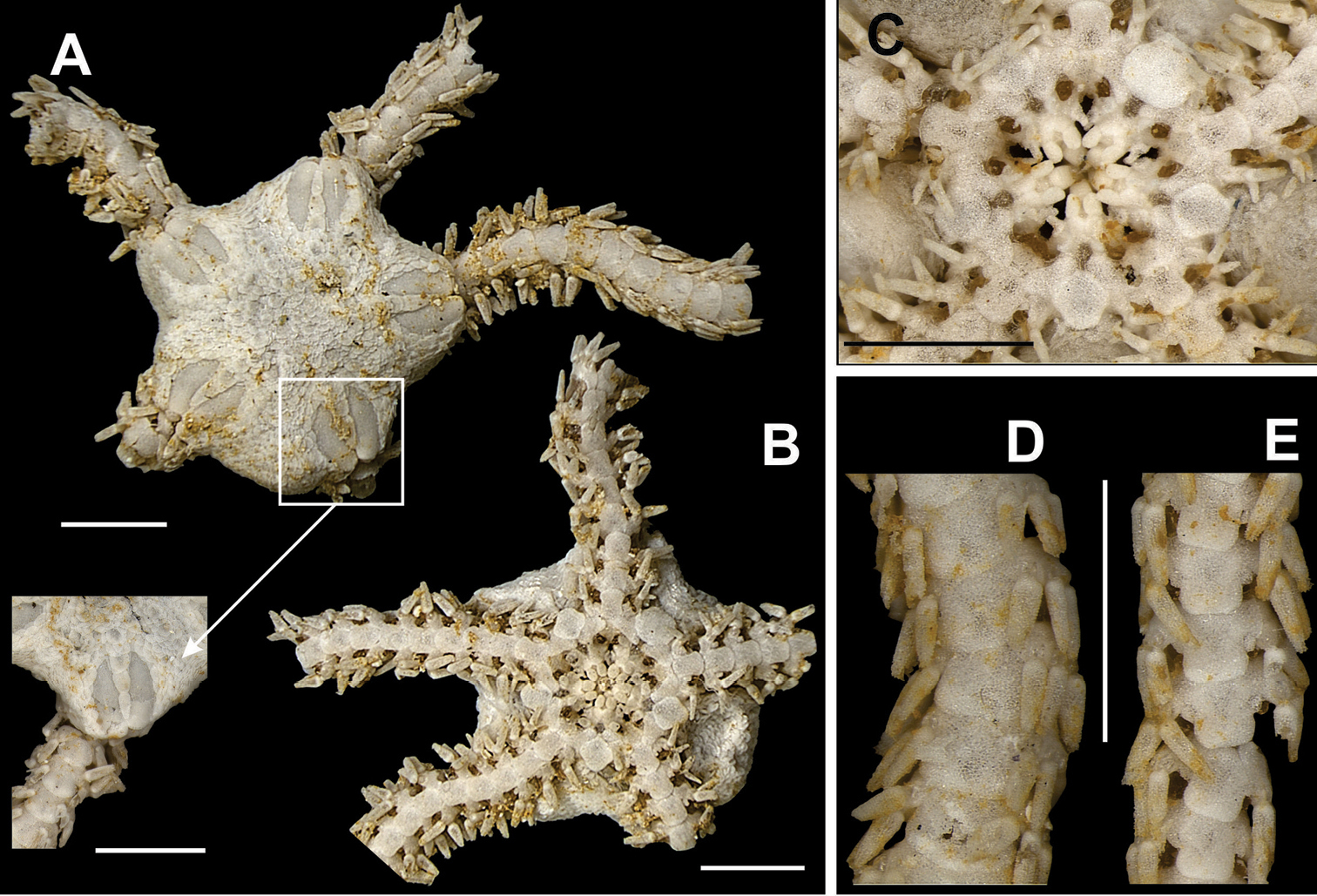
Amphiura stimpsonii
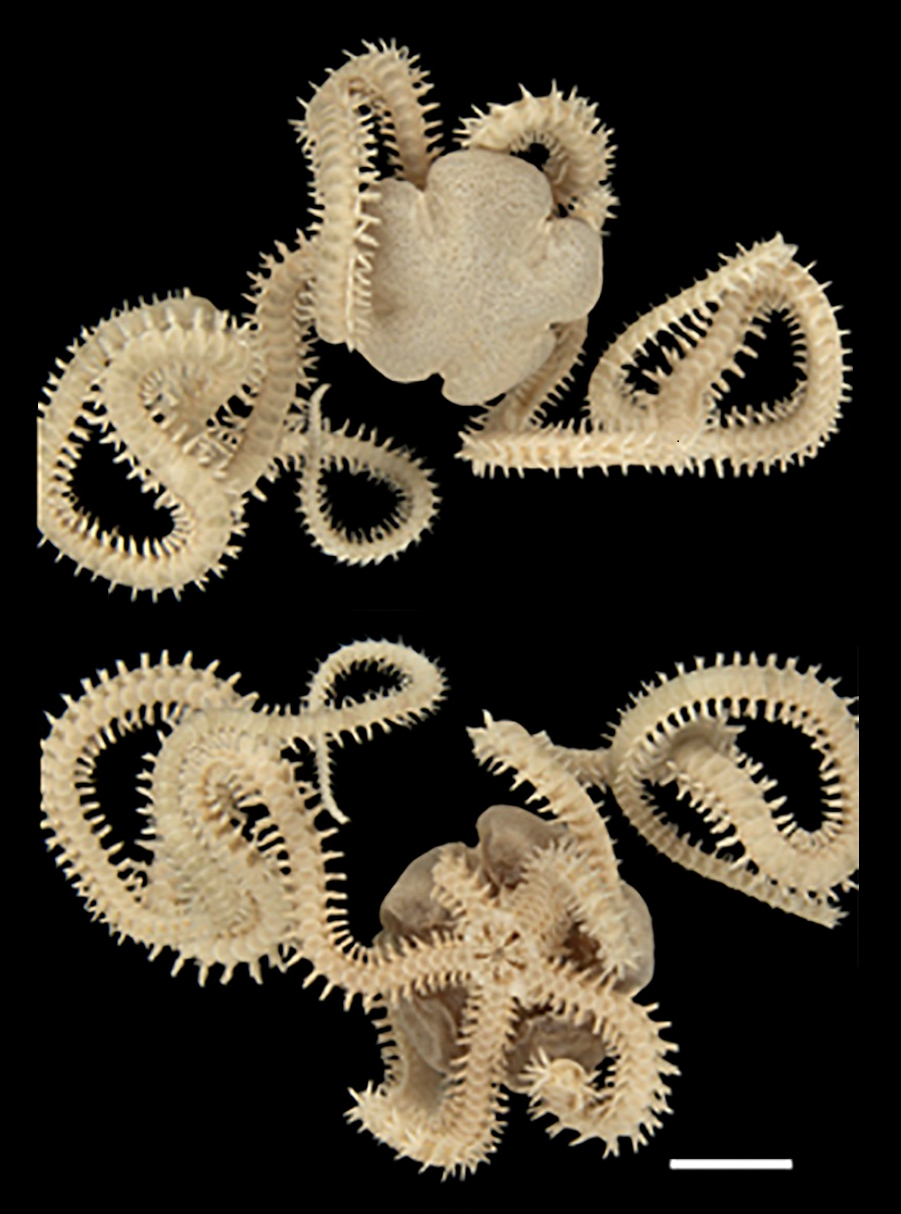
Microphiopholis gracillima
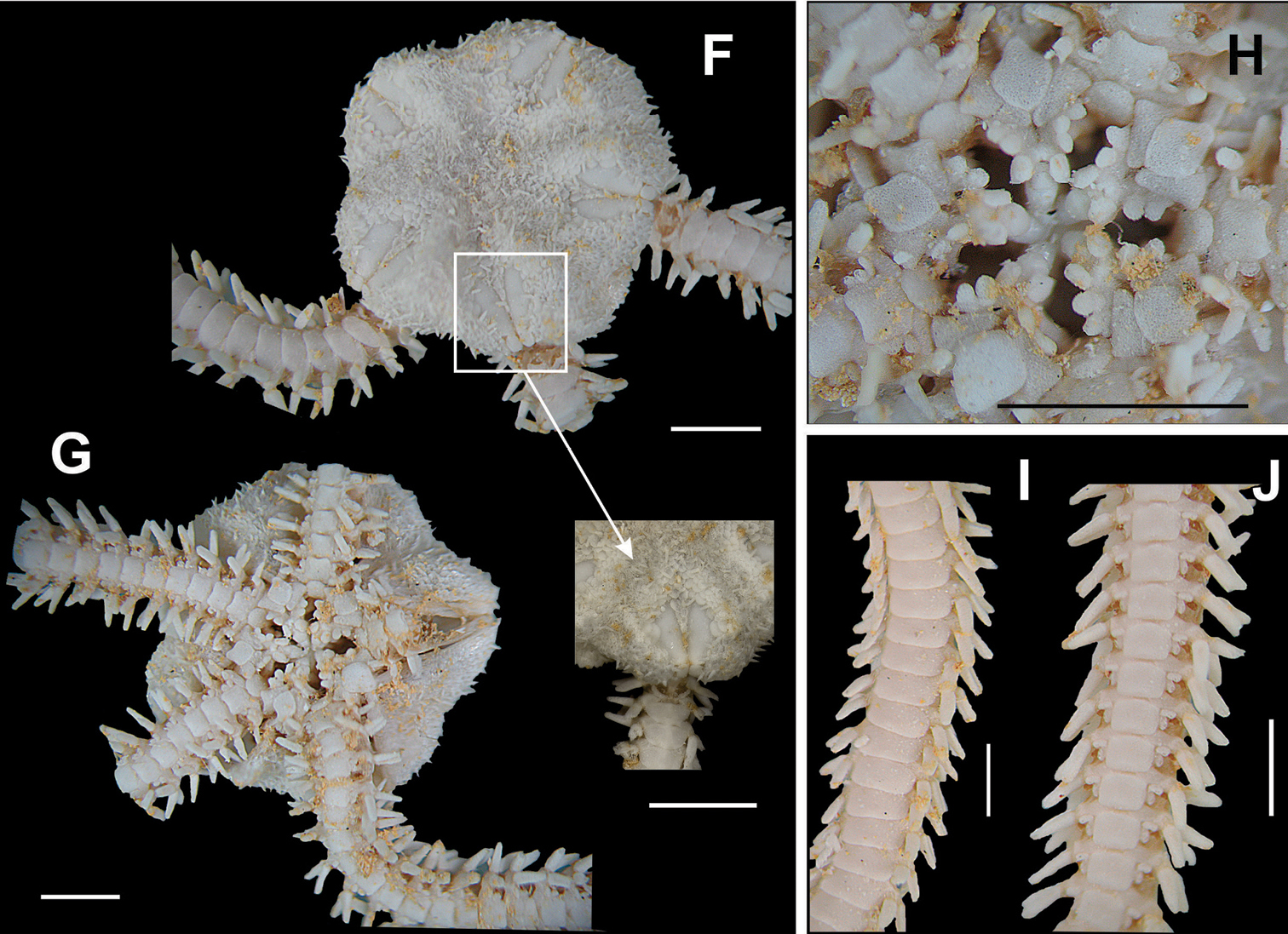
Ophiocnida scabriuscula
Ophionephthys limicola
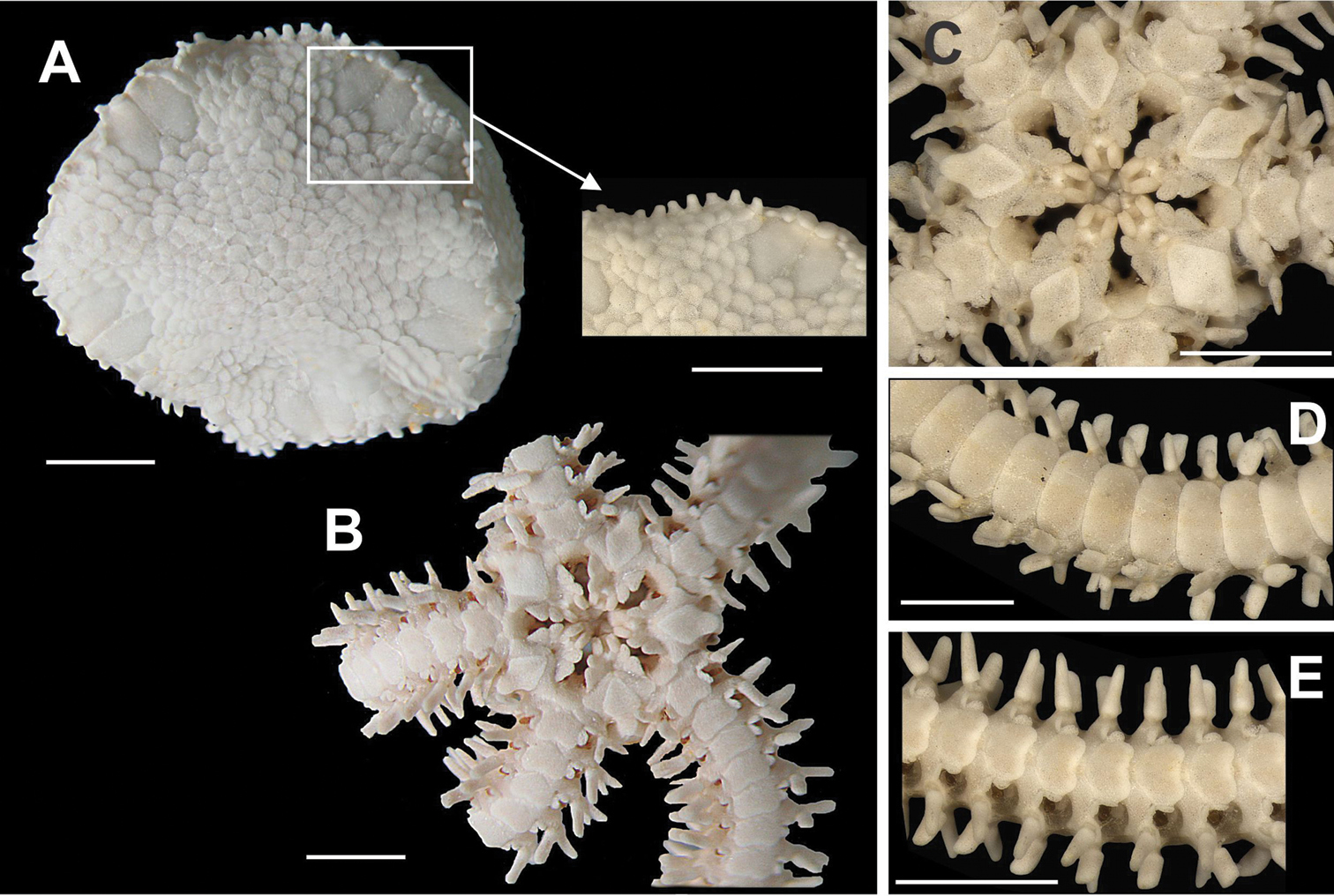
Ophiophragmus brachyactis
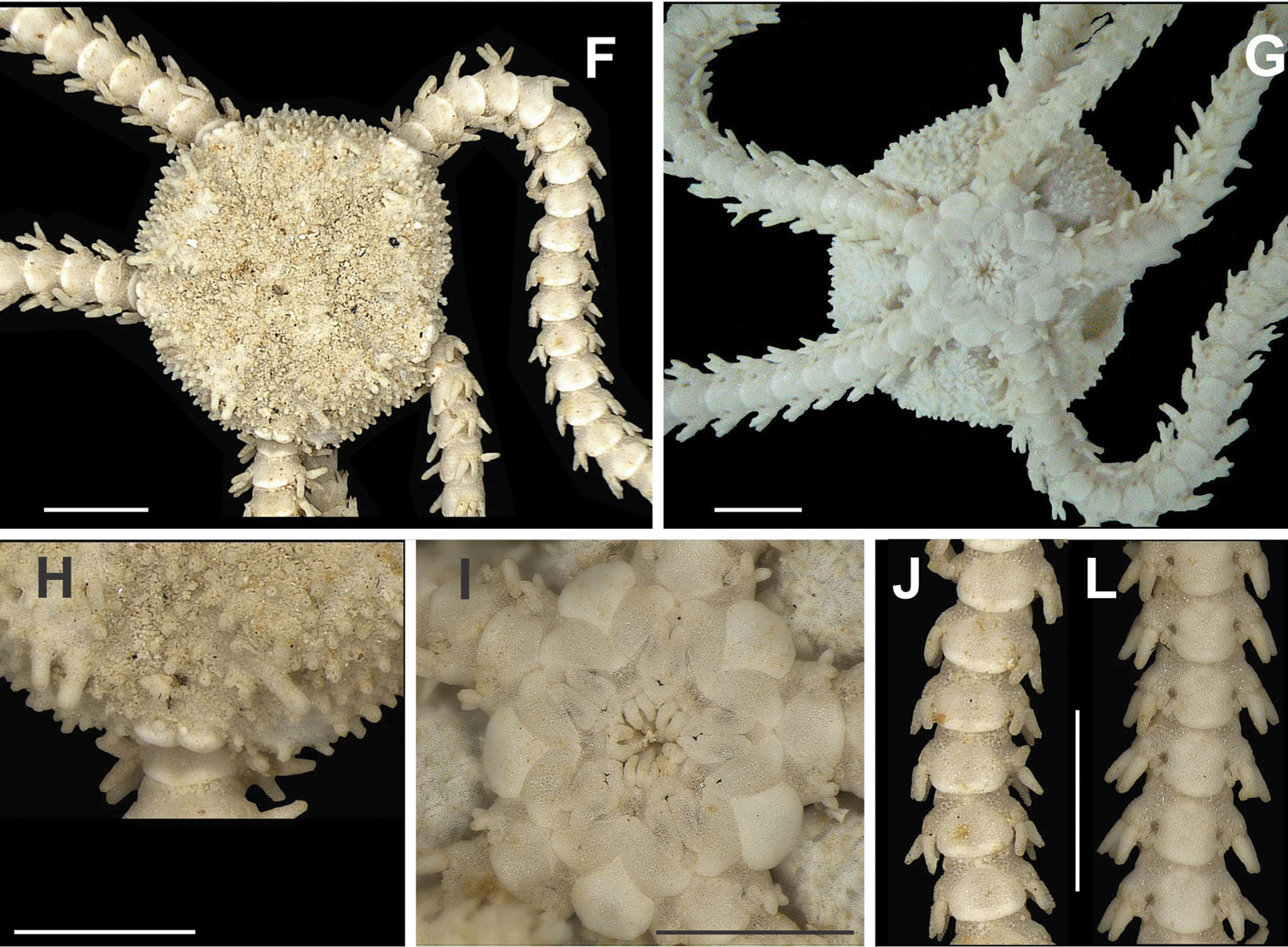
Ophiostigma isocanthum
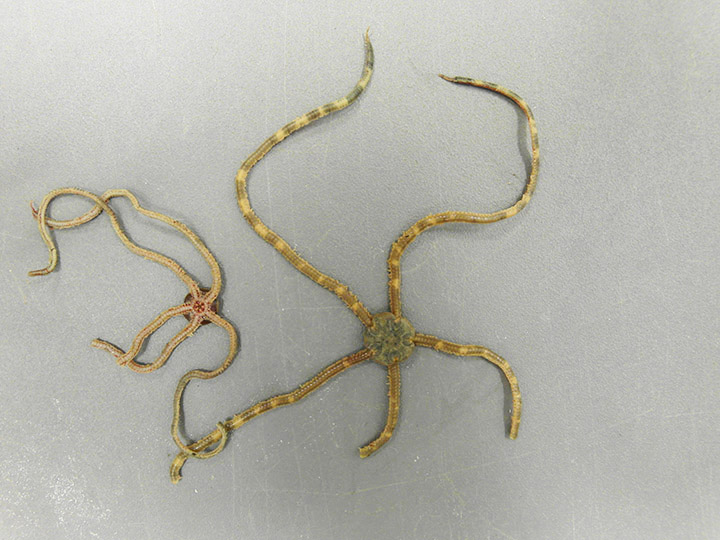
Hemipholis elongata
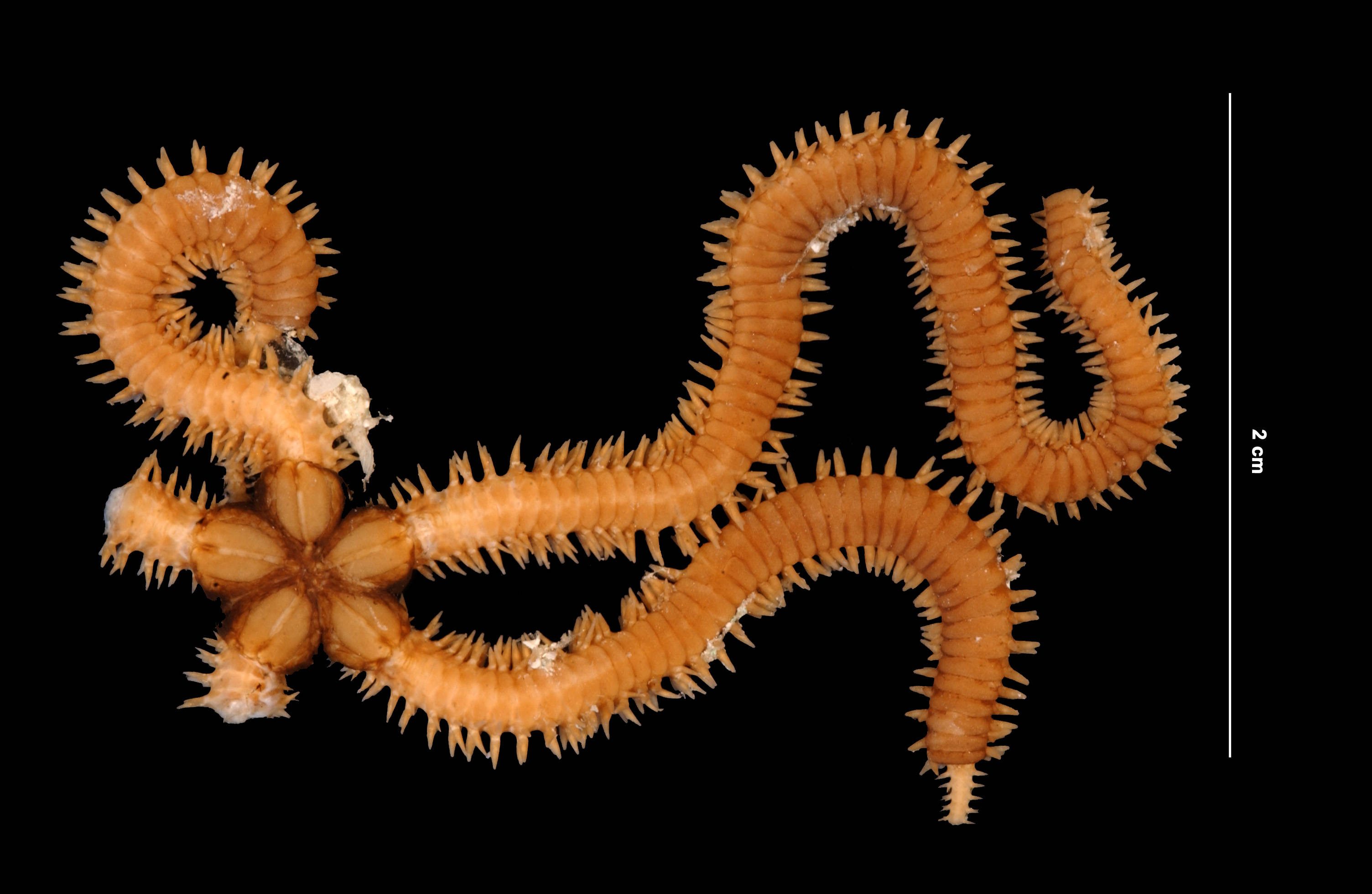
Ophiactis muelleri
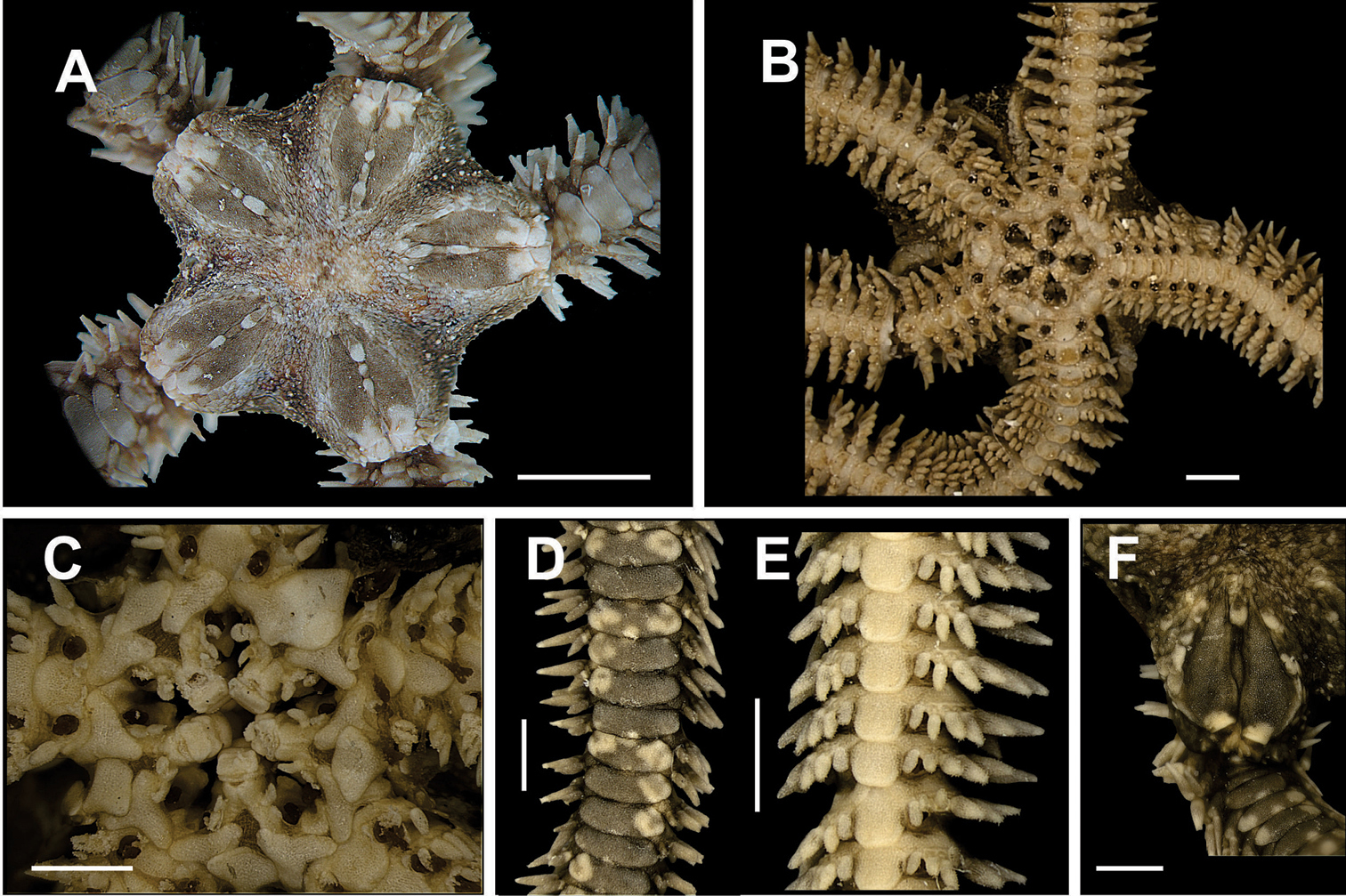
Ophiactis quinqueradia
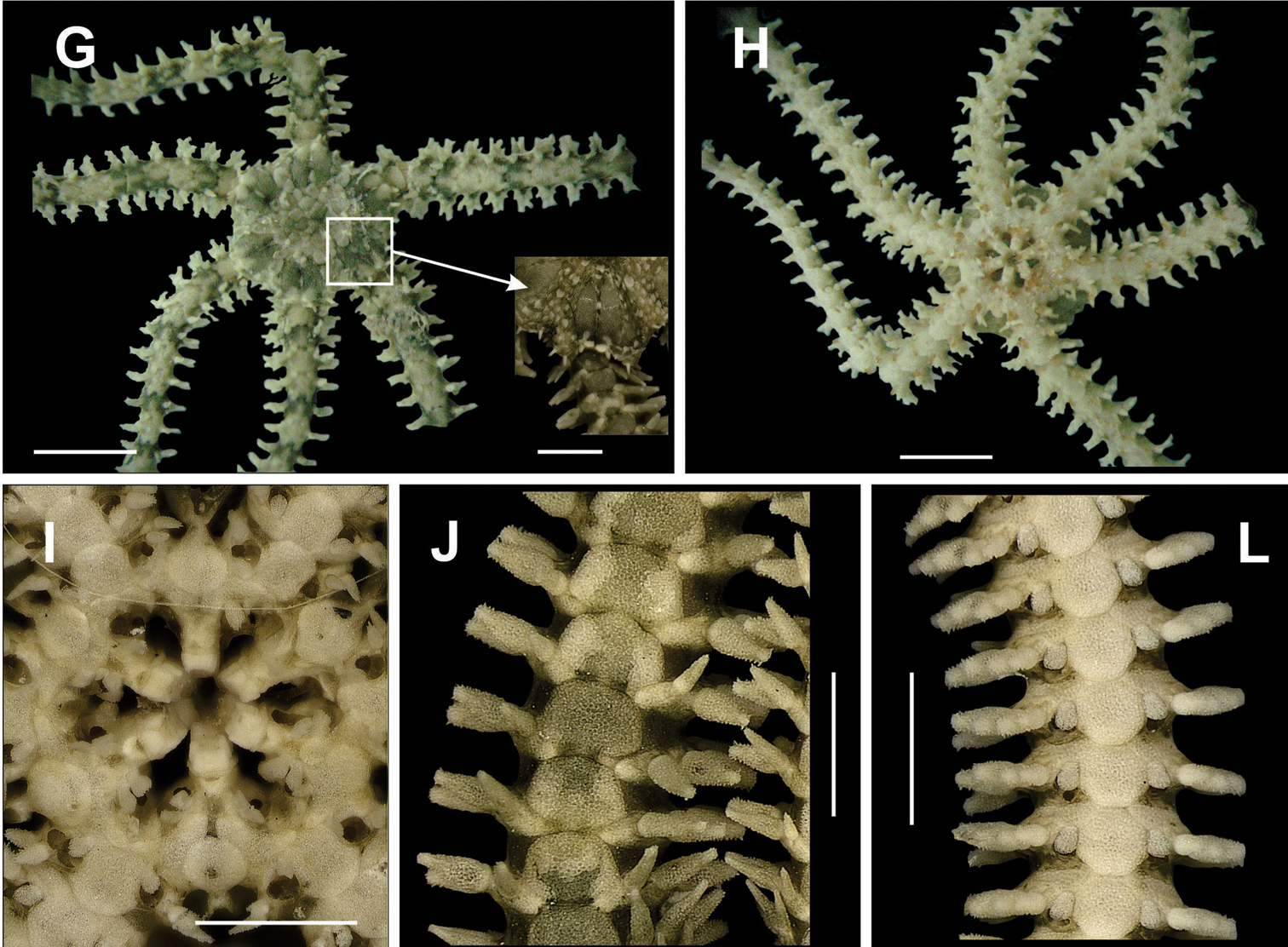
Ophiactis savignyi
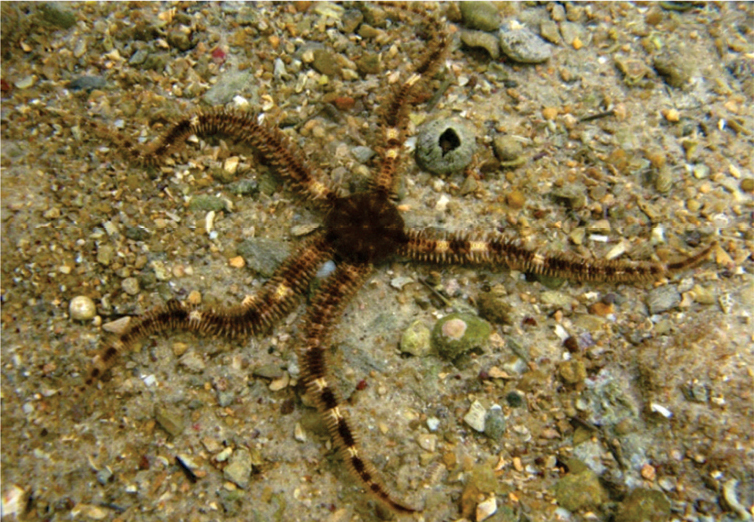
Ophiure à piquants courts (Ophiocoma echinata), forme claire
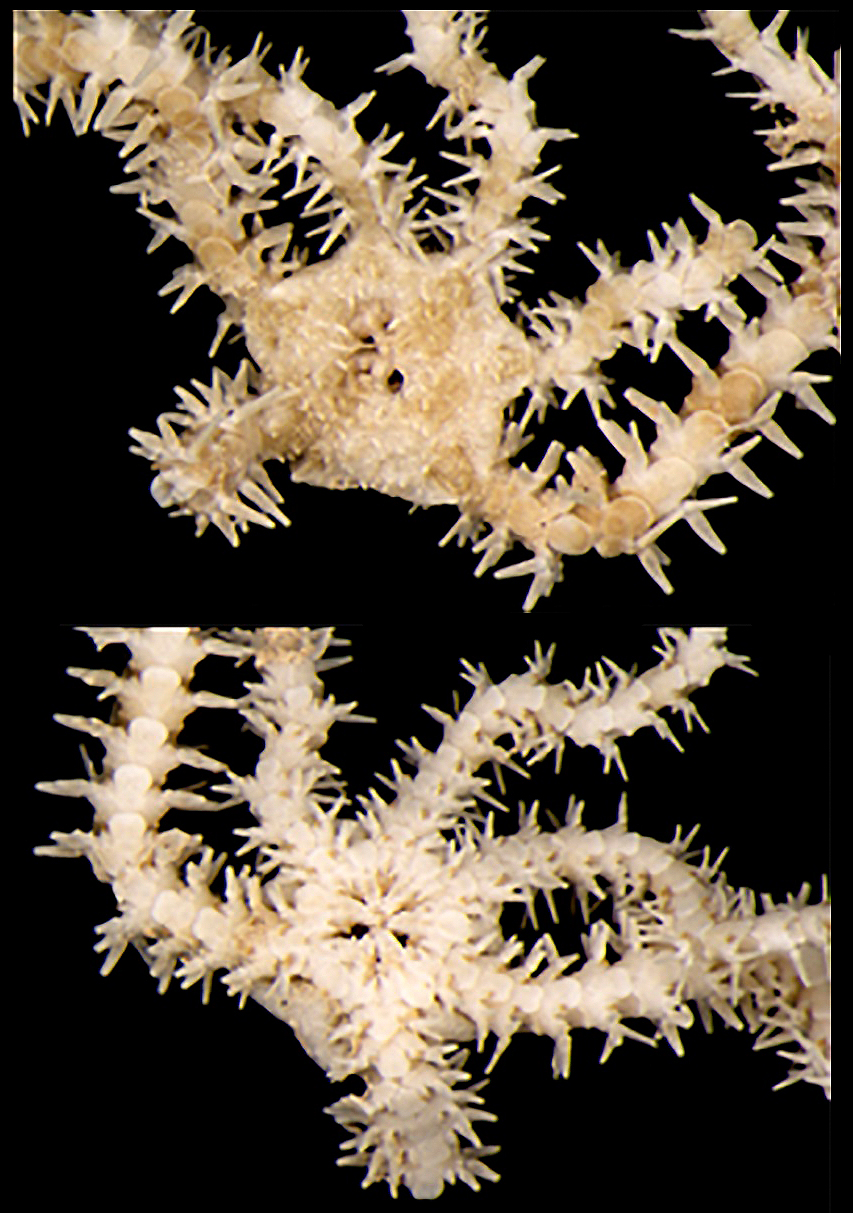
Ophiocomella ophiactoides
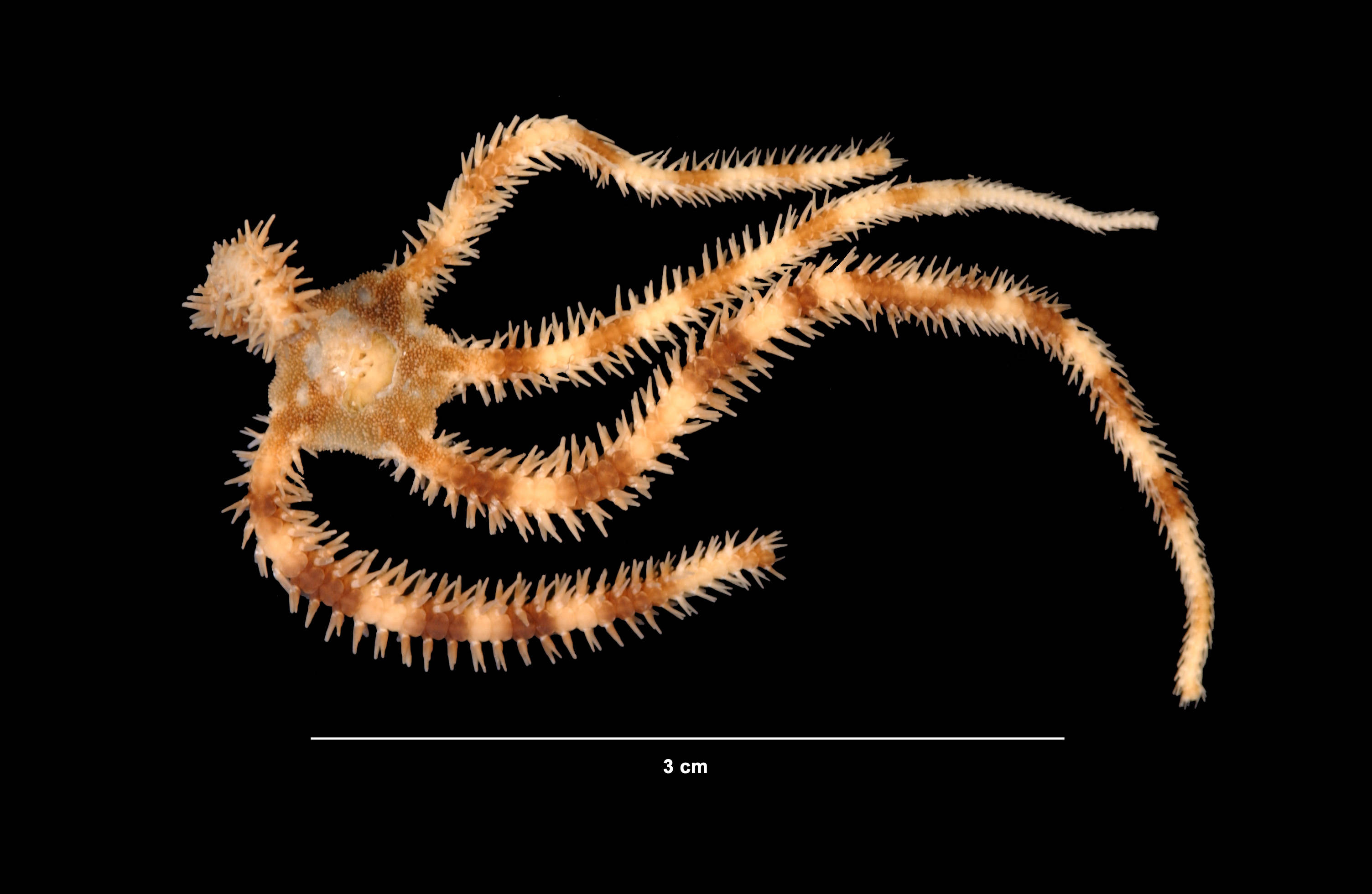
Ophiocomella pumila
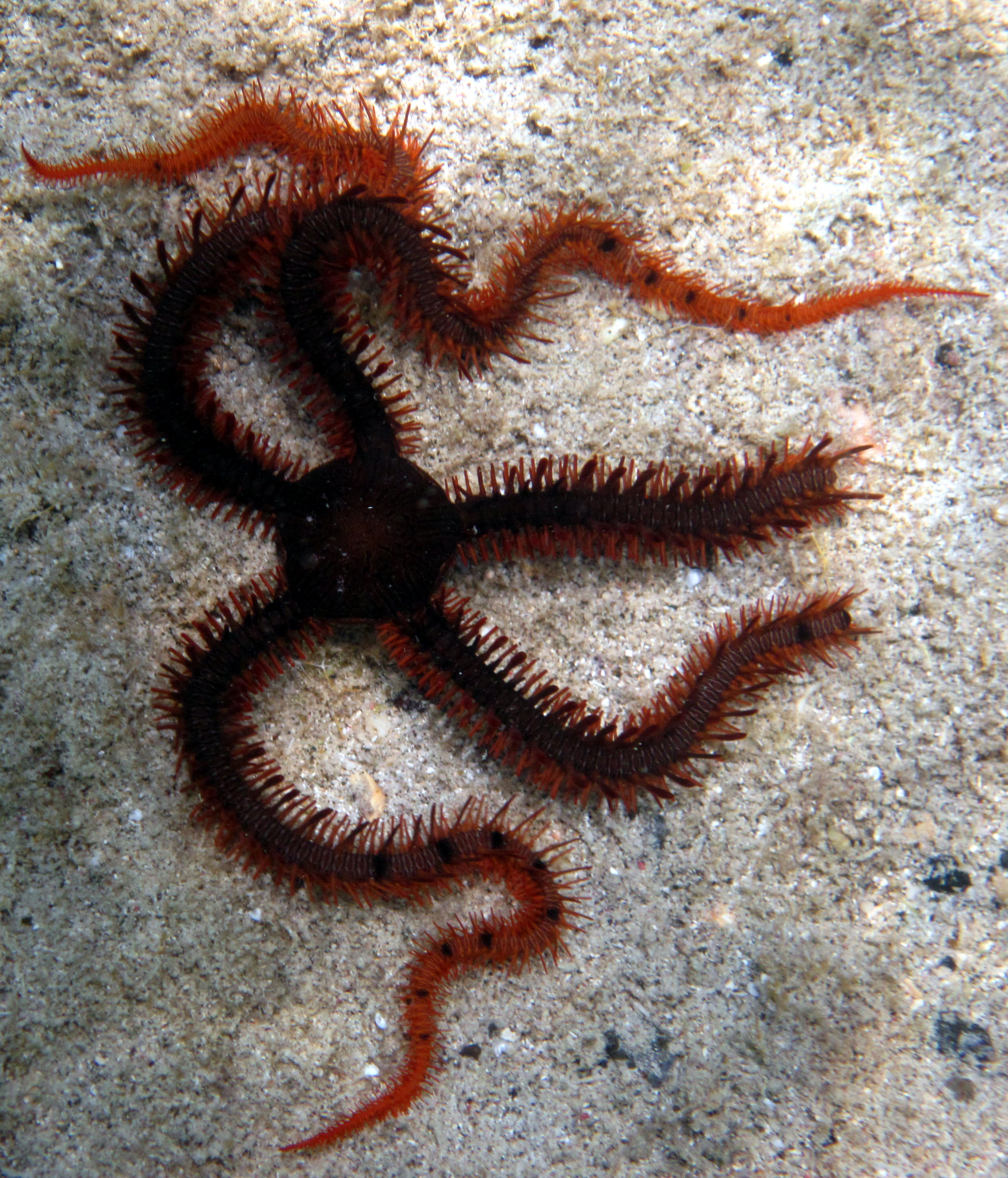
Ophiomastix wendtii
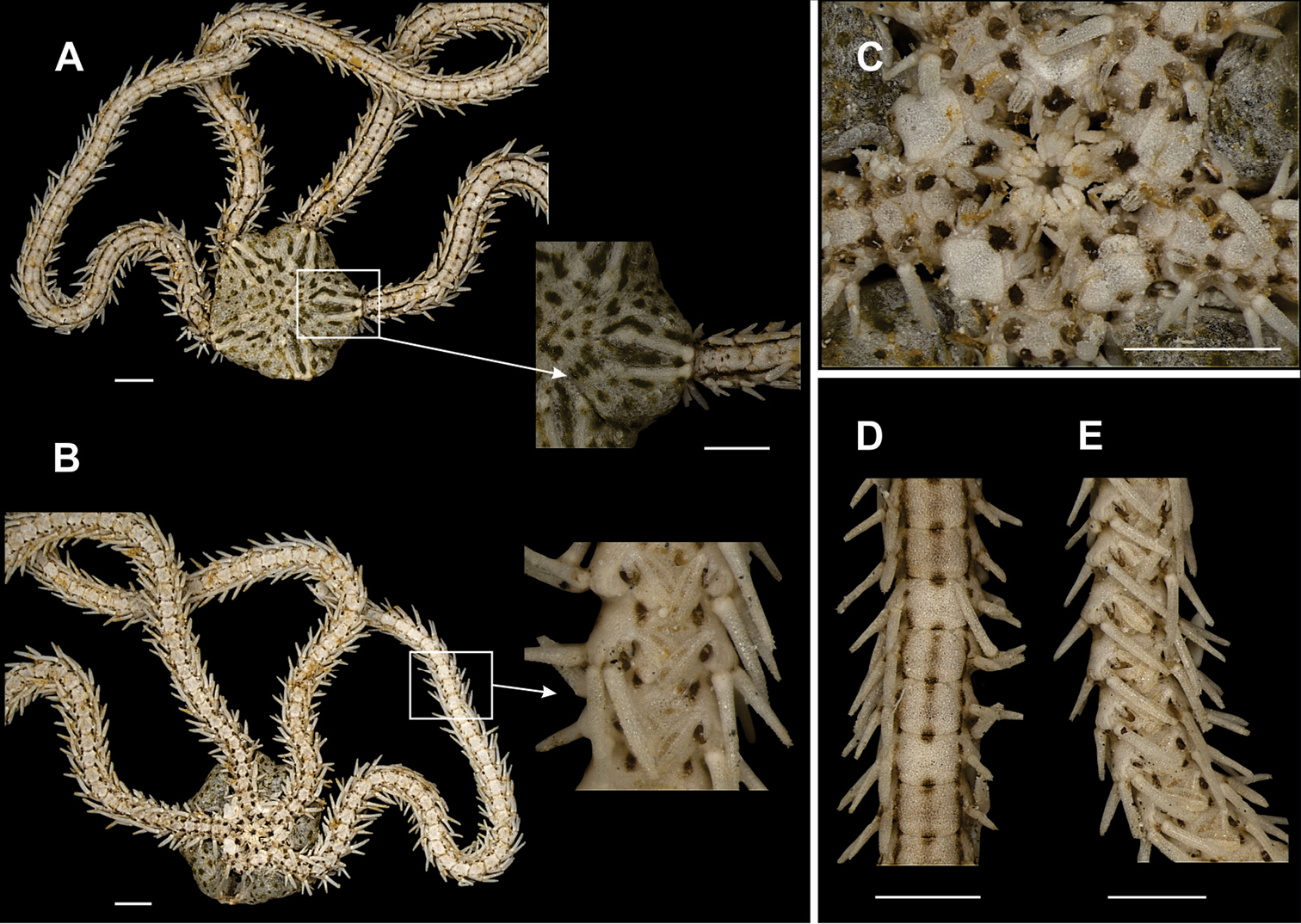
Ophiopsila hartmeyeri
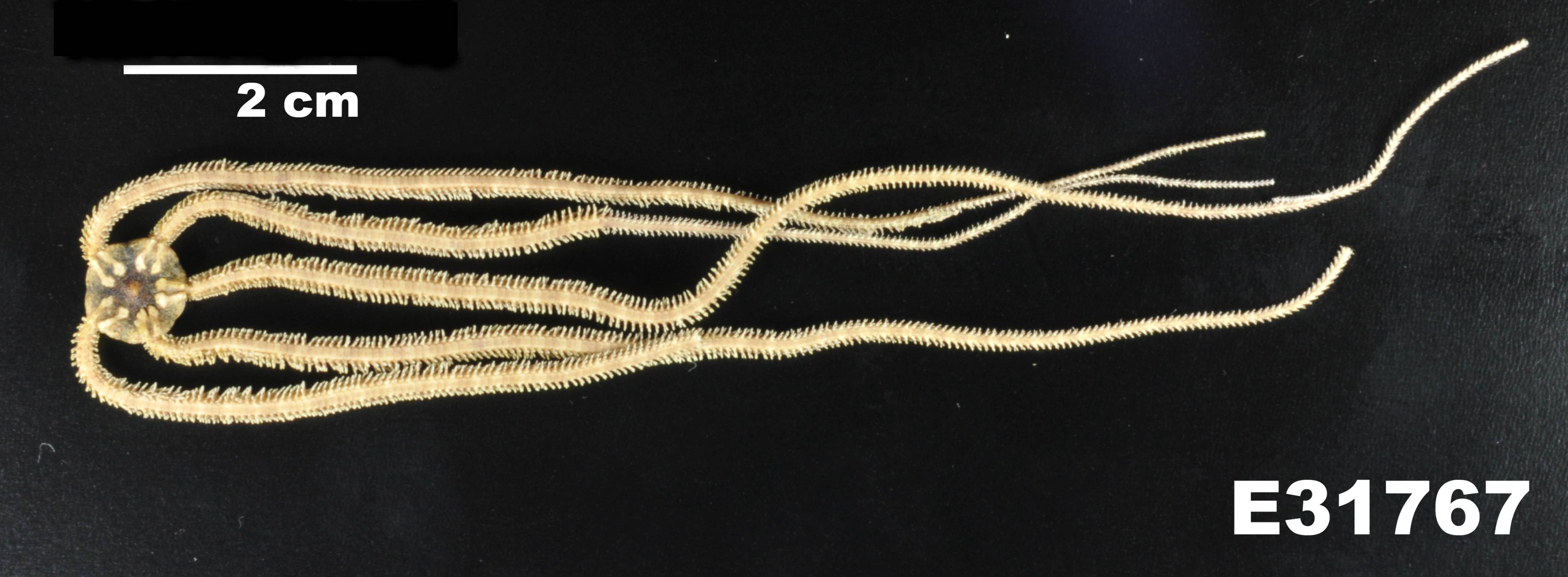
Ophiure serpent (Ophiopsila riisei)
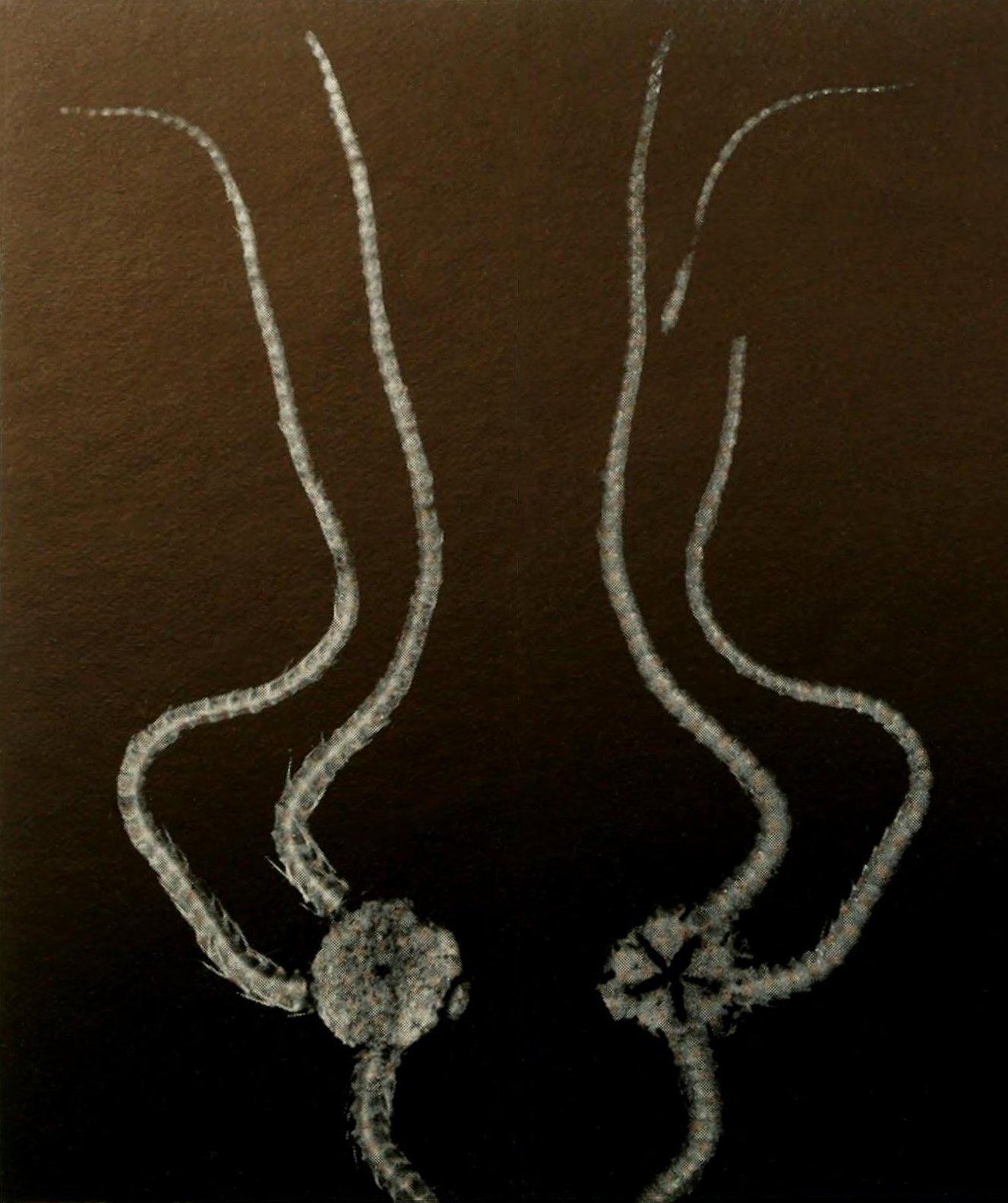
Ophiostriatus atlanticus
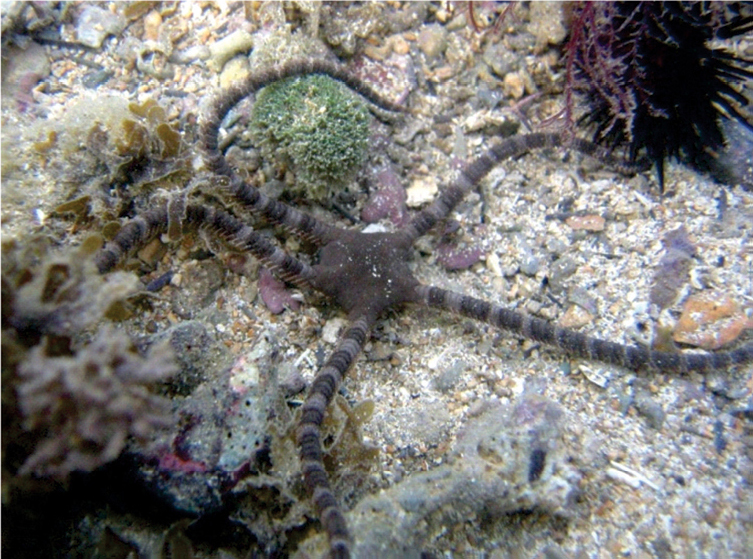
Ophioderma appressa
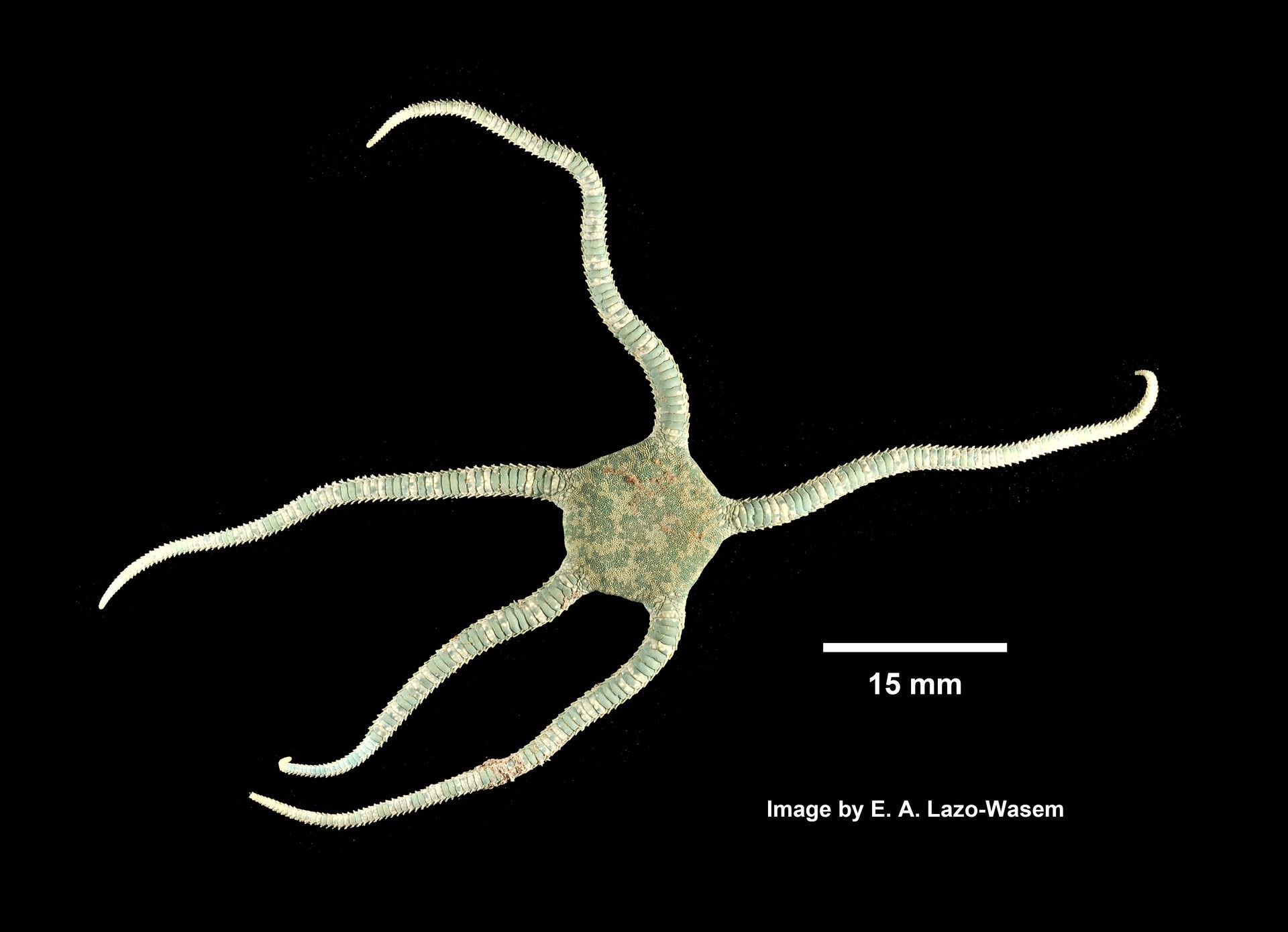
Ophioderma brevicaudum
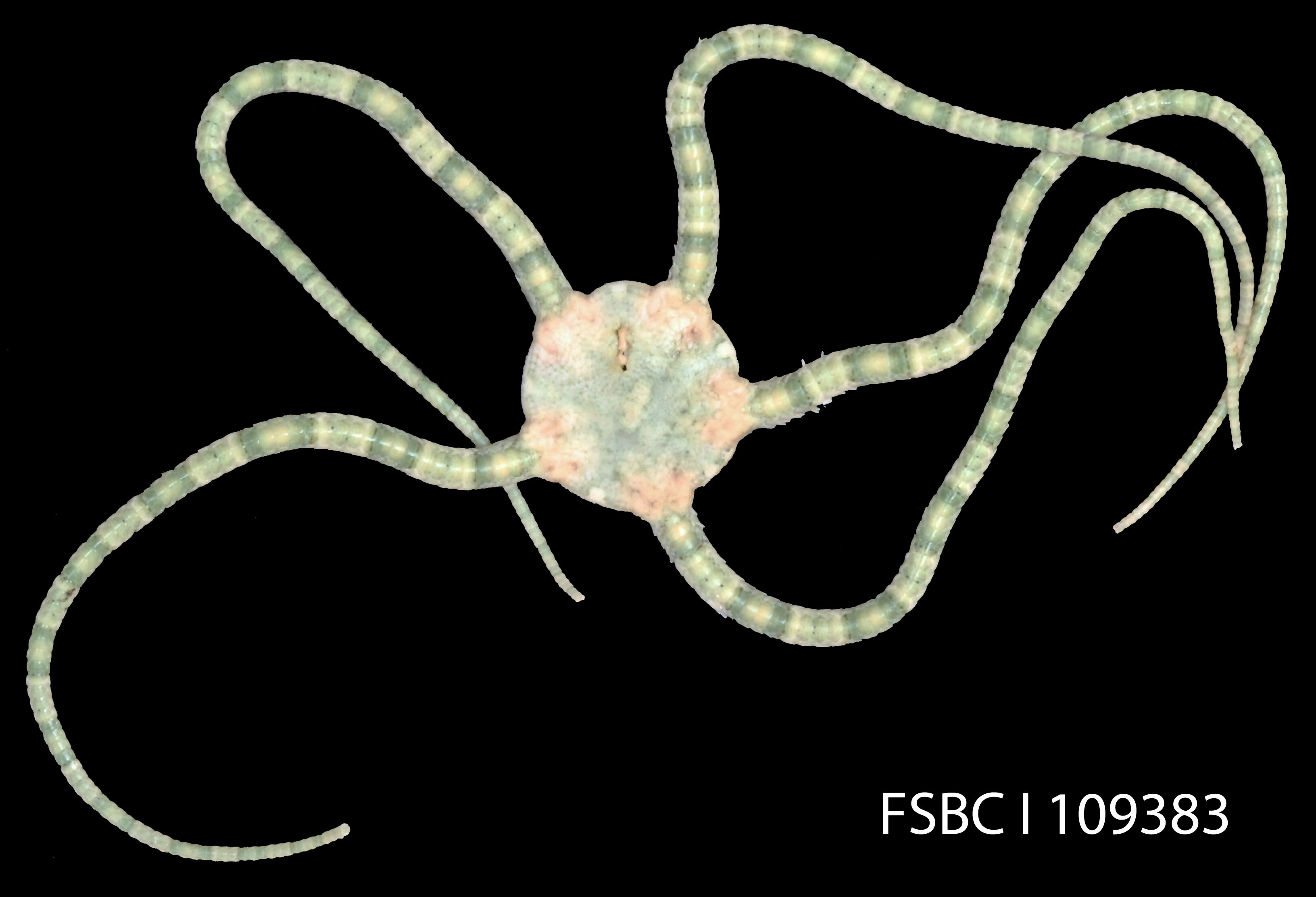
Ophioderma brevispinum
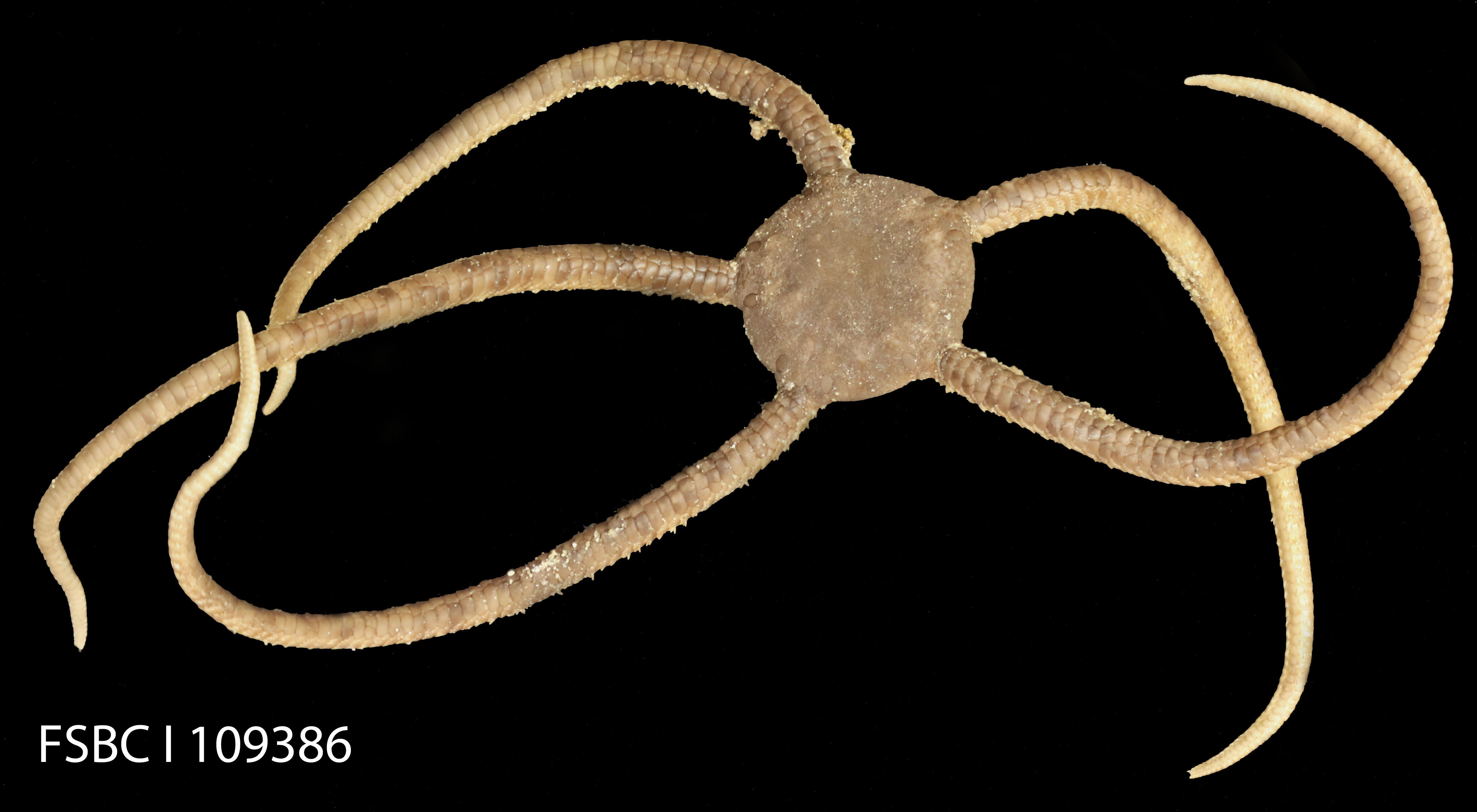
Ophiure chocolat (Ophioderma cinerea)
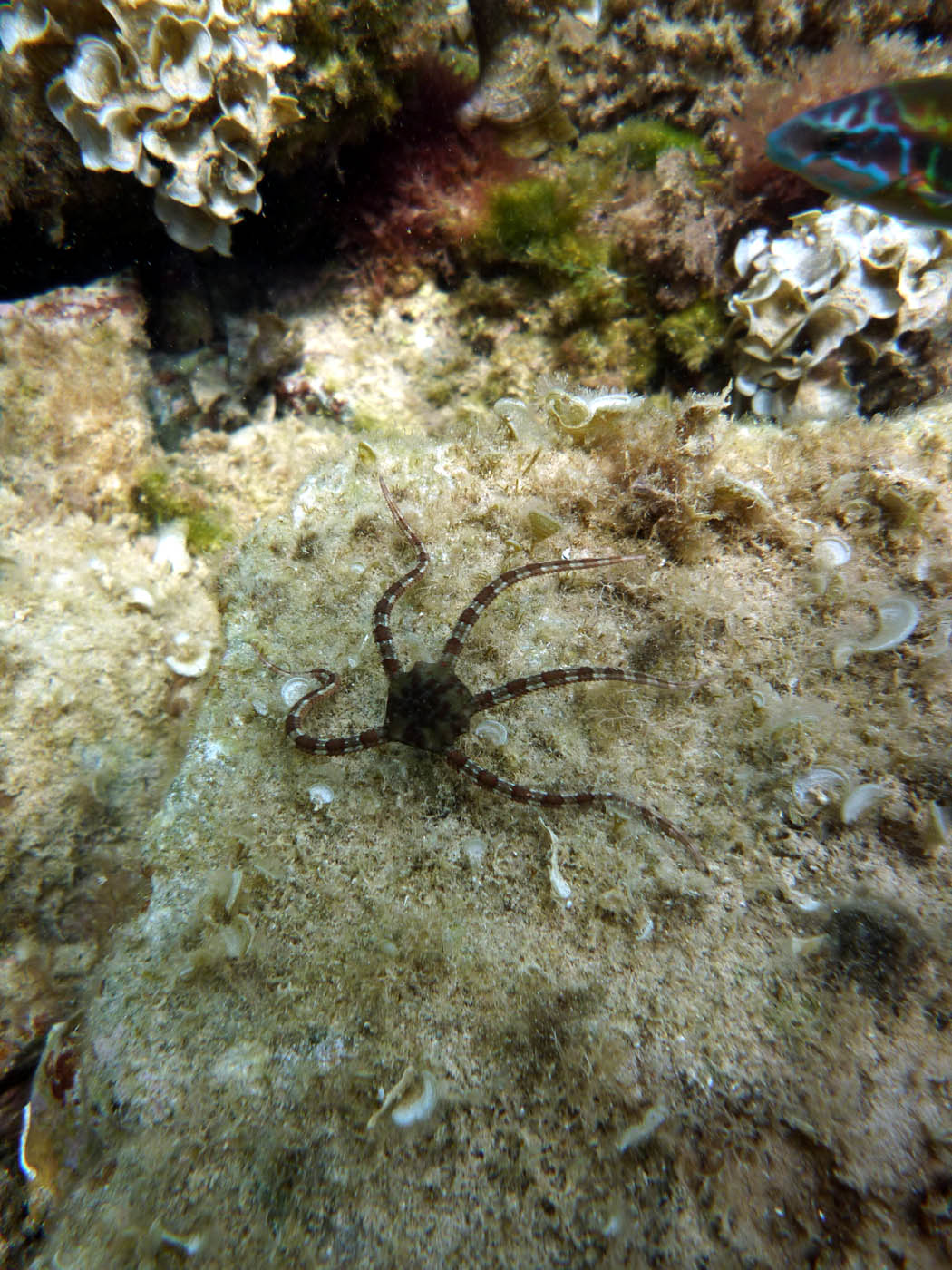
Ophiure lisse (Ophioderma longicauda)
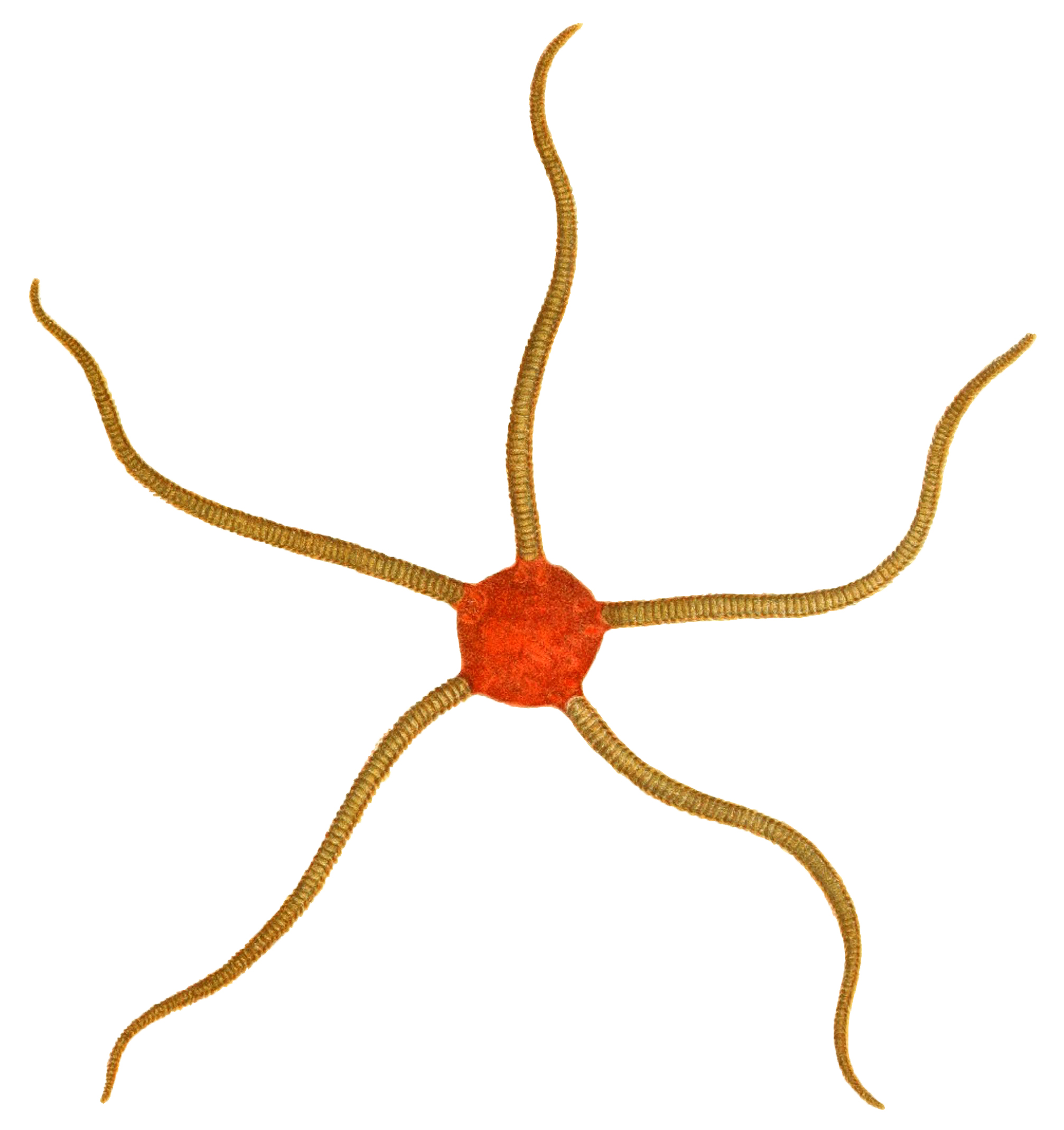
Ophioderma phoenium
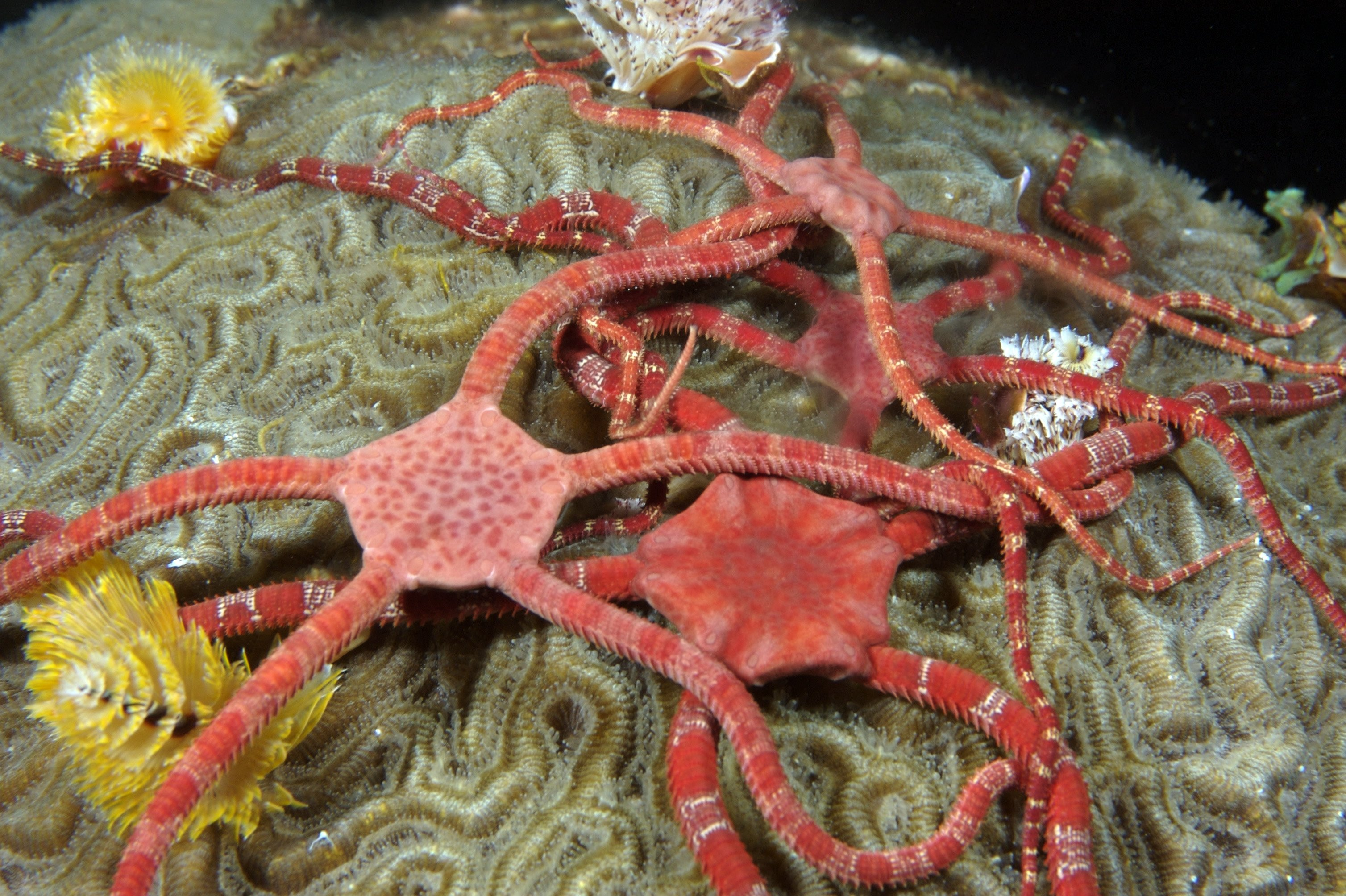
Ophiure rubis (Ophioderma rubicundum)
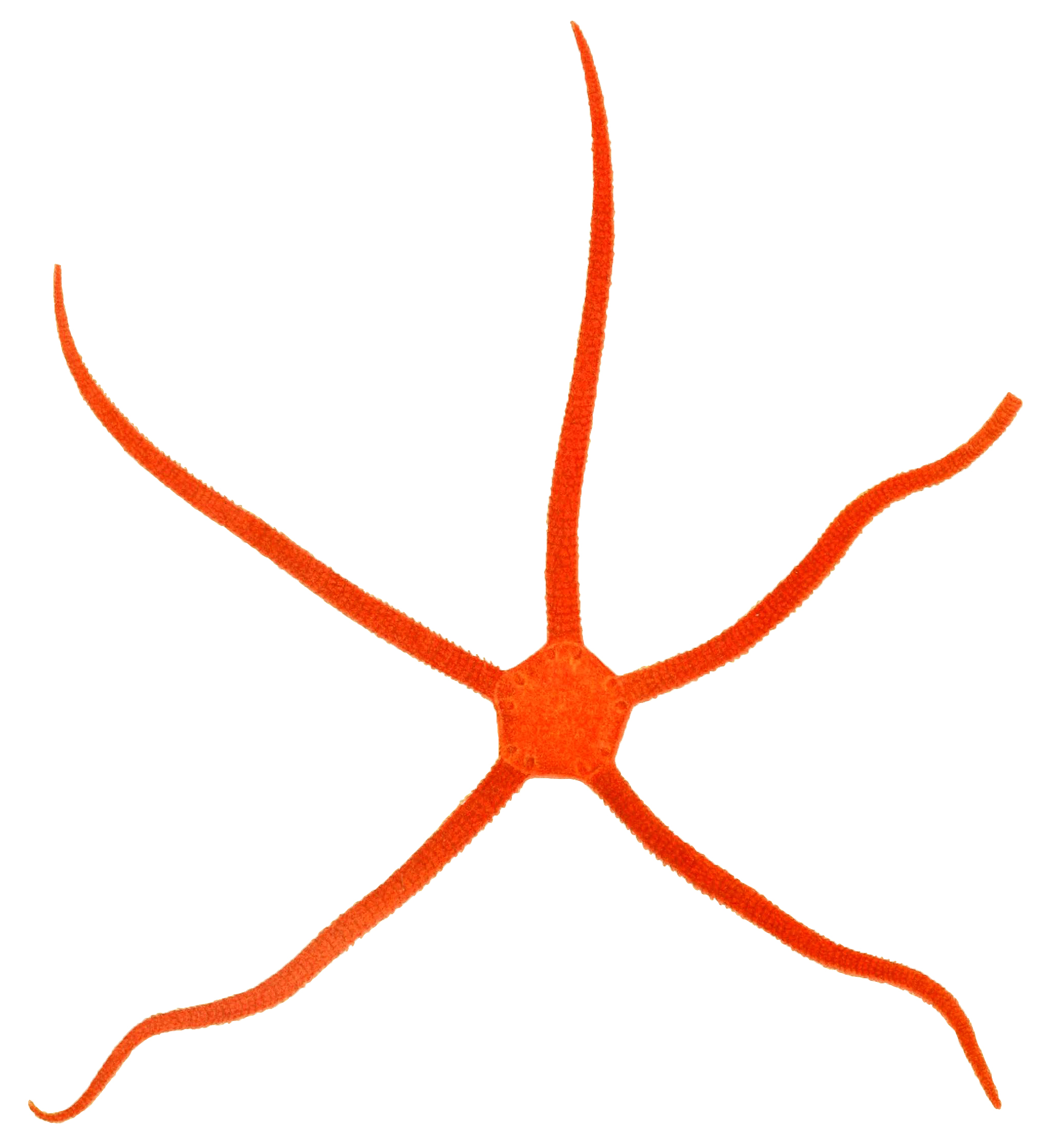
Ophiure rouge sang (Ophioderma squamosissimum)
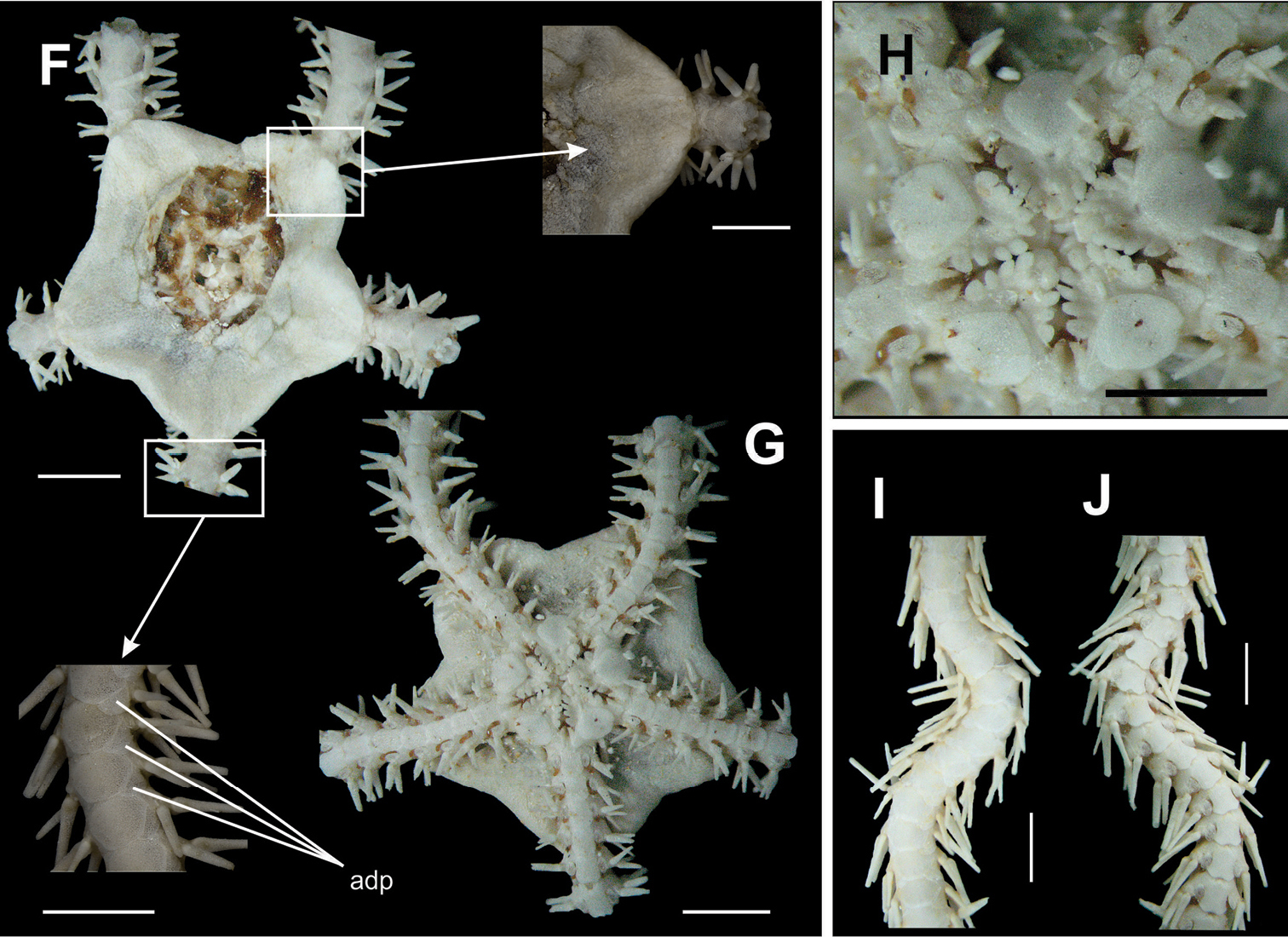
Ophionereis olivacea
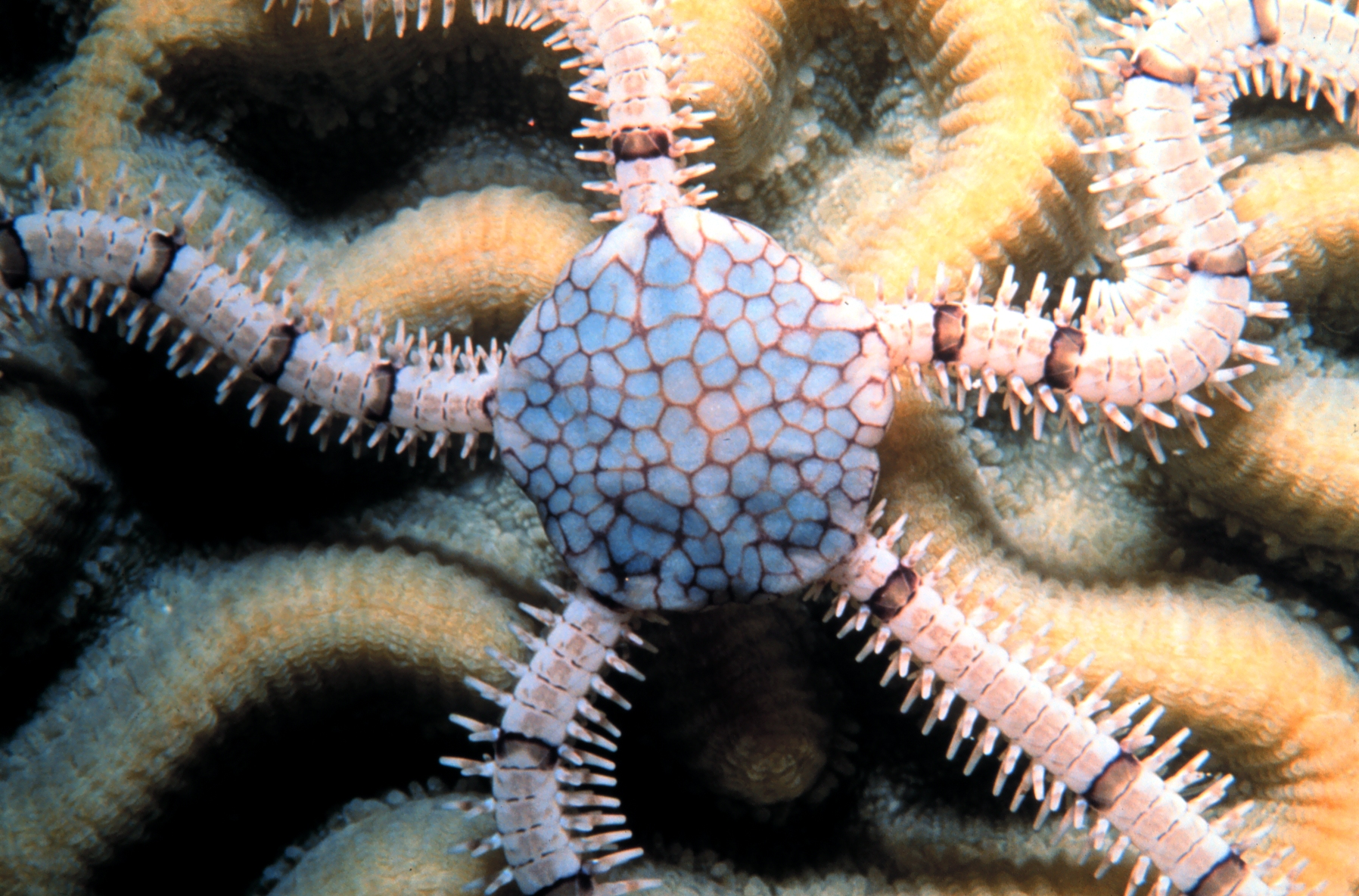
Ophiure réticulée (Ophionereis reticulata)
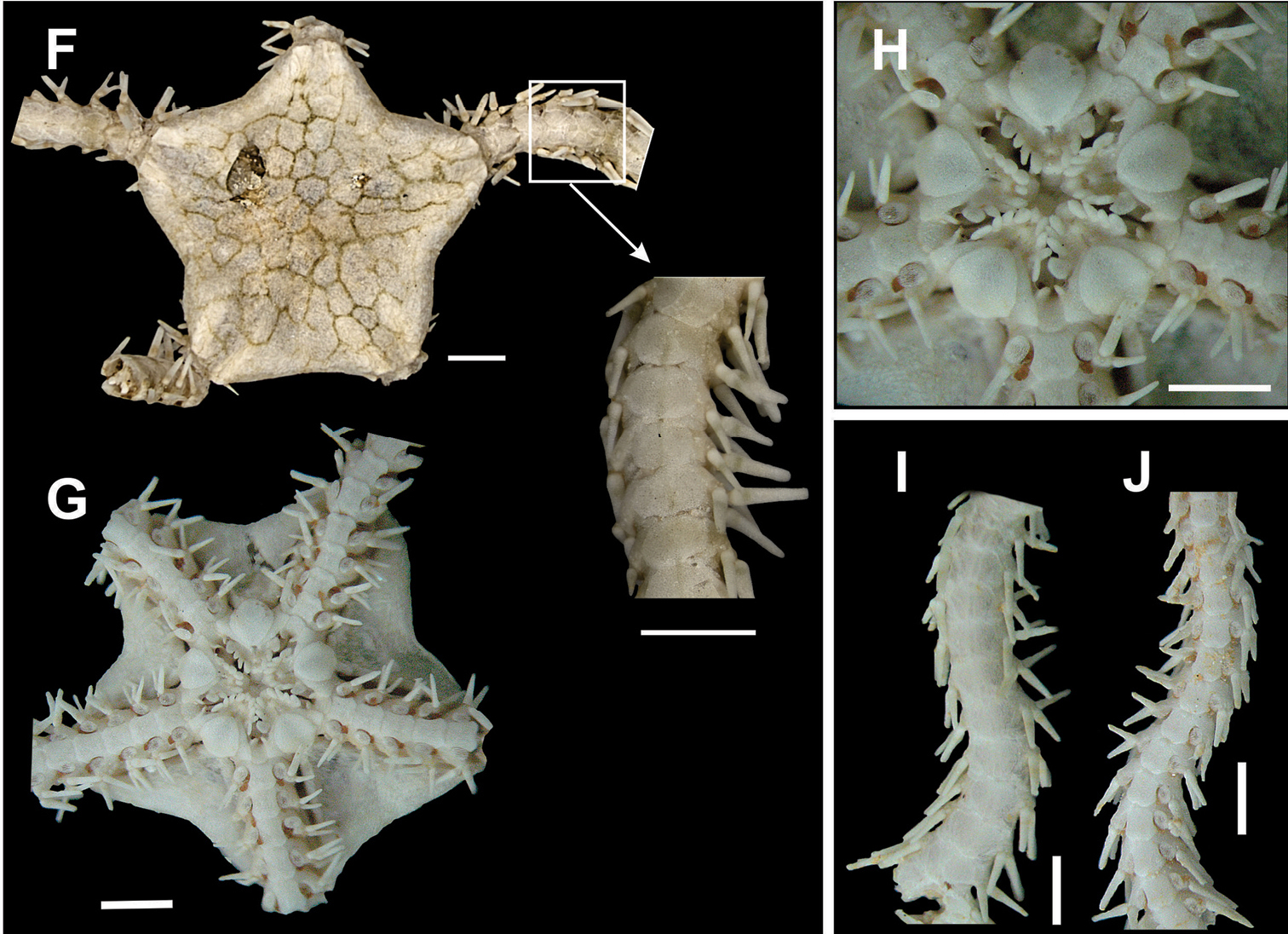
Ophionereis squamulosa
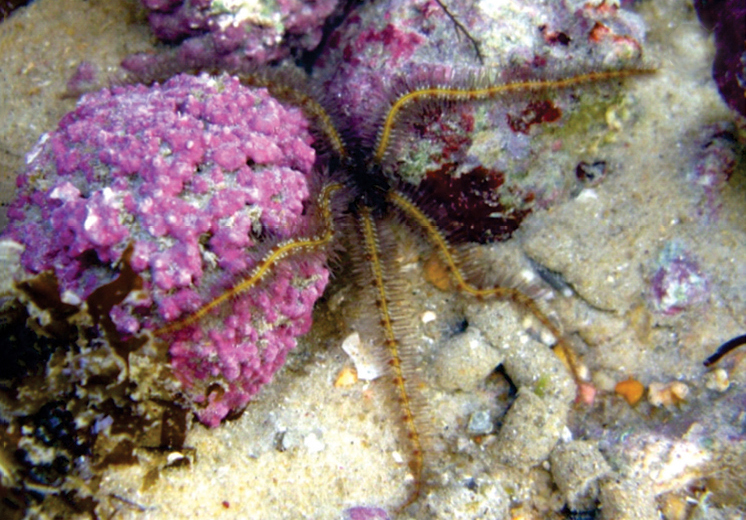
Ophiothrix angulata
Ophiothrix caribaea
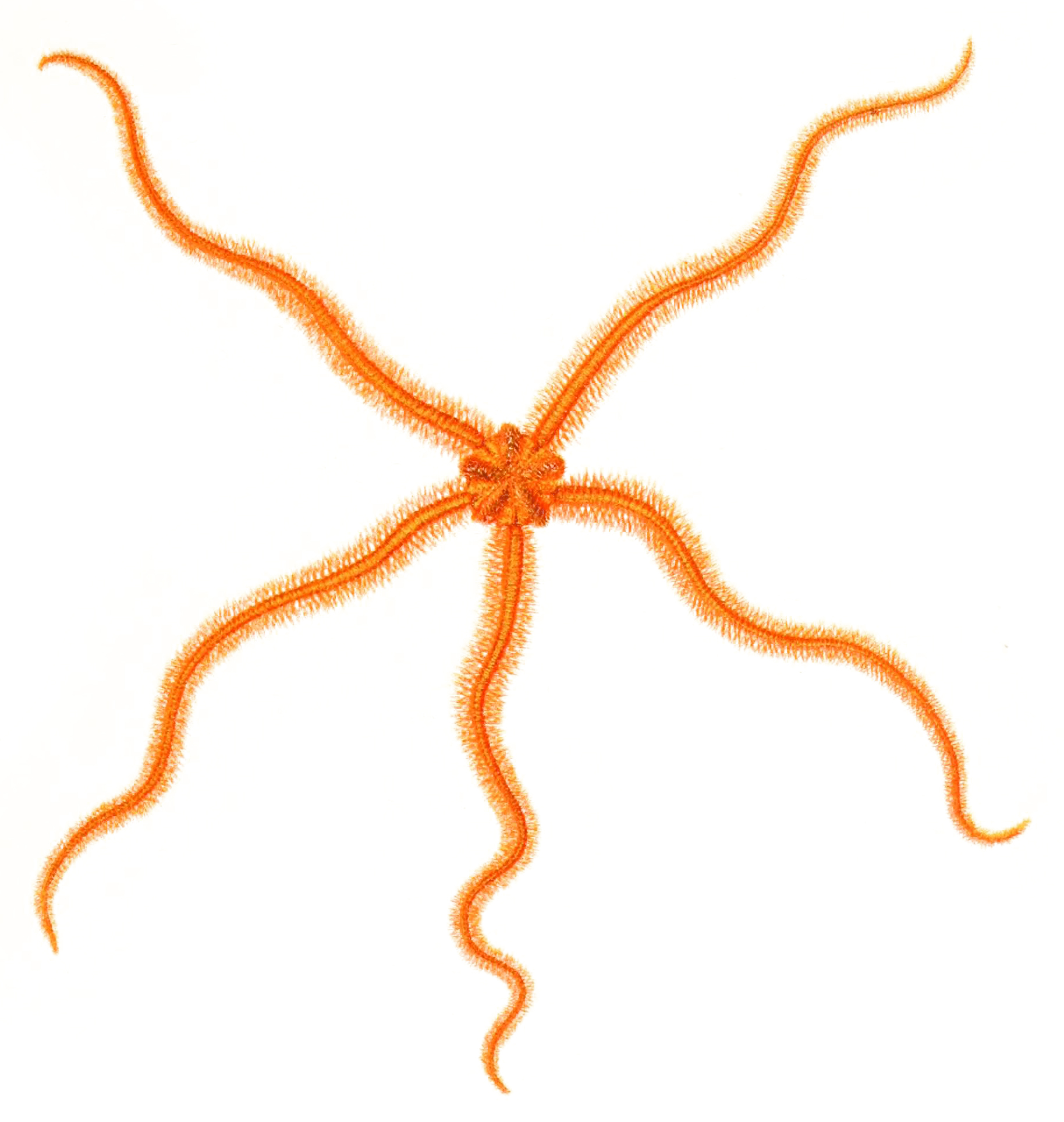
Ophiothrix oerstedii var lutea
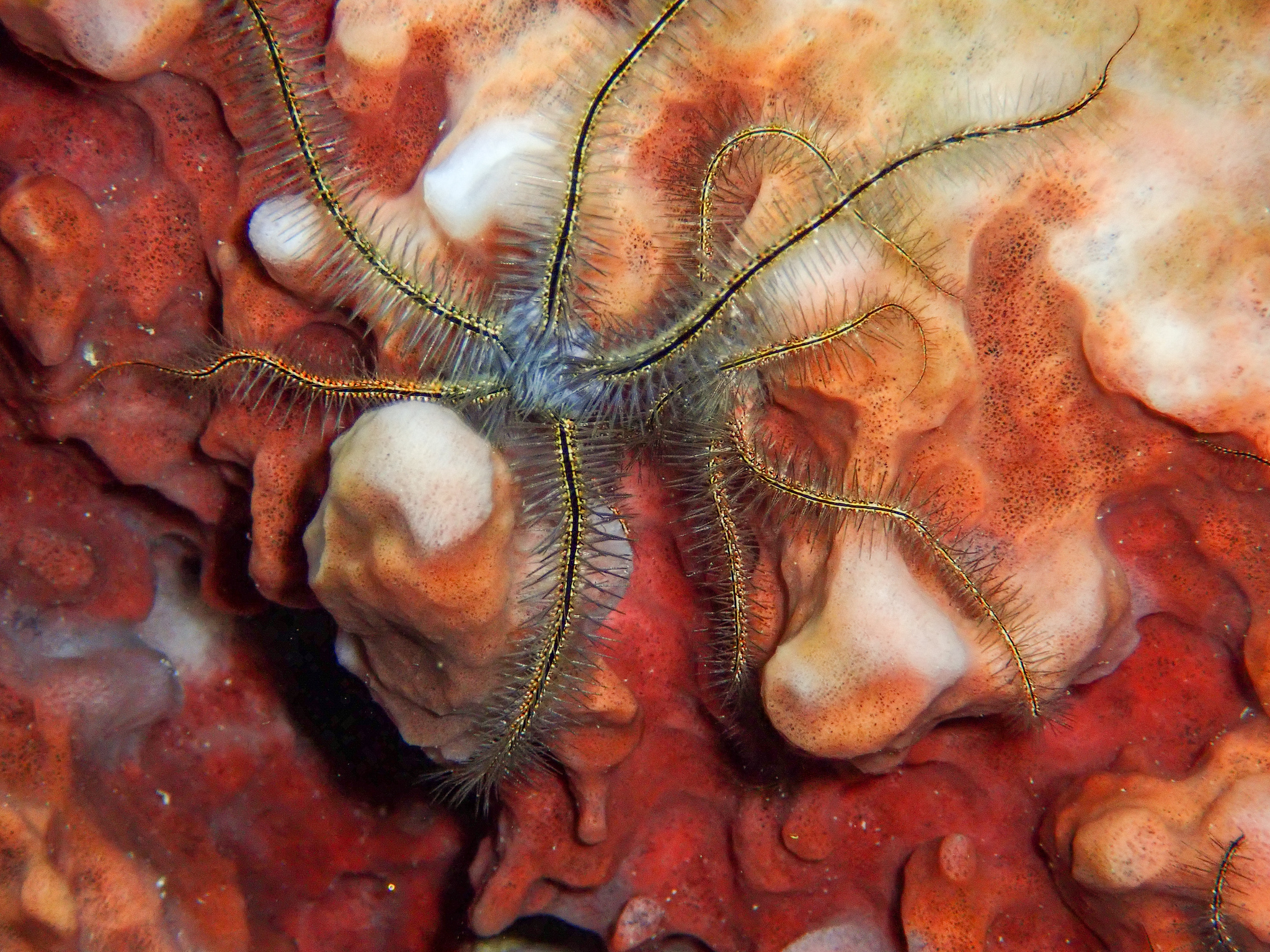
Ophiure des éponges (Ophiothrix (Acanthophiothrix) suensoni)
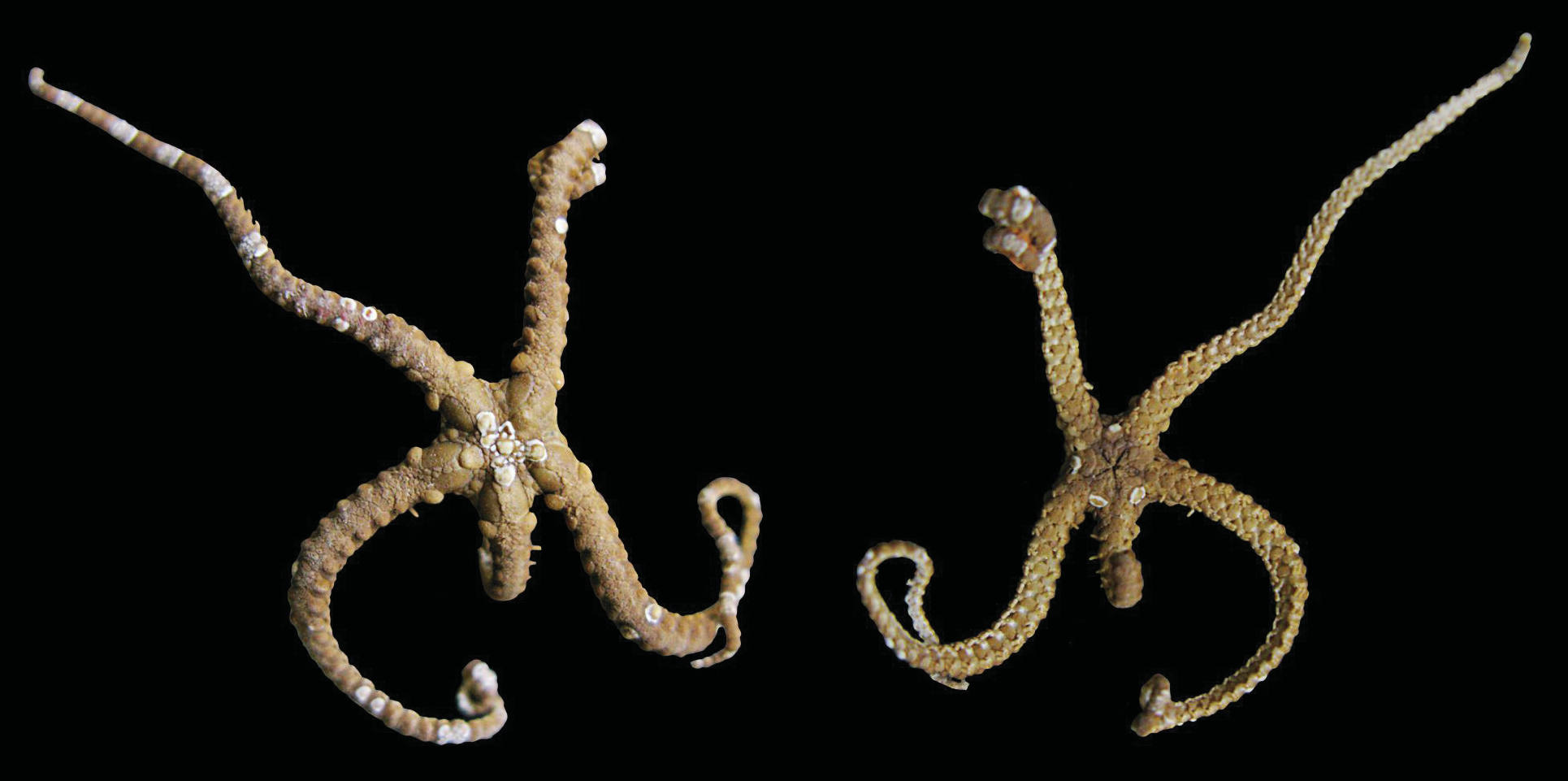
Hemieuryale pustulata
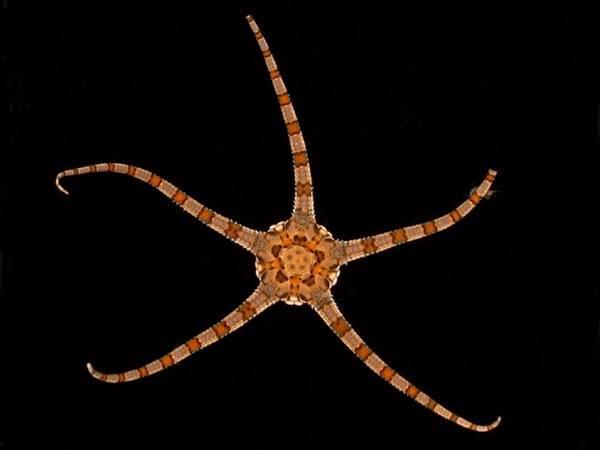
Ophiolepis elegans
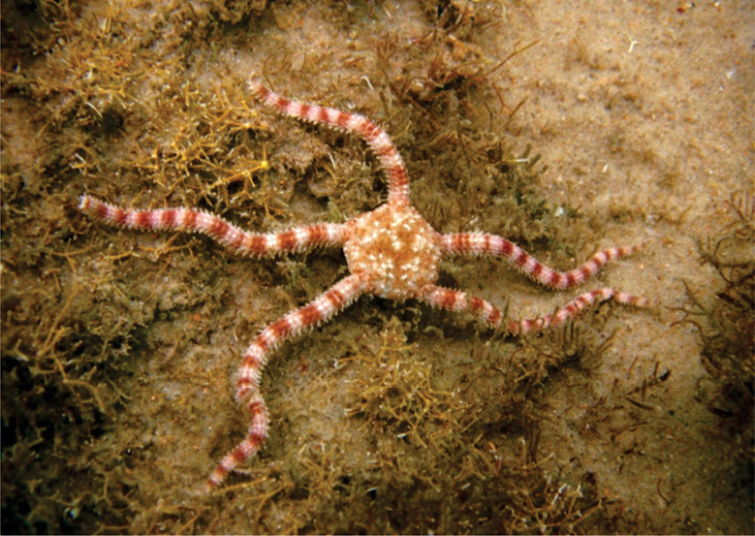
Ophiolepis impressa
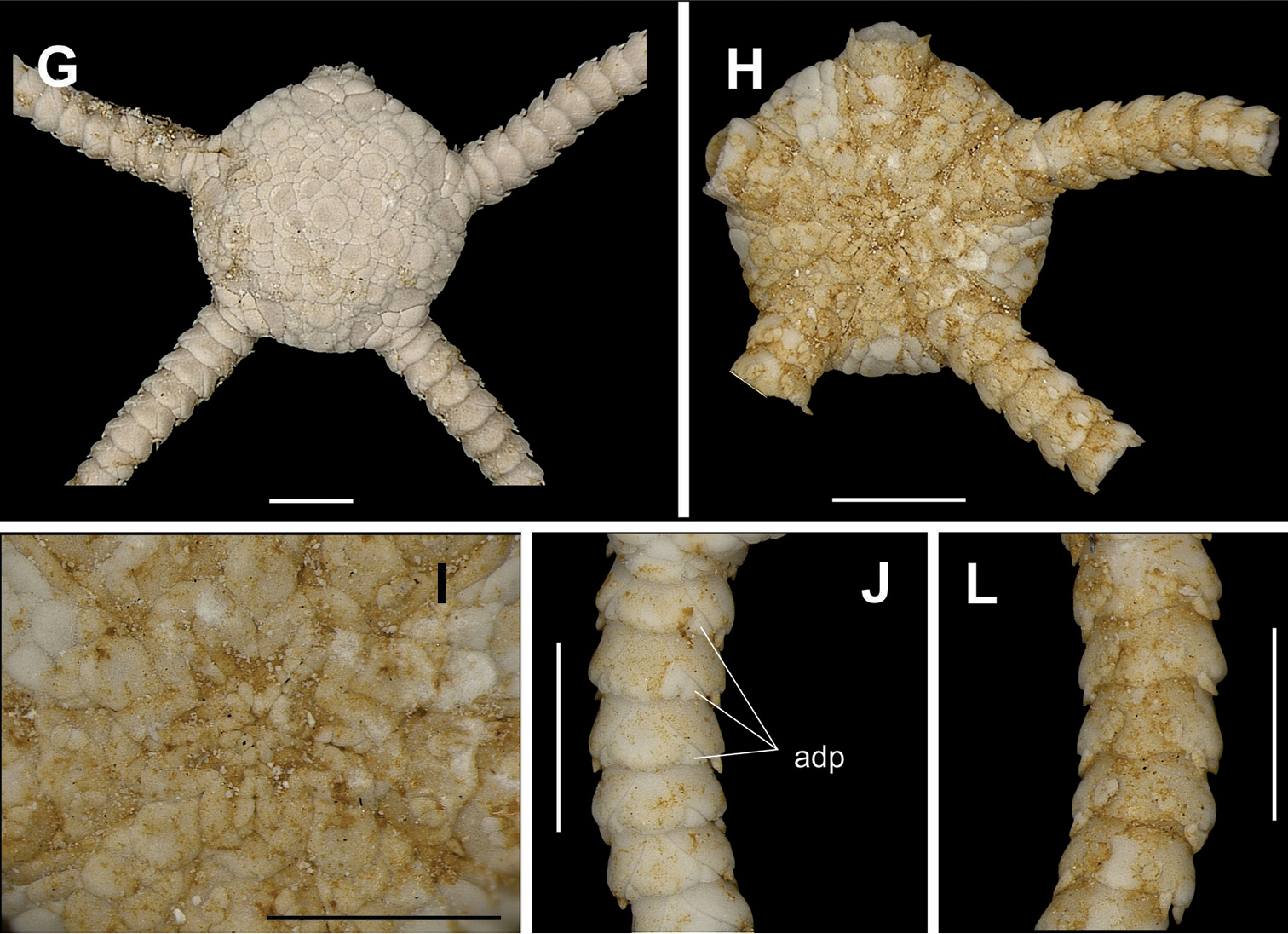
Ophiolepis paucispina

Espèces communes non illustrées : ophiure épineuse (Breviturma paucigranulata). Moins communes : Amphiodia atra, Amphiodia guillermosoberoni, Amphiodia trychna, Amphioplus coniortodes, Amphioplus sepultus, Amphioplus tumidus, Amphiura fibulata, Amphiura intricata, Amphiura palmeri, Ophiophragmus cubanus, Ophiophragmus filograneus, Ophiophragmus moorei, Ophiophragmus pulcher, Ophiophragmus septus, Ophiophragmus wurdemanii, Ophiostigma abnorme, Ophiostigma siva, Sigsbeia conifera, Ophiomitra valida, Ophiactis algicola, Ophiopsila vittata, Ophioderma guttatum, Ophiurochaeta littoralis, Ophionereis vittata, Ophiothrix brachyactis, Ophiothrix lineata, Ophiothrix platyactis, Ophiolepis gemma, Ophiura acervata.

## Crinoïdes
Les crinoïdes forment le plus ancien groupe d'échinodermes actuels, répartis entre les « crinoïdes vrais », qui comme les espèces du Paléozoïque sont attachées par une tige, et les « comatules », qui peuvent se déplacer sur des cirrhes, et qui forment l'essentiel des espèces de la zone euphotique. Leur corps se compose d'un « calice » d'où rayonnent de nombreux bras pourvus de pinnules (qui leur donnent un aspect plumeux), elles-mêmes couvertes de podia collants destinés à attraper le plancton dont se nourrit l'animal. La plupart des espèces demeurent enroulées et dissimulées pendant la journée, et n'étendent leurs bras qu'à la nuit tombée.
Les crinoïdes ont besoin d'une eau pure et riche en plancton, et vivent principalement sur les falaises sous-marines où le courant est important. L'espèce la plus commune du Golfe du Mexique demeure la comatule dorée, Davidaster rubiginosus.
On compte 30 espèces de crinoïdes aux Caraïbes, réparties dans 10 familles.

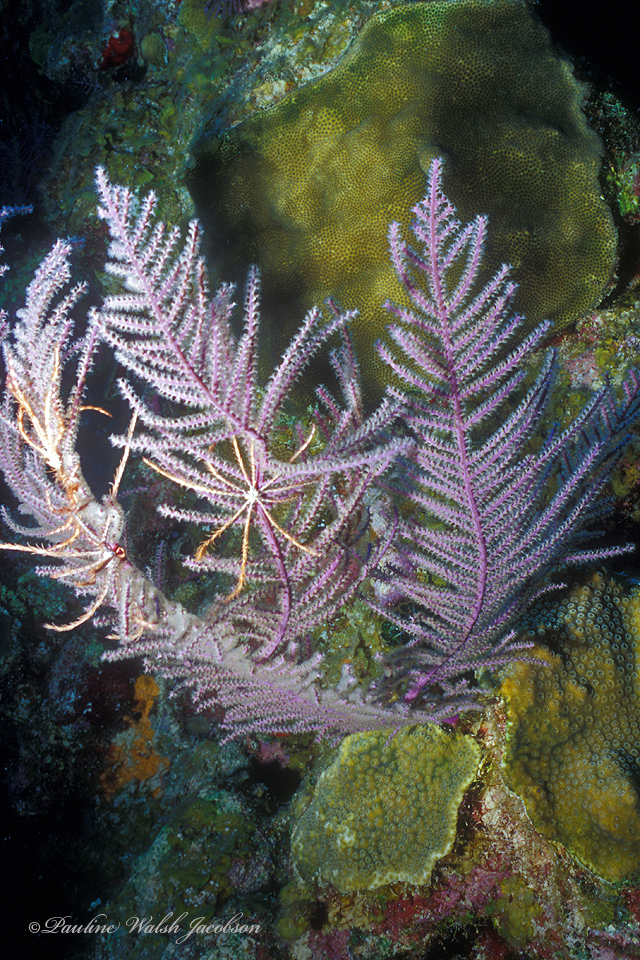
Comatule nageuse (Analcidometra armata)
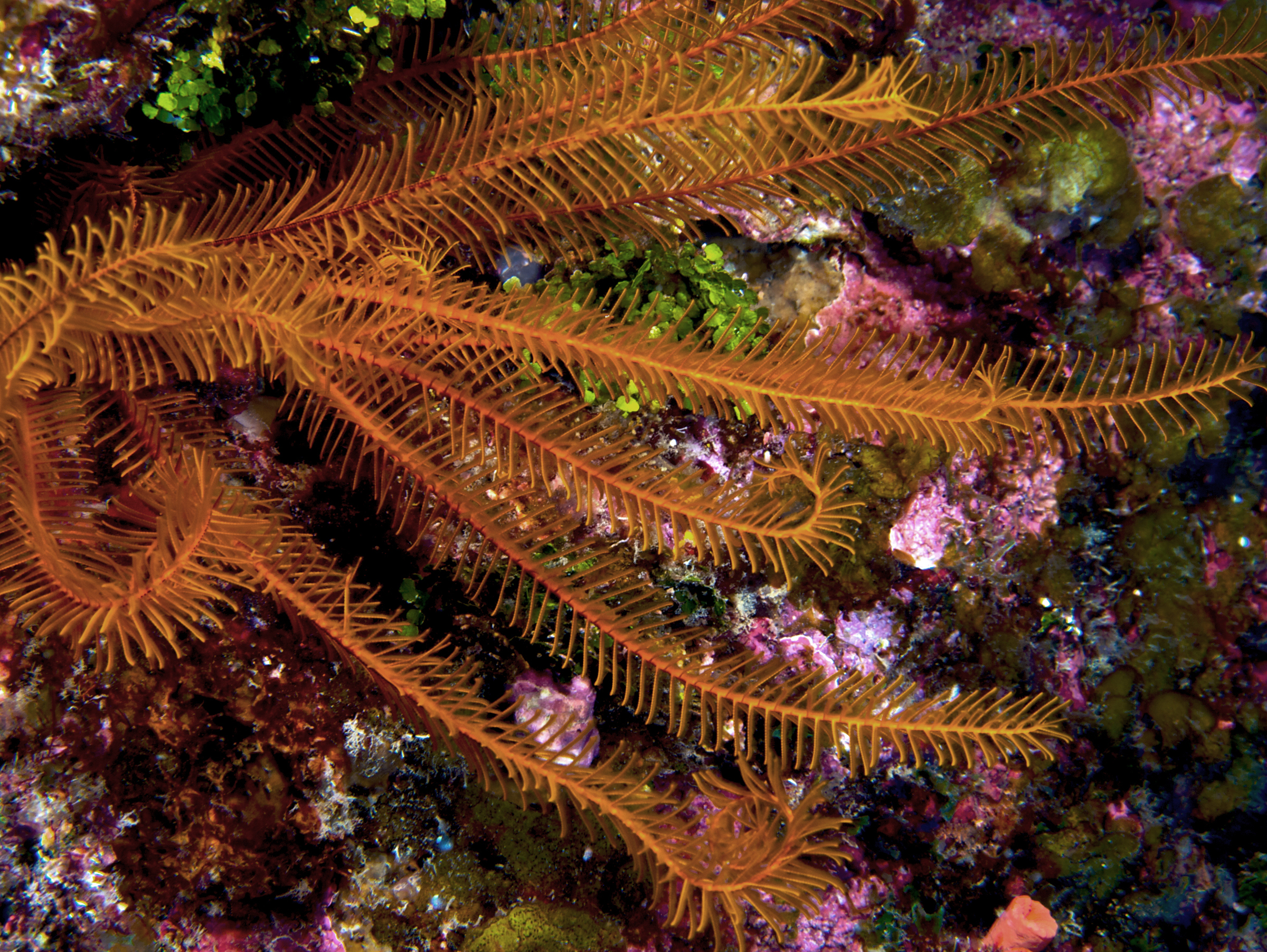
Comatule dorée (Davidaster rubiginosus)
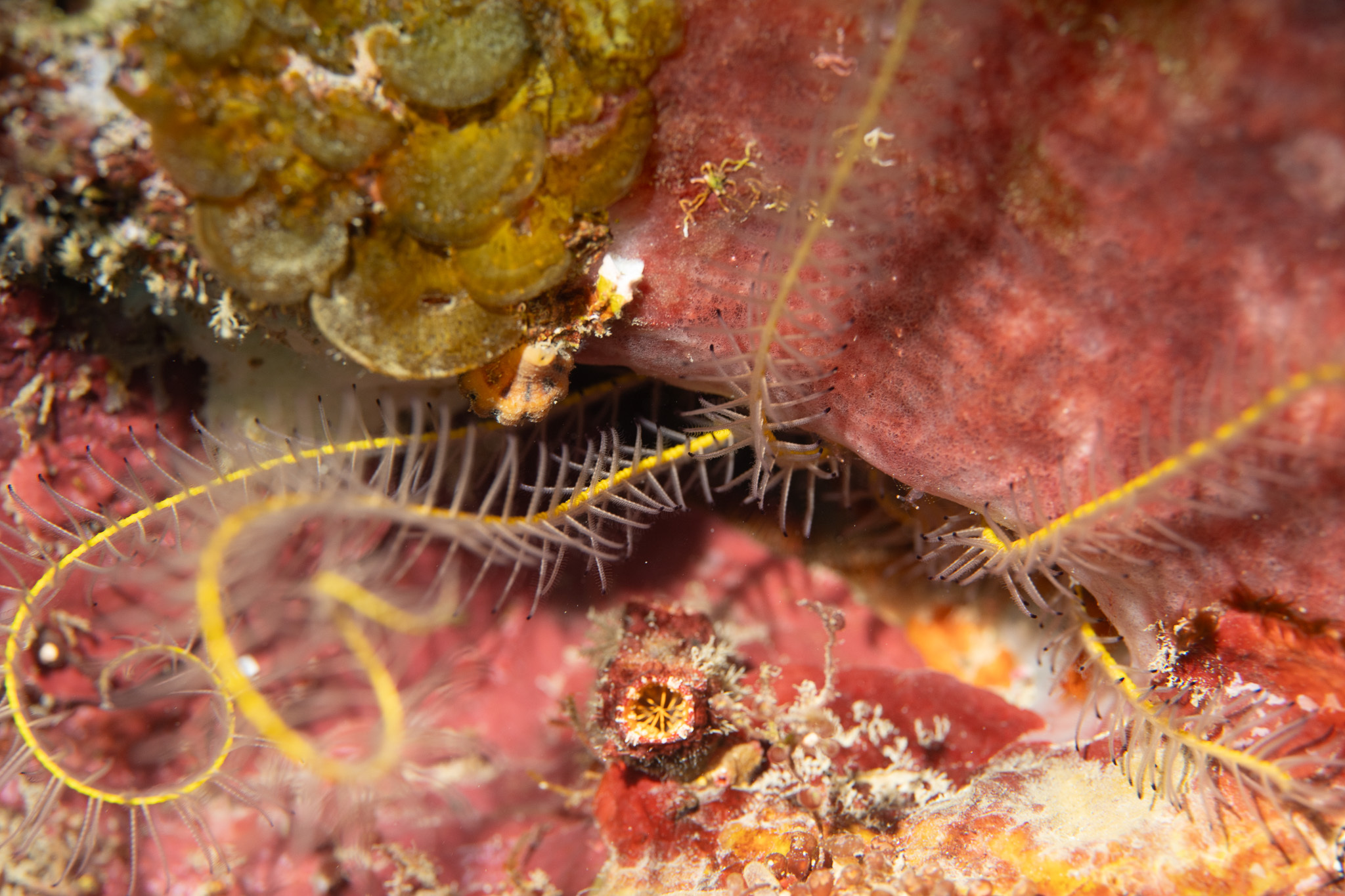
Comatule perlée (Davidaster discoideus)
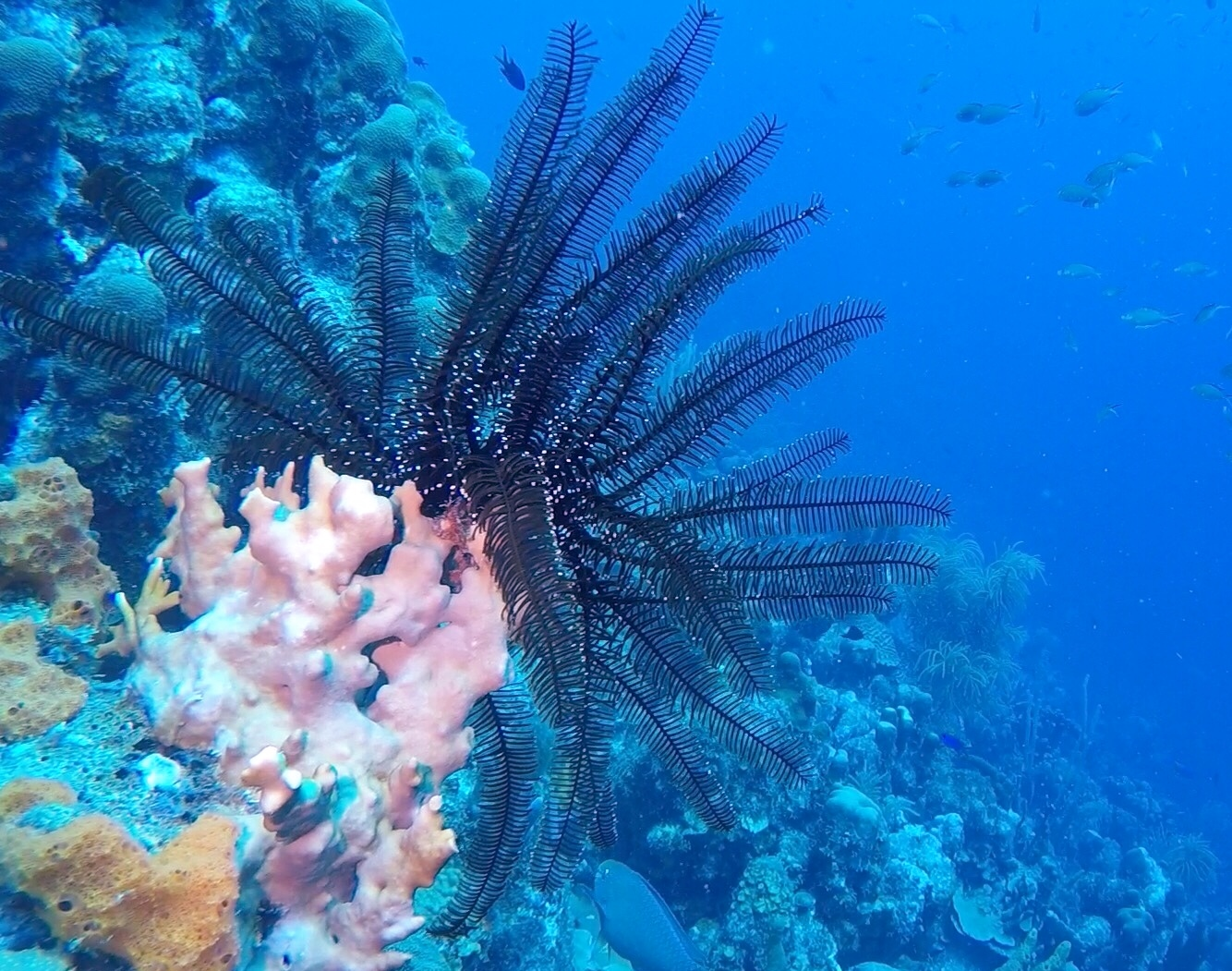
Comatule noire et blanche (Nemaster grandis)
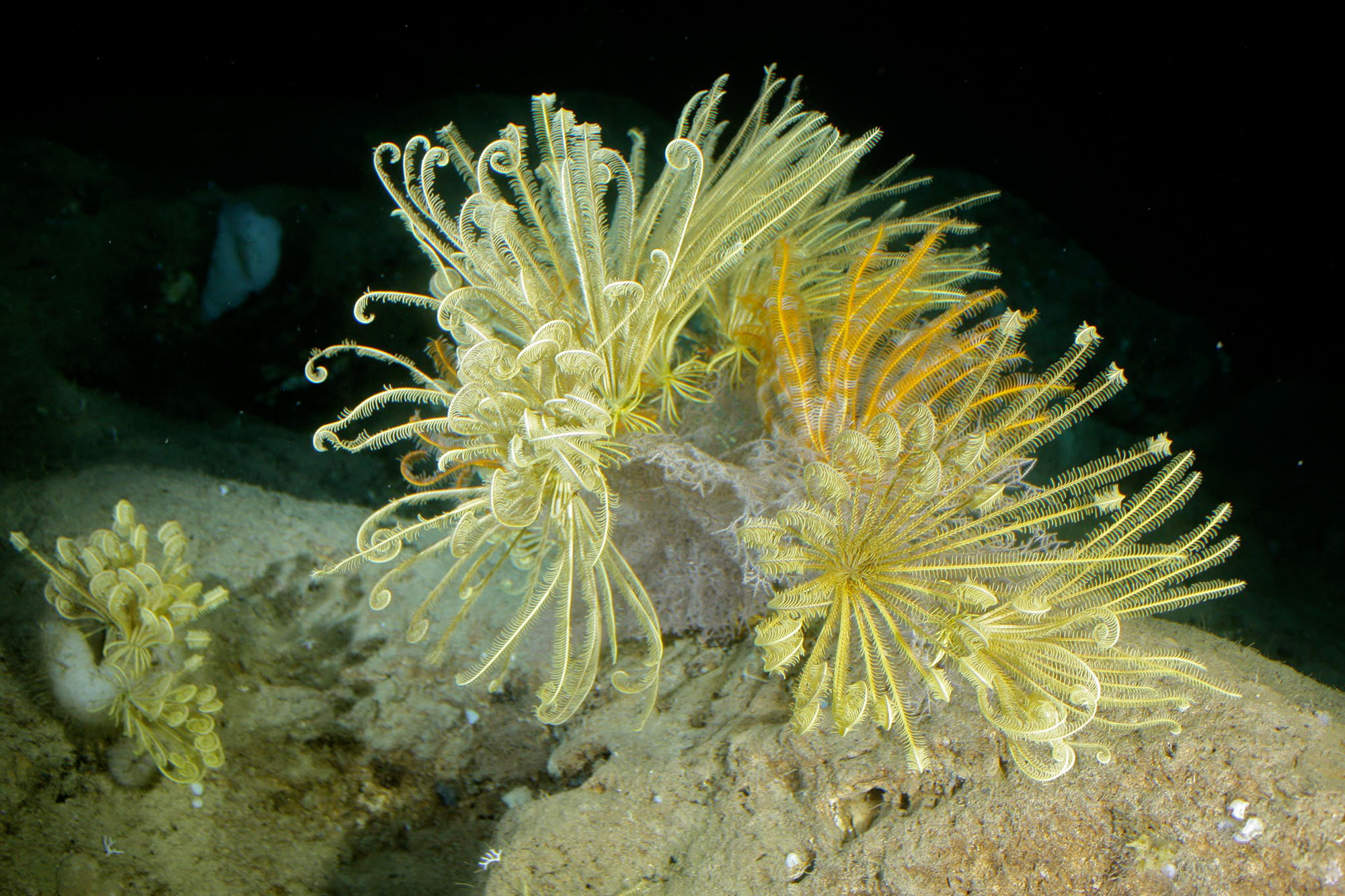
Crinometra brevipinna (jaune) et Neocomatella pulchella (orange), à 300 m.
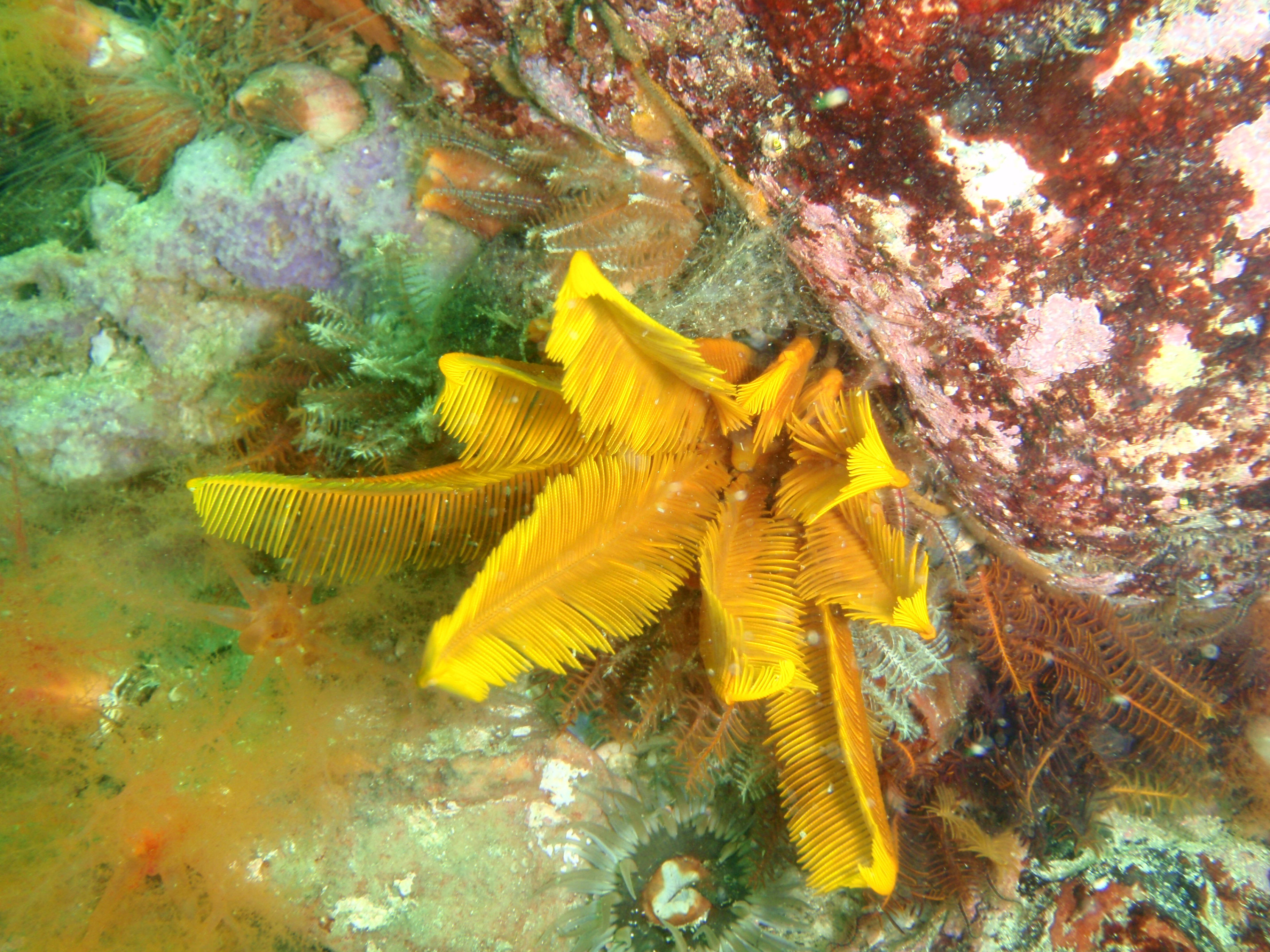
Comatule à carène (Tropiometra carinata)

Espèces communes non illustrées : comatule nageuse nocturne (Ctenantedon kinziei). Moins communes et plus profondes : Comactinia echinoptera, Comactinia meridionalis, Coccometra hageni, Coccometra nigrolineata, Comatonia cristata, Hypalometra defecta, Comissia venustus  (les espèces exclusivement abyssales ne sont pas citées exhaustivement).

## Oursins
Le corps des oursins est protégé par une coque calcaire (appelée « test »), recouverte de solides piquants (appelés « radioles »). Chez les oursins dits « réguliers » le test a la forme d’une sphère ou demi-sphère plus ou moins aplatie dorsalement et armée de piquants de taille variable selon des familles. Ceux-ci sont articulés à leur base et servent à la défense et en partie à la locomotion (assistés par de petits pieds à ventouse appelés « podia »). Au centre de la face orale se trouve une bouche dotée d’un appareil masticateur à cinq dents nommé « lanterne d'Aristote ». Il existe aussi des oursins « irréguliers » qui peuvent être oblongs ou plats, et chez lesquels l'anus et parfois la bouche ont migré vers un bord du test ; ce sont des oursins fouisseurs, que l'on trouve généralement enterrés dans le sable. 
Les oursins bien dissimulés peuvent provoquer des piqûres douloureuses chez les baigneurs imprudents, et ceux de la famille des Diadematidae (comme Diadema antillarum et Astropyga magnifica) sont venimeux - mais ne présentent pas un réel danger. 

Les oursins de faible profondeur sont pour la plupart des brouteurs d'algues : ainsi, leurs fluctuations de population (suppression de prédateurs, surpêche...) peuvent entraîner des modifications importantes de l'écosystème. En 1983, une épidémie d'origine toujours mystérieuse décima la population d'oursins diadèmes dans des proportions extraordinaires : plus de 97 % des individus périrent en quelques mois. L'épidémie ne dura pas, et les oursins recommencèrent à se multiplier dès l'année suivante, mais ils n'avaient toujours pas atteint leur population habituelle en 2006.

Certaines espèces comme Lytechinus variegatus et Tripneustes ventricosus sont comestibles, et consommées notamment aux Antilles en « blaff ».
On compte 76 espèces d'oursins aux Caraïbes, réparties dans 21 familles.

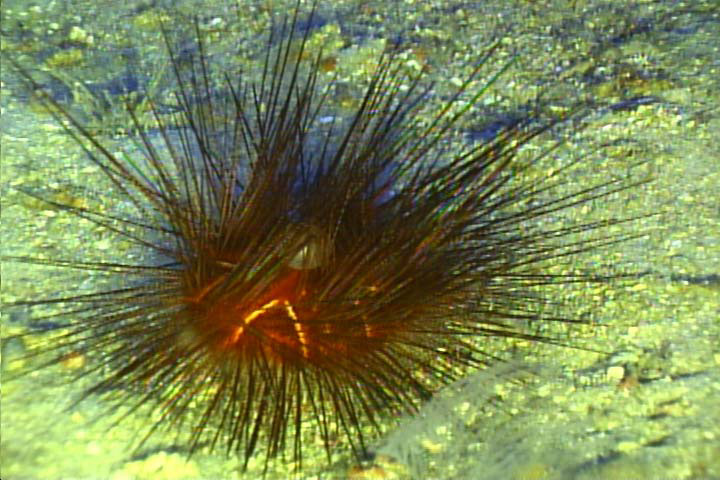
Oursin magnifique (Astropyga magnifica)
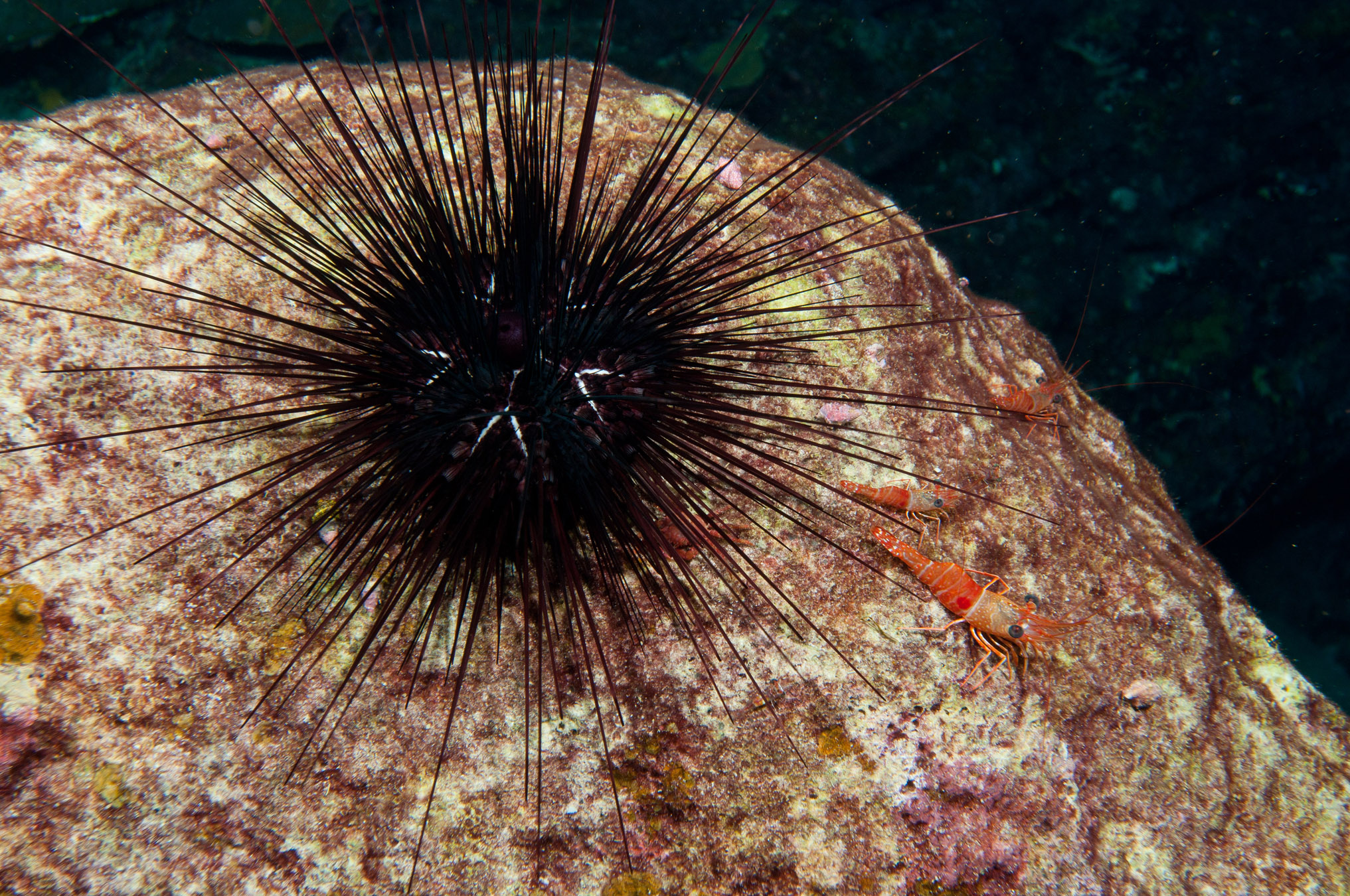
Oursin-diadème (Diadema antillarum)
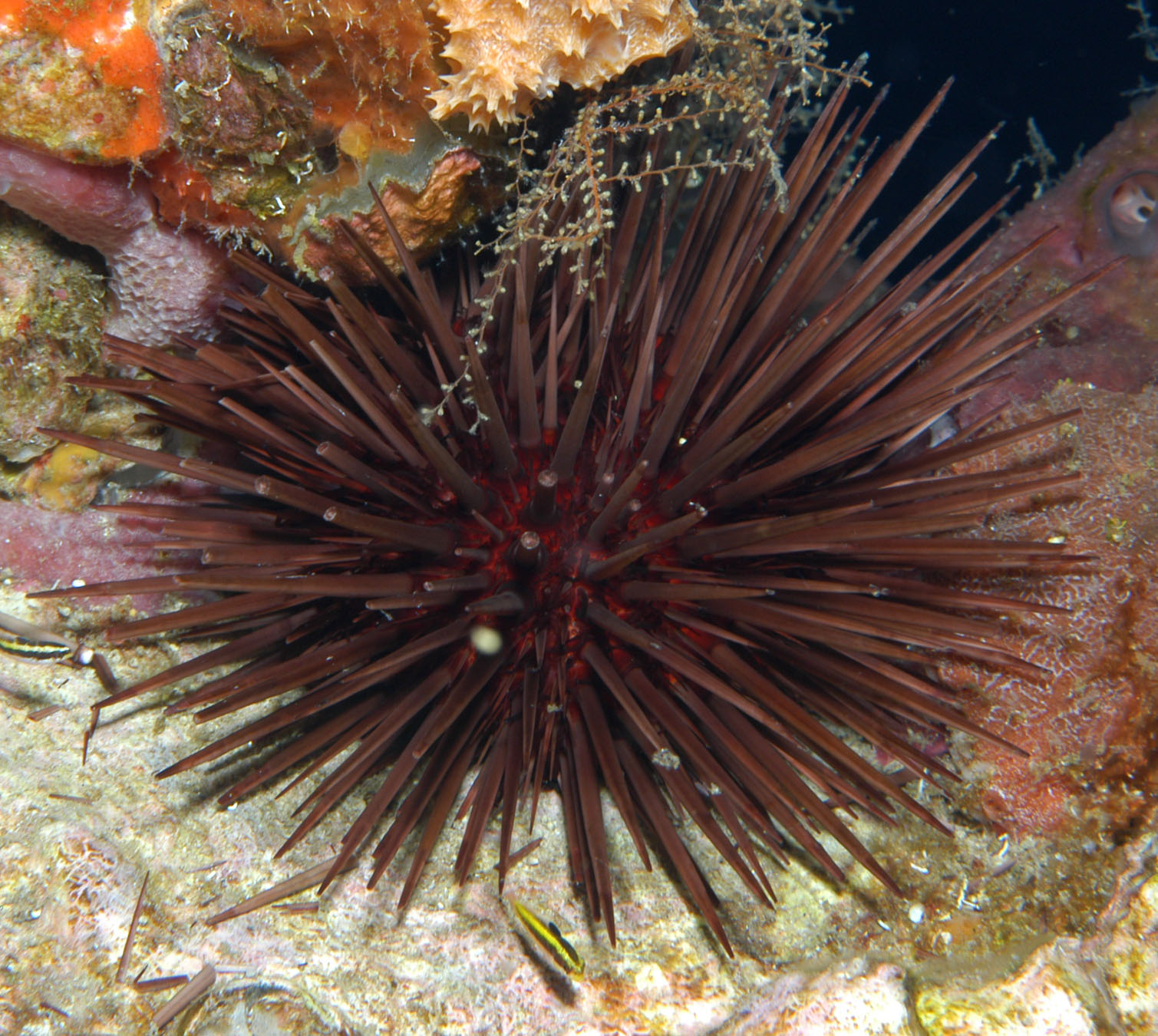
Arbacia punctulata
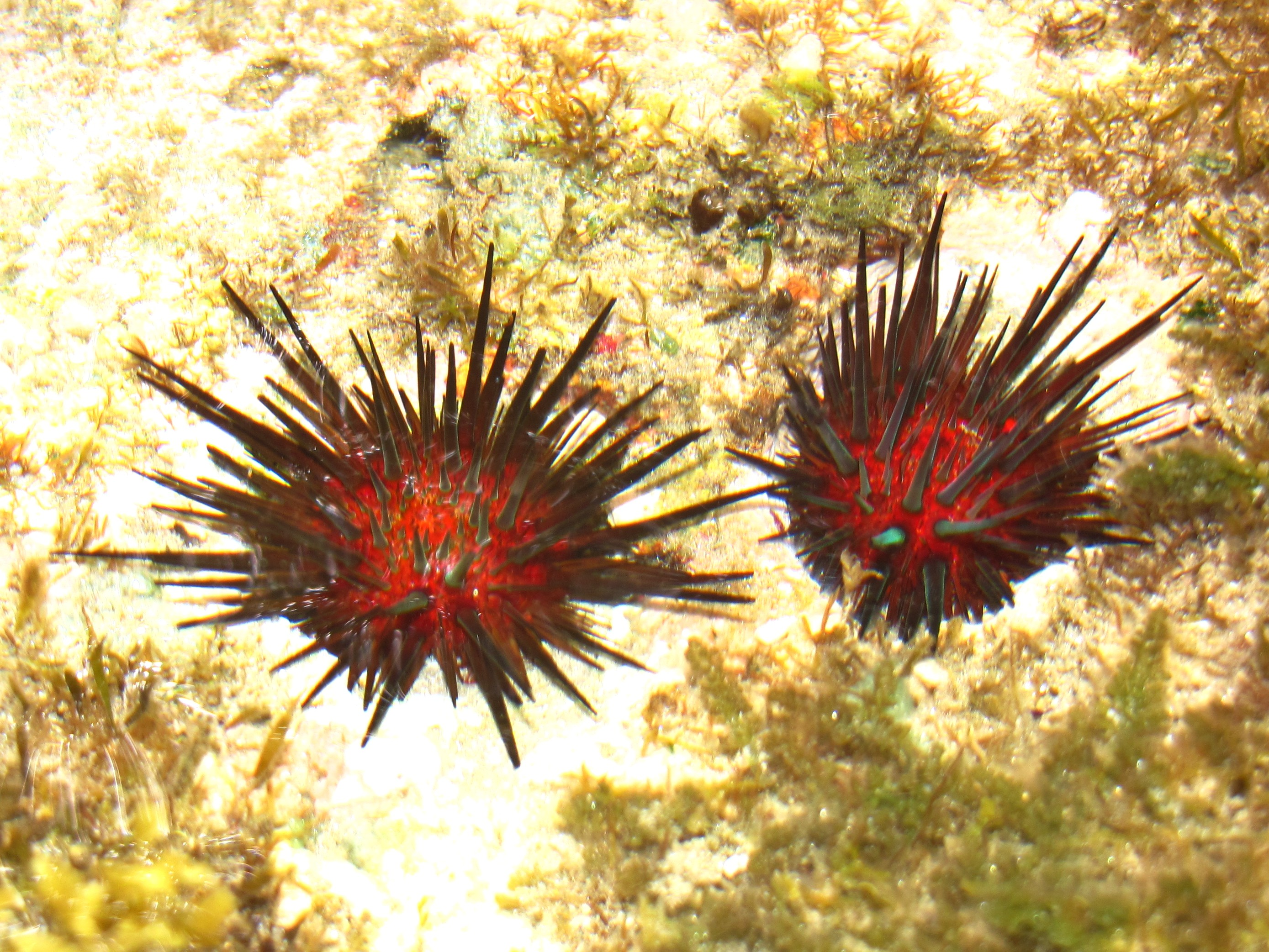
Oursins perforants rouges (Echinometra lucunter)
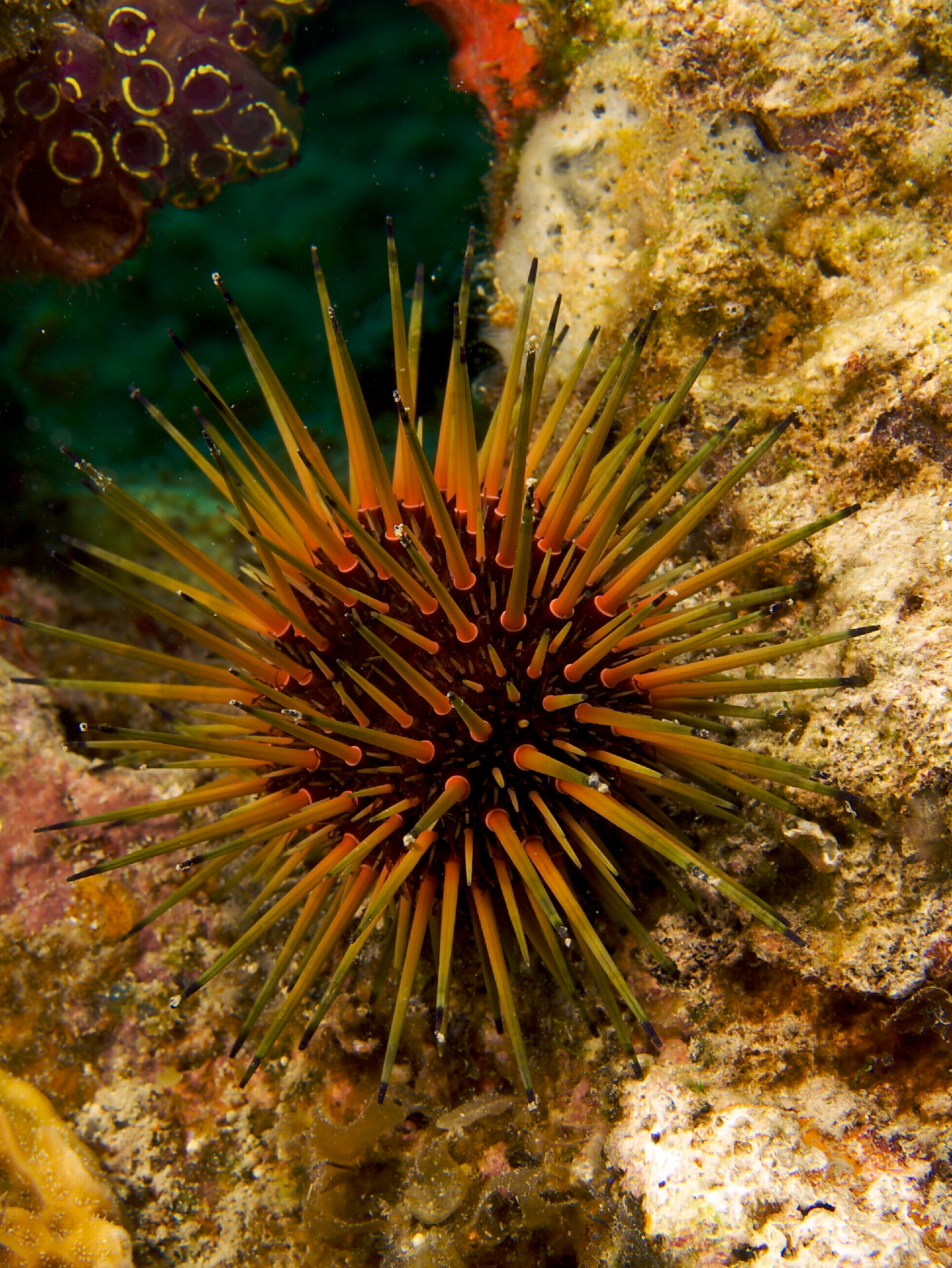
Oursin perforant vert (Echinometra viridis)
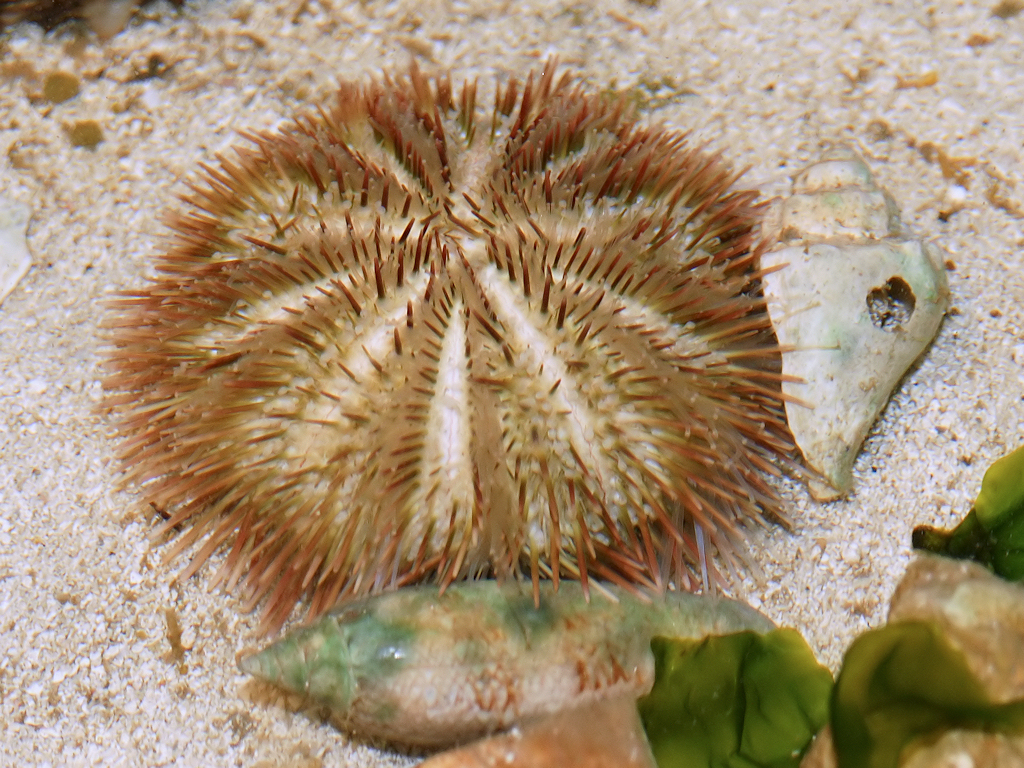
Oursin variable (Lytechinus variegatus)
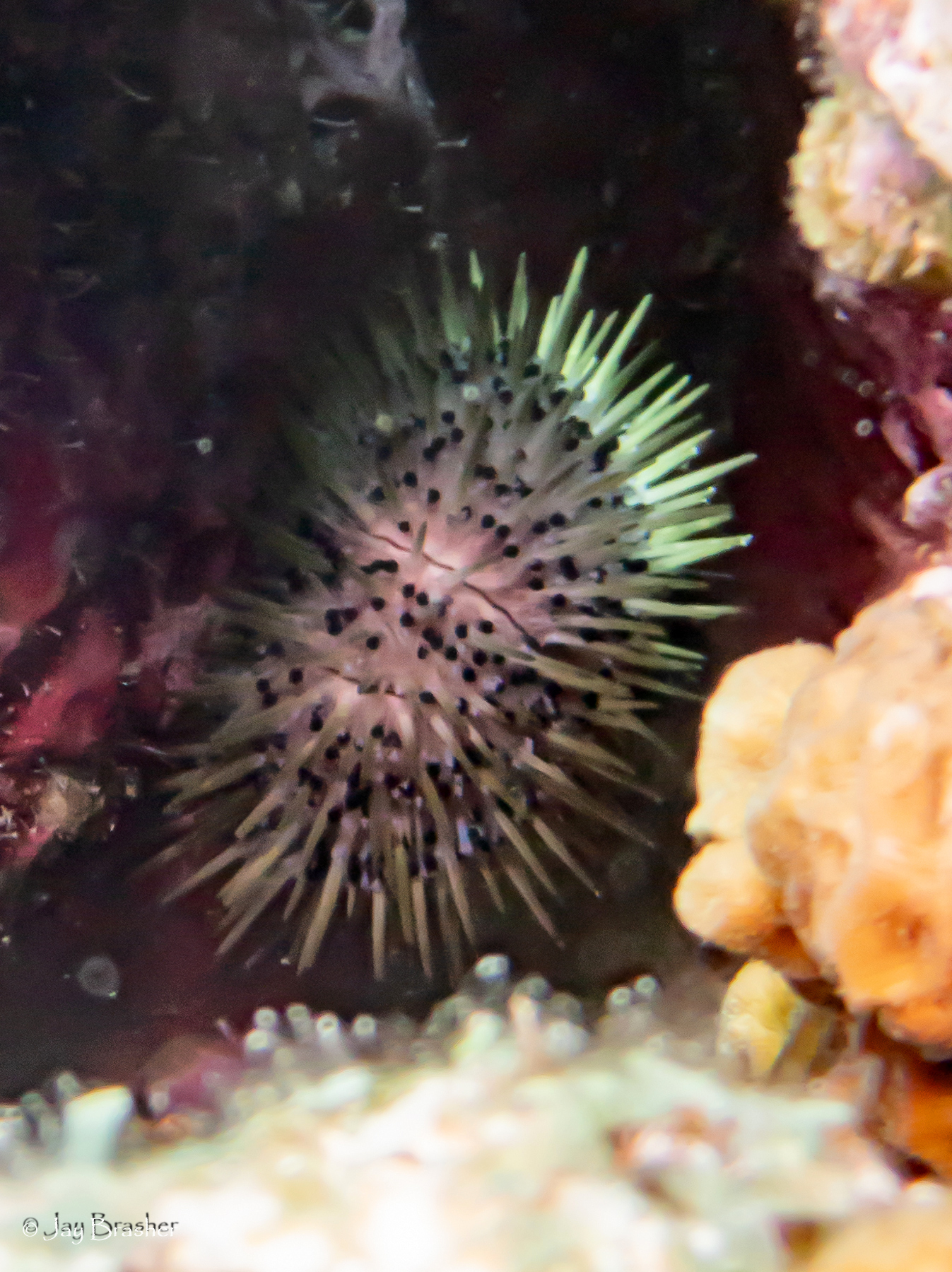
Oursin joyau (Lytechinus williamsi)
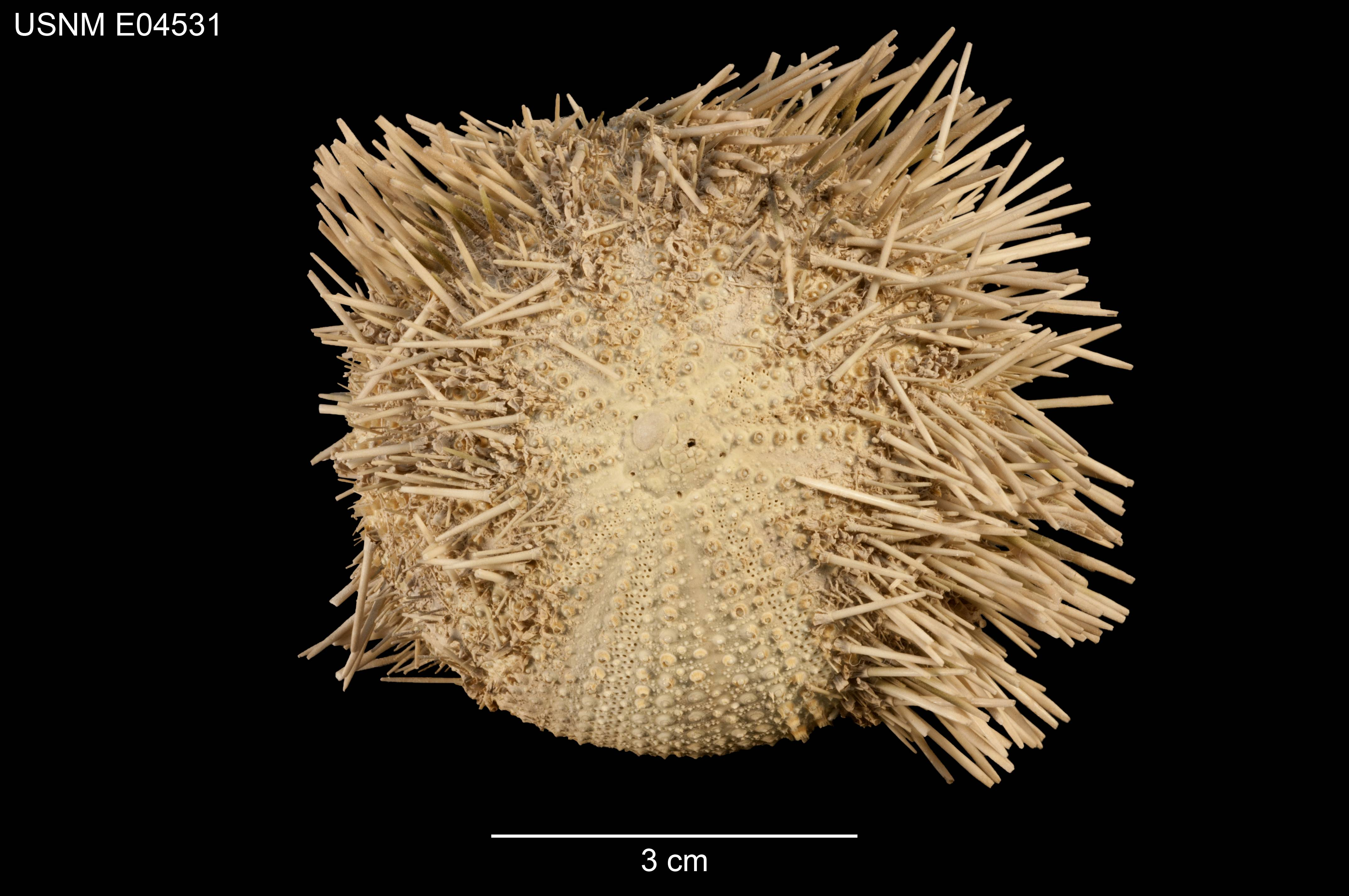
Pseudoboletia occidentalis
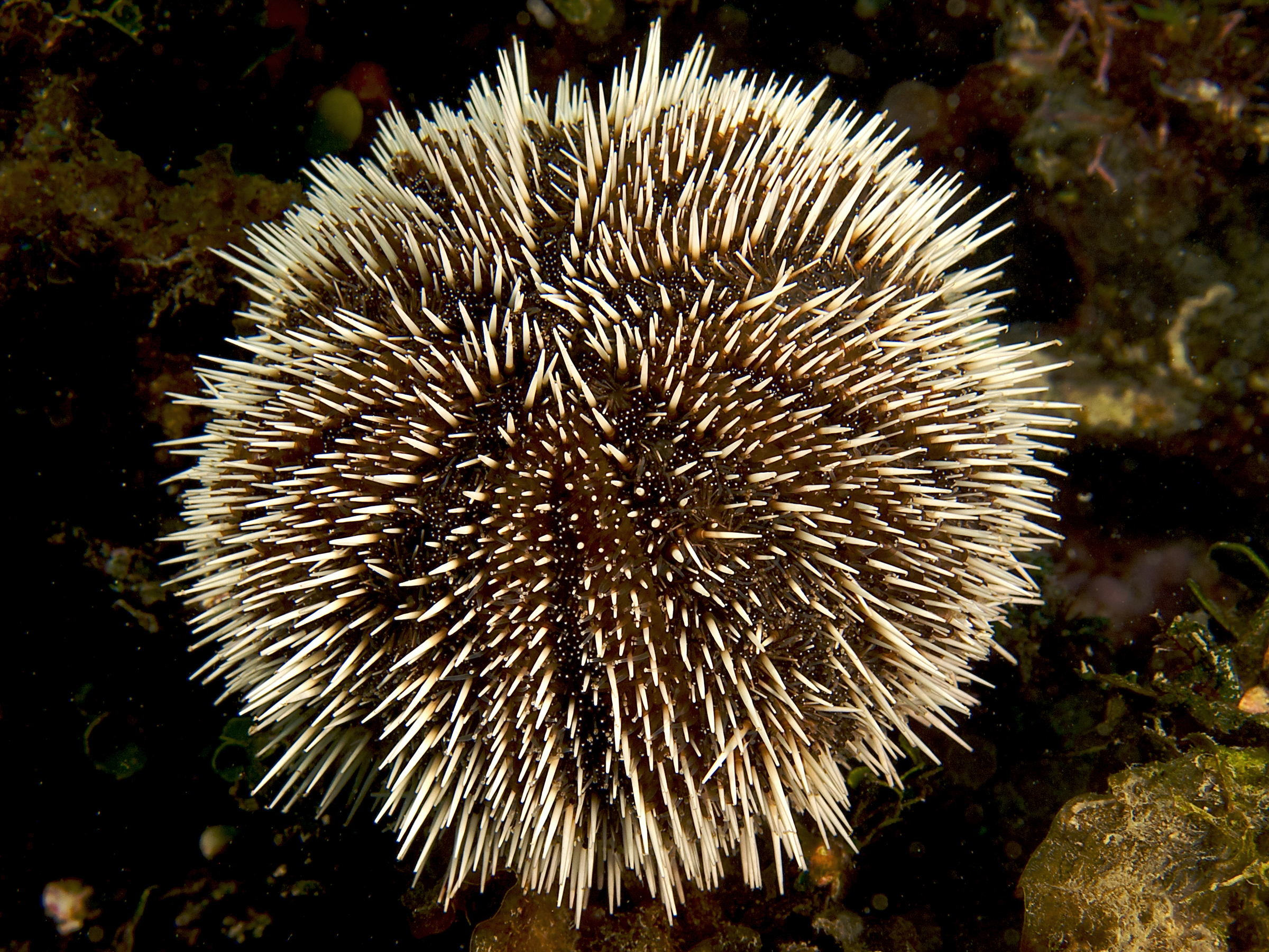
Oursin blanc (Tripneustes ventricosus)

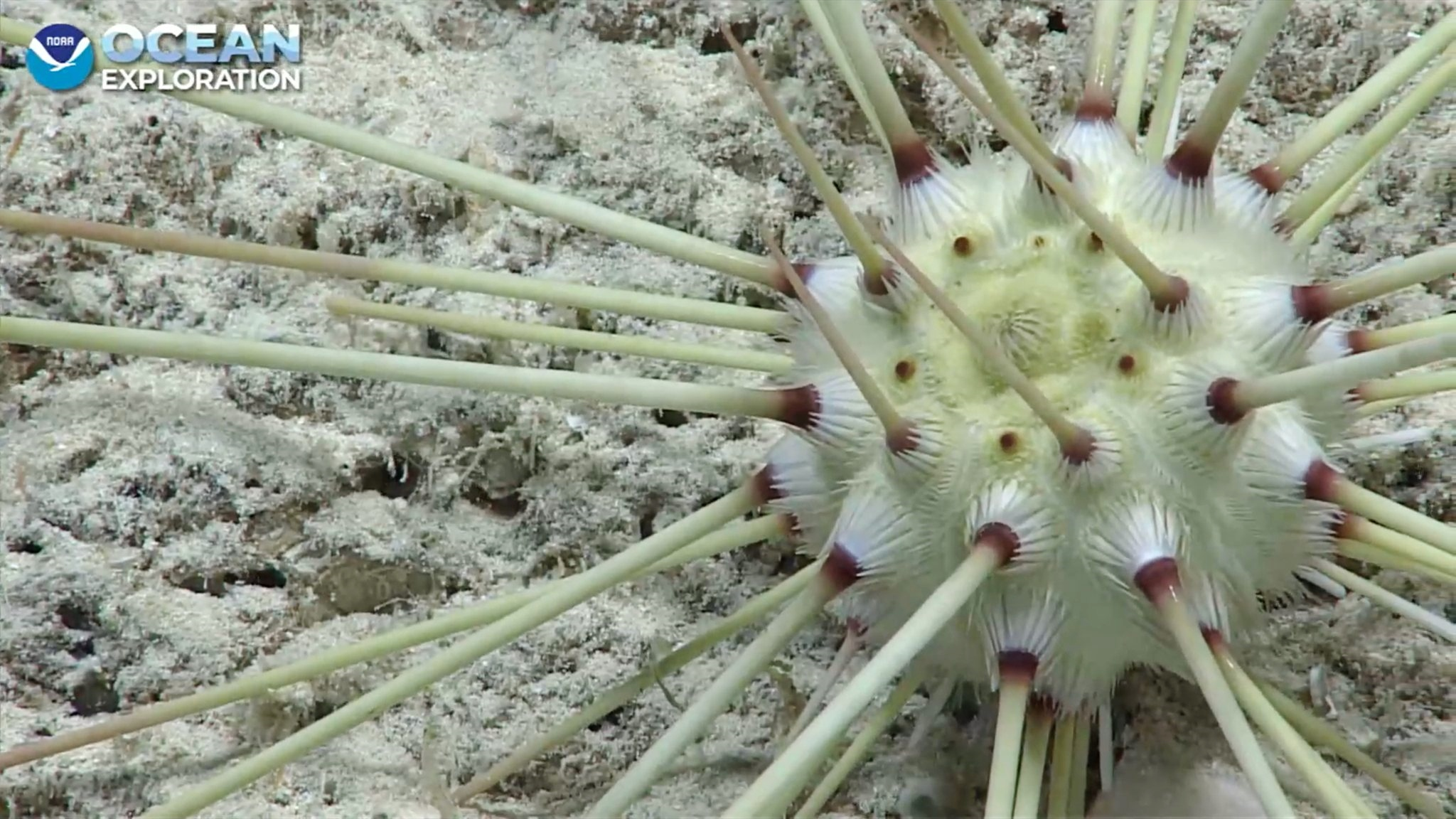
Calocidaris micans (abyssal)
Cidaris abyssicola (abyssal)
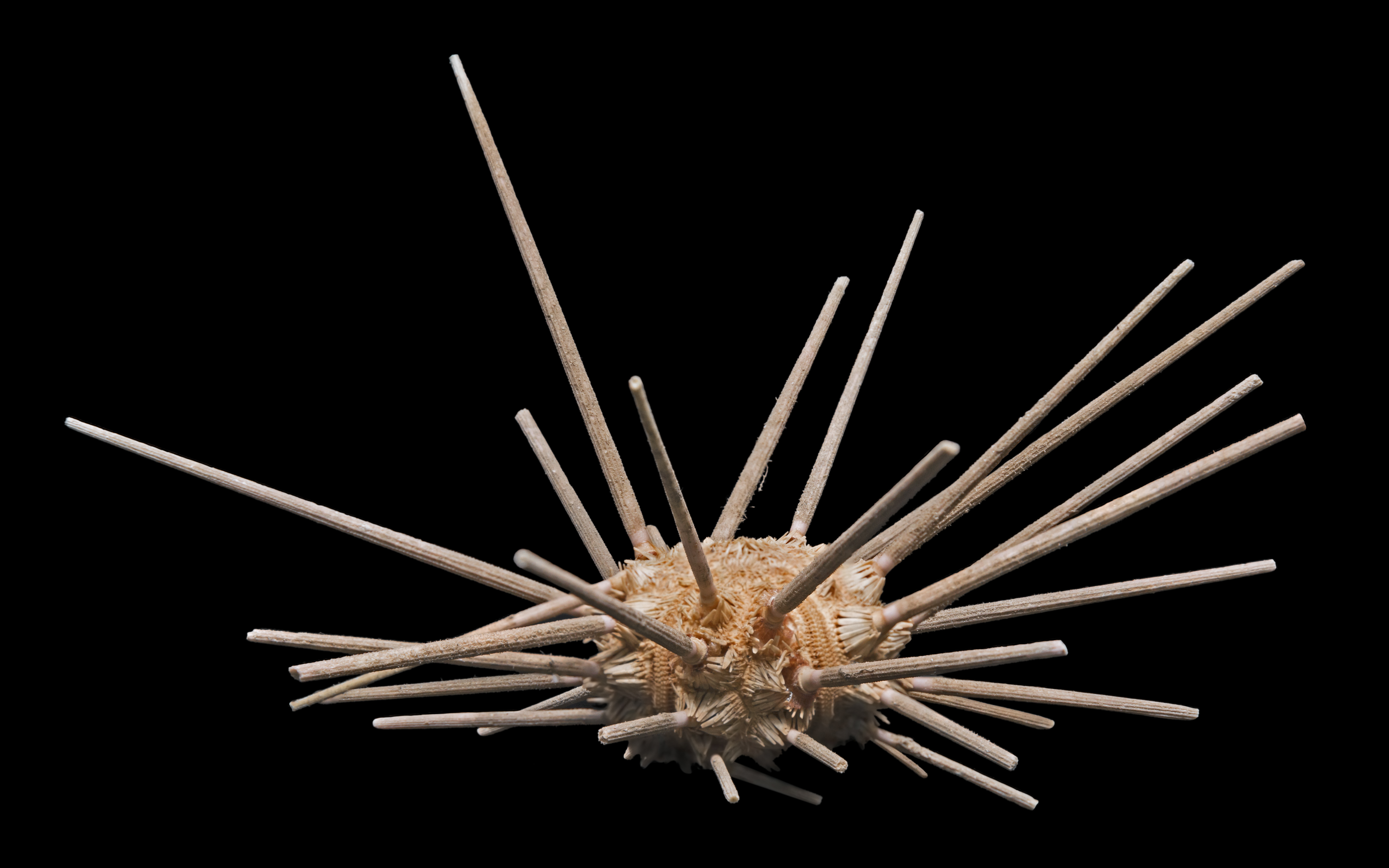
Oursin-lance (Cidaris cidaris) (profond)
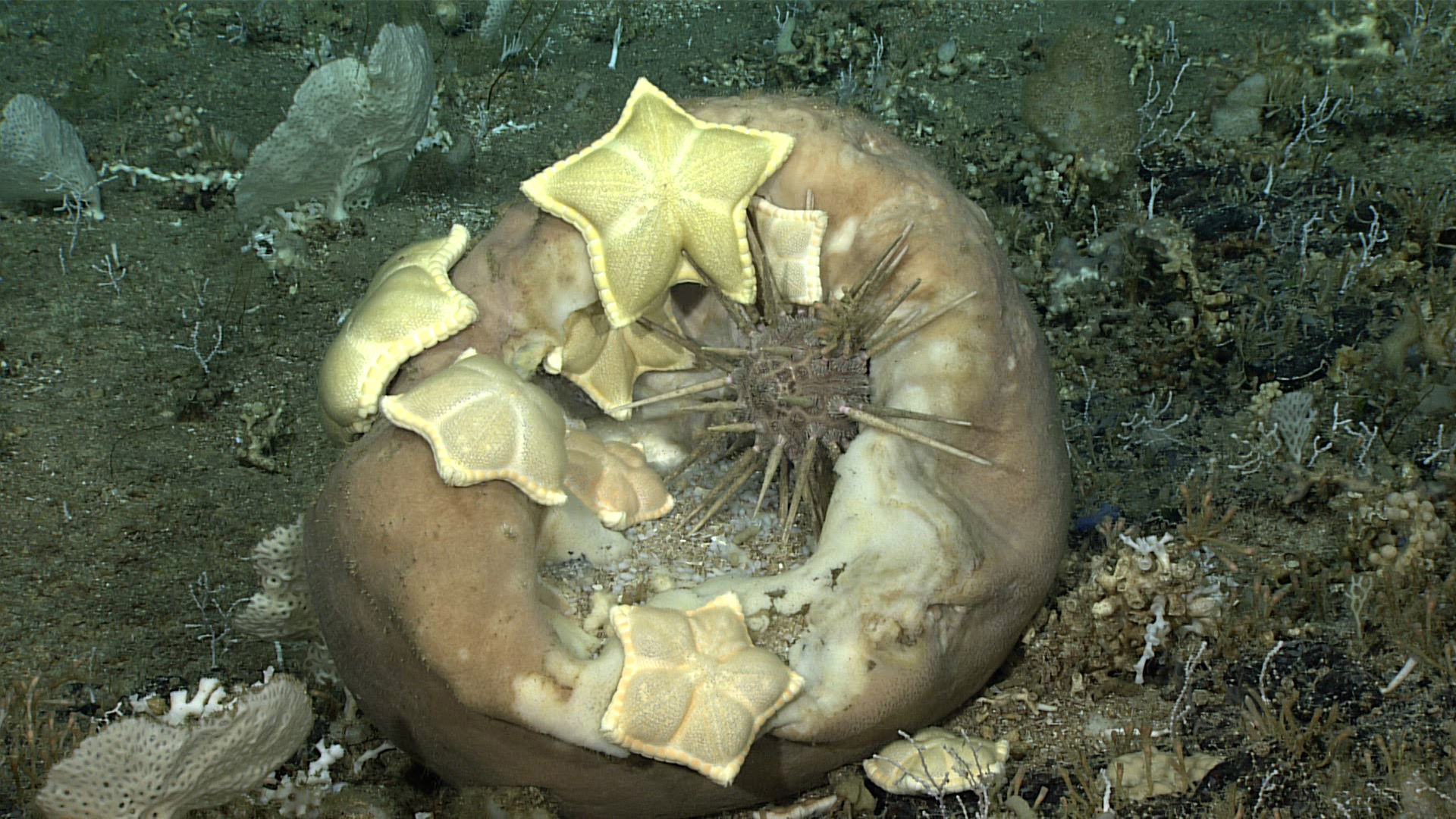
Cidaris rugosa (abyssal)
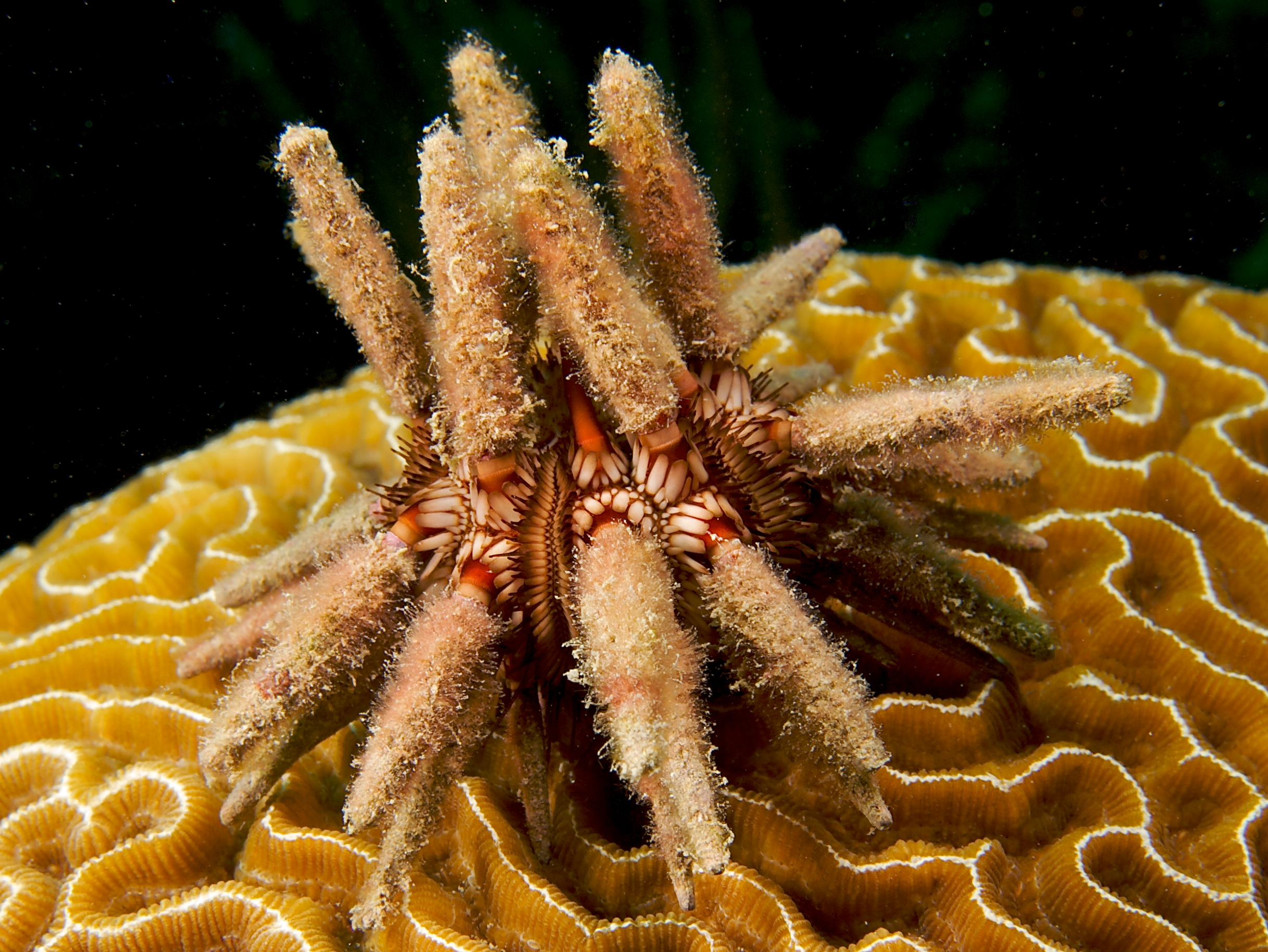
Oursin-lance antillais (Eucidaris tribuloides)
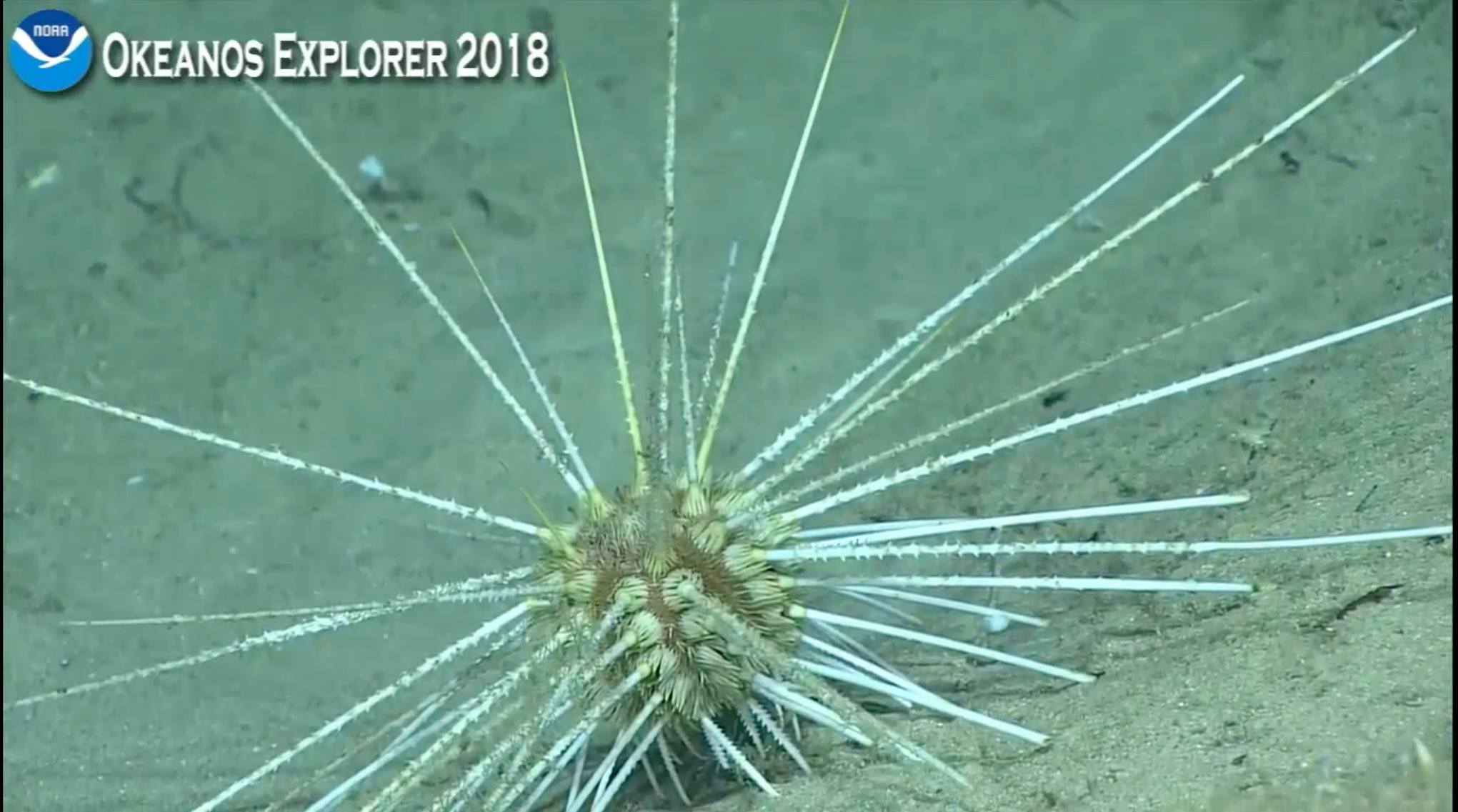
Histocidaris cf. nuttingi observé à 327 m de profondeur au large de Porto Rico (abyssal).
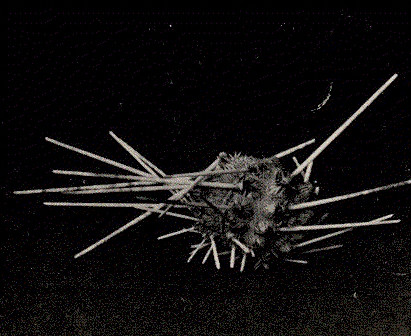
Histocidaris sharreri (abyssal)
Stereocidaris ingolfiana (abyssal)
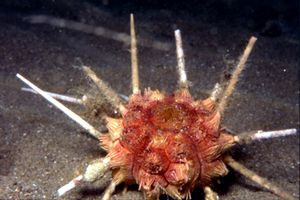
Oursin-lance rouge (Stylocidaris affinis) (profond)
Stylocidaris lineata (abyssal)

Espèce commune non illustrée : Lytechinus euerces, Lytechinus callipeplus, Genocidaris maculata.

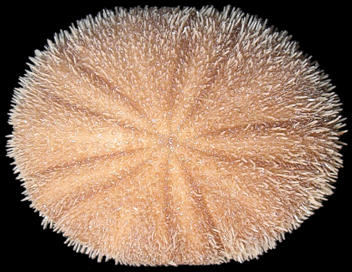
Echinoneus cyclostomus
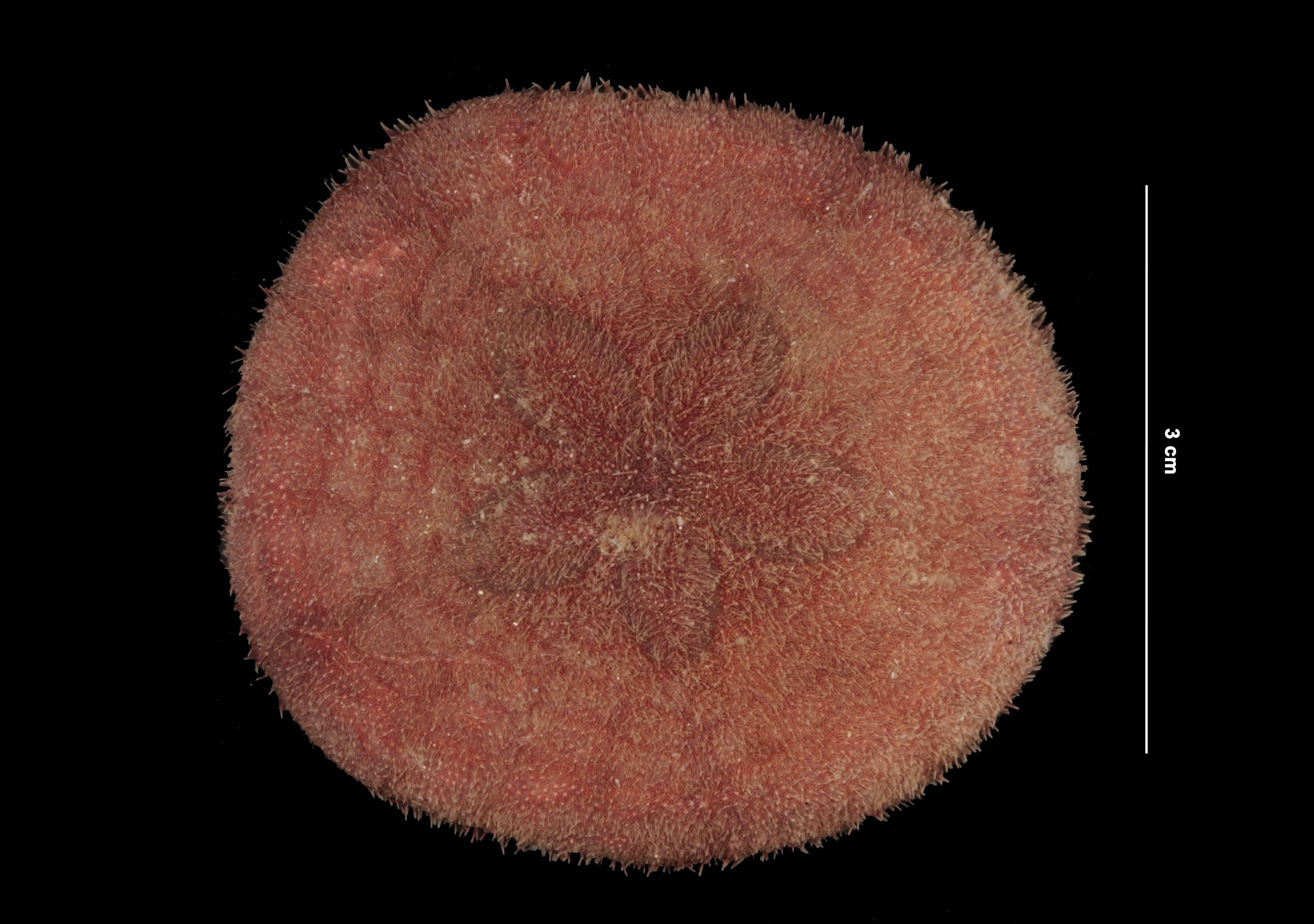
Clypeaster chesheri
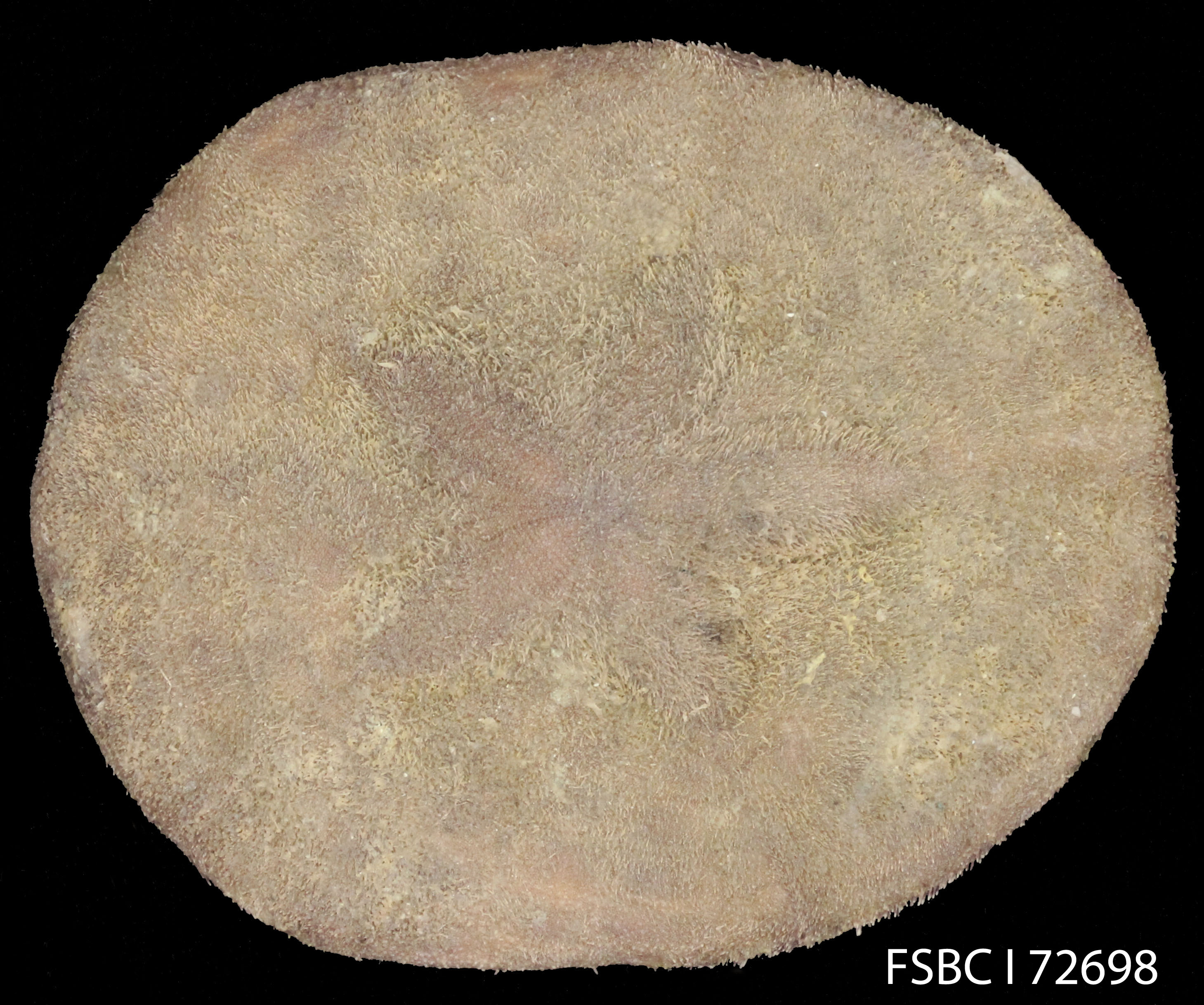
Clypeaster luetkeni
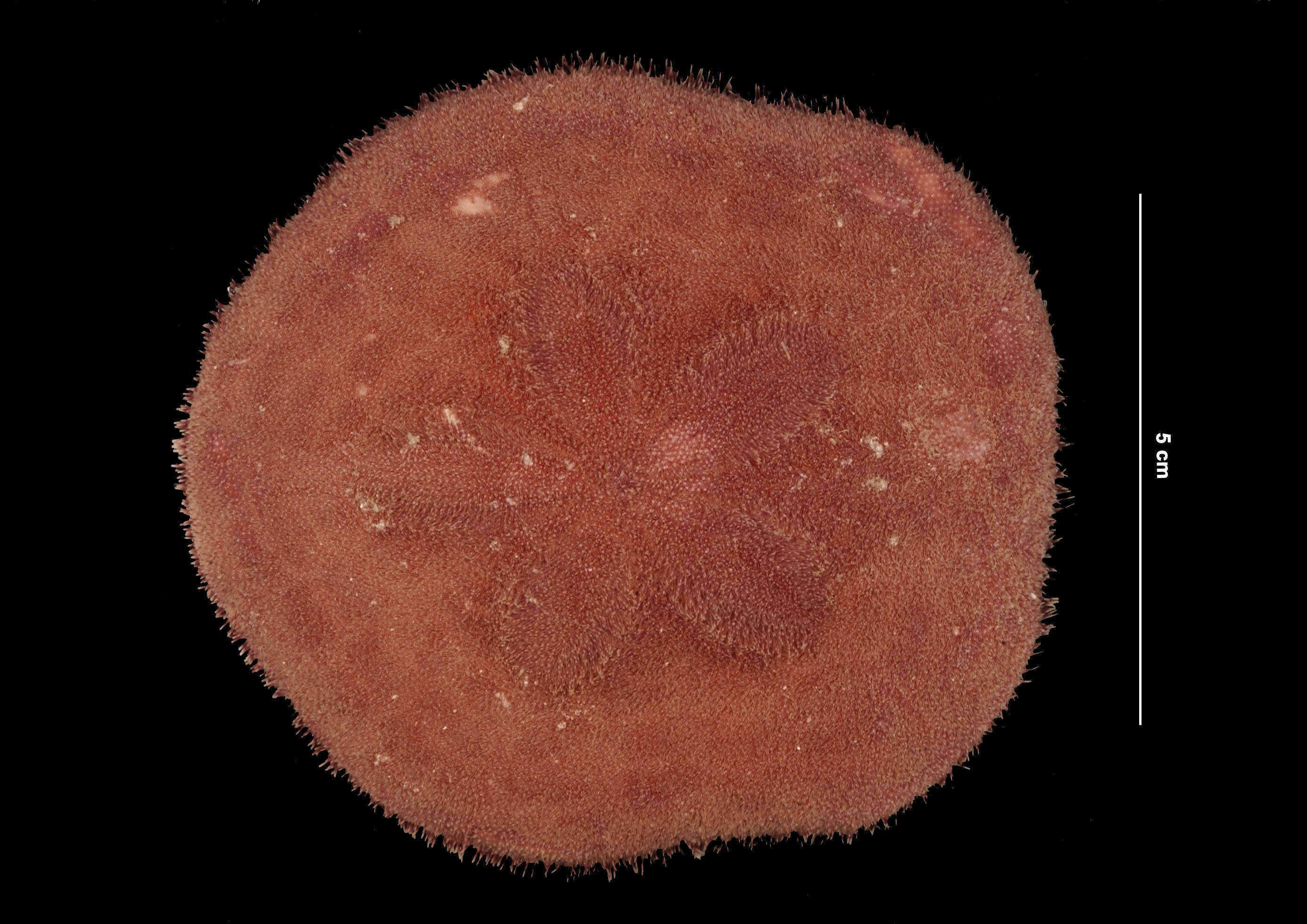
Clypeaster prostratus
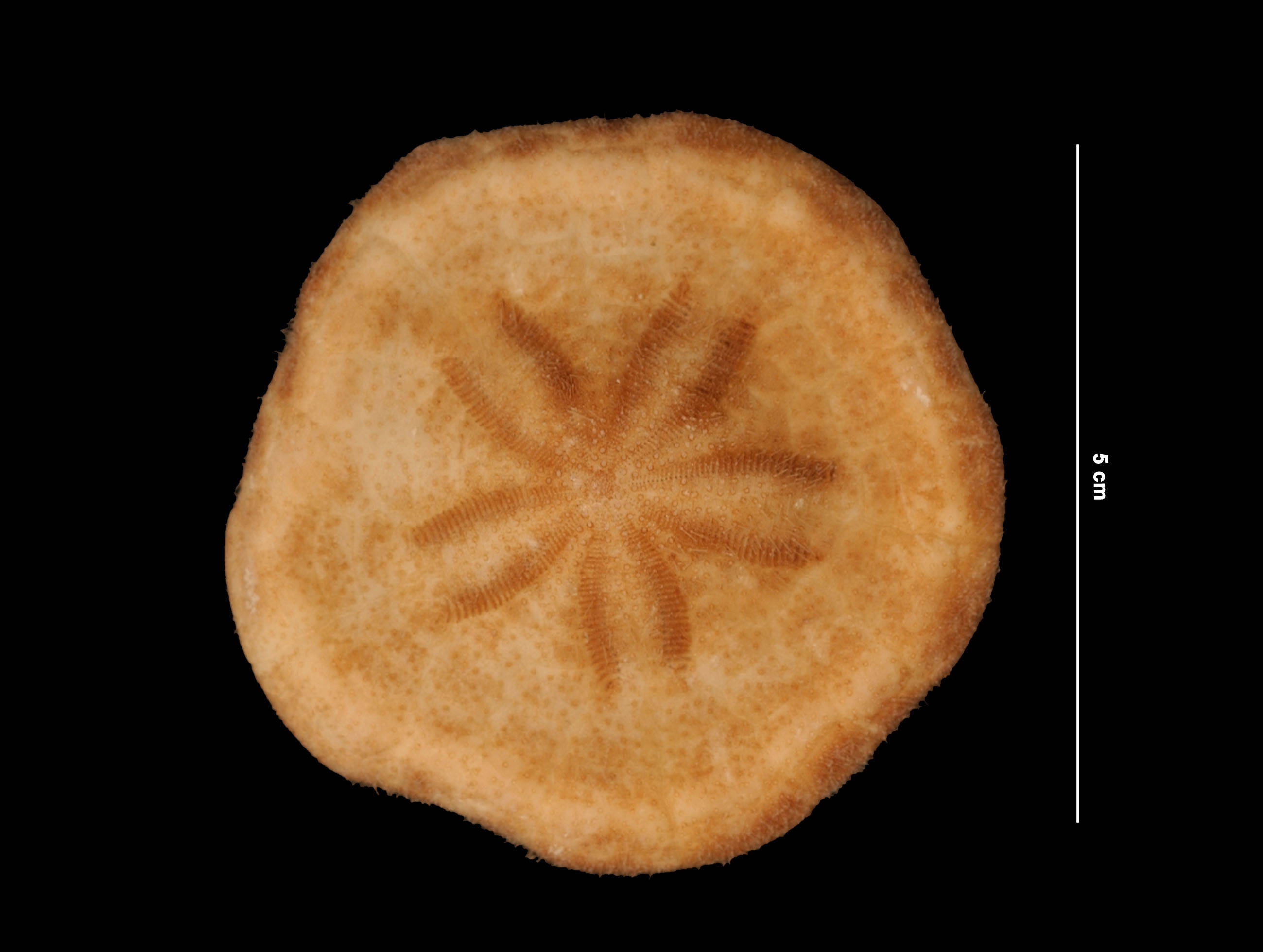
Clypeaster raveneli
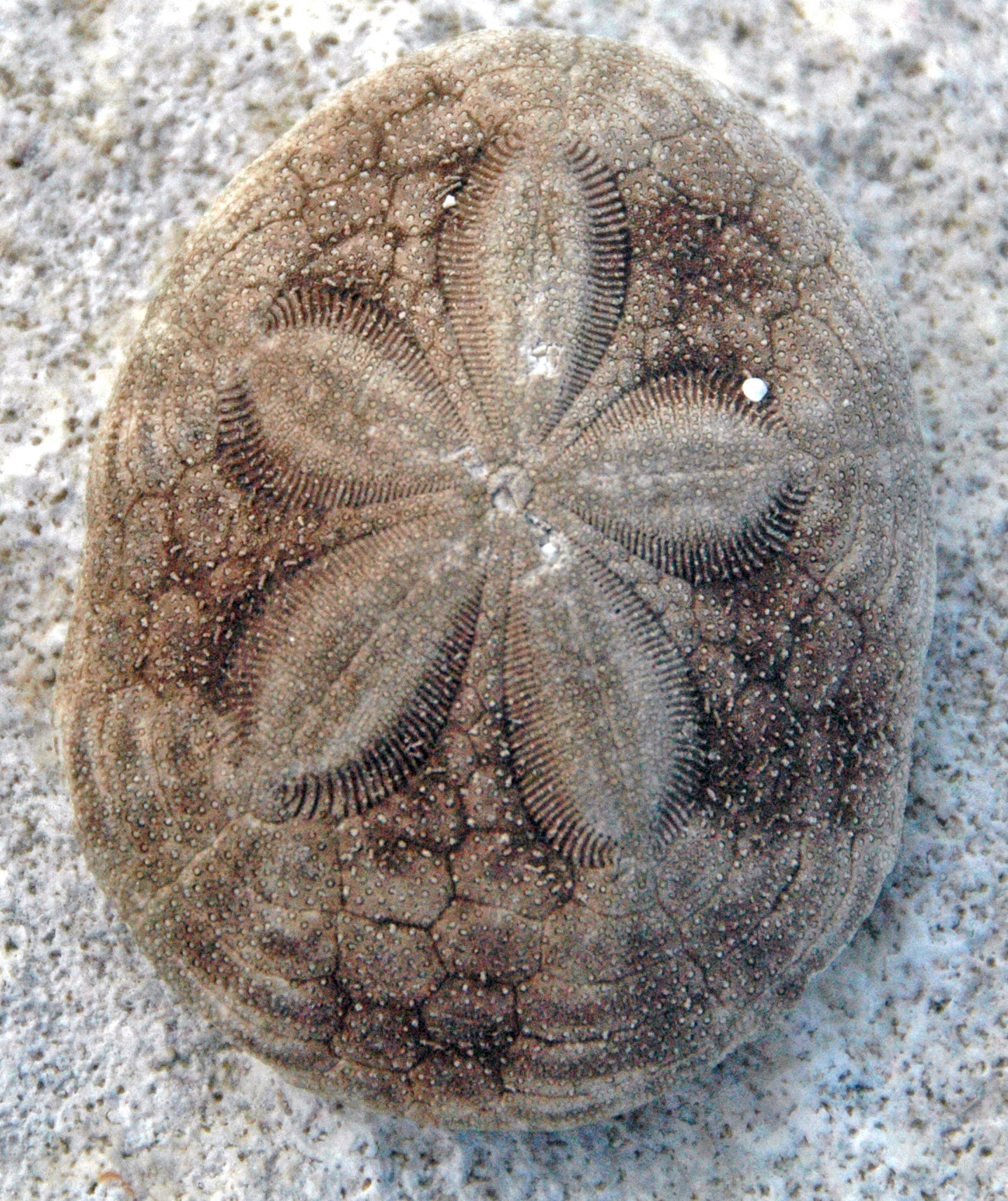
Dollar de sable à rosace (Clypeaster rosaceus)
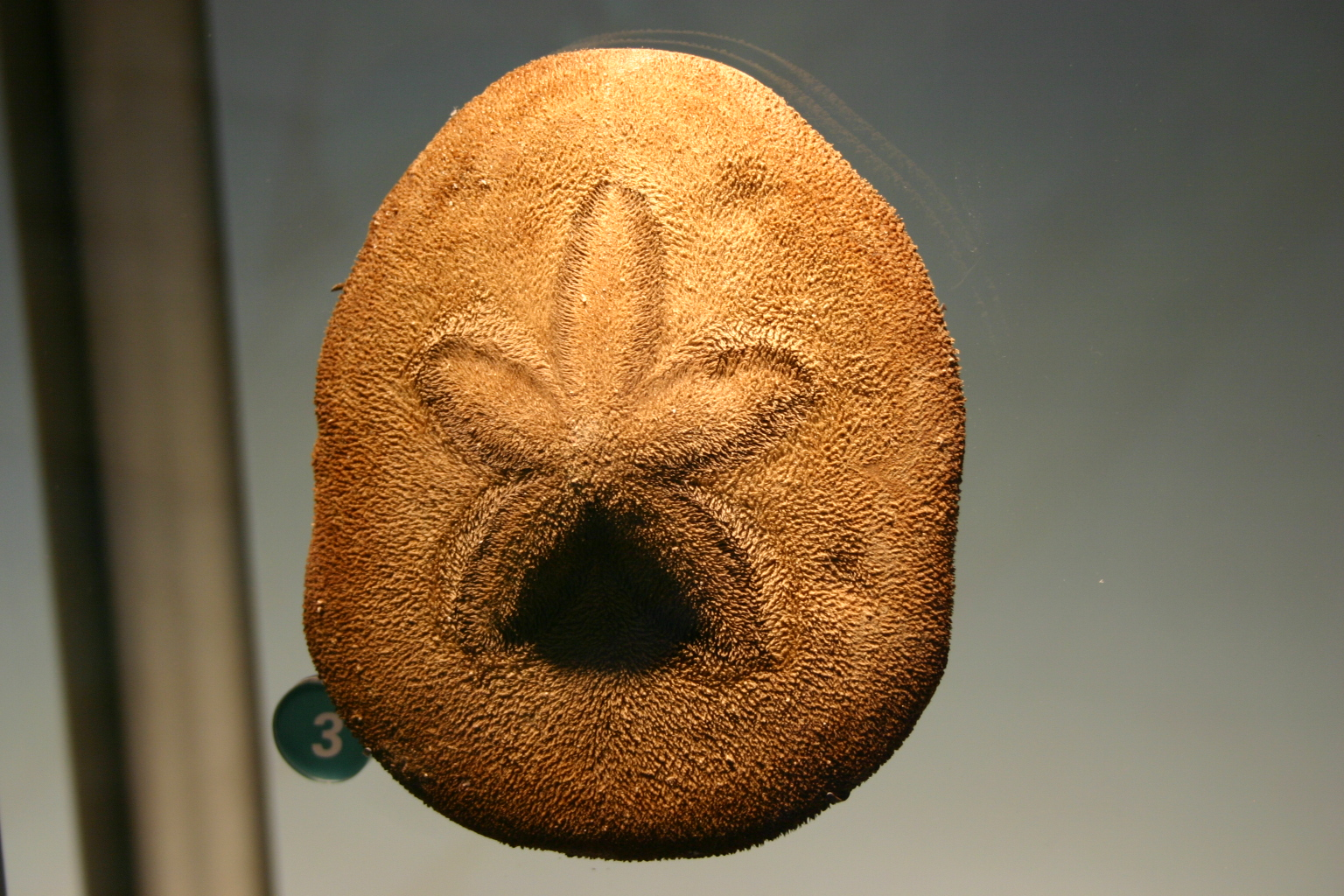
Dollar des sables aplati (Clypeaster subdepressus)
Echinocyamus grandiporus
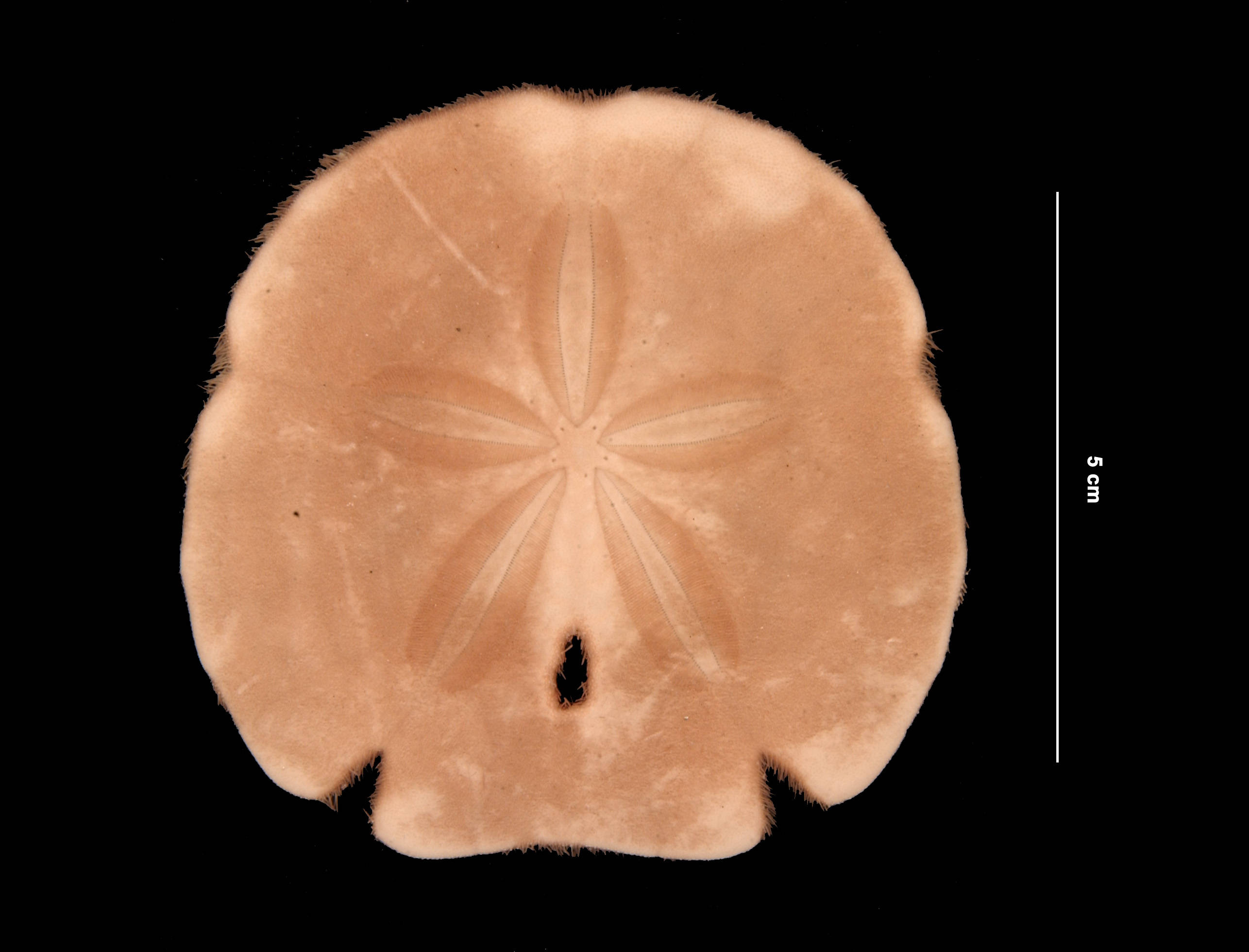
Encope aberrans
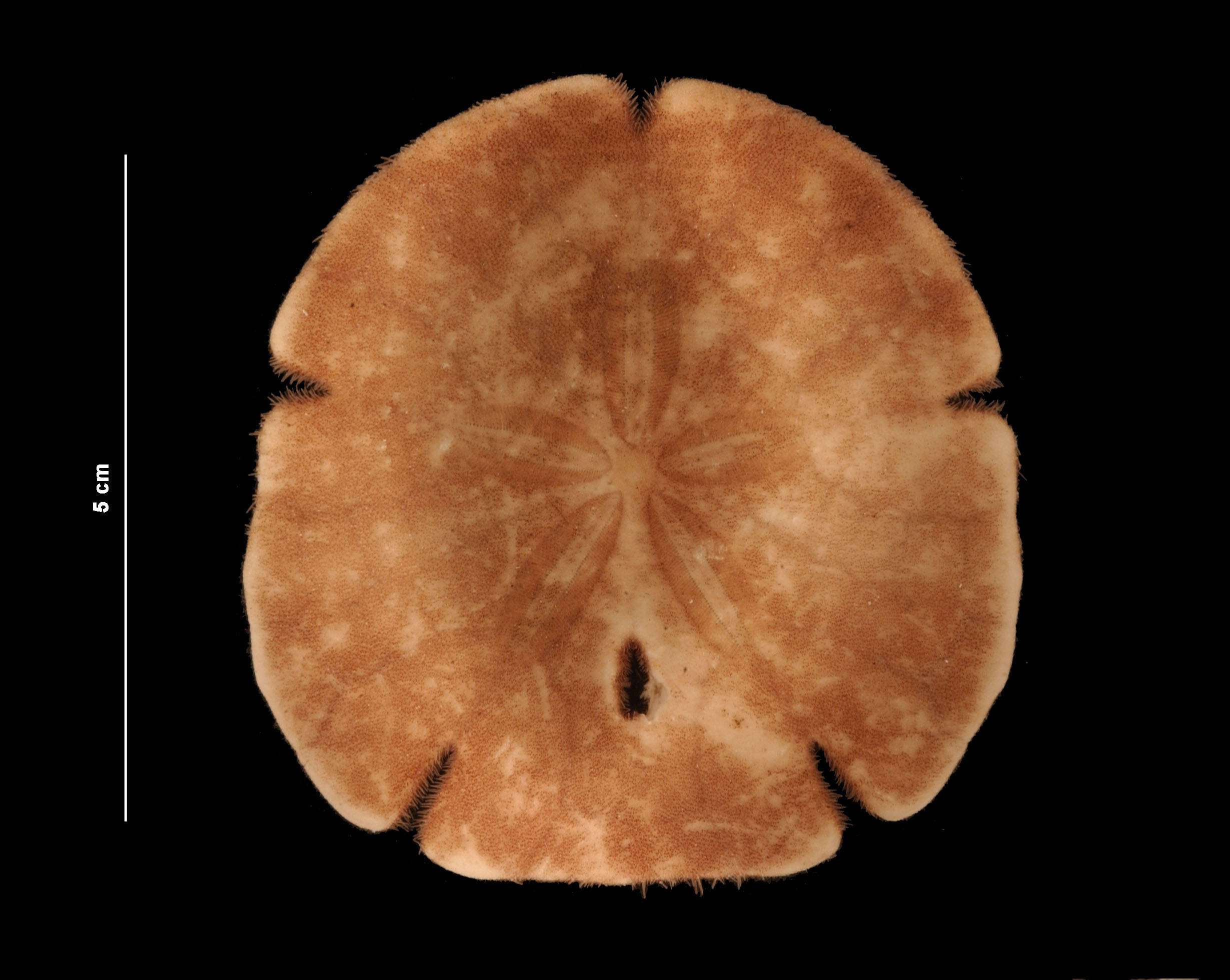
Encope michelini
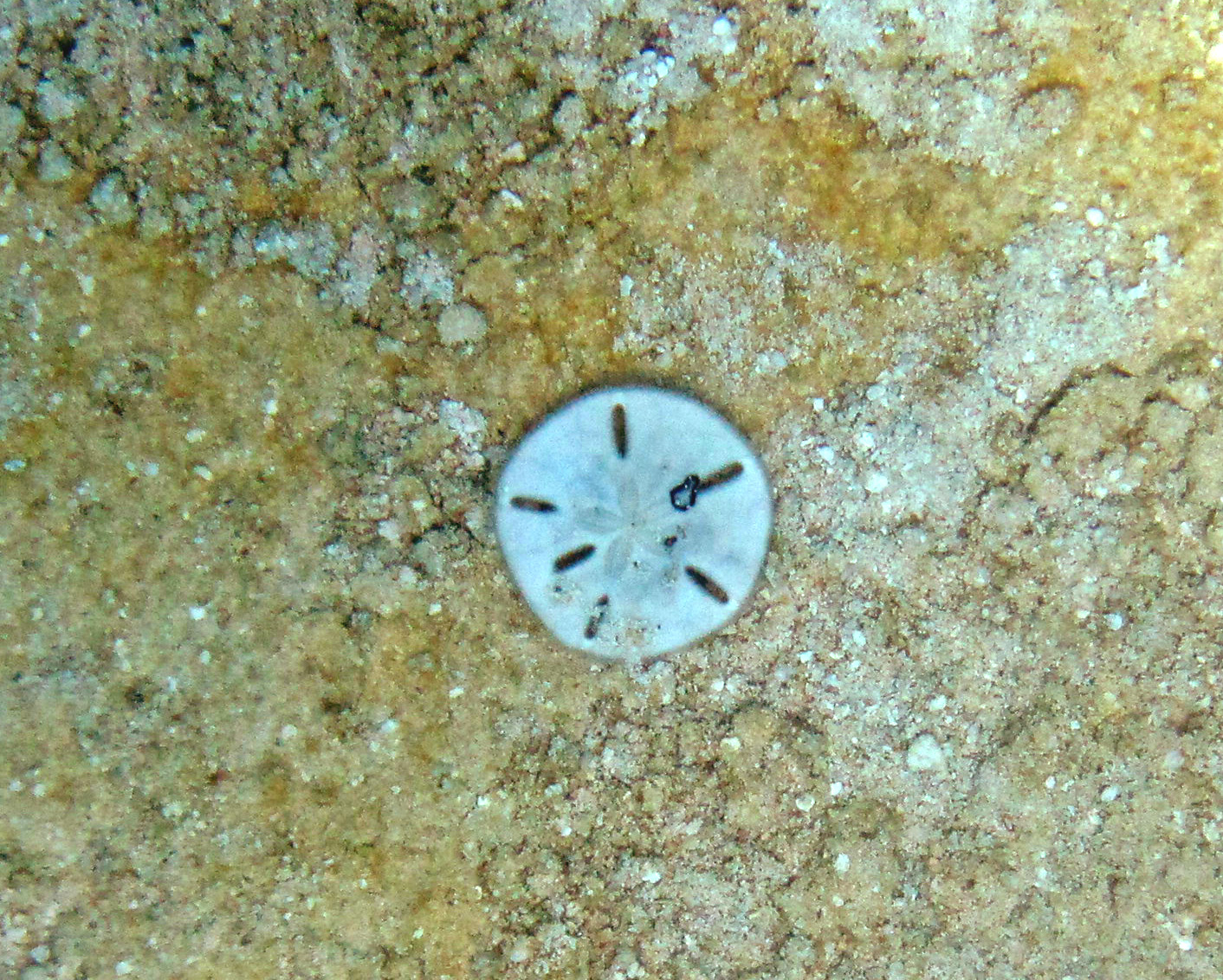
Test de dollar des sables à 6 trous (Leodia sexiesperforata)
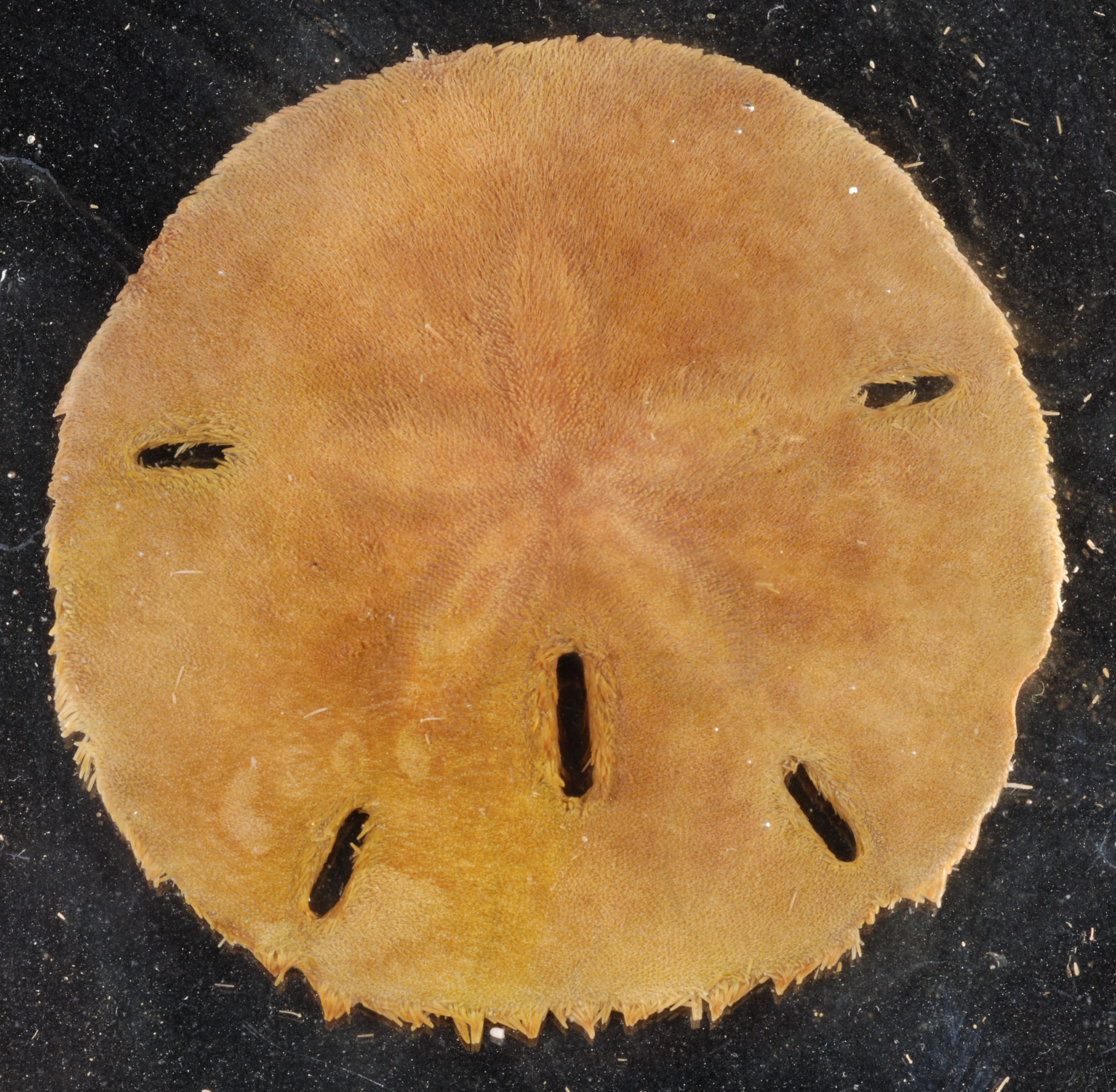
Mellita isometra
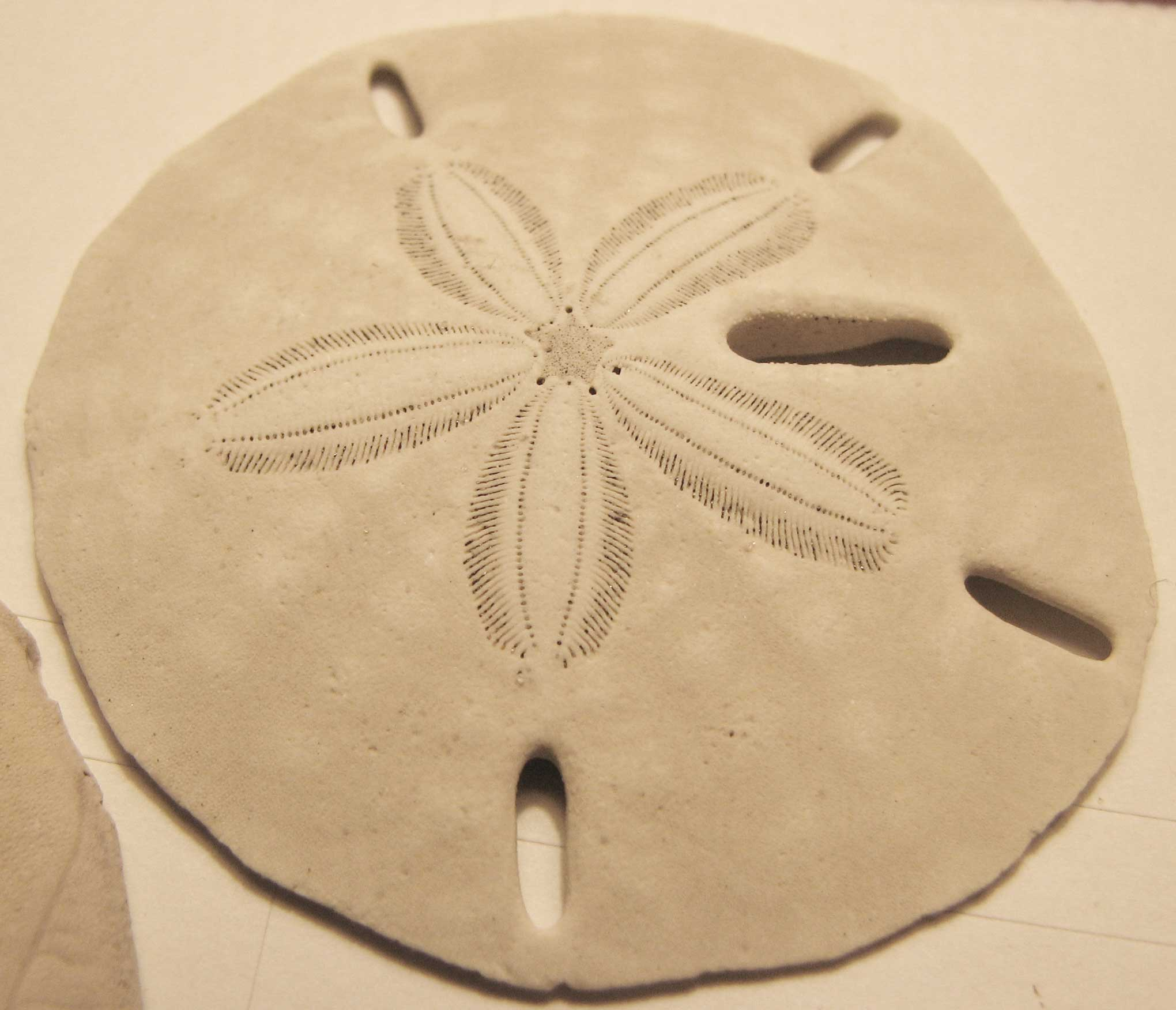
Test de dollar des sables à 5 trous (Mellita quinquiesperforata)
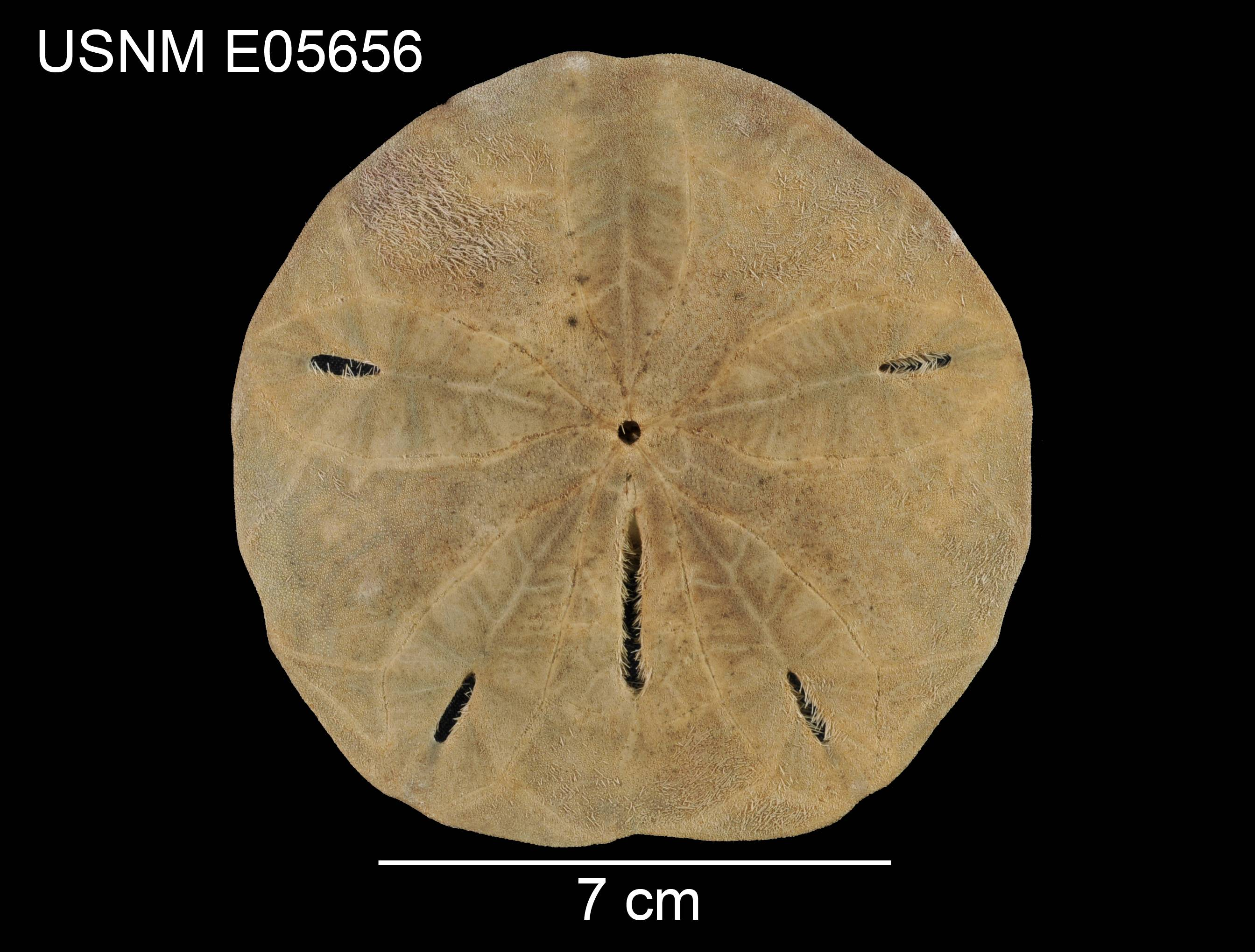
Mellita tenuis
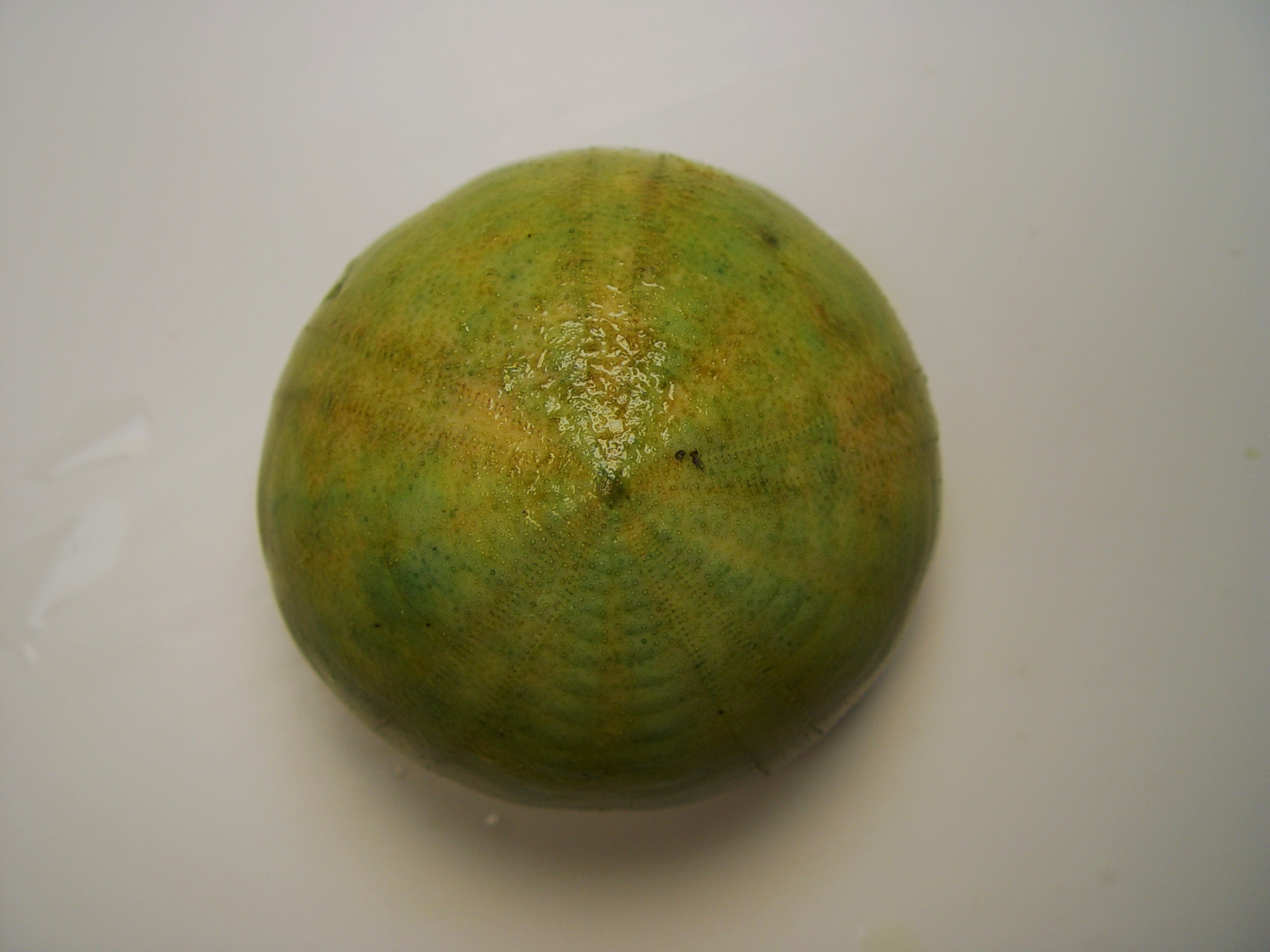
Conolampas sigsbei
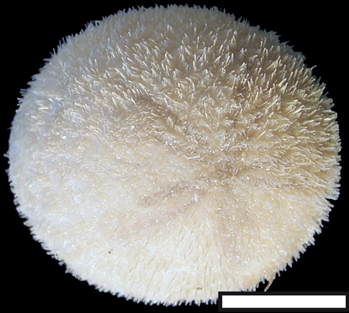
Echinolampas depressa
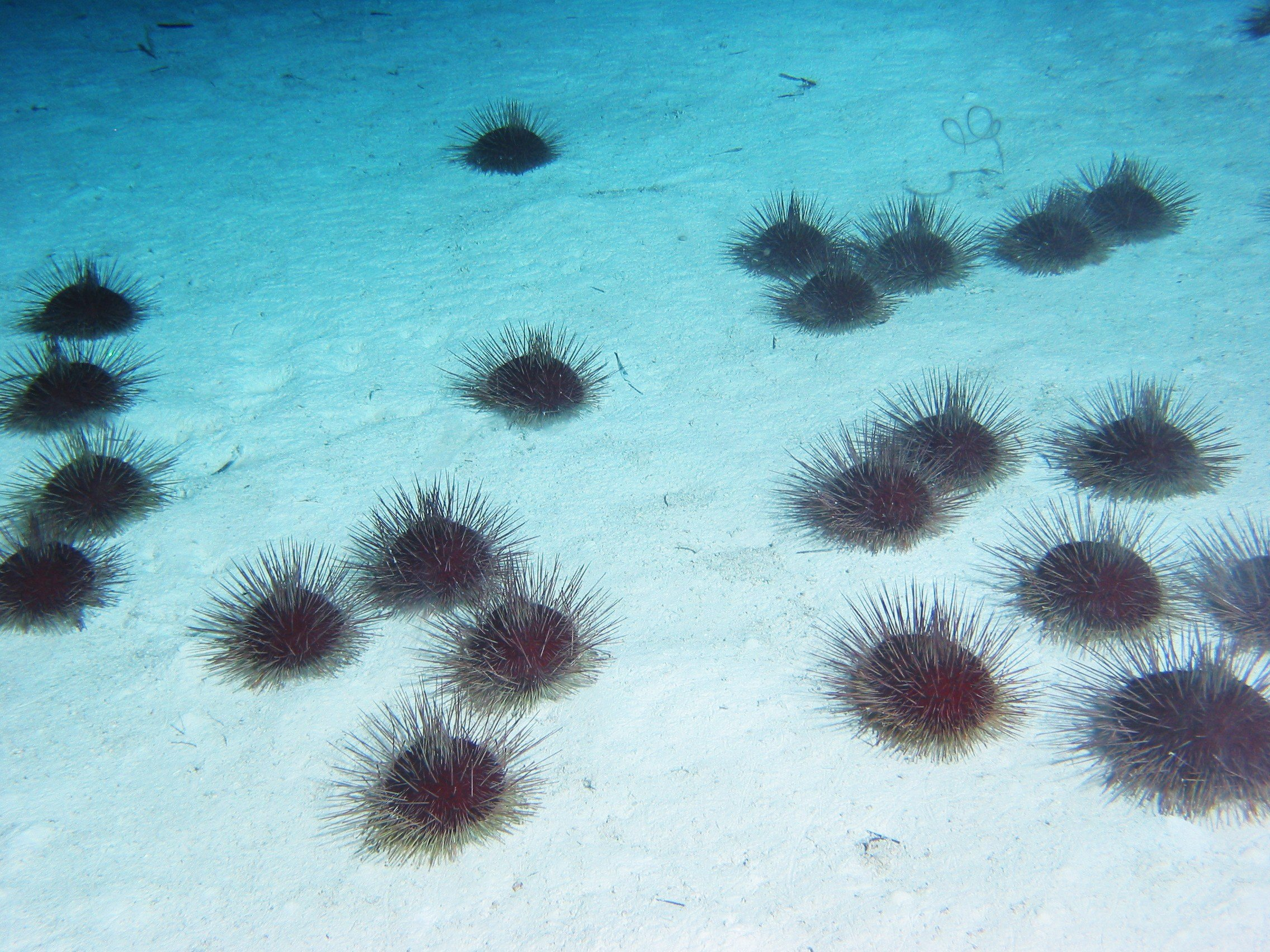
Heterobrissus hystrix (abyssal)
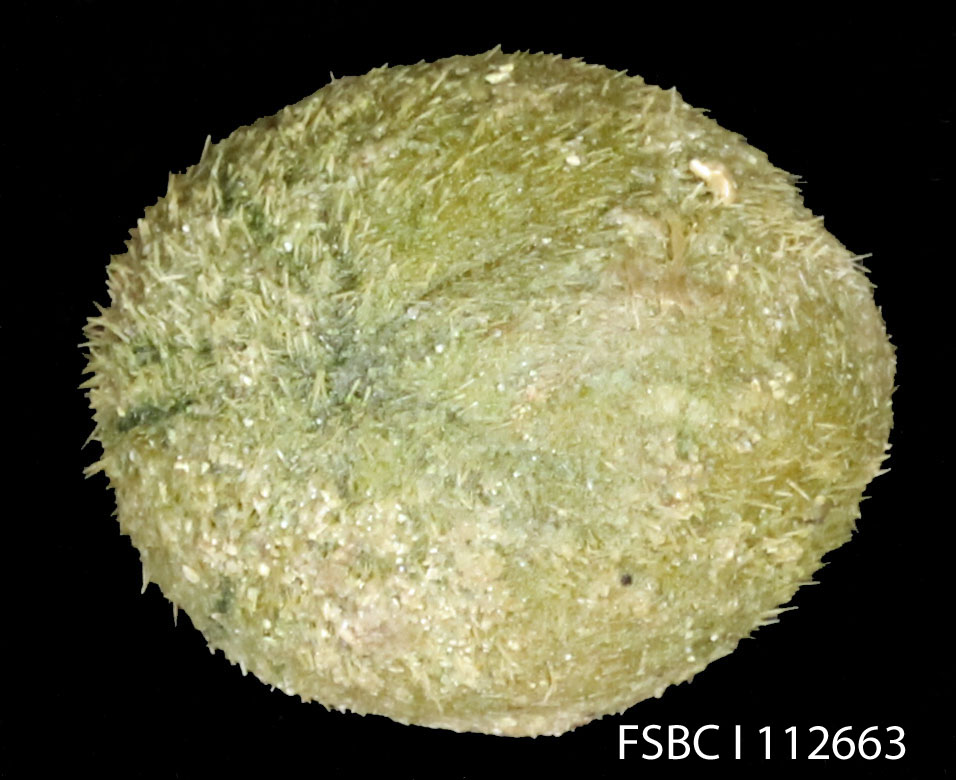
Brissopsis alta
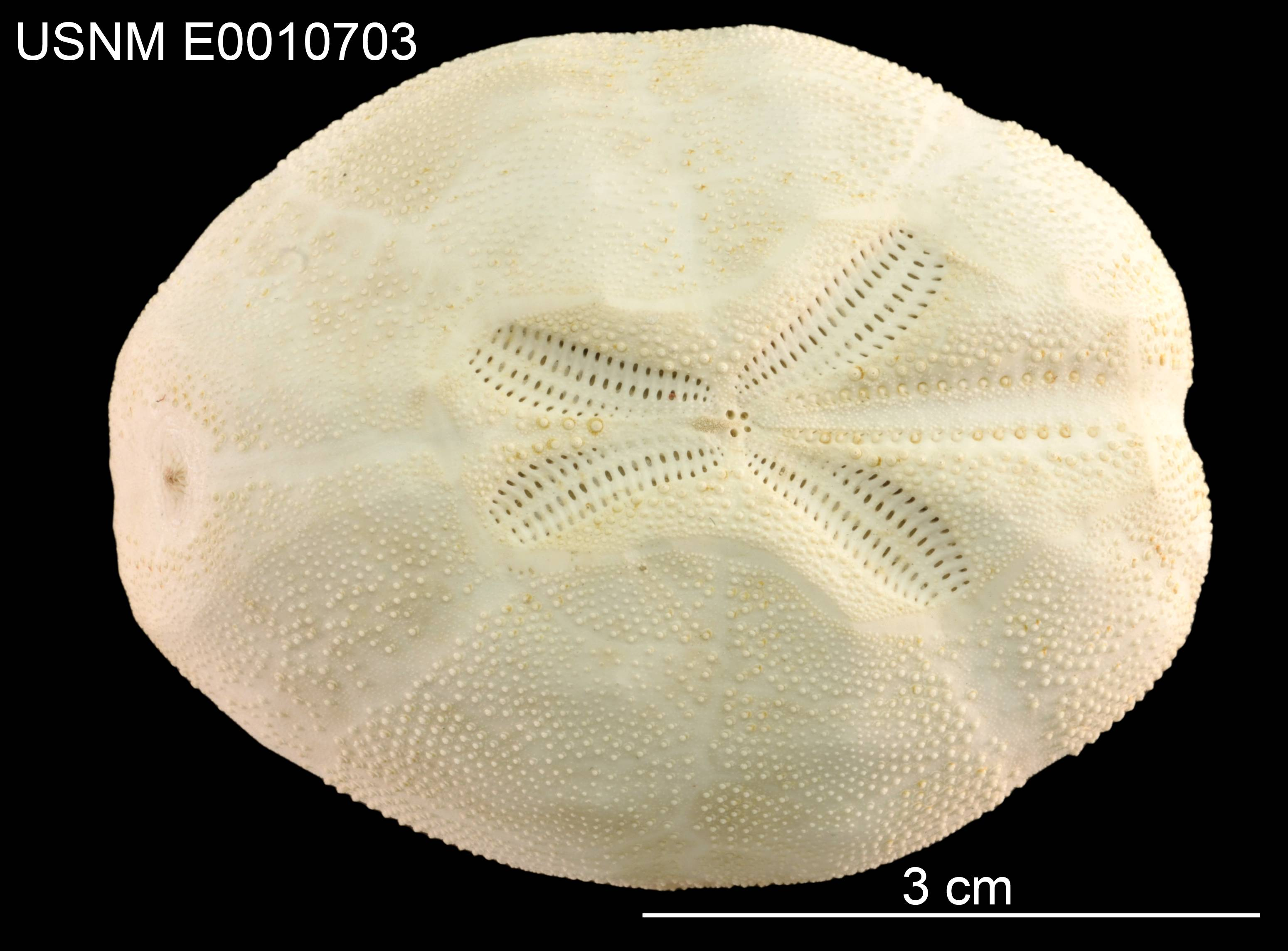
Brissopsis atlantica
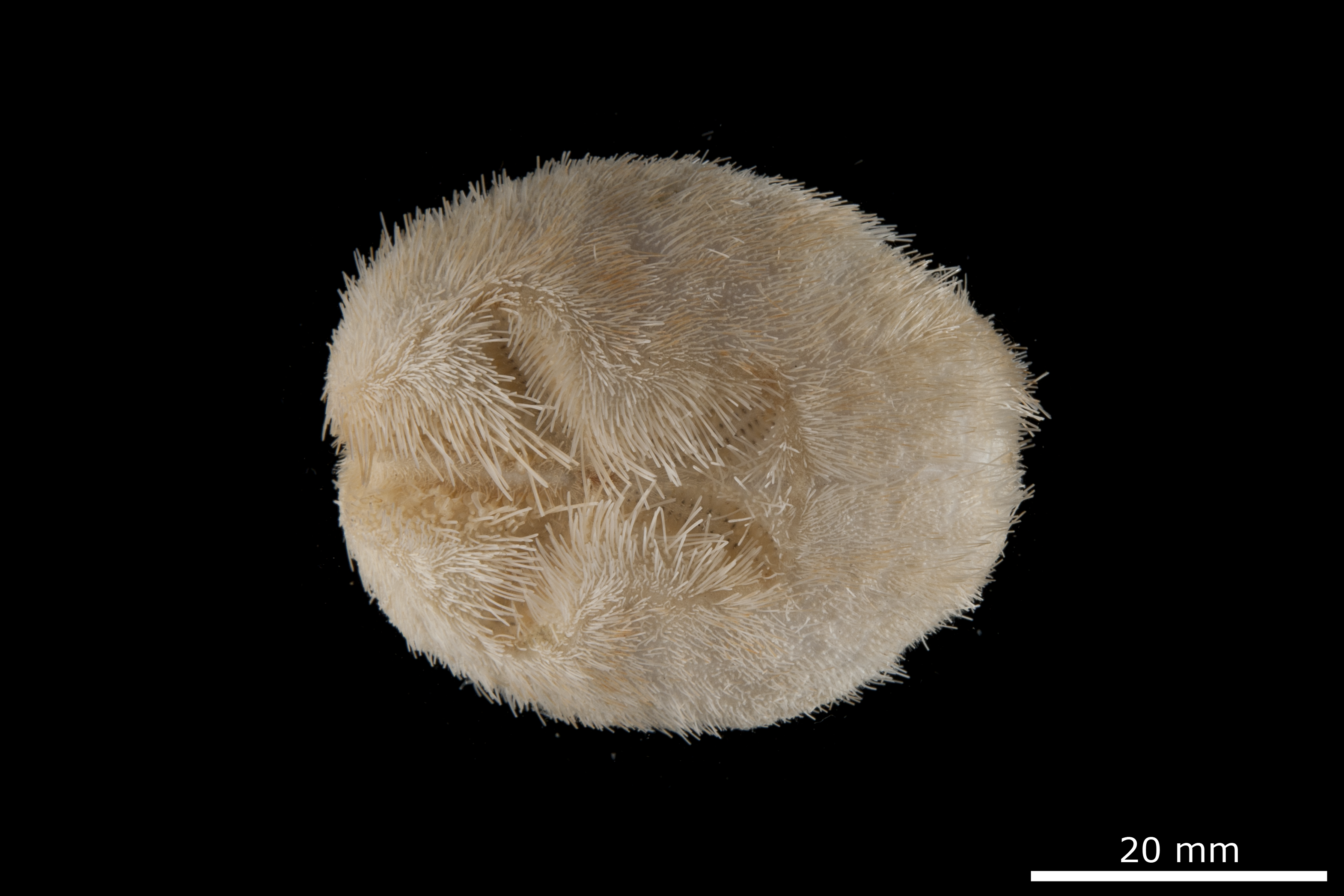
Brissopsis elongata
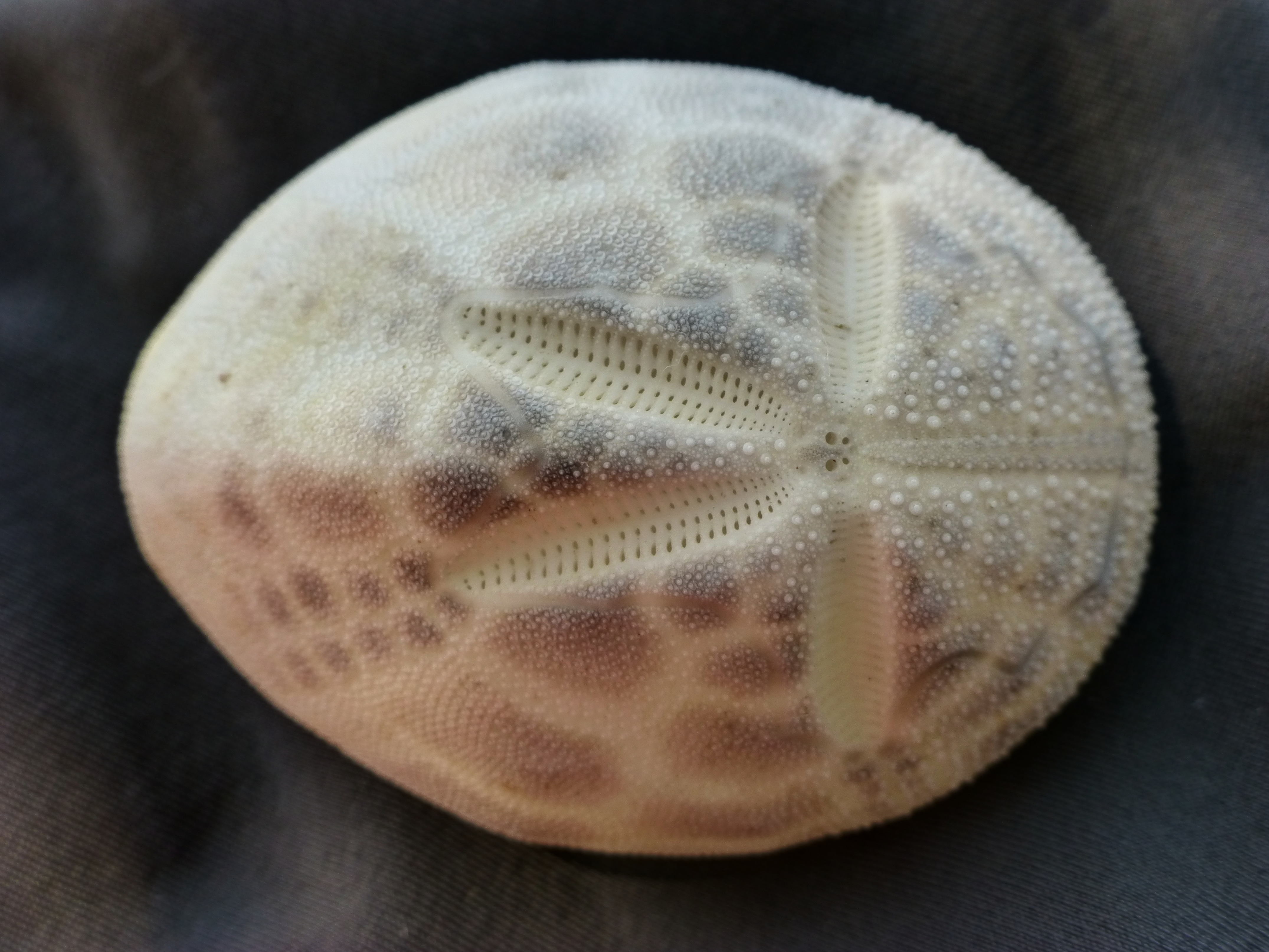
Brissus unicolor
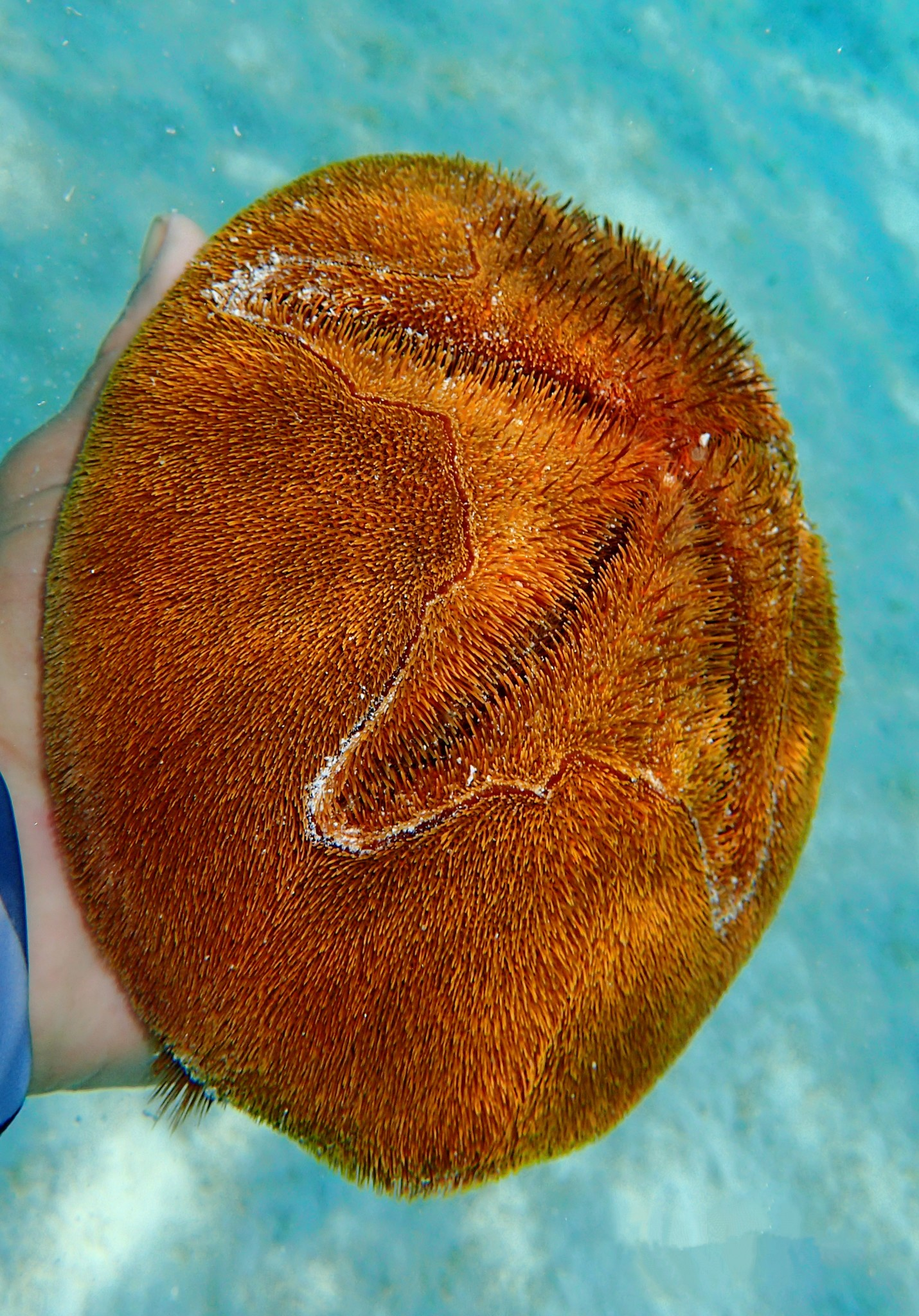
Spatangue rouge (Meoma ventricosa)
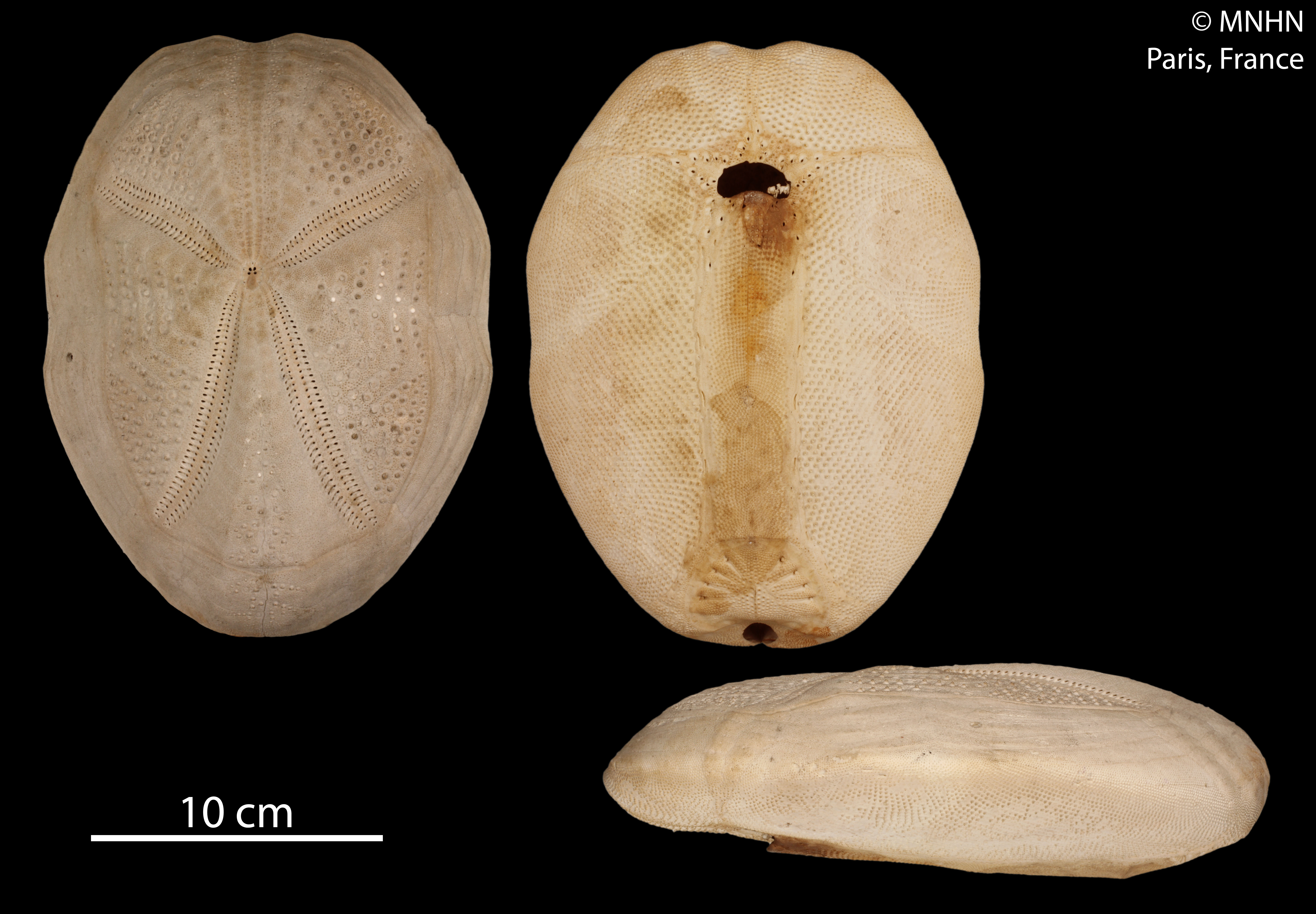
Test de plagiobrissus des Antilles (Plagiobrissus grandis)
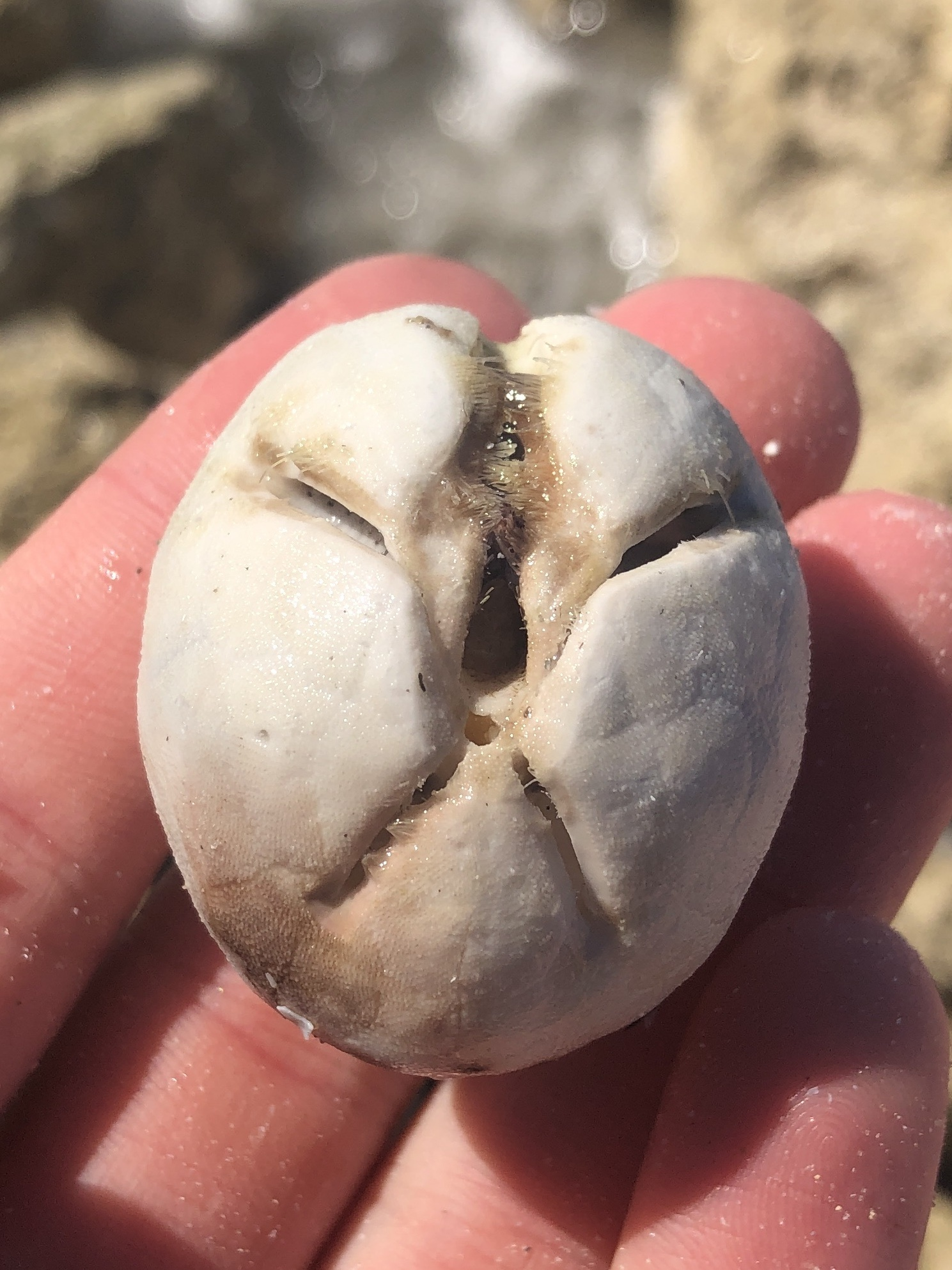
Moira atropos
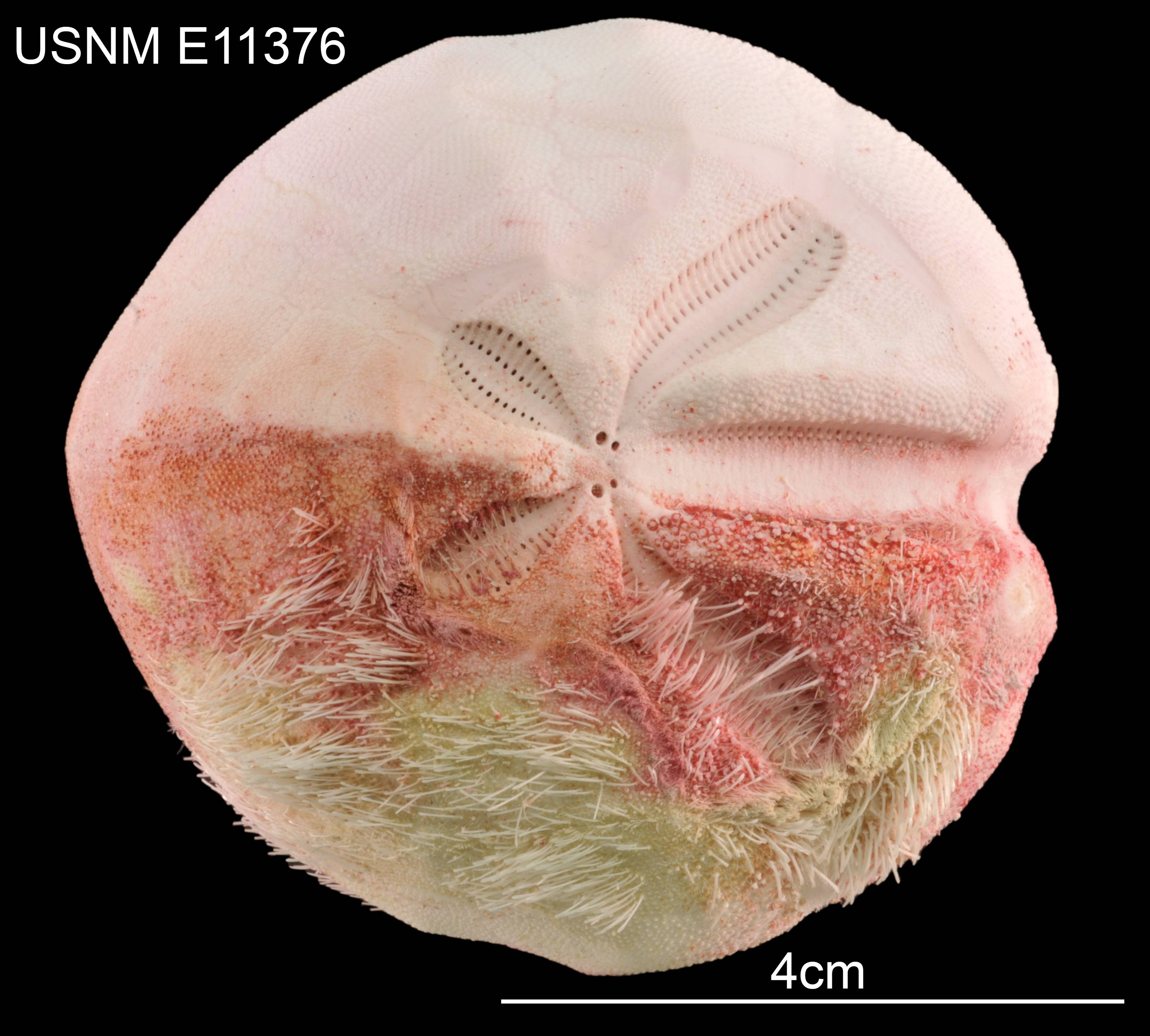
Schizaster doederleini
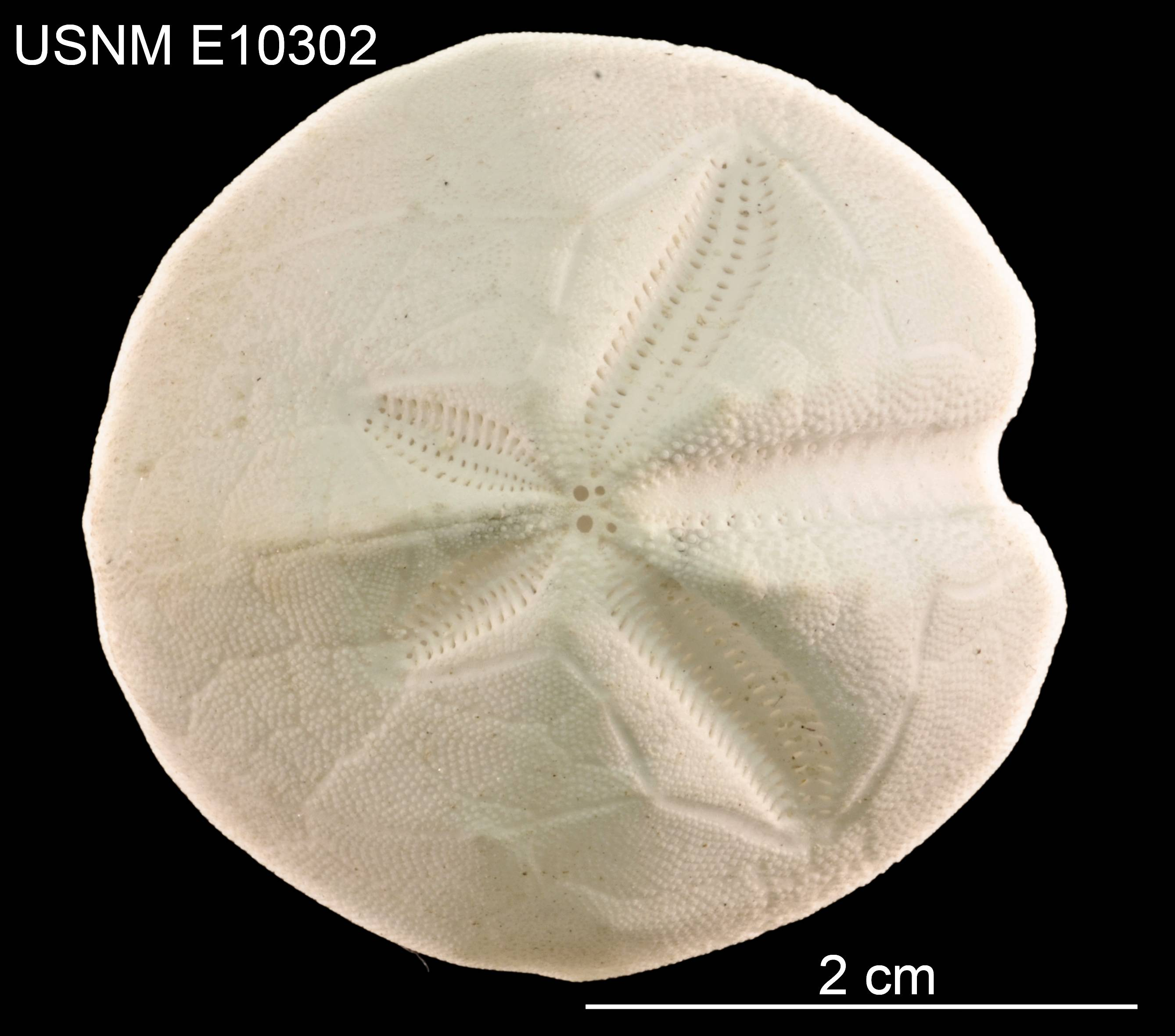
Schizaster floridiensis
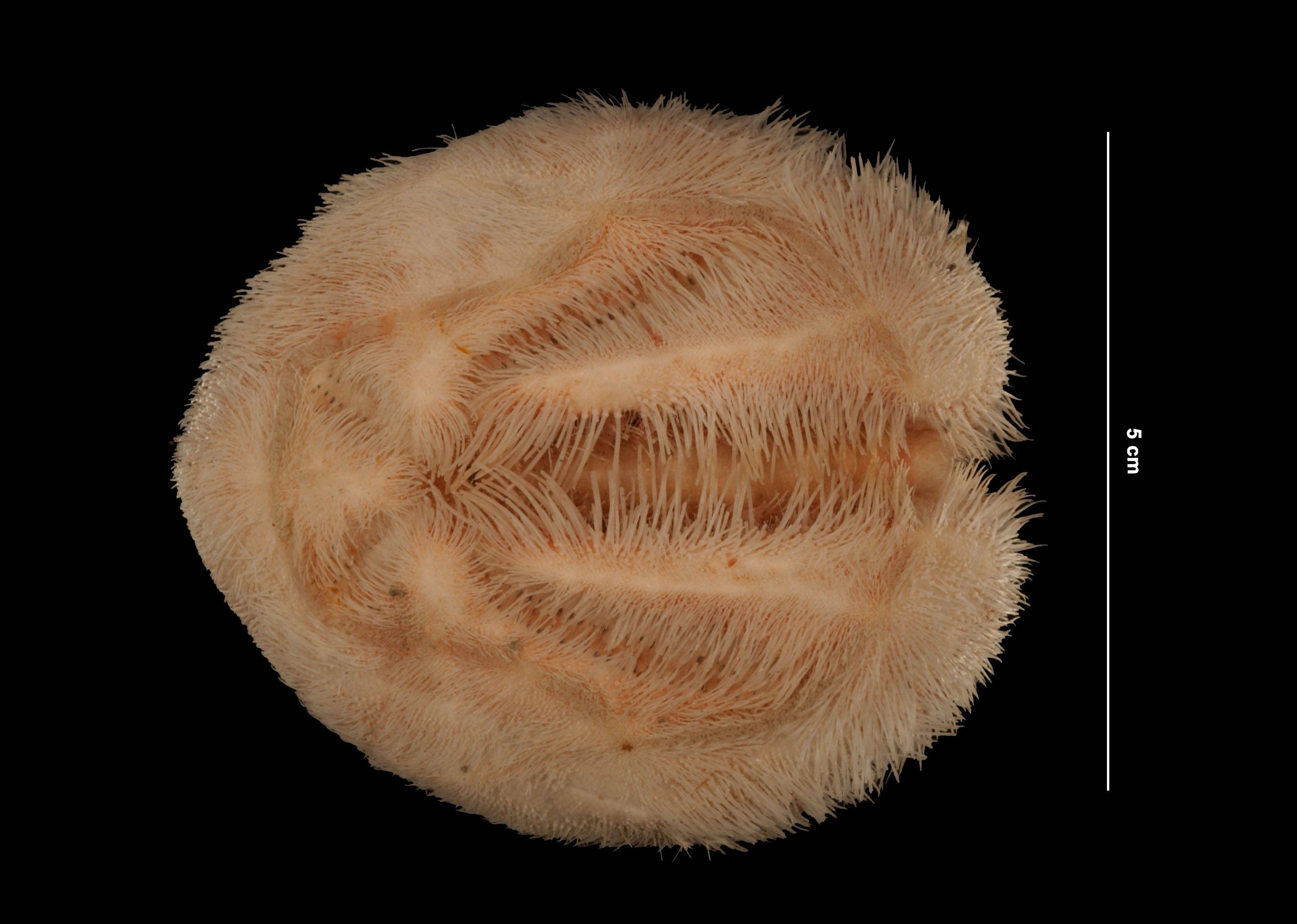
Schizaster orbignyanus
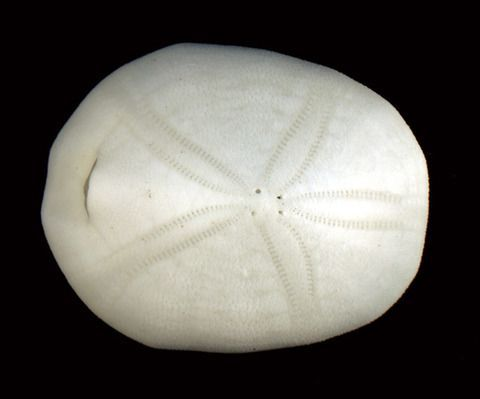
Cassidulus caribaearum

Espèces non illustrées : Echinocardium laevigaster, Agassizia excentrica, Hypselaster limicolus, Plethotaenia spatangoides, Homolampas fragilis.

## Holothuries(«concombres de mer»)
La classe des Holothuroidea (du grec « holothoúrion», donné par Aristote à un animal qui n’a pu être déterminé) regroupe des animaux marins au corps généralement cylindrique, plus ou moins mou selon les espèces, qui présentent une symétrie bilatérale apparente tout en conservant organiquement la symétrie pentaradiaire propre aux échinodermes. Autour de la bouche située en position antérieure, on observe une couronne de tentacules mobiles et rétractables chargés de prélever des particules de sédiment et de les porter à la bouche. En partie postérieure se trouve l’orifice cloacal servant à la respiration et à l’évacuation des déjections. C’est aussi par cet orifice que sortent, en situation de stress, de longs filaments blancs et collants appelés tubes de Cuvier chez les espèces qui en possèdent. Les holothuries se meuvent lentement sur les centaines de podias terminés par une ventouse qui couvrent leur trivium. Les holothuries sont les grands nettoyeurs de la mer. Ils se nourrissent principalement de la matière organique en décomposition présente dans le substrat, et permettent ainsi de limiter la prolifération des bactéries et de constituer un sédiment épuré et homogène. Certaines espèces sont cependant immobiles, et vivent attachées à un objet ou enterrées dans le sédiment d'où elles ne laissent dépasser que leurs longs tentacules ramifiés, dont elles se servent pour se nourrir de plancton : ce sont les Dendrochirotida, ou « lèche-doigts ».
Très consommés et braconnés en Asie, les concombres de mer sont peu exploités aux Caraïbes.
On compte 63 espèces d'holothuries aux Caraïbes, réparties dans 10 familles.

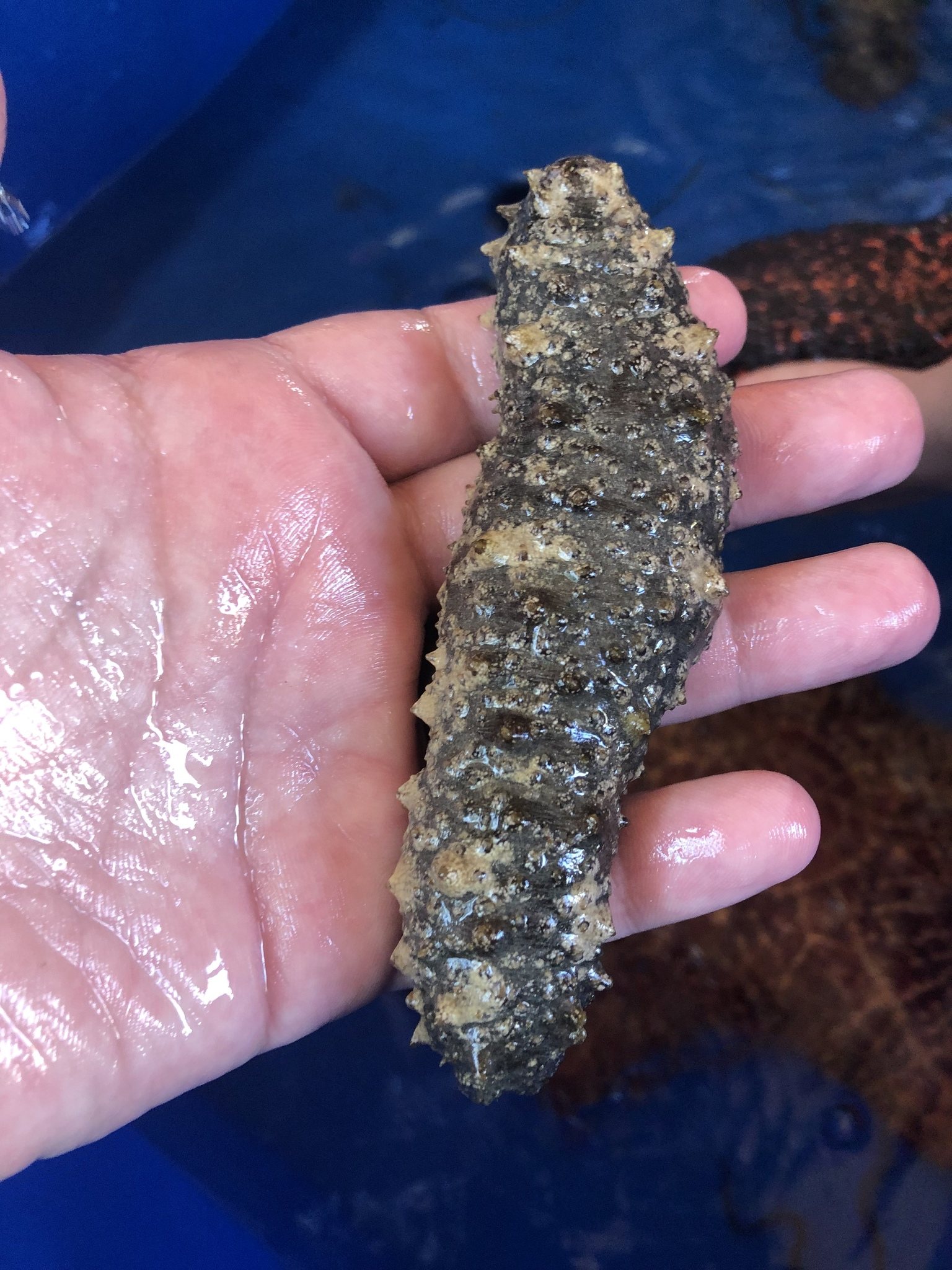
Holothurie de Floride (Holothuria (Halodeima) floridana)
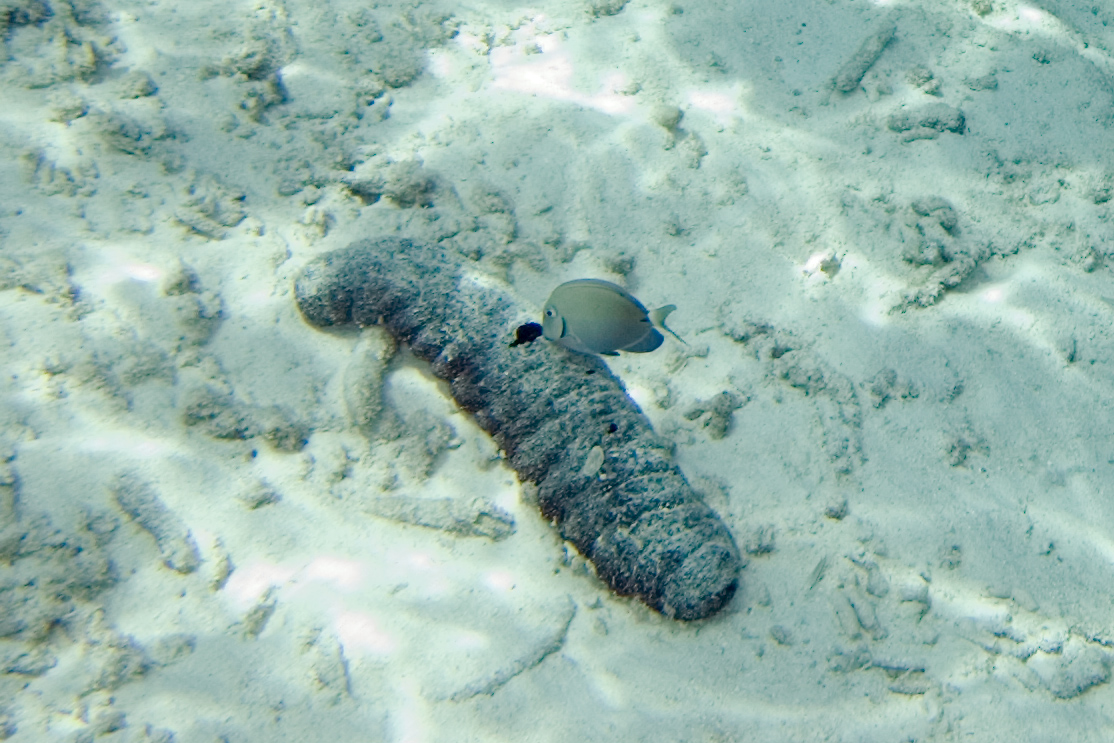
Holothurie mexicaine (Holothuria (Halodeima) mexicana)
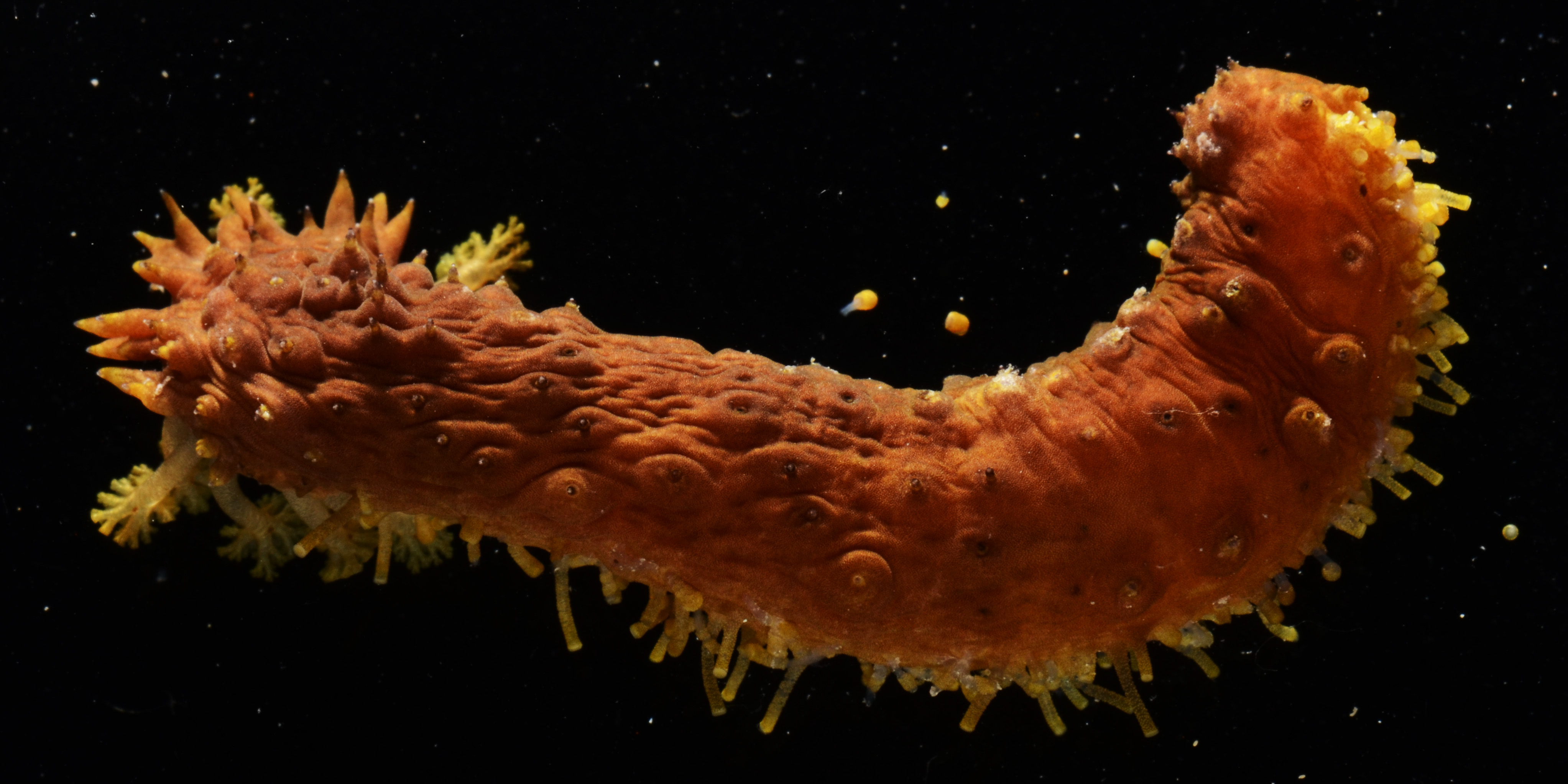
Holothurie dorée (Holothuria (Platyperona) parvula)
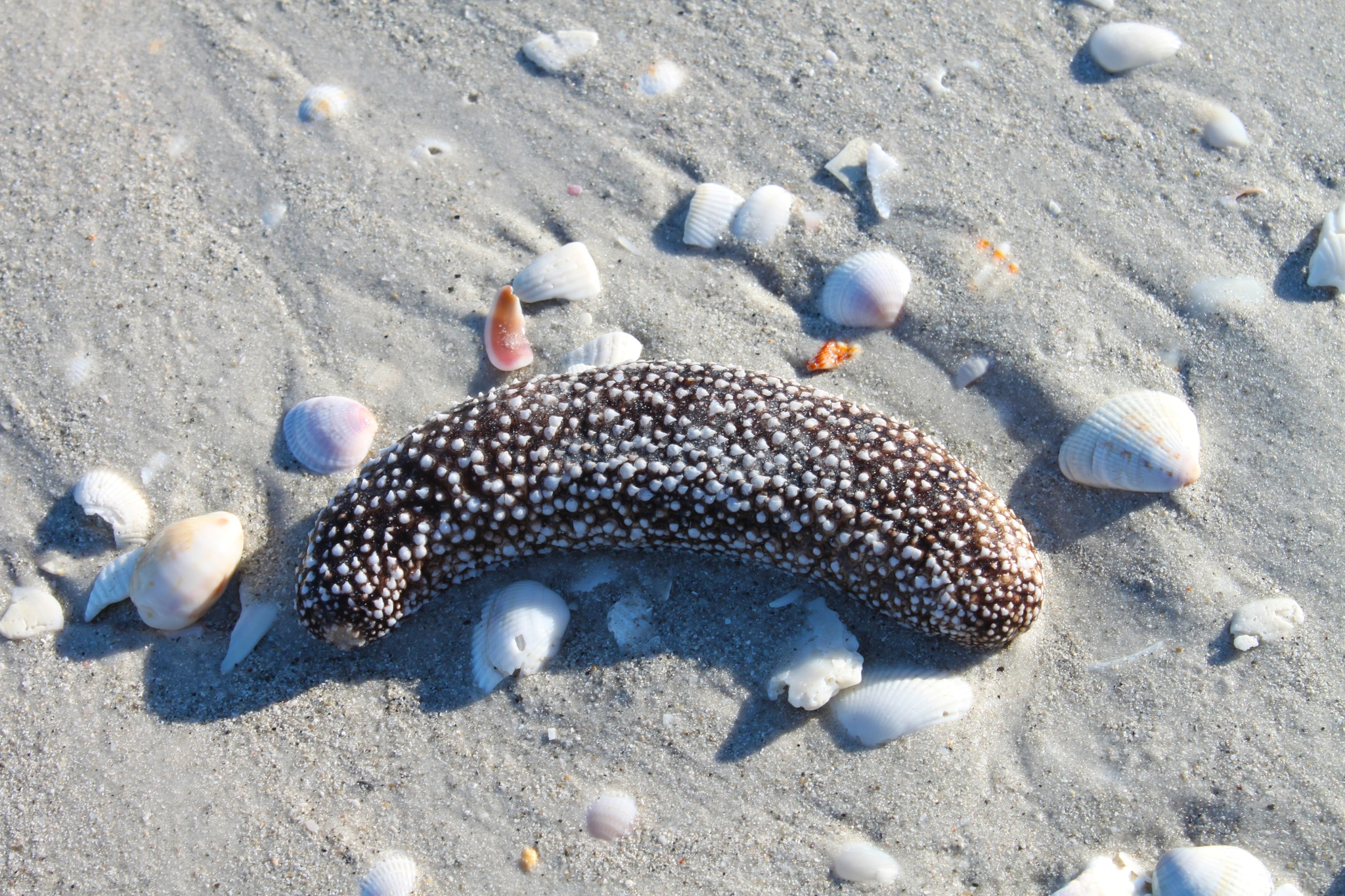
Holothurie princière (Holothuria (Theelothuria) princeps)
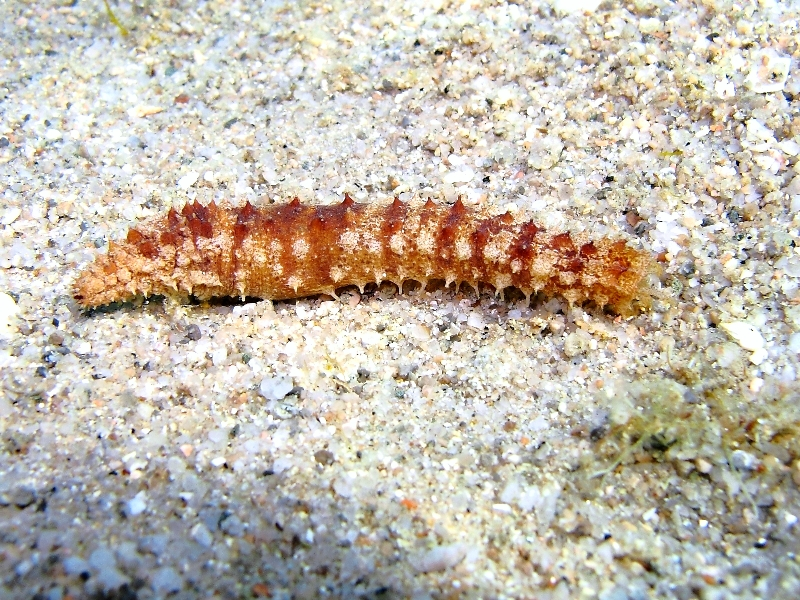
Holothurie impatiente (Holothuria (Thymiosycia) impatiens)
Holothuria lentiginosa
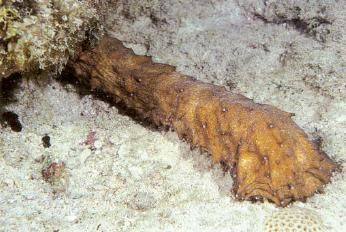
Holothurie queue de tigre (Holothuria (Thymiosycia) thomasi)
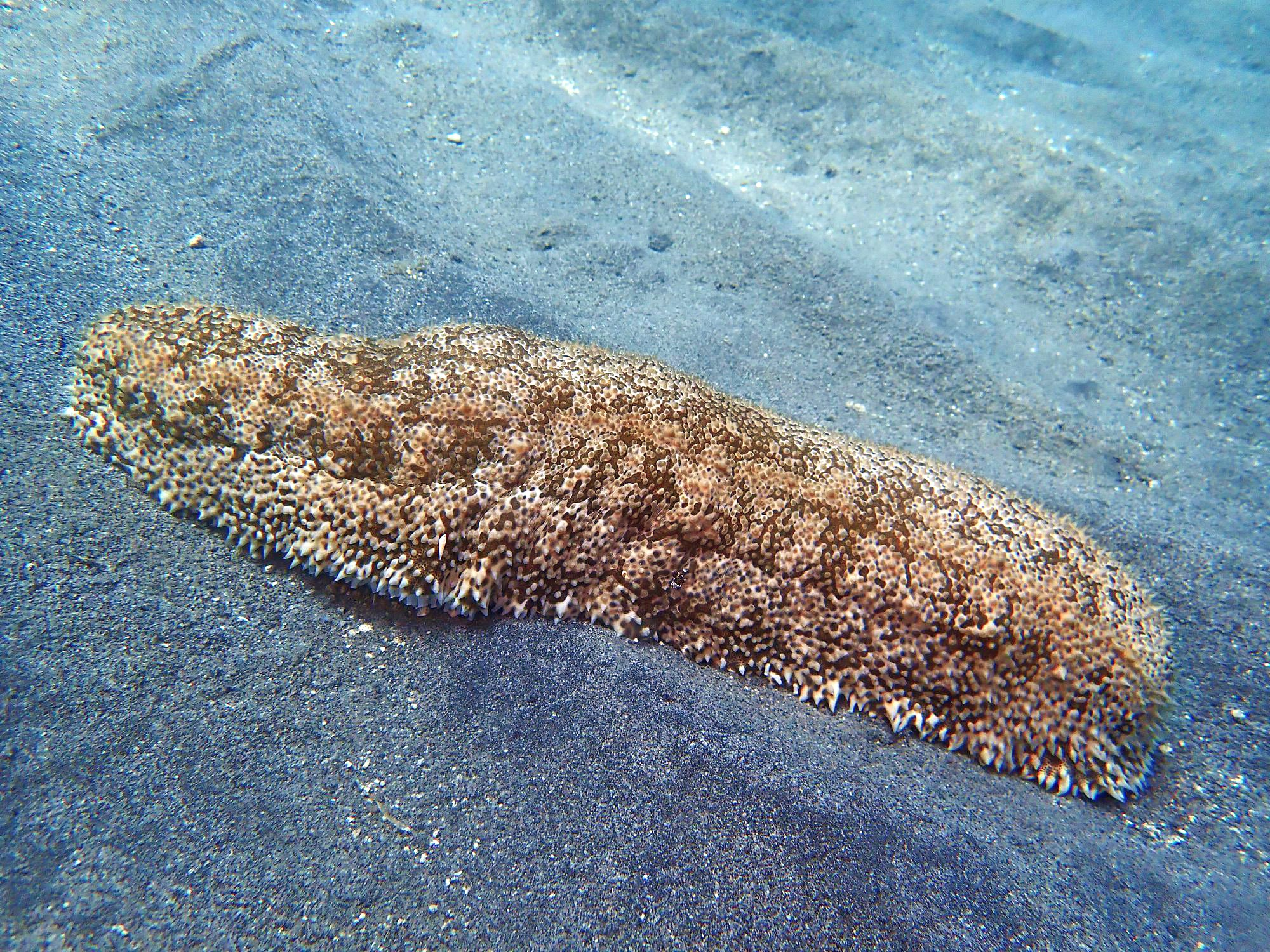
Holothurie à fourrure (Astichopus multifidus)
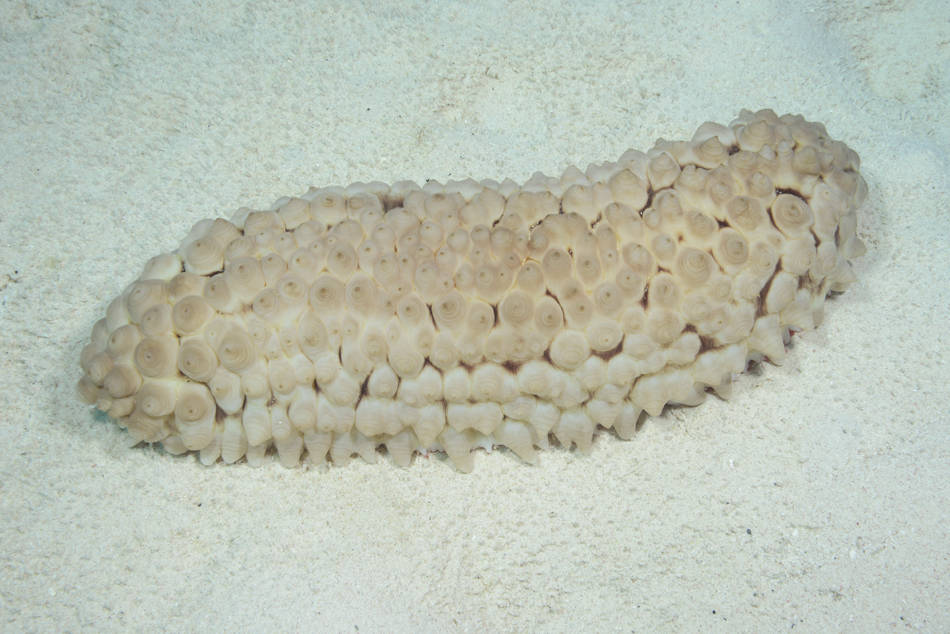
holothurie à cônes (Eostichopus arnesoni)
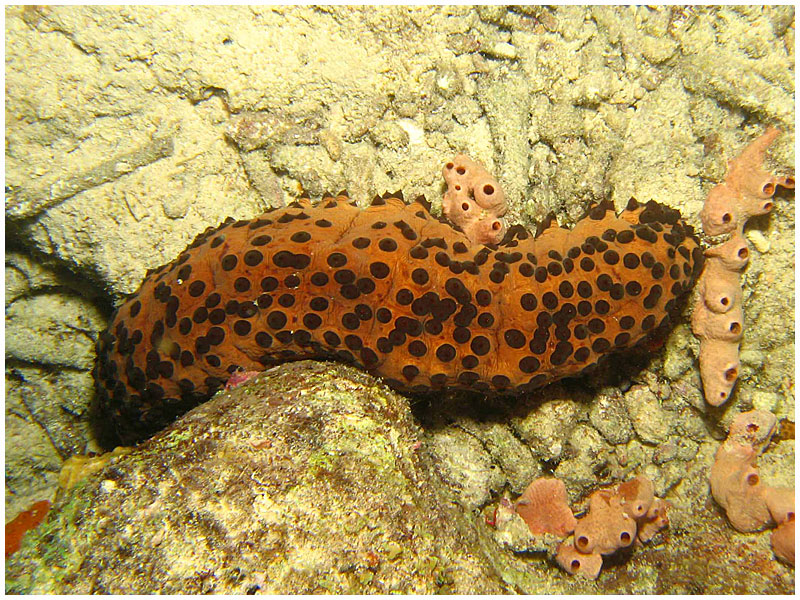
Holothurie à points (Isostichopus badionotus)
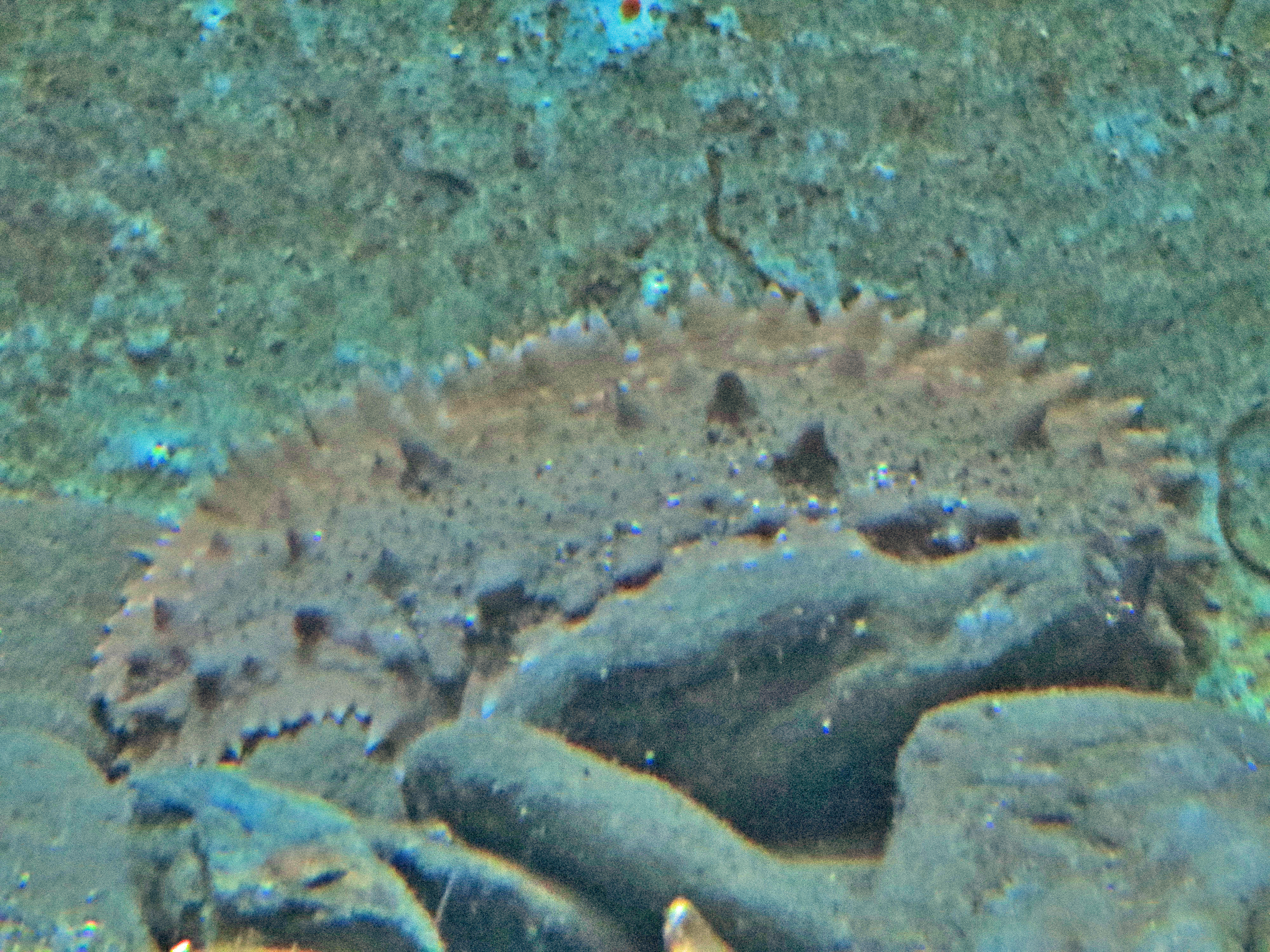
Espardenya (Parastichopus regalis)
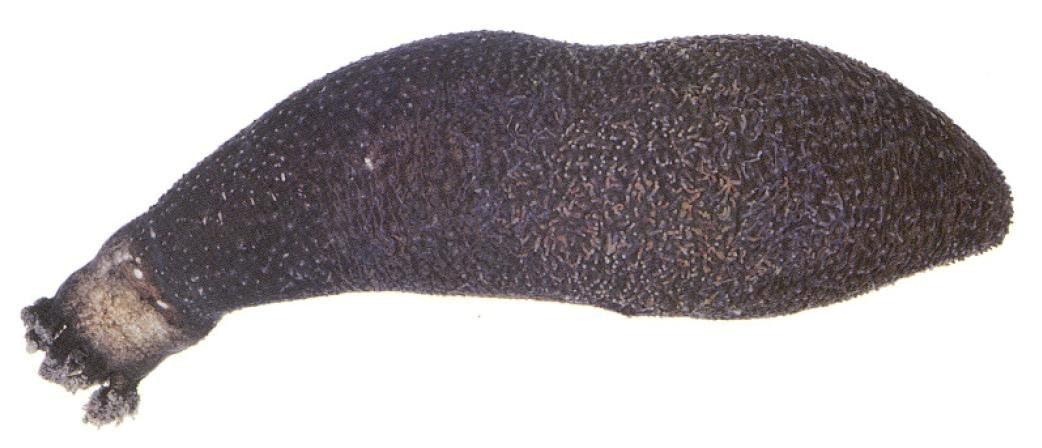
Sclerodactyla briareus
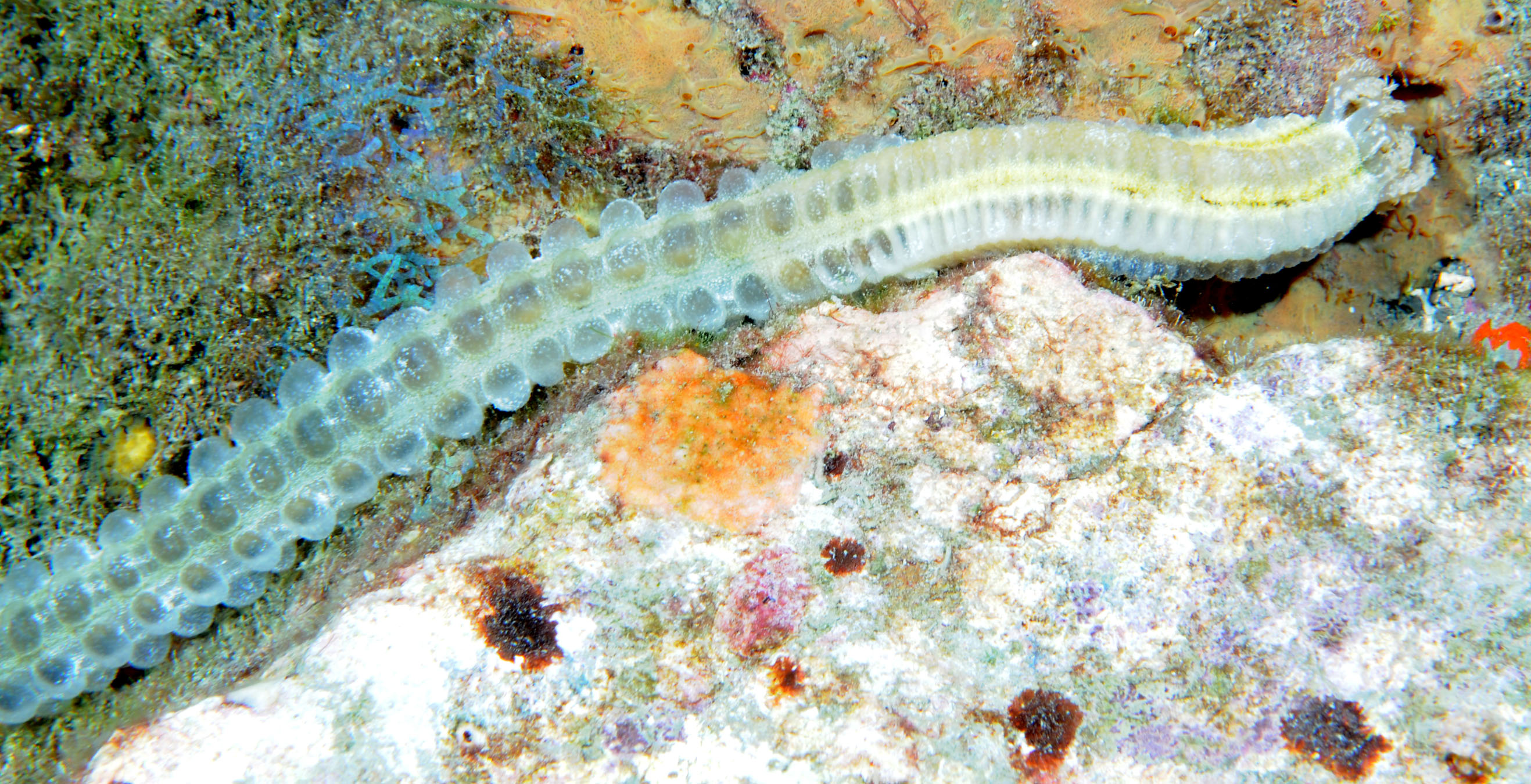
Holothurie-serpent collante antillaise (Euapta lappa)
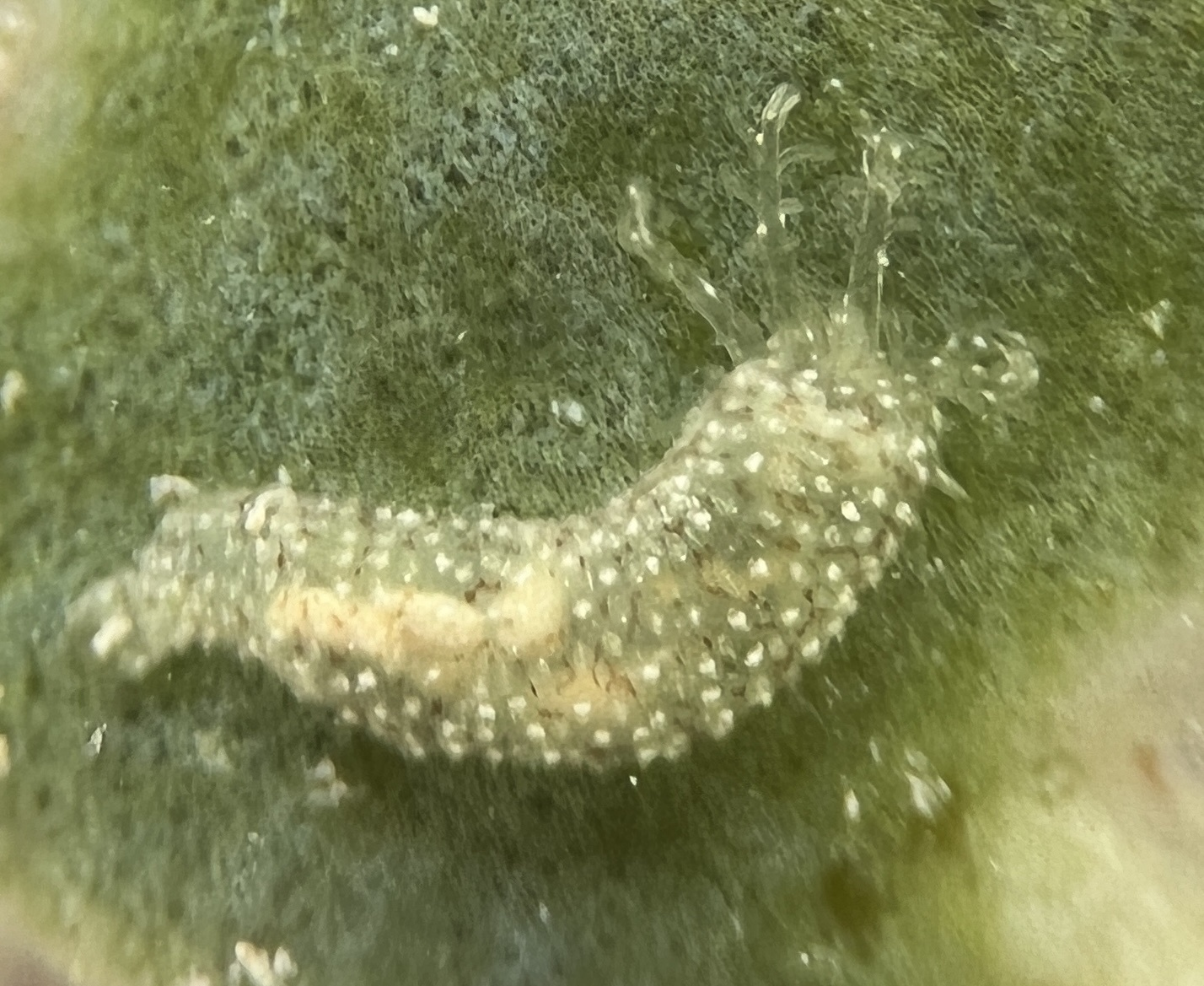
Synaptula hydriformis

Espèces communes non illustrées : Holothurie cinq-dents (Actinopyga agassizii), Holothurie cubaine (Holothuria cubana), Holothurie de Floride (Holothuria floridana), Holothuria occidentalis, holothurie camouflée (Pseudothyone belli) ; ainsi que Holothuria arenicola, Holothuria dakarensis, Holothuria glaberrima, Holothuria grisea, Holothuria parvula, Holothuria princeps, Holothuria pseudofossor, Holothuria rowei, Holothuria surinamensis, Isostichopus macroparentheses, Mesothuria intestinalis, Duasmodactyla seguroensis, Stolus cognatus, Euthyonacta solida, Ocnus pygmaeus, Ocnus surinamensis, Thyonella gemmata, Thyonella pervicax, Allothyone mexicana, Phyllophorus occidentalensis, Stolus cognatus, Thyone crassidisca, Thyone deichmannae, Thyone pawsoni, Thyone pseudofusus, Euthyonidiella destichada, Euthyonidiella trita, Pseudothyone belli, Molpadia cubana, Molpadia musculus, Molpadia parva, Paracaudina chilensis, Chiridota rotifera, Epitomapta roseola, Labidoplax buskii, Leptosynapta crassipatina, Leptosynapta multigranulata, Leptosynapta tenuis, Protankyra benedeni.

### Sources

#### Articles scientifiques
- (en) David L. Pawson, Doris J. Vance, Charles G. Messing, Francisco A. Solis-Martin et Christopher L. Mah, « Echinodermata of the Gulf of Mexico », Gulf of Mexico : Origins, water and biota, Texas A&M University Press, vol. 1,‎ 2009, p. 1177-1204 (lire en ligne).
- (en) Juan-José Alvarado, « Echinoderm diversity in the Caribbean Sea », Marine Biodiversity, vol. 41,‎ 2011, p. 261–285 (lire en ligne).
- (en) Laguarda-Figueras A., Solis-Marín F.A., Durán-González A., Ahearn C.G., Buitrón Sánchez B.E., Torres-Vega J., « Echinoderms (Echinodermata) of the Mexican Caribbean », Revista de Biologia Tropical, vol. 53, no 3,‎ 2005, p. 109-22 (lire en ligne).
- (en) Francisco A. Solís-Marín, Magali B. I. Honey-Escandón, M. D. Herrero-Perezrul, Francisco Benitez-Villalobos, Julia P. Díaz-Martínez, Blanca E. Buitrón-Sánchez, Julio S. Palleiro-Nayar et Alicia Durán-González, « The Echinoderms of Mexico: Biodiversity, Distribution and Current State of Knowledge », dans Juan José Alvarado & Francisco Alonso Solis-Marin, Echinoderm Research and Diversity in Latin America, Heidelberg, Springer, 2013 (DOI 10.1007/978-3-642-20051-9_2, lire en ligne).

#### Sites de référence en identification d'espèces marines
- « Données d'observations pour la reconnaissance et l'identification de la faune et de la flore subaquatiques », sur DORIS, site partenaire du MNHN géré par la CNEBS de la FFESSM.
- « Sous Les Mers », sur www.souslesmers.fr, administré par François Cornu.
- (en) « Marine Species Identification Portal », sur species-identification.org.

#### Sites spécialisés sur la région
- « Echinodermes des Caraïbes », sur webplongee.com.
- « Les Echinodermes, des animaux sans tête », sur edenplongee.fr.
- (en) « Echinoderms », sur reefguide.org.

#### Bases de données taxinomiques
- (en) « World Register of Marine Species », sur World Register of Marine Species.
- (en) « Système d'information taxonomique intégré », sur ITIS.
- (en) « Sea Life Base », sur Sealifebase.org.